# Cathédrale Notre-Dame de Paris
Pour les articles homonymes, voir Notre-Dame de Paris, Notre-Dame et Cathédrale Notre-Dame.

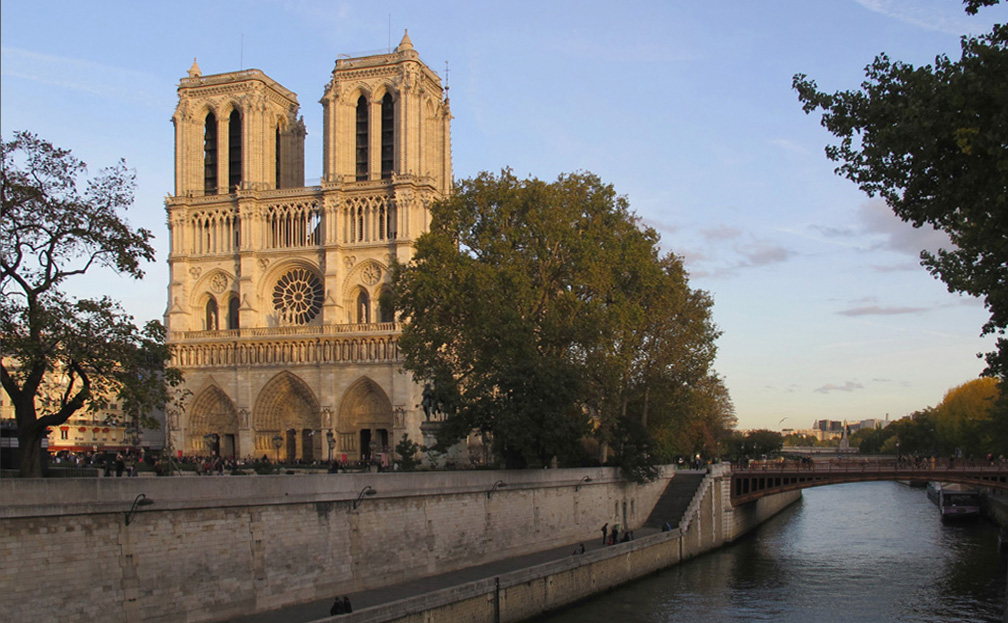
Notre-Dame de Paris et la Seine en 2011.

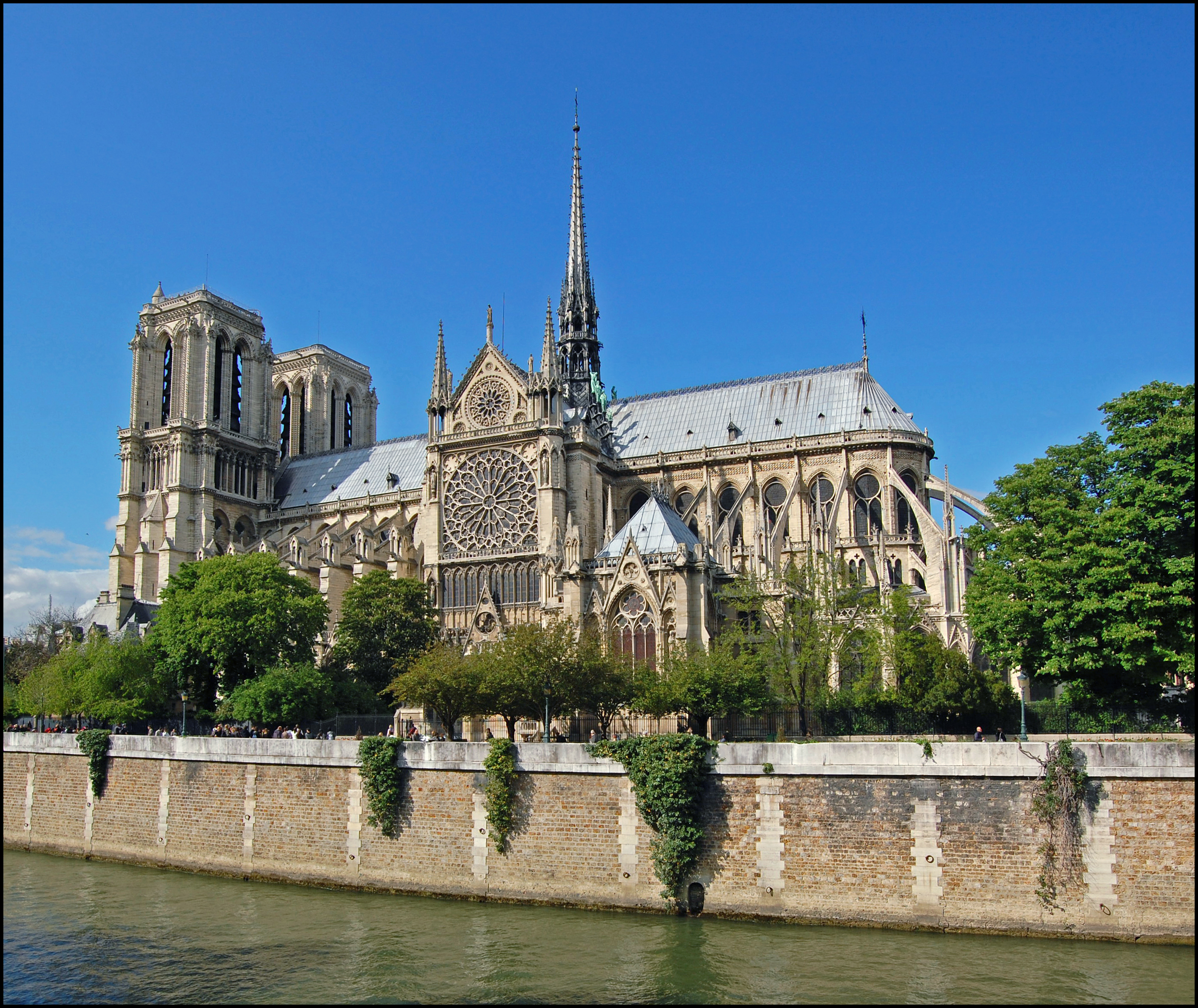
Façade sud de Notre-Dame de Paris en 2009.

La cathédrale Notre-Dame de Paris, communément appelée Notre-Dame, est l'un des monuments les plus emblématiques de la ville de Paris et de France. Située sur l'île de la Cité, elle constitue un lieu de culte catholique et sert de siège à l'archidiocèse de Paris, dédié à la Vierge Marie.
Sa construction est lancée en 1163 sous l'impulsion de l'évêque Maurice de Sully, et s'étale sur près de deux siècles, pour se terminer au milieu du XIVe siècle. Après la Révolution française, entre 1845 et 1867, la cathédrale bénéficie d'une importante restauration, parfois controversée, sous la direction de l'architecte Eugène Viollet-le-Duc, qui y incorpore des éléments et des motifs inédits, dont une nouvelle flèche. Pour ces raisons, le style n'est pas d'une uniformité totale : la cathédrale possède certains des caractères du gothique primitif et du gothique rayonnant. Les deux rosaces qui ornent chacun des bras du transept sont parmi les plus grandes d'Europe.
La cathédrale est liée à de nombreux épisodes de l'histoire de France. Église paroissiale royale au Moyen Âge, elle accueille l'arrivée de la Sainte Couronne en 1239, puis le sacre de Napoléon Ier en 1804, le baptême du dernier des Bourbons de France en 1821, ainsi que les funérailles de plusieurs présidents de la République française (Adolphe Thiers, Sadi Carnot, Paul Doumer, Georges Pompidou, François Mitterrand). C'est aussi sous ses voûtes qu'est chanté un Magnificat lors de la libération de Paris, en 1944. Le 850e anniversaire de sa construction est célébré en 2013.
La cathédrale inspire de nombreuses œuvres artistiques, notamment le roman de Victor Hugo Notre-Dame de Paris paru en 1831 et qui influence en retour en partie son histoire. Au début du XXIe siècle, Notre-Dame est visitée chaque année par quelque 13 à 14 millions de personnes. L'édifice, aussi basilique mineure, est ainsi le monument le plus visité en Europe et l'un des plus visités au monde jusqu'en 2019, et de ceux qui ont suscité une réflexion sur une régulation des flux touristiques.
Le violent incendie du 15 avril 2019 détruit la flèche et la totalité de la toiture couvrant la nef, le chœur et le transept. Il s'agit du plus important sinistre subi par la cathédrale depuis sa construction. Dès lors, Notre-Dame est fermée au public. La reconstruction à l'identique des parties détruites ou gravement endommagées est décidée en 2020. La cérémonie officielle de réouverture de Notre-Dame a lieu le 7 décembre 2024 et l'ouverture au public le 8 décembre.

## Histoire

### Édifices primitifs

Tracé, selon Marcel Aubert, de l'emplacement, en 1150, de la cathédrale primitive dédiée à Notre-Dame, à l'emplacement de la nef, du transept et du chœur de l'édifice actuel. La cathédrale Saint-Étienne de Paris se trouvait à l'ouest de la cathédrale actuelle, au niveau du parvis.

Une tradition fait exister à l'emplacement de Notre-Dame un temple païen gallo-romain dédié à Jupiter. Il s'agit d'un mythe historiographique reposant sur la découverte du pilier des Nautes en 1711, retrouvé sous la cathédrale, démonté et réemployé dans les maçonneries du rempart gallo-romain entourant la Cité au Bas-Empire. Ce pilier, dédié effectivement à Jupiter entre 14 et 37 ap. J.-C., aurait pu se dresser n'importe où à Lutèce et être acheminé, comme nombre de blocs sculptés issus de monuments antiques, au IVe siècle, lors des travaux liés à la fortification de l'île, qui n'était alors que faiblement urbanisée.
Quatre édifices religieux se succèdent avant la cathédrale de l'évêque de Paris Maurice de Sully : une église paléochrétienne du IVe siècle remaniée en basilique mérovingienne, puis une cathédrale carolingienne et enfin une cathédrale romane restaurée et agrandie, mais qui s'avère progressivement trop petite pour la population de Paris qui augmente rapidement.
Selon Jean Hubert, la cathédrale primitive dédiée à Notre-Dame forme, du VIe au XIIe siècle, avec la cathédrale Saint-Étienne une cathédrale double (de) qui, accompagnée par le baptistère de l'église Saint-Jean-le-Rond de Paris, constitue au Moyen Âge l'ecclésia du diocèse de Paris, le groupe épiscopal qui précède la cathédrale de l'évêque Maurice de Sully.
Marcel Aubert appuie la thèse de son élève en affirmant que l'église, dont le mur occidental s'élevait à environ 40 mètres en avant de la façade actuelle, est l'ancienne église mérovingienne de la cathédrale Saint-Étienne de Paris, abandonnée à partir de 857 et en ruines en 1112. La cathédrale primitive Notre-Dame de Paris est située plus à l'est, sur l'emplacement d'une partie de la nef, du transept et du chœur de la cathédrale actuelle. Son abside est préservée jusqu'à la construction du nouveau chœur en 1163, le culte se poursuivant dans sa nef pendant les travaux de la nouvelle cathédrale jusqu'en 1180.
Cette approche de Jean Hubert et Marcel Aubert au XXe siècle, faisant de Saint-Étienne et Notre-Dame une cathédrale double, est cependant remise en question par des études plus récentes qui ne permettent pas de confirmer les hypothèses avancées,.

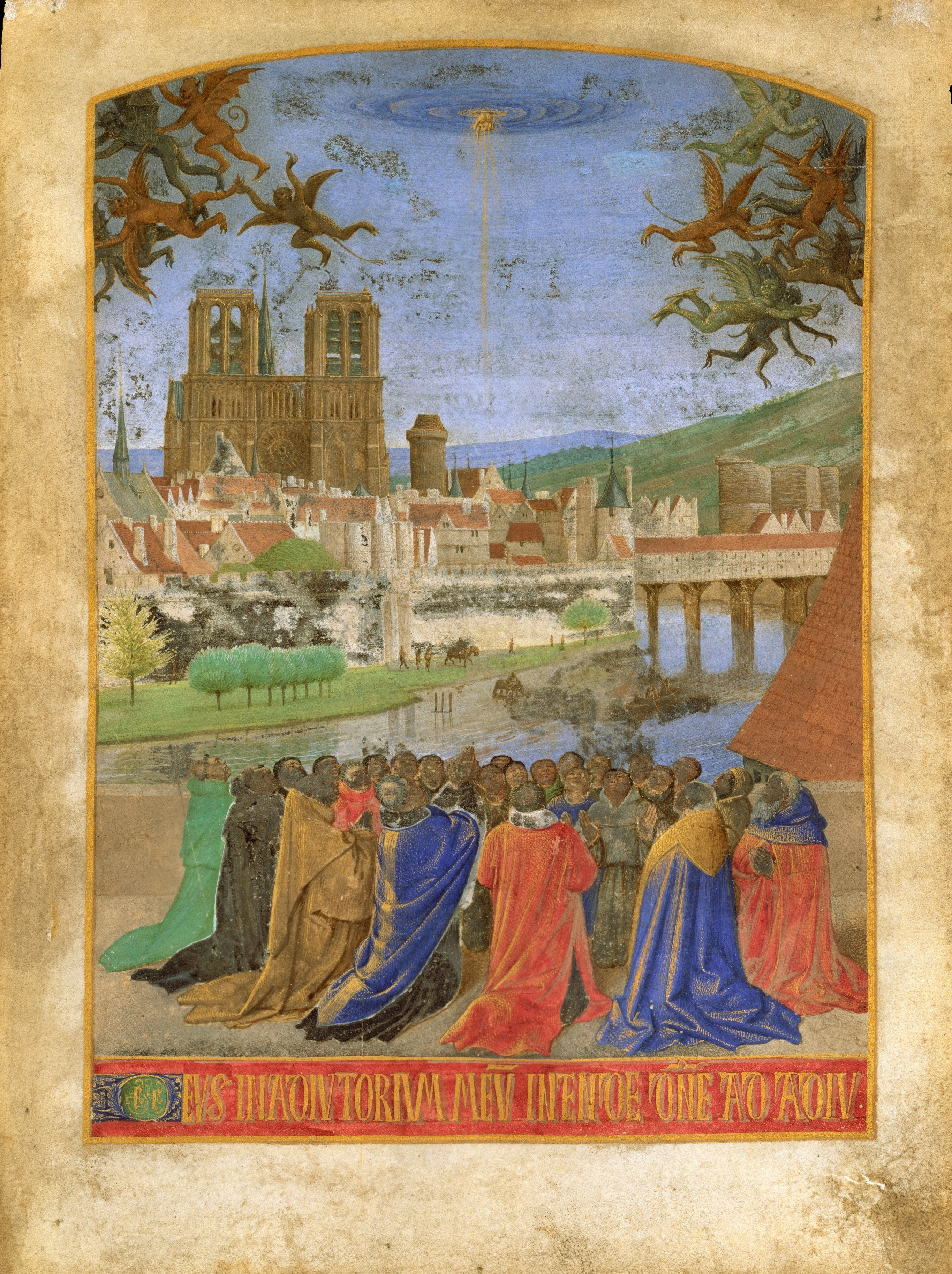
La Descente du Saint-Esprit, par Jean Fouquet (vers 1450).
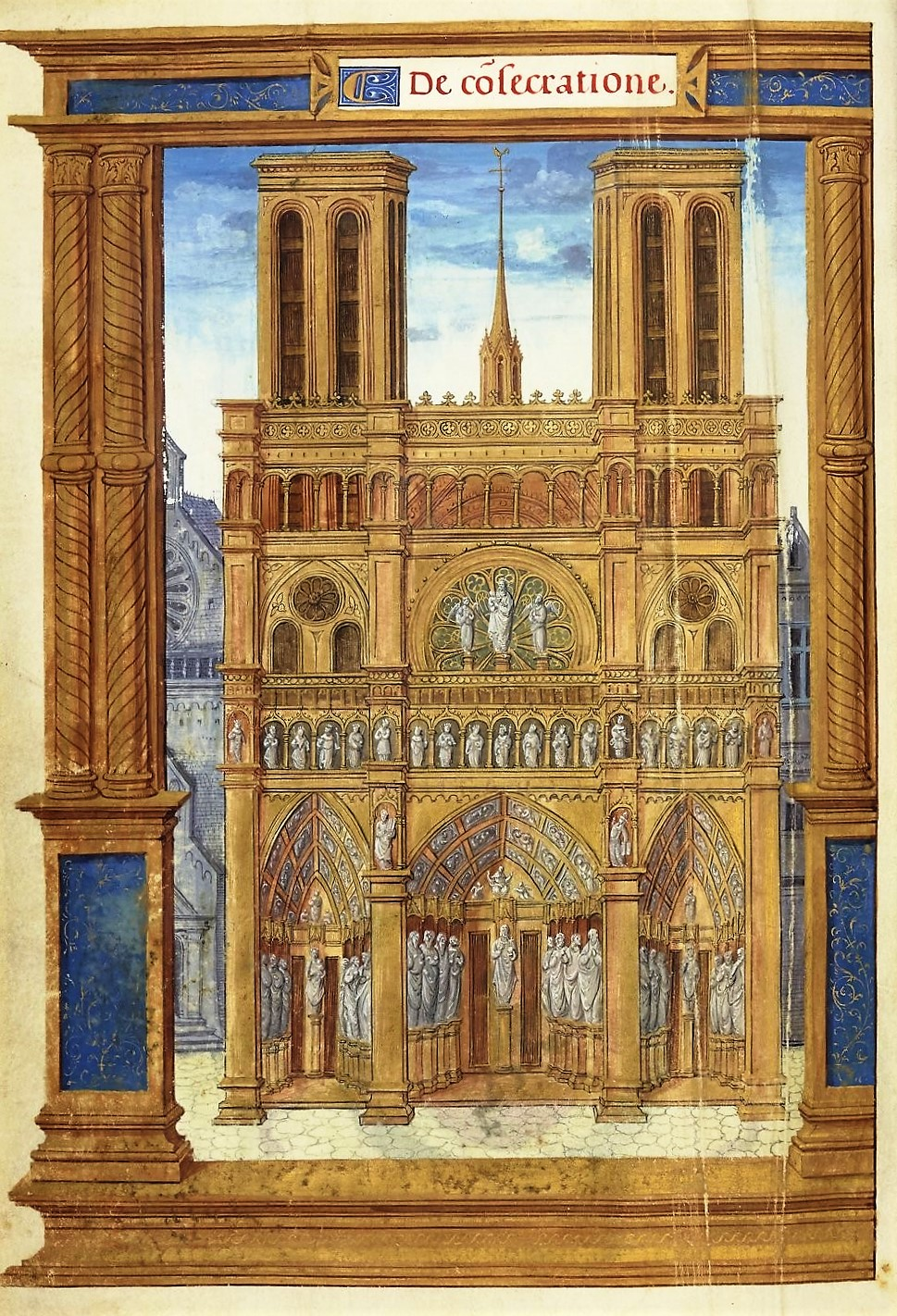
Notre-Dame de Paris vers 1525–1530 (pontifical romain).
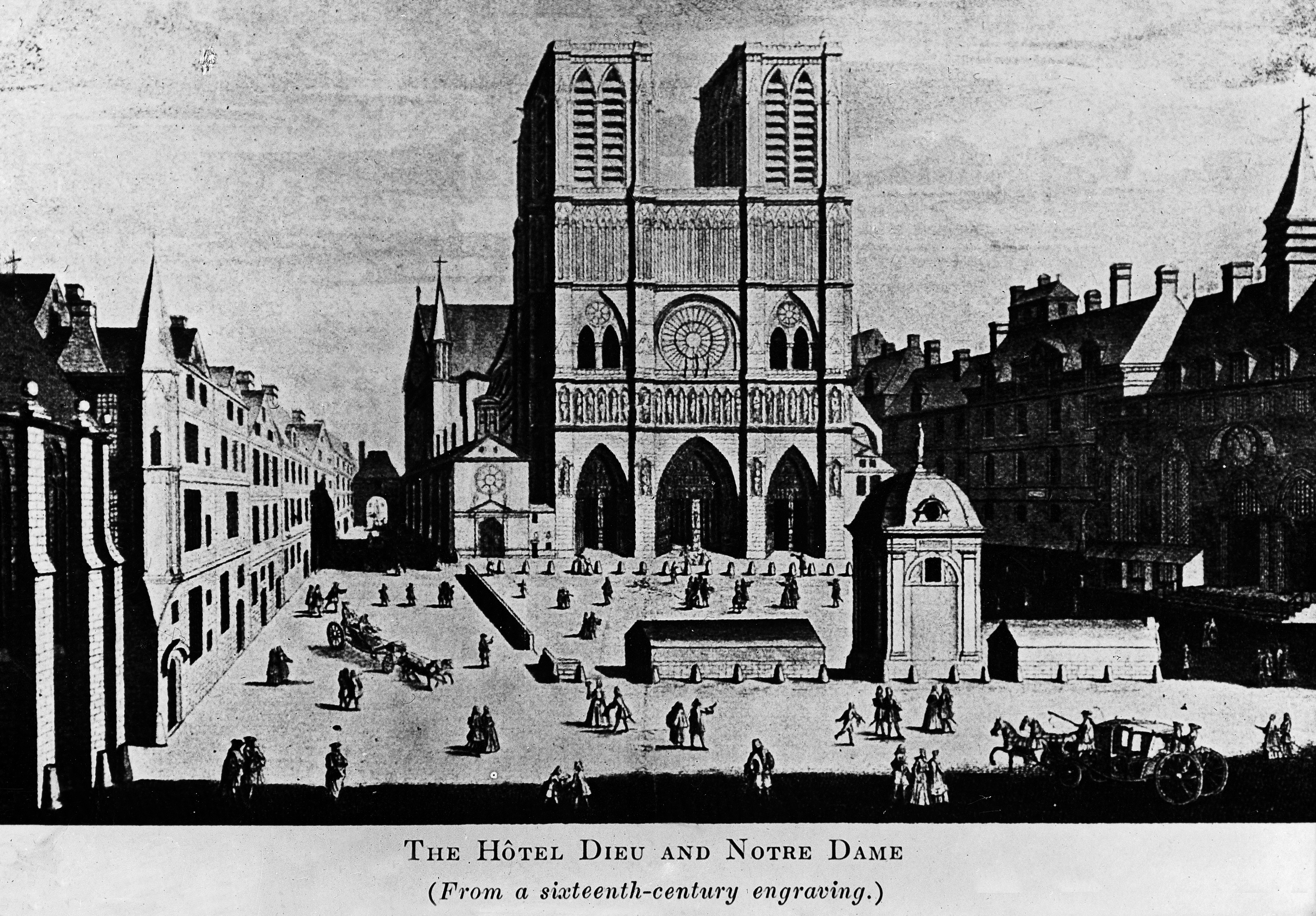
Gravure anonyme (XVIe siècle).
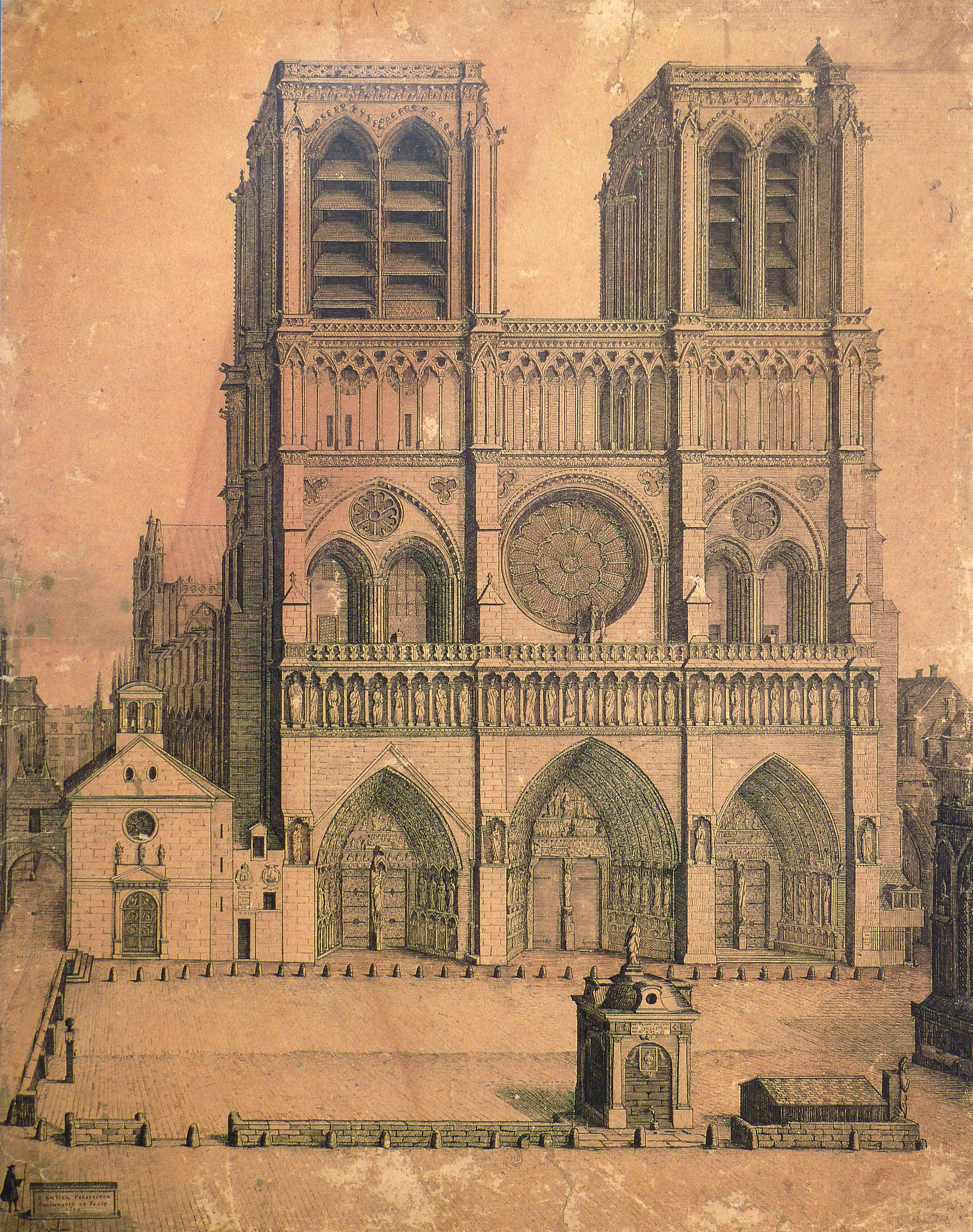
Le parvis de Notre-Dame en 1699.
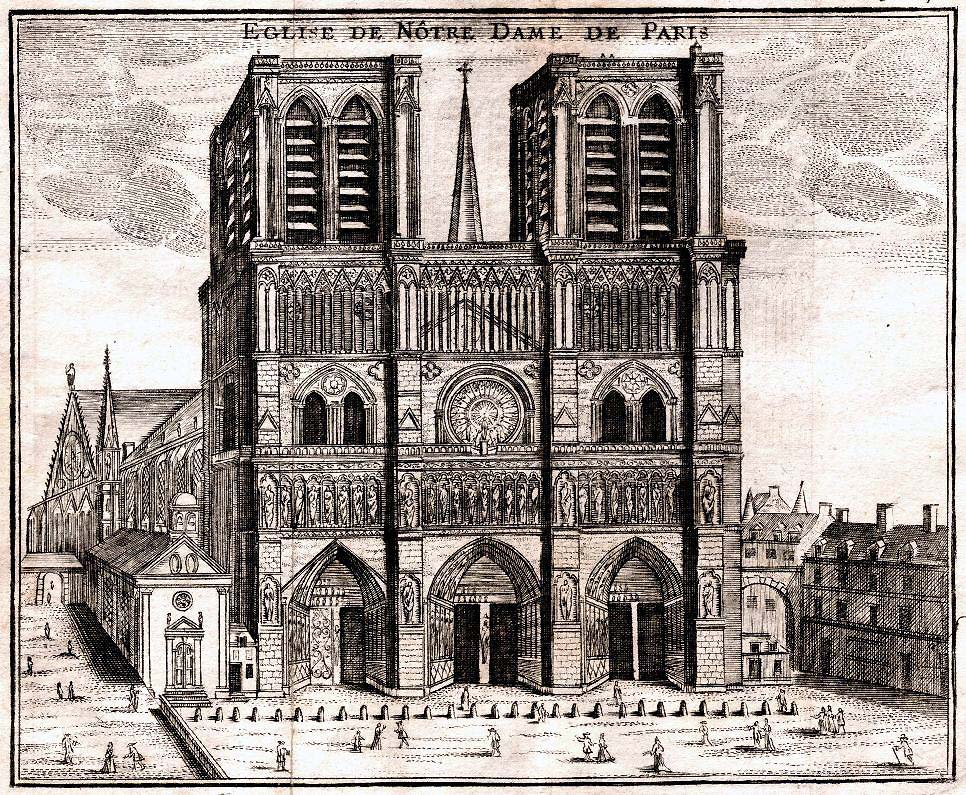
Notre-Dame de Paris en 1776.
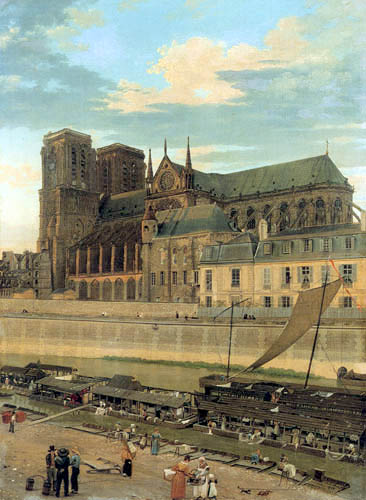
Notre-Dame et le palais épiscopal en 1826 (par Eduard Gaertner).

### Étapes de l'édification
En 1160, l'évêque de Paris Maurice de Sully décide (initiative personnelle, initiative des chanoines ou initiative du roi des Francs Louis VII ?) la construction d'un sanctuaire d'un nouveau type, beaucoup plus vaste, à la place de la cathédrale romane démolie au fur et à mesure, les pierres sacrées étant parfois retaillées ou utilisées pour les fondations. Comme dans l'ensemble de l'Europe de l'Ouest, les XIe et XIIe siècles se caractérisent en effet par une rapide augmentation de la population des villes françaises, liée à un important développement économique, et les anciennes cathédrales deviennent pour la plupart trop petites pour contenir les masses de plus en plus grandes de fidèles. Les spécialistes estiment que la population parisienne passe de 25 000 habitants en 1180, début du règne de Philippe II Auguste, à 50 000 vers 1220, ce qui en fait la plus grande ville d'Europe, en dehors de l'Italie,.
L'architecture de la nouvelle cathédrale doit s'inscrire dans la ligne du nouvel art français (francigenum opus), nommé a posteriori art gothique. Plusieurs grandes églises gothiques existent alors déjà (l'abbatiale Saint-Denis, la cathédrale Notre-Dame de Noyon et la cathédrale Notre-Dame de Laon), tandis que la cathédrale Saint-Étienne de Sens est en voie d'achèvement. La construction, commencée sous le règne de Louis VII le Jeune (qui offre la somme de 200 livres), dure de 1163 à 1345. À cette époque, Paris n'est qu'un évêché, suffragant de l'archevêque de Sens, Sens étant au Bas-Empire la métropole de la province romaine de Lyonnaise quatrième, et en a conservé à ce titre la prééminence.

#### Première période (1161–1250)

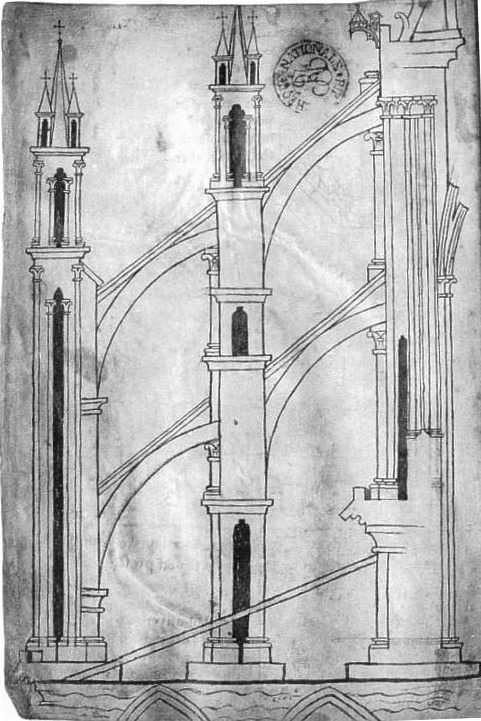
Dessin de Villard de Honnecourt (v. 1200) présentant le modèle de contrefort.

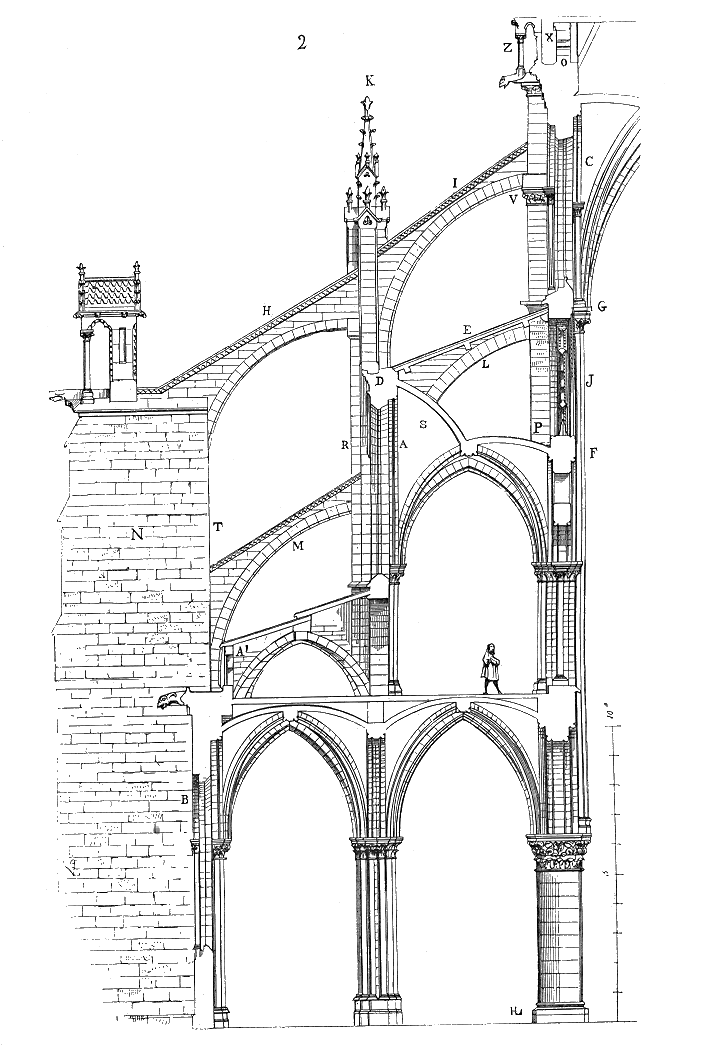
Coupe schématique de la grande nef montrant ses deux bas-côtés d'égale hauteur et ses tribunes, telle qu'elle se présentait en 1220–1230. Vers 1230, à la suite de l'agrandissement des fenêtres hautes, on remplace les arcs-boutants supérieurs à double volée par de grands arcs-boutants à simple volée, tels que le montre la photo ci-dessous. Dictionnaire raisonné de l'architecture française du, par Eugène Viollet-le-Duc, 1856.

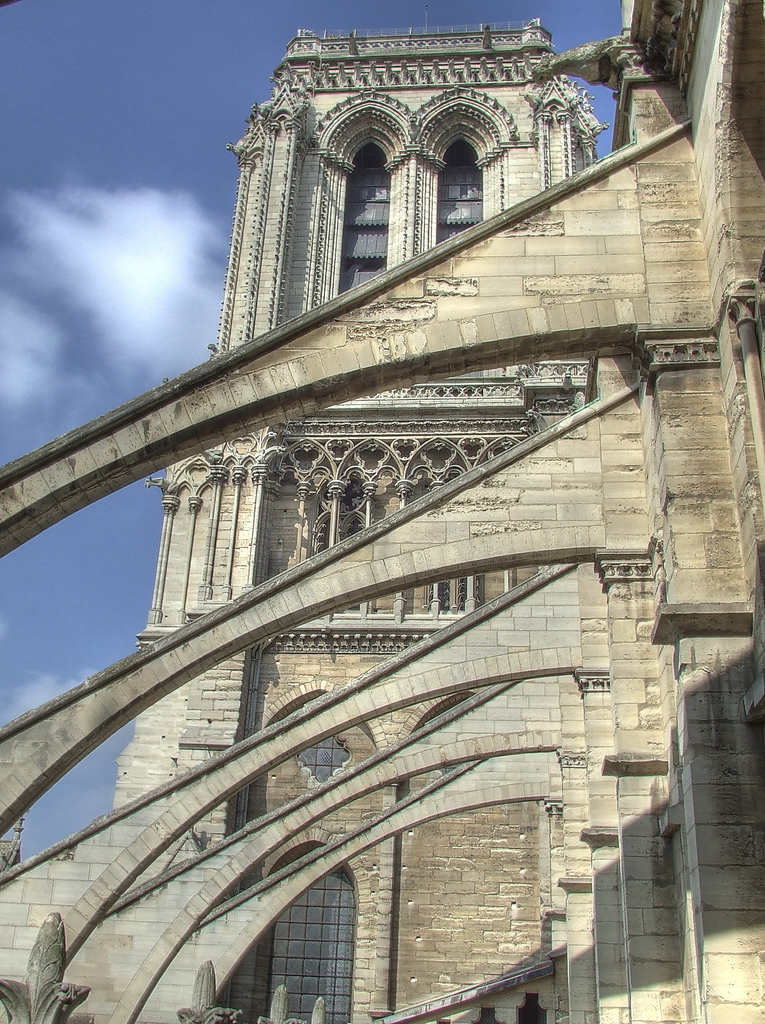
Les arcs-boutants de la nef, qui datent des environs de l'an 1230.

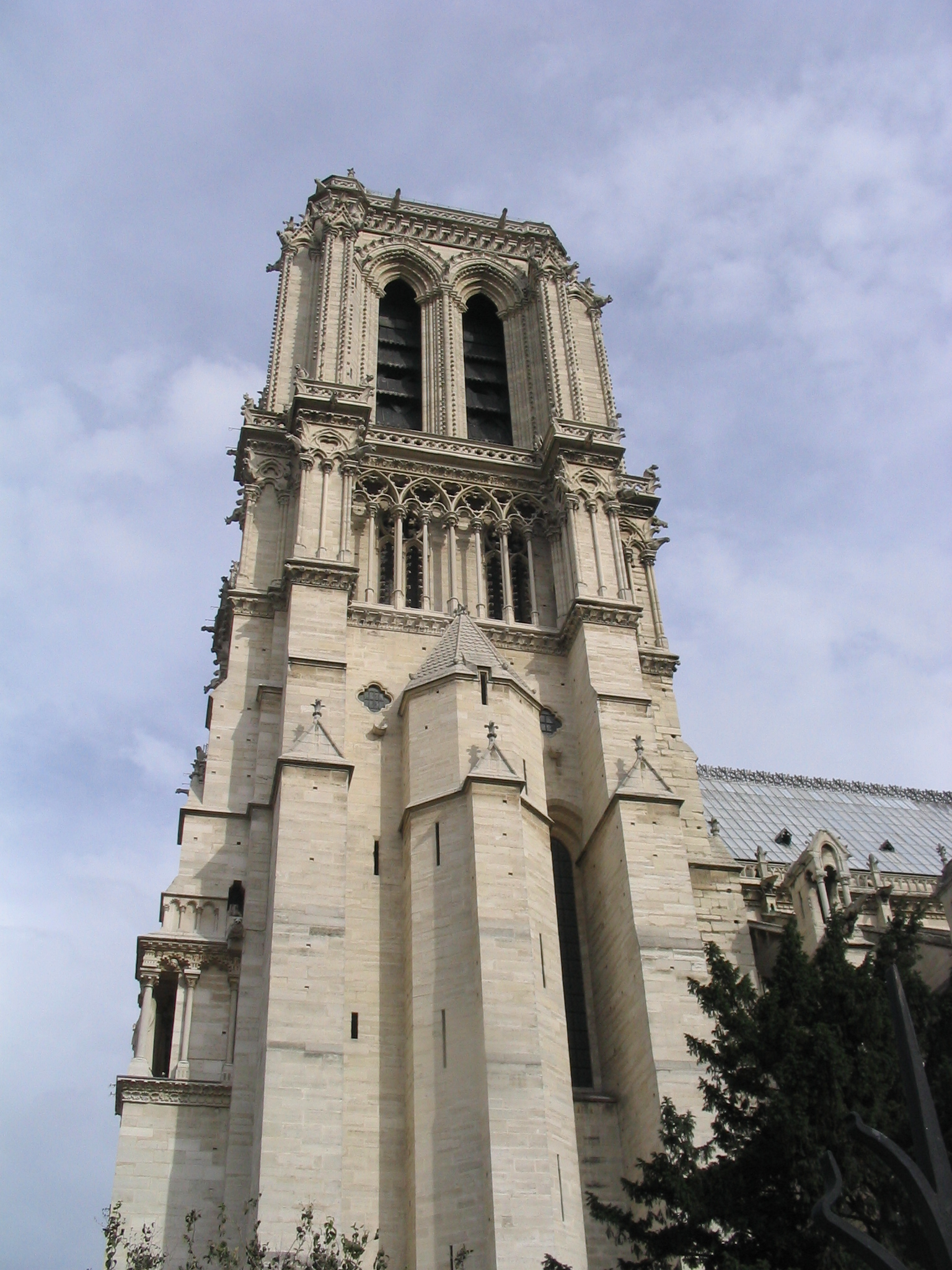
La moitié inférieure de la face sud de la tour sud, fort peu ornée, a des allures austères de forteresse.

Une légende, fondée par le chroniqueur Jean de Saint-Victor dans son Memoriale Historiarum écrit au XIVe siècle et rapportée par une longue et abondante tradition historiographique, veut qu'entre le 24 mars et le 25 avril 1163, le pape Alexandre III, alors réfugié à Sens, pose lui-même la première pierre, en présence du roi des Francs Louis VII le Jeune,. En l'état actuel des connaissances, la date traditionnellement retenue pour le début des travaux de Notre-Dame est 1163, mais il est probable que le chantier a débuté dès 1161. L'essentiel des travaux se fait sous la direction de l'évêque Maurice de Sully (1160–1197) et de son successeur Odon de Sully (1197–1208) – les deux n'ayant aucun lien de parenté. On distingue quatre campagnes d'édification, correspondant à quatre maîtres d'œuvre différents, dont les noms ne nous sont pas parvenus :
- 1163–1182 : construction du chœur et de ses deux déambulatoires. Selon le chroniqueur Robert de Torigni, le chœur est achevé en 1177 et le maître-autel est consacré par le cardinal Henri de Château-Marçay, légat du pape et Maurice de Sully, le 19 mai 1182[18]. Des messes sont alors célébrées dès 1080[19] ;
- 1182–1190 : construction des quatre travées orientales de la nef, des bas-côtés et des tribunes. La construction de la nef commence en 1182, après la consécration du chœur. Certains pensent même que les travaux débutent dès 1175. Les travaux s'arrêtent après la quatrième travée, laissant la nef inachevée ;
- 1190–1225 : construction de la base de la façade et des deux travées occidentales de la nef. On commence l'édification de la façade en 1208. À partir de cette année, les portails sont construits et décorés. L'étage de la rose date de 1220–1225. La construction des travées occidentales de la nef reprend en 1218 afin de contrebuter la façade ;
- vers 1225–1230 : selon Viollet-le-Duc, qui en trouve les traces dans le monument, un incendie détruirait à cette époque la charpente supérieure et les combles[20] ;
- 1225–1250 : partie haute de la façade et les deux tours. Agrandissement des fenêtres hautes (suppression des petites rosaces) pour remédier à l'obscurité (vers 1230). Simultanément, la toiture des combles des tribunes est remplacée par des terrasses et de nouveaux arcs-boutants, dotés de chaperons à chéneaux, permettent l'évacuation des eaux de pluie de la partie supérieure de l'édifice. Pour célébrer les messes périodiques, il est construit les chapelles latérales de la nef entre les culées des arcs-boutants à partir de l'extrémité ouest jusqu'au transept, entre 1235 et la fin des années 1250[21]. La tour nord est achevée en 1240. En 1250, s'achève la construction de la tour sud. À cette date, la cathédrale est en fait terminée et totalement opérationnelle, en plein règne du roi de France Louis IX. Les phases ultérieures de l'édification concernent des additions, embellissements, réparations et modifications parfois fort importantes.

#### Financement de la construction de la cathédrale
La construction de la cathédrale de Paris ne dure qu'environ 75 ans, jusqu'au début des travaux de réalisation des chapelles latérales entre les contreforts, à partir de 1235. Cette rapidité de construction nécessite un financement important. Le livre d'Henry Kraus sur L'Argent des cathédrales montre que cette première phase de construction ne mobilise, pour l'essentiel, que des biens propres de l'évêque et du chapitre de religieux. La construction de la cathédrale profite peut-être d'une période de prospérité et de paix.
Pendant le règne de Philippe Auguste, le domaine royal s'agrandit considérablement par l'acquisition de la Normandie et du Languedoc, ce qui entraîne une augmentation des finances de la monarchie, mais aussi de la bourgeoisie parisienne, qui participe à la gestion de ce nouveau domaine royal. Si les rois participent peu au financement de la cathédrale, ils ont cependant fourni le cadre politique et économique favorable à la construction d'une église à la mesure des enjeux de leur règne. Ils renforcent leur autorité et le prestige politique de la monarchie capétienne vis-à-vis des féodaux et de sa rivale anglaise, tentent de se prévaloir d'un prestige religieux. Leur intérêt pour la cathédrale s'affirme nettement à partir du moment où le pouvoir royal se fixe progressivement à Paris, lorsque Louis VI (1108-1137) et plus encore Philippe Auguste (1179-1223) en font leur capitale.
Les comptes de la fabrique de la cathédrale n'ont pas été conservés. Les biens de l'évêque et du chapitre sont connus par le cartulaire de la cathédrale, publié par Benjamin Guérard. Comme le fait remarquer Benjamin Guérard (page CLXVII), le cartulaire de l'église Notre-Dame ne donne aucun renseignement sur la construction de la cathédrale. Par exemple, l'évêque possédait une grande partie des terres sur la rive droite de la Seine, et le chapitre l'île de la Cité. Le cartulaire note que plusieurs biens de l'évêque ont été vendus par des bourgeois et ont dû servir à financer la construction de la cathédrale. L'obituaire de la cathédrale a conservé le don de 100 livres fait par Maurice de Sully, en 1196, pour acheter le plomb nécessaire à sa couverture. Un autre revenu de l'évêque provenait du tiers de l'impôt de la couronne sur les transactions faites aux halles de Paris. La contribution des chanoines du chapitre a été apportée en prélevant la taille sur les sujets des fiefs que possédaient les chanoines. Quand une nouvelle taille a été annoncée en 1250 pour la construction de la cathédrale, les serfs des fiefs du chapitre ont refusé de payer. Le chapitre les a alors fait emprisonner. Blanche de Castille est intervenue pour les faire libérer, mais ils ont été condamnés à payer. Ce n'est qu'en 1263 que 636 serfs ont pu racheter leur manumission.
La participation des bourgeois de Paris n'apparaît qu'à partir du début de la construction des chapelles latérales, en 1235.

#### Deuxième période (1250-moitié duXIVesiècle)
À cette époque, les portails du transept, construits en style roman, contrastent par la sévérité de leur style avec la grande façade gothique, richement ornée au goût du jour. La reconstruction des parties romanes est alors prestement décidée par l'évêque Renaud Mignon de Corbeil (1250–1268) pour aligner les façades des transepts avec celles des chapelles latérales de la nef qui sont terminées vers 1250 et du chœur entreprises à la suite.
Jehan de Chelles, Pierre de Montreuil, Pierre de Chelles, Jean Ravy, Jean le Bouteiller et Raymond du Temple sont les maîtres d'œuvre qui se sont succédé durant cette période. Jehan de Chelles procède à l'allongement du transept, au nord d'abord (vers 1250), puis au sud et fait réaliser la façade nord du transept et sa rosace. Après sa mort en 1265, son travail sur le croisillon sud est terminé par Pierre de Montreuil, aussi à l'origine de la façade sud du transept et de sa rosace. Pierre de Montreuil achève également les chapelles et la porte rouge. De même, il commence le remplacement des arcs-boutants du chœur. Il meurt à son tour en 1267.
Son successeur Pierre de Chelles construit le jubé et commence les chapelles du chevet en 1296. Ces dernières sont achevées par Jean Ravy, qui est maître d'œuvre de 1318 à 1344. Jean Ravy commence la construction des arcs-boutants du chœur d'une portée de 15 mètres. Il commence aussi la confection de la clôture du chœur. En 1344, son neveu Jean le Bouteiller lui succède et travaille jusqu'en 1363. Après sa mort, son adjoint Raymond du Temple termine les travaux, notamment la clôture du chœur.

### Aménagements et restaurations depuis leXVesiècle

#### XVeetXVIesiècles
Les artistes de la Renaissance se détournèrent de l'art gothique considéré comme l'œuvre de barbares, aussi n'hésitèrent-ils pas à camoufler les piliers, recouvrir les murs et arcades d'immenses tapisseries et tentures. La statuaire baroque envahit les nefs chargées déjà de nombreux autels et pupitres, de tombeaux et cénotaphes.

#### XVIIeetXVIIIesiècles

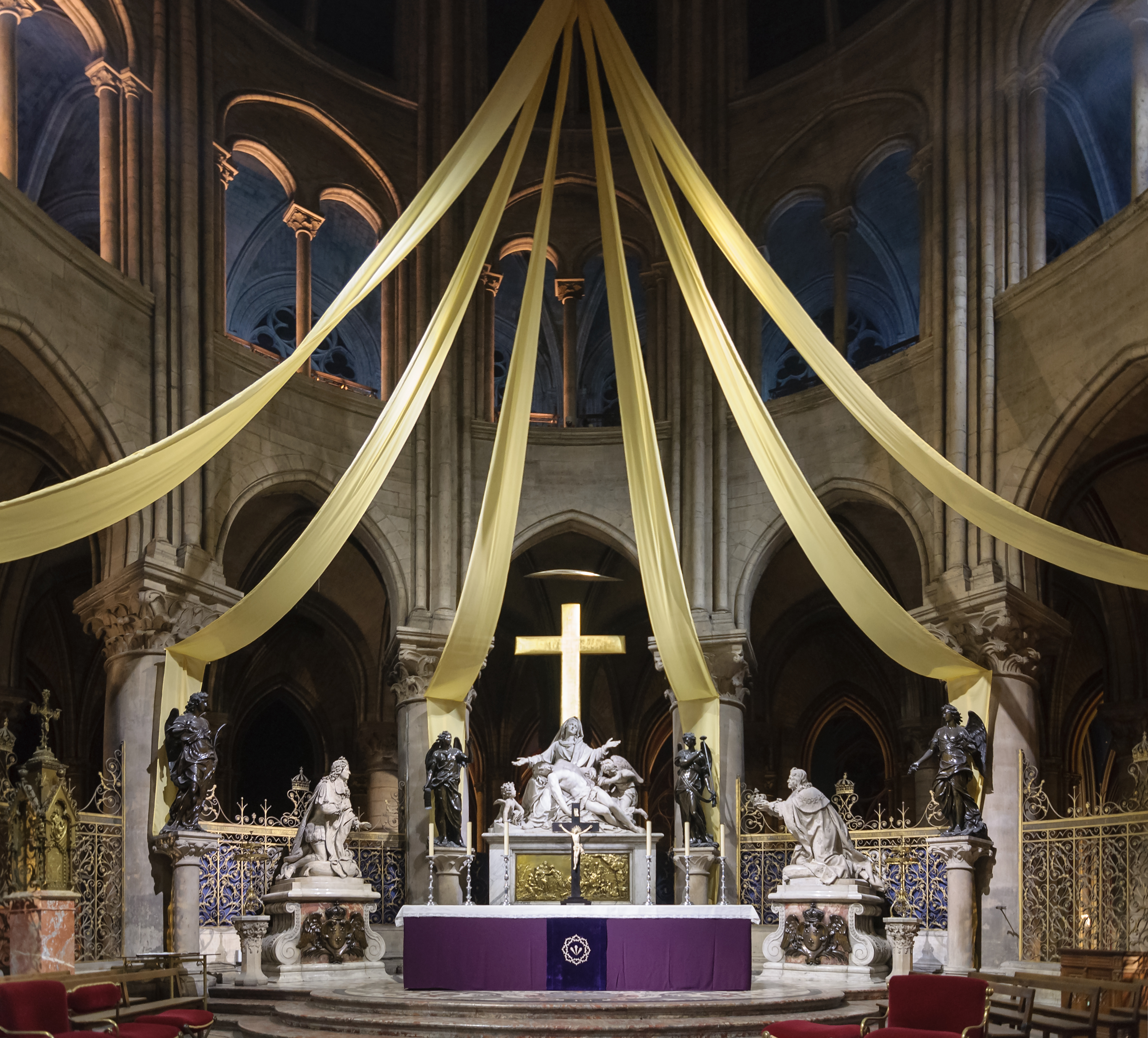
Le maître-autel, œuvre de Nicolas Coustou, encadré par les statues de Louis XIV (Antoine Coysevox) et de Louis XIII (Guillaume Coustou).

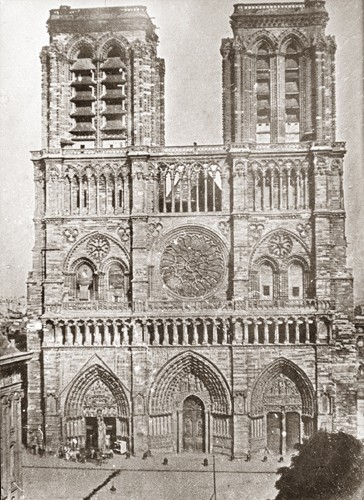
La cathédrale en 1840.Ce daguerréotype montre l'édifice dans un état de délabrement avancé avant le grand programme de restauration lancé par Eugène Viollet-le-Duc.On peut noter l'absence des statues de la galerie des rois (détruites à la Révolution française) et le portail du Jugement dernier radicalement transformé par Jacques-Germain Soufflot.

En 1625, est construite la fontaine du Parvis Notre-Dame par l'architecte Augustin Guillain, destinée à alimenter les habitants de l'Île de la Cité en eau courante. En 1699, selon le souhait de Louis XIV et le vœu de son père Louis XIII, on opéra de profondes transformations dans la décoration intérieure de la cathédrale, notamment au niveau du chœur. L'architecte Robert de Cotte démolit le jubé (qui fut remplacé par une grille en fer forgé doré à la feuillure d'or), une partie des hauts-reliefs des clôtures afin d'ouvrir le chœur sur le déambulatoire en les remplaçant par des grilles, ainsi que des tombeaux pour permettre le réaménagement complet du chœur dans le goût de l'époque, à l'instar de bon nombre d'autres cathédrales gothiques dans toute l'Europe, au cours des XVIIe et XVIIIe siècles. De nouvelles stalles furent réalisées, ainsi qu'un nouveau maître-autel pour lequel furent confectionnées les statues qui l'ornent encore aujourd'hui, représentant Louis XIV renouvelant le vœu de son père Louis XIII, tous deux agenouillés devant la Pietà. En 1709, le chanoine Antoine de La Porte commanda au roi Louis XIV six tableaux illustrant la vie de la Vierge pour la décoration du chœur. Charles de La Fosse, réalisa pour ce projet en 1715, L'Adoration des mages, aujourd'hui conservé au Musée du Louvre.
En 1726, le cardinal Louis-Antoine de Noailles, archevêque de Paris, modifie l'architecture de la cathédrale, il en change « tous les profils », au niveau des pignons, roses et clochetons du côté sud. Il renforce les arcs-boutants, les galeries, les terrasses, et fait reconstruire la grande voûte de la croisée du transept, qui menaçait de tomber en ruine. Il rénove la charpente et la toiture, dont il fait changer tous les plombs. Il fait remplacer les gargouilles par des tuyaux de plomb changeant l'évacuation d'eau des pluies. À l'intérieur, il fait supprimer l'ancien jubé médiéval et fait incruster de marbre blanc une chapelle pour sa famille. Les travaux se sont peut-être étendus aux voûtes du bras sud du transept, car la date « 1728 » a été découverte (par les scientifiques qui accompagnent le chantier de restauration consécutif à l'incendie de 2019) gravée sur l'une des clés de voûte.
En 1756, les chanoines jugeant l'édifice trop sombre demandèrent aux frères Le Vieil de détruire les vitraux du Moyen Âge et de les remplacer par du verre blanc ; après quoi on badigeonna les murs de la cathédrale. Les rosaces furent cependant conservées. Enfin, à la demande du clergé, Jacques-Germain Soufflot, architecte de l'église de Sainte-Geneviève, fit disparaître le trumeau et une partie du tympan du portail central, orné du Jugement dernier, pour laisser passer plus aisément le dais des processions. Soufflot construit un nouveau portail et une sacristie au sud du chœur.

#### De la Révolution de 1789 au Concordat de 1802
La cathédrale, qui était propriété de l'archevêché de Paris, est mise à la disposition de la nation, comme l'ensemble des biens du clergé, le 2 novembre 1789. Depuis, l'État est resté propriétaire de la cathédrale.
Le 10 février 1790, Louis XVI et Marie-Antoinette viennent assister discrètement à une messe dans une des chapelles de la cathédrale. Après le décret de la Constitution civile du clergé, le chapitre de la cathédrale est supprimé. L'archevêque Antoine-Éléonor-Léon Leclerc de Juigné ayant émigré, Jean-Baptiste Gobel est élu à sa place et prend possession de la cathédrale devant une foule nombreuse. Au fil du temps, des décrets la dépouillent de ses objets précieux, suppriment le traitement des chantres et lui interdisent toute procession extérieure. Sous la pression, Gobel finit par démissionner et finira décapité.
À la fin de 1790, les chanoines sont expulsés et les offices célébrés par des prêtres assermentés.
En février 1791, par une suite de décrets de l'Assemblée constituante pris sur une proposition de la mairie de Paris, la cathédrale Notre-Dame de Paris devient le siège de la paroisse de la cité par transfert des prérogatives exercées jusqu'alors par 10 petites églises de l'île,.
Au cours de la Révolution française, de nombreux actes de vandalisme visèrent la cathédrale : les rois de Juda de la galerie des Rois de la façade furent décapités et enlevés — on croyait qu'il s'agissait des rois de France représentés pour exalter la monarchie capétienne. On a retrouvé 21 des 28 têtes originelles ainsi que de nombreux fragments en 1977, et ces têtes se trouvent actuellement au musée de Cluny. Toutes les grandes statues des portails furent également détruites, à l'exception de la Vierge du trumeau du portail du Cloître. Le culte de la Raison fit son apparition à Notre-Dame de Paris le 10 novembre 1793, avec la fête de la Liberté ; par décret, la cathédrale devient un temple de la Raison. Ce culte fut organisé par Pierre-Gaspard Chaumette, et le maître-autel se vit ainsi transformé en autel de la déesse Raison. Fin novembre de cette année, le culte catholique fut interdit à Paris. La cathédrale fut ensuite transformée en entrepôt de vin,.
Fin décembre 1793, la cathédrale fut mise en vente pour démolition. Claude-Henri de Rouvroy de Saint-Simon (futur fondateur de la religion Saint-Simonienne) proposa de l'acheter pour 450 000 francs mais l'adjudication fut annulée à la suite des évènements du 9 thermidor.
Le 15 août 1795, un office religieux y est pour la première fois à nouveau célébré, alors que, raconte l'historien Jean Leflon, « les verrières sont brisées, les pavements défoncés, le sol encombré de gravats ». Sous le Directoire, des conflits opposent plusieurs autorités religieuses, pour savoir à qui revient la gestion de la cathédrale. Les offices reprennent la gestion de la cathédrale, en étant sous la surveillance d'un comité d'administration composé de laïcs. Les fidèles y assistent resserrés dans le chœur rapidement déblayé, contrairement au reste de la cathédrale, où traînent des gravats ; ses finances restent par ailleurs précaires mais se relèvent à partir de 1800. Les relations sont difficiles avec les autorités, qui multiplient les mesures vexatoires. En 1797 puis en 1801, la cathédrale accueille deux conciles, le second servant au Premier consul Napoléon Bonaparte à négocier le Concordat avec la papauté.

#### Restauration duXIXesiècle
Le 18 avril 1802, peu après la signature du régime concordataire français (Concordat), la cathédrale est définitivement rendue au culte. On procéda rapidement à quelques réfections d'urgence si bien qu'en décembre 1804, Napoléon Bonaparte put s'y faire sacrer empereur des Français, en présence du pape Pie VII. L'édifice avait été blanchi à la chaux pour la circonstance, puis dissimulé sous des décors de Charles Percier et Pierre Fontaine.
Une fois la paix retrouvée, la cathédrale était dans un tel état de délabrement que les responsables de la ville commencèrent à envisager la possibilité de l'abattre totalement. Le grand romancier Victor Hugo, admirateur de l'édifice, écrivit alors son roman Notre-Dame de Paris qui eut un énorme succès et avait notamment pour but de sensibiliser le public à la valeur d'un tel monument, d'autant plus que l'année de la publication de son roman en 1831 des émeutiers anti-légitimistes pillèrent la sacristie et son trésor, brisèrent les vitraux et dévastèrent l'archevêché. Il réussit à créer un large mouvement populaire d'intérêt en faveur de la cathédrale. Son roman avait rendu vie à un monument alors marginalisé et l'avait rendu plus familier aux Parisiens. À cela s'ajoutait le poids du nouveau courant européen appelé romantisme qui s'efforçait de donner aux hommes une nouvelle conception du monde. Par son roman, Victor Hugo contribua largement à sauver le chef-d'œuvre meurtri d'un destin fatal.
Le sort de Notre-Dame focalisa différents courants de pensée : les catholiques bien sûr qui désiraient réconcilier la France avec la piété et la foi d'antan, les monarchistes aussi qui s'efforçaient de renouer avec un proche passé, mais aussi le courant laïc.

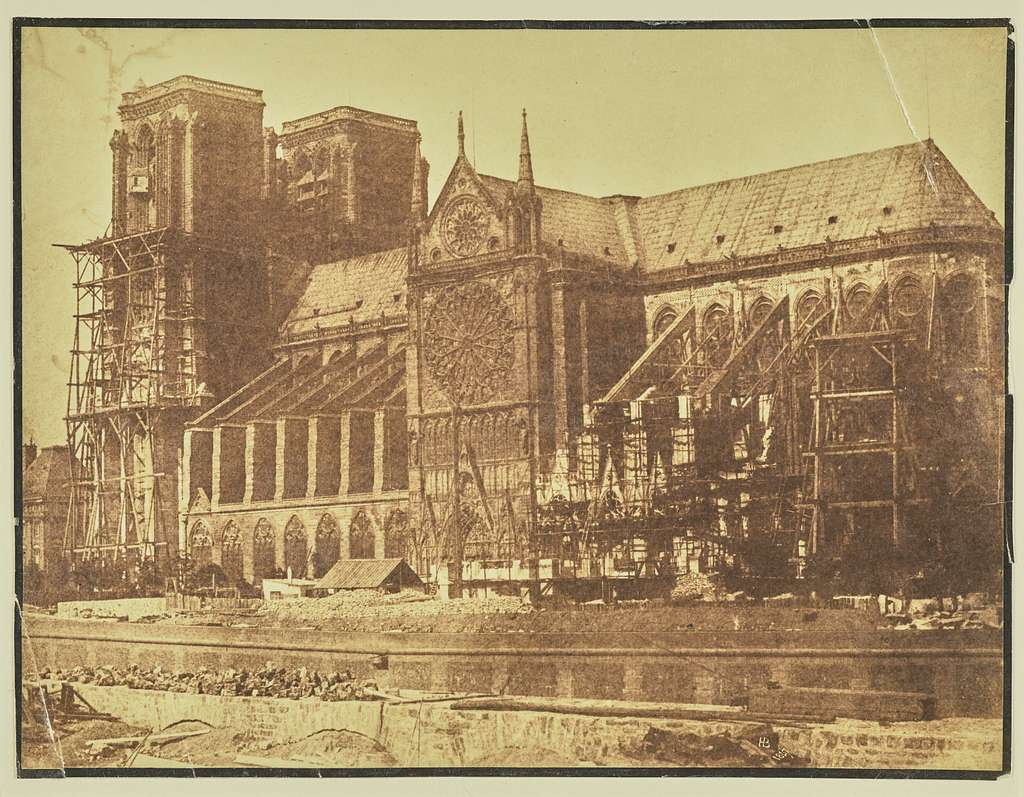
Façade sud de Notre-Dame durant les travaux de restauration. Tirage sur papier albuminé, Hippolyte Bayard (1847).
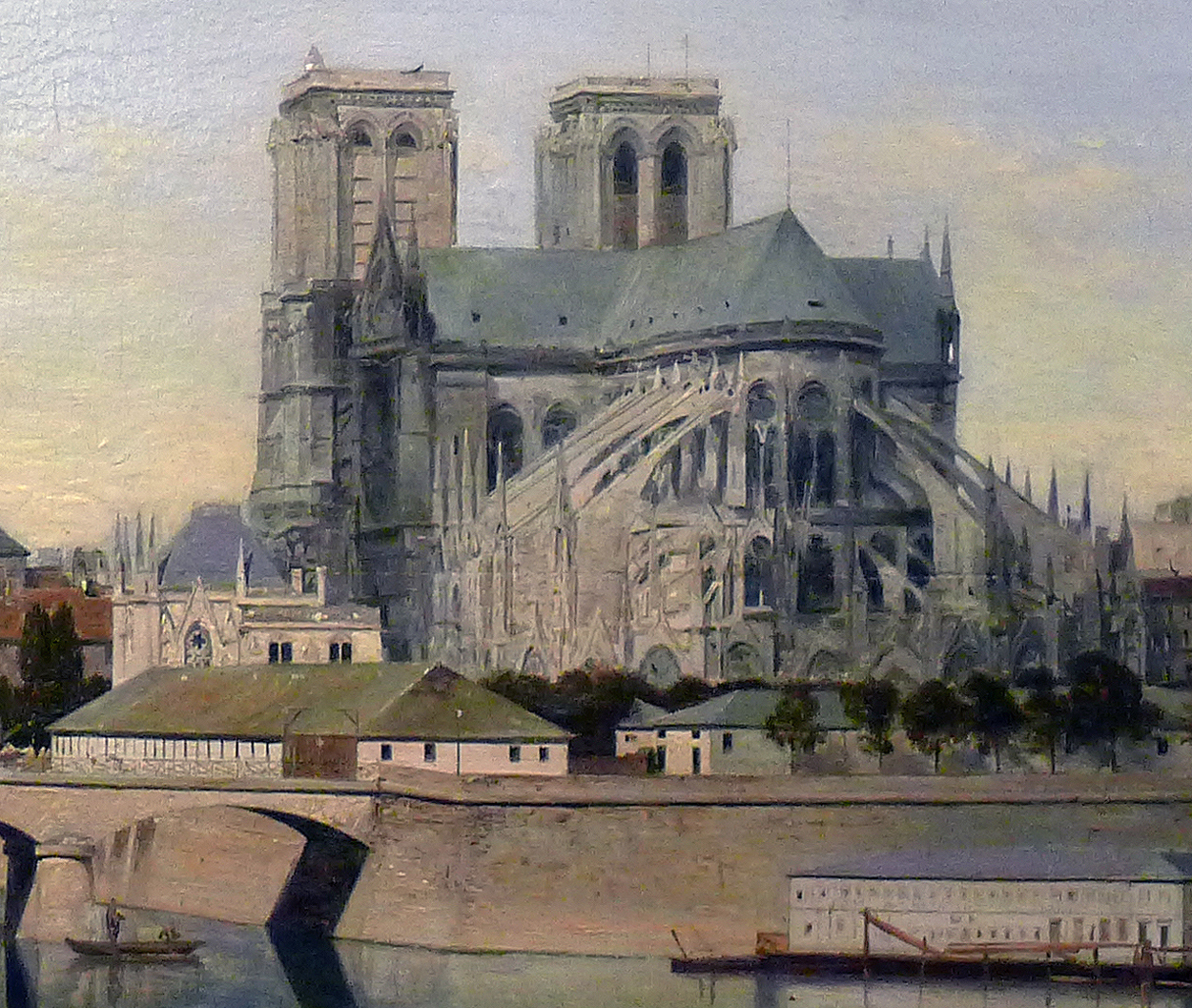
La cathédrale Notre-Dame pendant les travaux de 1845–1863 : la sacristie est terminée mais la flèche pas encore rétablie. Le Quai de Montebello et le chevet de Notre-Dame (détail), Émile Harrouart, avant août 1858, musée Carnavalet.
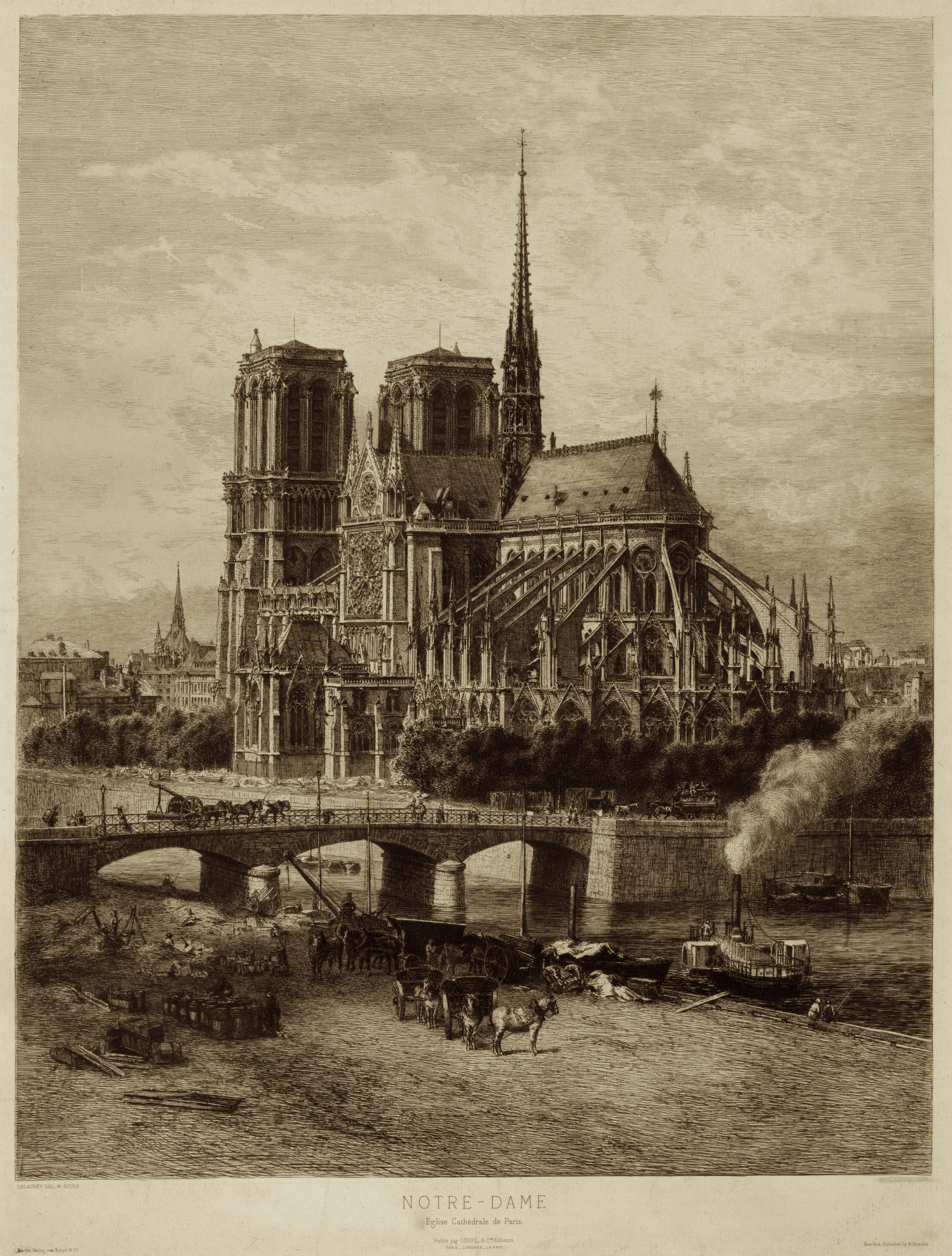
Notre-Dame à la fin du XIXe siècle.

Le ministre des Cultes de l'époque décida d'un grand programme de restauration. L'architecte Étienne-Hippolyte Godde, chargé depuis 1820 de l'entretien de l'édifice et dont les méthodes de restauration faisaient l'unanimité contre elles, fut écarté. On se tourna vers Jean-Baptiste Antoine Lassus et Eugène Viollet-le-Duc qui s'étaient distingués sur le chantier de la Sainte-Chapelle. Ces derniers déposèrent un projet et un rapport, et ayant emporté l'appel d'offres en 1844, présentèrent en 1845 un budget de 3 888 500 francs, qu'ils durent réduire à 2 650 000, pour la réfection de la cathédrale et la construction d'une sacristie. L'Assemblée nationale vota une loi accordant cette somme, et c'est ainsi qu'après de longues années d'attente, la restauration put vraiment débuter. Les premiers travaux se portent sur la galerie des Rois, dont les colonnes sont abîmées par la corrosion des fers. En 1845–1846, la restauration est menée sur les niches des contreforts de la façade occidentale, en très mauvais état. Ces travaux sont très bien renseignés par les devis et archives du chantier encore conservées. Plus importantes que prévu, ces restaurations ont néanmoins laissé en place certains éléments sculptés, sur lesquels on a pu observer au XXe siècle d'importantes traces de polychromie orange, rouge et verte.
Le maigre budget fut épuisé en 1850. Les travaux s'arrêtèrent. Viollet-le-Duc dut présenter à plusieurs reprises de nouvelles propositions afin que les travaux pussent se terminer. Au total, plus de douze millions de francs furent ainsi octroyés. Lassus étant décédé en 1857, c'est Viollet-le-Duc seul qui termina la restauration le 31 mai 1864.
La construction de la sacristie se révéla un gouffre financier. Il fallut en effet descendre à neuf mètres avant de rencontrer un terrain stable. Des maîtres-verriers pastichèrent des vitraux du XIIIe siècle en réalisant les verrières des fenêtres hautes du chœur ou des baies des chapelles, tels Antoine Lusson ou Adolphe Napoléon Didron.
L'état lamentable des maçonneries de la cathédrale était généralisé, la porte rouge par exemple était en ruine. On ne comptait plus les pinacles brisés, les gables effondrés. Quant à la grande statuaire des portails et de la façade, il n'en restait plus grand-chose. Les restaurateurs durent effectuer un profond travail de recherche afin de restituer (à l'identique si possible, ce qui l'était rarement à l'époque) les parties dégradées, ce dont témoignent les écrits et dessins de Viollet-le-Duc.

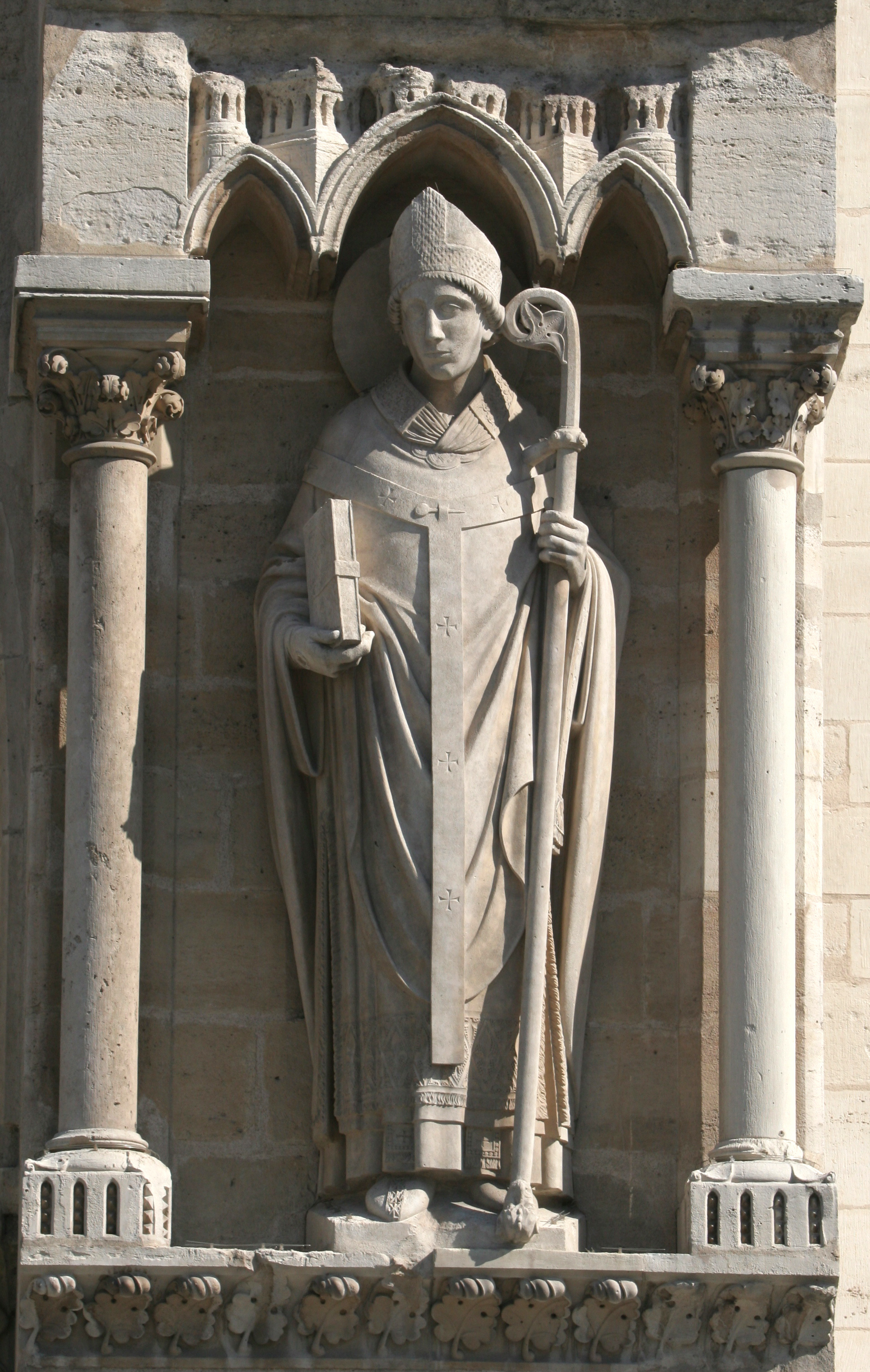
Exemple de la restitution du programme sculpté effectuée par l'équipe de sculpteurs de Viollet-le-Duc : statue de saint Denis sur le contrefort sud de la façade ouest.

C'est la restitution du programme sculpté de la cathédrale qui constitue la principale réussite des deux architectes. Ils ont d'emblée voulu reconstituer toute l'ornementation sculpturale détruite, en s'inspirant ou copiant des œuvres de la même époque et restées intactes (Amiens, Chartres et Reims). Pour ce faire, les architectes réunirent une équipe d'excellents sculpteurs sous la direction d'Adolphe-Victor Geoffroy-Dechaume. Beaucoup d'entre eux provenaient de l'atelier de Pierre-Jean David d'Angers et se connaissaient. Plus de cent grandes statues furent ainsi créées à destination de l'extérieur, dont les douze statues en cuivre entourant la base de la flèche, œuvres de Geoffroi-Dechaume lui-même, qui témoignent du grand talent de ce sculpteur. Viollet-le-Duc apporta un très grand soin à la réalisation de ces statues. Elles étaient d'abord dessinées par ses soins, puis une maquette grandeur nature en plâtre était réalisée. On apportait alors les corrections nécessaires, jusqu'à ce que l'œuvre fût jugée satisfaisante. À ce moment seulement, on procédait à la réalisation de la statue définitive en pierre. Aucune liberté de création n'était laissée aux sculpteurs, dont le travail était totalement contrôlé par les architectes.
Lors de la restauration, la cathédrale fut quelque peu remaniée. La rosace sud, par exemple, fut pivotée de quinze degrés afin de la faire reposer selon un axe vertical, modification qui, parfois critiquée, était motivée par la nécessité de consolider l'ensemble, dont la maçonnerie s'était affaissée. Enfin, quelques statues sorties de l'imagination de l'architecte furent édifiées, telles les chimères de Notre-Dame de Paris contemplant Paris du haut de la façade. Le parvis de Notre-Dame est dégagé dans les années 1860–1870 par des travaux voulus par le baron Georges Eugène Haussmann lors des transformations de Paris sous le Second Empire, les préoccupations hygiénistes d'Haussmann se conjuguant avec une nouvelle conception artistique qui isole la cathédrale sur une place et dégage des perspectives. Ces travaux nécessitent la démolition de l'ancien hôpital des Enfants-Trouvés du XVIIIe siècle, devenu siège de l'administration de l'Assistance-publique, et de l'ancien Hôtel-Dieu de Paris. Après la construction de la crypte archéologique de l'île de la Cité, les contours des rues médiévales et d'anciens bâtiments, comme l'église Sainte-Geneviève-des-Ardents, disparue en 1747, ont été matérialisés sur le sol du parvis par des pavés de couleurs claires.
Notre-Dame était dotée d'une flèche médiévale construite au XIIIe siècle, qui fragilisée par les intempéries fut démontée à la fin du XVIIIe siècle.
La cathédrale est restée sans flèche jusqu'à sa restauration, commencée par Lassus et poursuivie, après sa mort en 1857, par Viollet-le-Duc. Le projet est approuvé par le ministre de l'Instruction publique et des Cultes en mars 1858. Sa conception est inspirée par la flèche de la cathédrale Sainte-Croix d'Orléans (elle-même inspirée par celle de la cathédrale Notre-Dame d’Amiens). Les travaux commencent par la démolition de l'ancienne charpente de la souche de la flèche, entre le 25 août 1858 et le 13 octobre, puis pose du plancher provisoire au-dessus de la voûte centrale, début du montage de l'échafaudage de la flèche le 1er septembre, fin le 1er octobre, fin du montage de l'échafaudage de la flèche le 3 janvier 1859. La nouvelle flèche est réalisée entre février et août 1859 par l'entreprise de charpente Auguste Bellu (1796–1862) — qui a déjà travaillé à Orléans — pour la structure en bois et par les ateliers Monduit pour la couverture métallique. Elle est inaugurée le 15 août 1859. La hauteur de la flèche est alors de 96 mètres.

#### De la restauration duXIXesiècleà l'incendie du 15 avril 2019

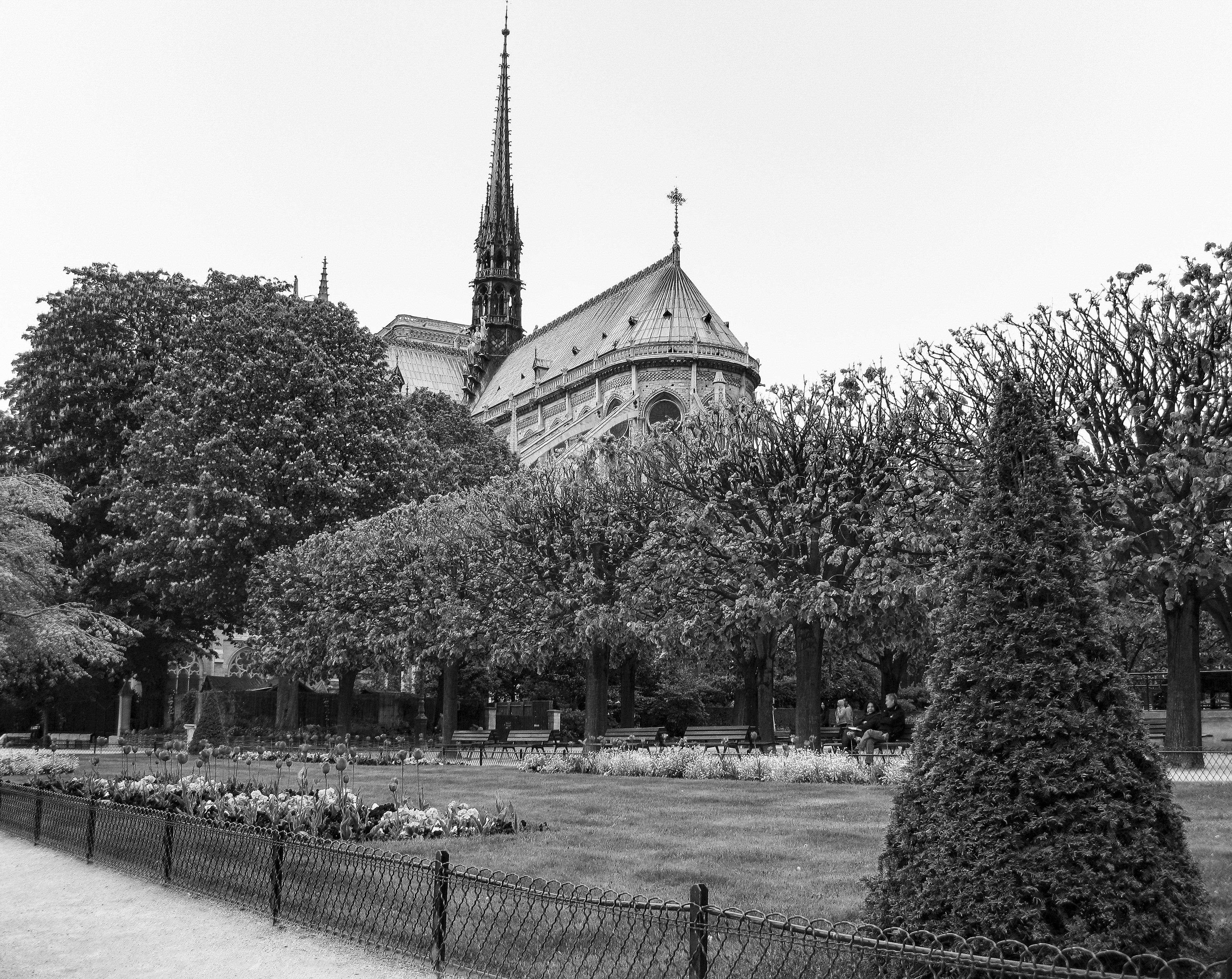
Cathédrale Notre-Dame de Paris et son square Jean-XXIII.

Peu de temps après, pendant la Commune de 1871, des communards mirent peut-être le feu à quelques bancs et chaises, mais l'incendie fut vite maîtrisé et ne causa que des dégâts très légers.
La cathédrale passa les deux Guerres mondiales sans problème notable. Le 11 octobre 1914, durant la Première Guerre mondiale, elle est toutefois touchée lors d'un raid effectué par des avions allemands.

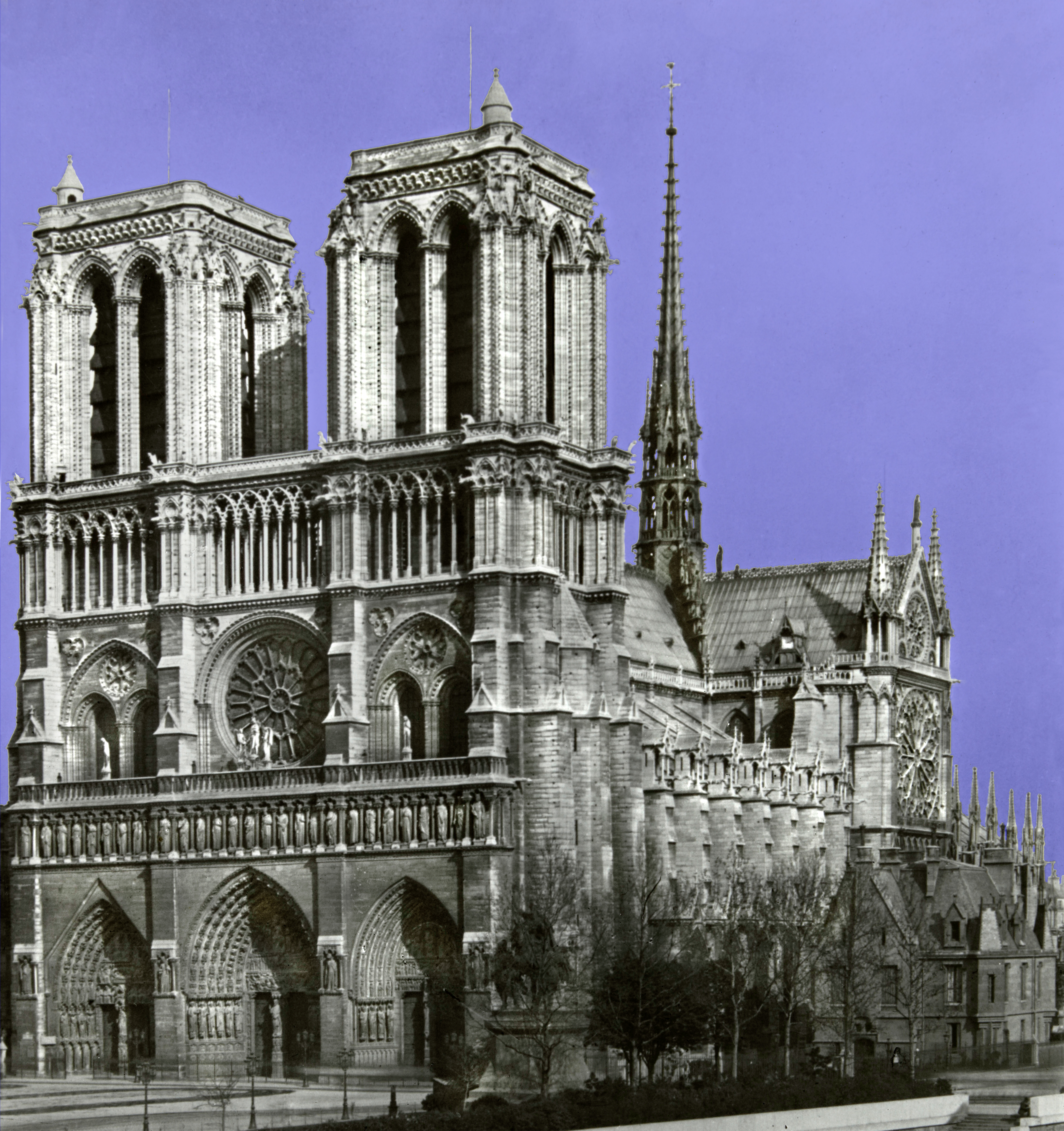
La cathédrale Notre-Dame de Paris vers 1930.

En 1965, les douze fenêtres hautes de la nef et les douze petites rosaces à alvéoles des tribunes furent garnies de 24 vitraux colorés remplaçant les verres gris et ternes implantés par les chanoines au XVIIIe siècle. Non figuratifs, ils sont l'œuvre du peintre-verrier Jacques Le Chevallier qui utilisa les produits et couleurs du Moyen Âge. L'ensemble utilisait une quinzaine de tons, à dominante rouge et bleue (la graduation allant d'ouest en est du bleu vers le rouge). En 1969, des militants communistes parviennent à hisser un drapeau nord-vietnamien au sommet de la flèche après avoir saboté l'escalier qui y mène, ; il a fallu une audacieuse mission d'hélicoptère des pompiers pour retirer l'étendard. Dans un incident similaire, le 3 octobre 1972, lors d'un rassemblement de soutien aux militants du Front de libération de la Bretagne, des autonomistes bretons parviennent aussi à accrocher un Gwenn ha Du (drapeau) au sommet de la flèche de la cathédrale, nécessitant à nouveau l'envoi d'un hélicoptère pour le décrocher.
Dans les années 1990, les procédés modernes ont permis de redonner à la pierre extérieure de la cathédrale noircie par les siècles, sa pureté et une blancheur supposée d'origine. On distinguait deux couches distinctes de pollution qui noircissait la pierre :
- une partie brune correspondant à la partie de la pierre exposée à l'air et aux rayons du soleil ;
- une couche noire de surface constituée de gypse (sulfate hydraté de calcium) qui attirait les particules issues de la pollution de l'air de Paris.

La crasse, représentant un danger pour la pierre, a été éliminée. Les sculptures ont été traitées par laser, micro-gommage et compresses humides afin de pulvériser la poussière sans altérer la patine du temps. Les pierres trop détériorées ont été remplacées par d'autres, identiques, prélevées en région parisienne dans des gisements de calcaire lutétien coquiller semblable. De plus, un réseau de fils électriques, invisibles depuis le sol, a entraîné le départ des pigeons responsables d'altérations importantes au niveau des pierres.
À l'occasion du jubilé du 850e anniversaire de la cathédrale, des travaux d'envergure sont menés dans la cathédrale pour marquer son entrée dans le XXIe siècle. Les éclairages de la nef sont restaurés largement, permettant de créer des ambiances propres aux visites, aux messes et aux concerts en soirée. Le grand orgue voit dans une première phase sa console totalement informatisée en 2013. Dans un deuxième temps, en 2014, ses 8 000 tuyaux sont tous nettoyés. Un système de prévention des incendies est mis en place, avec de nouvelles serrures aux portes et un câblage spécifique installés. Les fils traînant ici ou là à l'intérieur et à l'extérieur sont également masqués en grande partie pour permettre une meilleure unité architecturale. Enfin, les tours de Notre-Dame sont garnies de neuf nouvelles cloches, dont un bourdon, qui sonnent pour la première fois le 23 mars 2013. Elles donnent ainsi un nouvel ensemble campanaire semblable à celui existant au Moyen Âge.
De novembre 2012 à décembre 2013, une structure provisoire de type beffroi, le « Chemin du jubilé » est installé sur le parvis, suivant l'ancienne rue Neuve-Notre-Dame et débouchant sur un belvédère et un gradin de 600 places donnant une vue inédite de la façade de la cathédrale. Elle est garnie des prénoms des employés de la cathédrale et des saints de la liturgie chrétienne.
La pollution cause des dommages importants (chute de chimères, ruine de pinacles…) qui conduisent en 2017 l'archevêché à lancer un appel à des dons pour un montant espéré de 100 millions d'euros sur 20 ans afin de réparer la flèche dont il faut refaire l'étanchéité (10 millions d'euros de travaux), pour la sacristie située tout à côté de la cathédrale (10 millions), consolider les arcs-boutants du chevet (20 à 30 millions).
La restauration de la cathédrale dans les années 1990 n'avait concerné que la façade occidentale. Un programme global de restauration d'une durée de dix ans et dont le coût est estimé à 60 millions d'euros (40 millions de l'État et 20 millions du mécénat) est lancé en 2018. La maîtrise d'ouvrage de l'opération est confiée au service de la Conservation régionale des monuments historiques au sein de la Direction régionale des Affaires culturelles d'Île-de-France et la maîtrise d'œuvre à l'architecte en chef des monuments historiques, Philippe Villeneuve. Auparavant, une convention-cadre de mécénat est conclue, le 25 septembre 2018, entre l'État, la Fondation Notre-Dame, l'organisme américain de type 501c3 Friends of Notre-Dame de Paris et la Fondation Avenir du patrimoine à Paris (FAPP) afin d'accélérer le rythme des travaux. Les financements privés sont centralisés par la FAPP et l'État s'engage, dans la limite de 4 millions par an, à augmenter sa subvention annuelle d'un euro supplémentaire pour chaque euro récolté par le mécénat privé.
Les travaux de restauration de la flèche doivent durer trois ans, pour un coût de 11 millions d'euros. Le 11 avril 2019, les seize statues monumentales de Viollet-le-Duc qui entouraient la flèche sont déposées, à grand renfort de levage, en vue de leur réhabilitation. Elles échappent ainsi aux dommages de l'incendie quatre jours plus tard.

#### L'incendie de 2019 et la nouvelle restauration

##### Incendie du 15 avril 2019

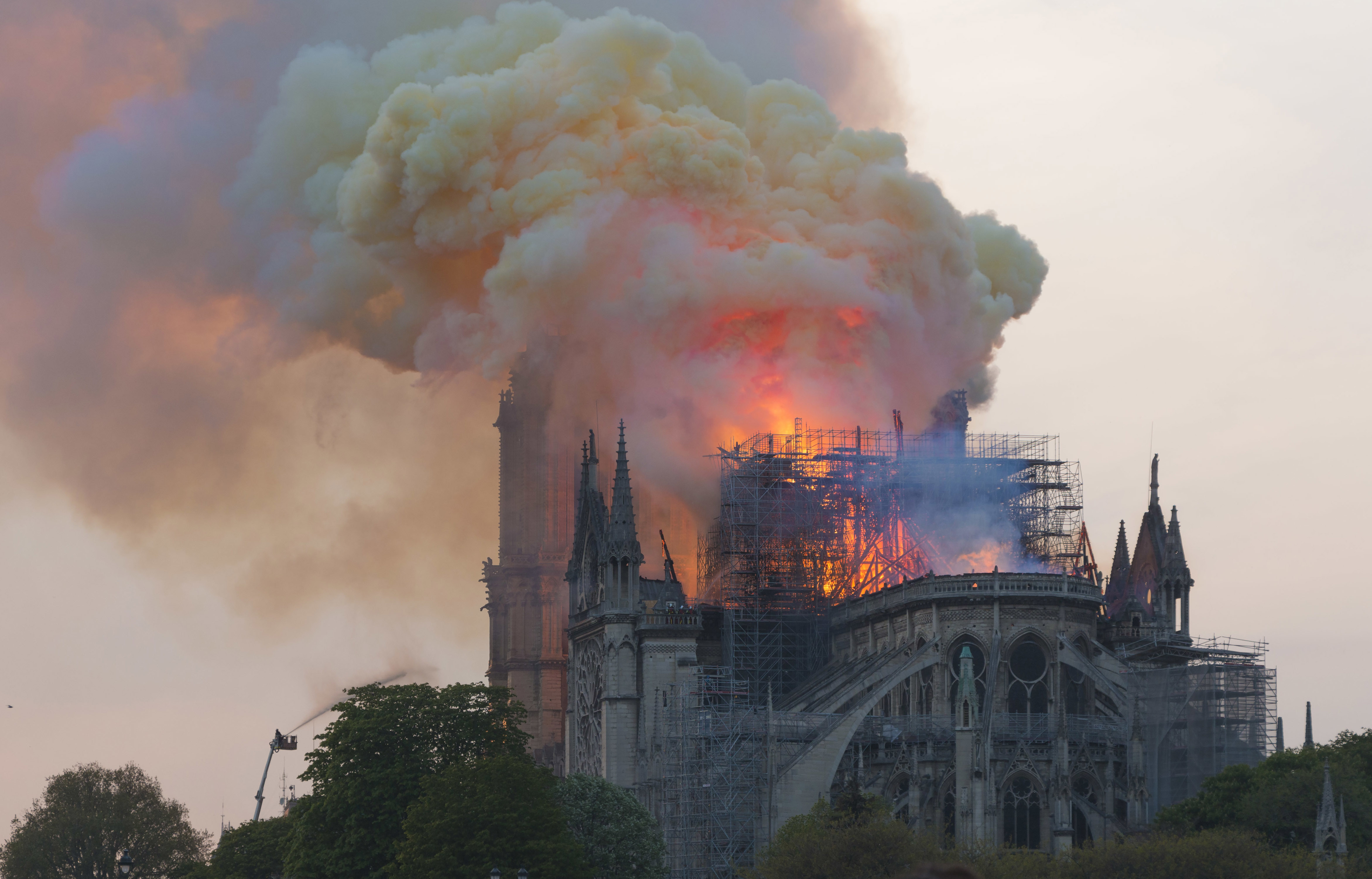
La cathédrale en feu.

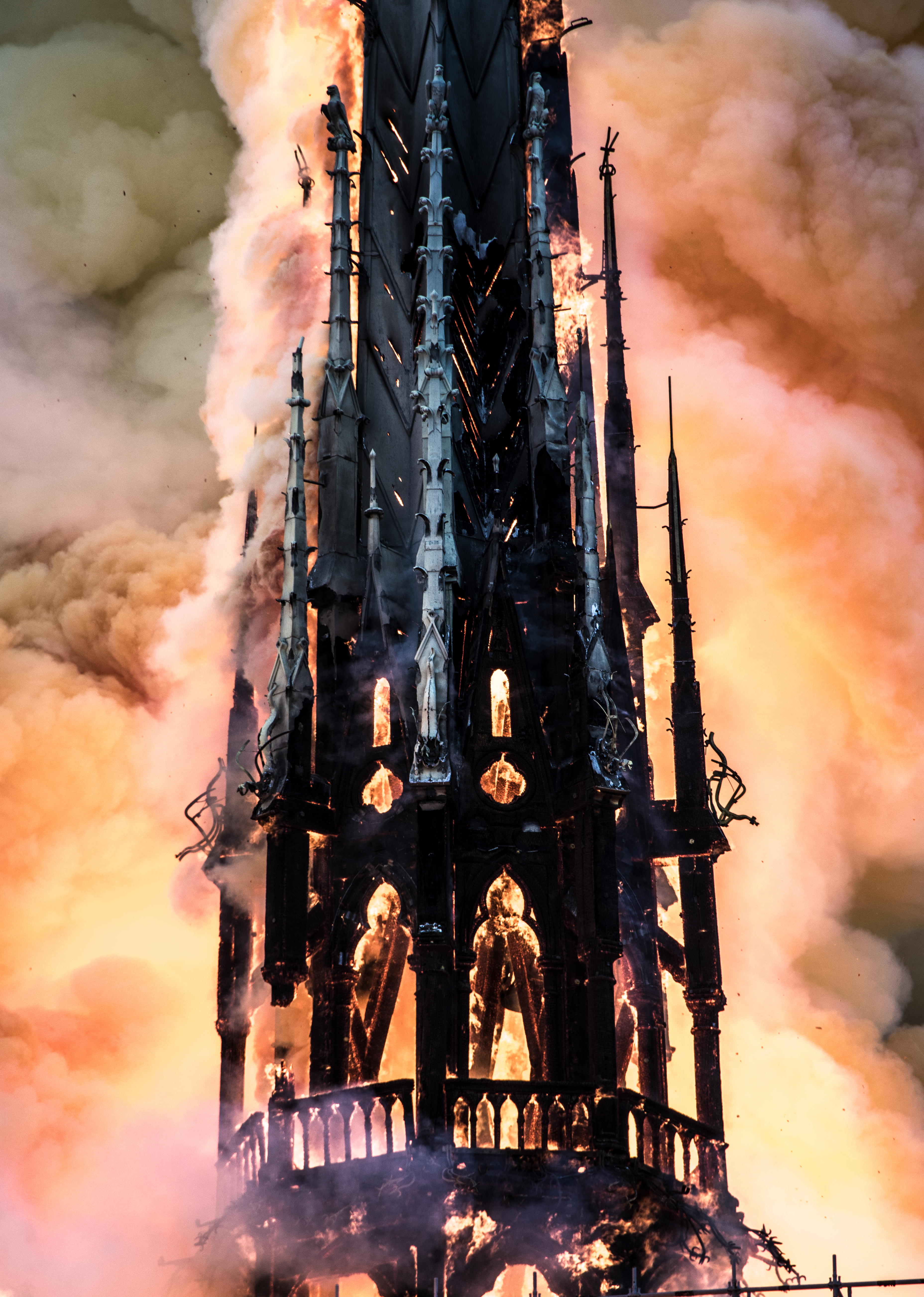
La flèche de la cathédrale lors de l'incendie du 15 avril 2019.

Dans la soirée du 15 avril 2019, dans les environs de 18 heures, un grave incendie se déclare. Le sinistre détruit la toiture de la cathédrale et sa charpente du XIIIe siècle, la flèche de Viollet-le-Duc, et plusieurs voûtes formant le plafond (celle de la croisée du transept, celle du transept nord, et une travée de la nef),. L'incendie déclenche une émotion considérable en France mais aussi dans le monde entier. Sur les rives de la Seine, Parisiens et touristes se rassemblent. De nombreux catholiques se mettent en prière.

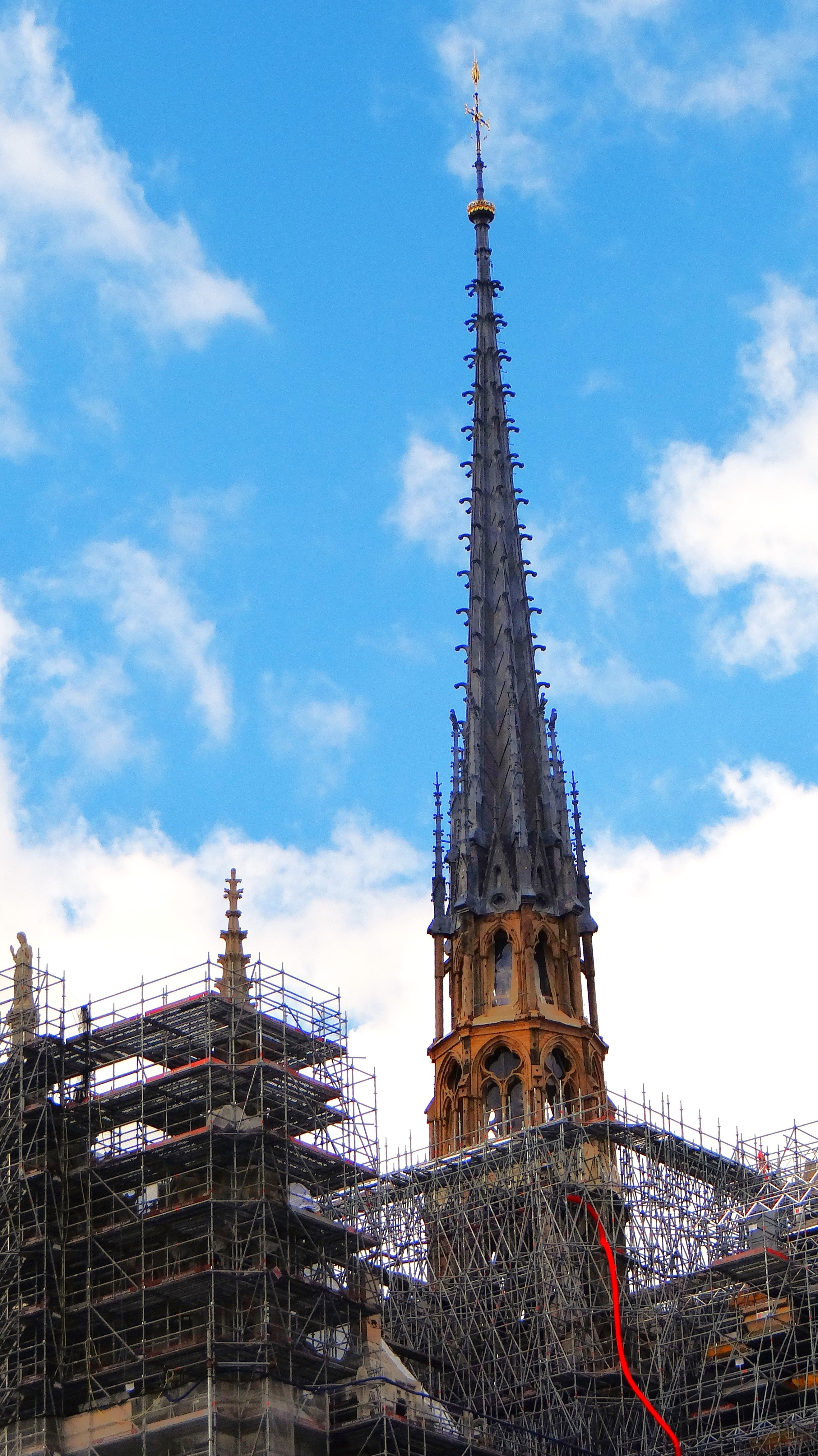
La nouvelle flèche de Notre-Dame de Paris se dévoile début 2024.

L'incendie est maîtrisé le lendemain matin grâce à l'intervention d'environ 650 pompiers. Une cinquantaine d'enquêteurs commencent peu après la fin de l'incendie leurs investigations afin d'émettre des hypothèses sur les causes éventuelles de l'incendie de la cathédrale. Le jour même du déclenchement de l'incendie, le président de la République, Emmanuel Macron, annonce que la cathédrale sera reconstruite, et, le lendemain, lors d'une allocution télévisée spéciale, il déclare : « Nous rebâtirons la cathédrale plus belle encore, et je veux que cela soit achevé d'ici cinq années. » Le jour suivant, le Premier ministre, Édouard Philippe, annonce qu'un concours international d'architecture sera lancé pour reconstruire la flèche de la cathédrale.
Des dons de particuliers, d'entreprises et d'institutions publiques affluent de France et de l'étranger, 340 000 donateurs à hauteur de 846 millions d'euros, record mondial de mécénat.

##### Reconstruction et réouverture
Le 8 décembre 2023, à l'occasion d'une édition spéciale de France 2 en direct de la cathédrale Notre-Dame-de-Paris, le président de la République Emmanuel Macron déclare que « nous tenons les délais » et que la réouverture au public aurait bien lieu le 8 décembre 2024. Il invite le pape François à assister à cette réouverture, mais l'Église annonce que ce dernier n'envisage pas de venir, souhaitant ne pas « détourner le regard vers lui à cette occasion », et laisser ainsi la « vedette » à la cathédrale elle-même,,.
Pour la réouverture de l'édifice, le 8 décembre 2024, des personnalités du monde entier, notamment des dirigeants politiques mais aussi des donateurs ayant participé financièrement à la reconstruction de la cathédrale, sont invitées. Laurent Ulrich, archevêque de Paris, rouvre les portes de la cathédrale et bénit l'orgue. Les sauveteurs présents lors de l'incendie et les artisans ayant participé à la reconstruction sont félicités au cours d'une longue ovation.

#### Projets: vitraux et musée
Emmanuel Macron lance un concours pour la réalisation de « six vitraux » contemporains qui porteront « la marque du XXIe siècle » dans la cathédrale, ce qui occasionne un débat entre tradition et modernité. Le 18 décembre 2024, la présidence de la République annonce dans un communiqué que l'artiste peintre Claire Tabouret « vient d’être choisie parmi huit candidats pour la réalisation de six baies contemporaines dans les chapelles sud de Notre-Dame », considérant que l’artiste « se situe à la hauteur de ce que réclame la cathédrale. »
Ce choix est contesté par les opposants au projet qui soulignent que les vitraux concernés par le projet n'ont pas été touchés par l'incendie. Elle affirme vouloir « rendre hommage à Viollet-le-Duc » alors que ses vitraux vont remplacer ceux du maître : cette démarche interroge, selon des critiques d'art, sur l'éthique de l'artiste.
Par ailleurs, Emmanuel Macron annonce la création d'un musée consacré à la cathédrale Notre-Dame au sein de l'Hôtel-Dieu,.

## Chronologie des événements importants

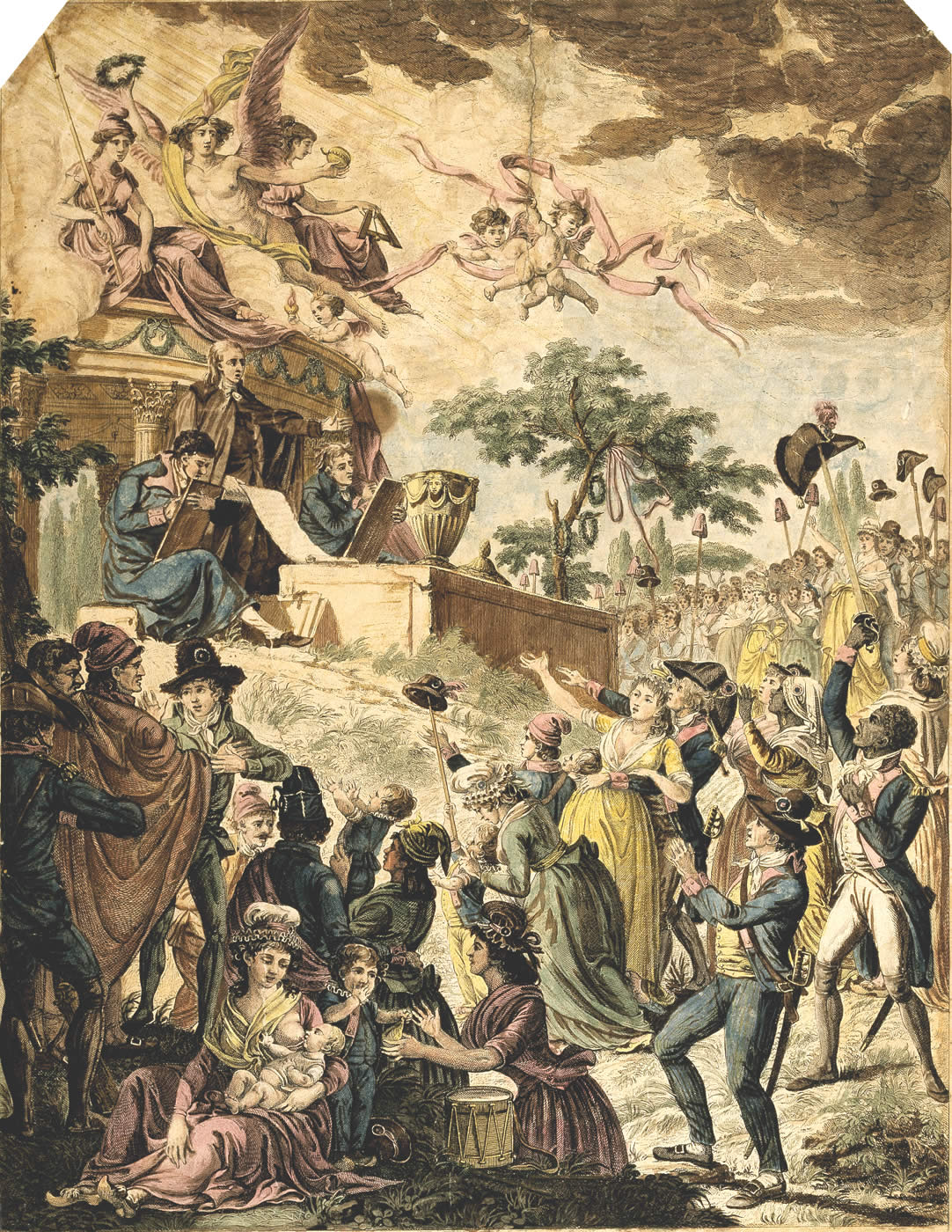
Discours de Pierre-Gaspard Chaumette lors de la fête de l'abolition le 18 février 1794 dans Notre-Dame, devenue Temple de la Raison.

Notre-Dame est le lieu historique d'un grand nombre d'événements religieux et politiques de l'histoire de France :
- En 1229, le Jeudi saint, Raymond VII de Toulouse y fait amende honorable.
- En 1239, Saint Louis y dépose la Sainte Couronne du Christ, en attendant l'achèvement de la construction de la Sainte-Chapelle[84].
- En 1302, Philippe IV le Bel y ouvre les premiers États généraux du royaume de France[84].
- En 1431, couronnement comme roi de France du roi d'Angleterre Henri VI, vers la fin de la guerre de Cent Ans (1337–1453), à l'âge de dix ans[85]. Il ne fut jamais reconnu. Charles VII avait déjà été couronné roi de France en 1429 à Reims.
- En 1431, ouverture du procès de réhabilitation de Jeanne d'Arc[84].
- En 1447, Charles VII célèbre par un Te Deum la reprise de Paris[84].
- Le 24 avril 1558, mariage de Marie Stuart, reine d'Écosse et du dauphin François (fils de Henri II, futur François II).
- Le 22 juin 1559, mariage par procuration d'Élisabeth de France avec Philippe II, roi d'Espagne.
- En 1563, célébration des funérailles solennelles de François de Guise, après son assassinat au siège d'Orléans.
- Le 18 août 1572 (six jours avant le massacre de la Saint-Barthélemy), mariage de Marguerite de Valois et de Henri de Navarre (futur Henri IV)[86].
- Le 22 mars 1594, Henri IV célèbre son entrée dans Paris en assistant à un Te Deum, marquant la reconquête de la capitale après cinq ans de soulèvement ligueur[84].
- En 1660, un Te Deum est donné à l'occasion du mariage de Louis XIV. Le duc François-Henri de Montmorency-Luxembourg, futur maréchal, surnommé le tapissier de Notre-Dame, apporte ici les drapeaux ennemis.
- En 1668, abjuration par le vicomte Henri de La Tour d'Auvergne de sa foi protestante.
- Le 2 mars 1687, Jacques-Bénigne Bossuet y prononce l'Oraison funèbre du Grand Condé[84].
- Le 4 mai 1789, un Veni Creator y célèbre l'ouverture des États généraux[84].
- Par décret du 2 novembre 1789 de nationalisation des biens du clergé, la cathédrale devient propriété de l'État en France.
- 20 brumaire an II (10 novembre 1793), Notre-Dame est transformée en temple de la Raison par la Commune de Paris, afin d'y pratiquer le culte de l'Être suprême[84],[87].
- 30 pluviôse an II (18 février 1794), fête de l'abolition de l'esclavage dans les colonies, décrétée deux semaines plus tôt par la Convention montagnarde[82].
- 18 floréal an II[88] (7 mai 1794), Maximilien de Robespierre, après avoir fait guillotiner pour athéisme Jean-Baptiste Gobel, Jacques-René Hébert, Anacharsis Cloots, Pierre-Gaspard Chaumette, fait reconnaître l'immortalité de l'âme et l'existence de Dieu ou Être suprême par décret. Les fêtes instituées par la Convention nationale sont célébrées sur les places publiques, les églises sont devenues inutiles. La cathédrale est transformée en magasin. Elle sert à recevoir 1 500 tonneaux de vin destinés aux armées.
- 3 ventôse an III (25 février 1795), après la chute de Robespierre, décret rétablissant la liberté des cultes et de séparation des églises et de l'État. Les églises et les chapelles non séquestrées par l'État ou les municipalités peuvent être rouvertes.
- 24 thermidor an III (11 août 1795), les 23 clés de la cathédrale sont remises par le comité civil de la section de la Cité à la Société catholique, constituée par 66 personnes, dont l'abbé Grégoire, qui fait partie du groupe des « Évêques réunis à Paris », qui en avait fait la demande. La première église où une messe a été célébrée par Jean-Baptiste Pierre Saurine est l'église Saint-Médard de Paris le 1er mai 1795.
- 15 août 1795, après réconciliation de l'Église par l'abbé Grégoire et ses collègues, célébration de la première messe dans la cathédrale pour la fête de l'Assomption. La cathédrale est alors dans un triste état, plus de vitres aux fenêtres, les autels détruits, quelques planches pour fermer les portes. La Société catholique de Notre-Dame va devoir d'abord trouver les prêtres, le personnel et les fonds nécessaires au fonctionnement de la cathédrale. Il n'y a plus d'évêque de Paris depuis la mort de Jean-Baptiste Gobel.
- 19 novembre 1795, Jean-Baptiste Royer, évêque constitutionnel de l'Ain, ordonne 24 prêtres dans la cathédrale.
- Jean-Baptiste Royer est élu évêque constitutionnel du département de la Seine le 20 mai 1798. Il est installé dans la cathédrale le 15 août 1798. Il démissionne à la demande du pape au moment de la signature du Concordat, le 26 messidor an IX (15 juillet 1801). Étienne-Alexandre Bernier est administrateur provisoire du diocèse pour son organisation. Jean-Baptiste de Belloy est nommé archevêque de Paris le 9 avril 1802. La société catholique de Notre-Dame qui avait rétabli le culte catholique à Notre-Dame doit se dissoudre en 1803[89].
- Le 2 décembre 1804, Napoléon Bonaparte se sacre lui-même empereur puis couronne sa femme Joséphine de Beauharnais[84].
- Le 9 juin 1811, baptême de Napoléon François Joseph Charles Bonaparte, roi de Rome, fils héritier de Napoléon Ier[84].
- Le 17 juin 1816, le mariage du duc de berry Charles-Ferdinand d'Artois et de la princesse Marie-Caroline de Bourbon-Siciles[90].
- Pendant la Révolution de juillet 1830 (« Trois Glorieuses ») : le 28 juillet. des insurgés hissent le drapeau tricolore au sommet de l'Hôtel de ville et des tours de Notre-Dame, provoquant une intense émotion dans la population parisienne. Le 29 juillet. Notre-Dame et le palais de l'archevêché de Paris jouxtant la cathédrale sont saccagés[91].
- Les 14 et 15 février 1831, lors des émeutes de Saint-Germain-l'Auxerrois, un second saccage de Notre-Dame et de l'archevêché a eu lieu par des insurgés, le pillage vise notamment la sacristie et le trésor de Notre-Dame[84]. Cette « dévastation » est alors jugée plus importante que celle de l'année précédente[91].
- Le 8 mars 1835, à la demande de Hyacinthe-Louis de Quélen, a lieu la première conférence d'Henri Lacordaire, dans le cadre des Conférences de Carême de Notre-Dame, spécialement destinées à l'initiation de la jeunesse au christianisme. Celles-ci, interrompues en 1836, reprennent à partir de 1841 et se poursuivent jusqu'à nos jours.
- Le 30 janvier 1853, mariage de Napoléon III[84].
- Le 14 juin 1856, baptême du prince impérial Louis-Napoléon Bonaparte.
- Le 19 juillet 1896, obsèques du marquis de Morès tué par des rebelles en Tunisie.
- En janvier 1910, la grande crue de la Seine arrive jusqu'au parvis.
- Le 17 novembre 1918, un Te Deum célèbre la victoire de la Première Guerre mondiale. Anticlérical, le président du Conseil Georges Clemenceau n'y assiste pas. Les autorités civiles organisent le lendemain une cérémonie place de la Concorde, à laquelle le cardinal Léon Adolphe Amette refusera en réaction à son tour de participer[84].
- Le 11 février 1931, Antonieta Rivas Mercado se suicide d'un coup de feu au cœur, sur un banc devant l'image de Jésus-Christ crucifié[92].
- Le 19 mai 1940, alors que la bataille de France tourne au désastre, un Te Deum est organisé pour le succès des armes françaises ; y assistent les deux derniers chefs de gouvernement de la IIIe République, Édouard Daladier et Paul Reynaud, incroyants notoires, ainsi que le maréchal Philippe Pétain[93].
- En avril 1944, accueil solennel du maréchal Philippe Pétain par le cardinal Emmanuel Suhard, archevêque de Paris. Célébration des obsèques de Philippe Henriot, par le même archevêque, en juin 1944.
- En août 1944, le général Dietrich von Choltitz obéit à l'ordre de Adolf Hitler, qui demandait la destruction de Paris et notamment de Notre-Dame, mais aucun minage ne fut entrepris sur la cathédrale.
- Le 26 août 1944, un Magnificat est chanté pour la Libération de Paris, en présence du général Charles de Gaulle et du général Philippe Leclerc de Hauteclocque, après qu'ils ont descendu les Champs-Élysées. Des tirs d'origine inconnue perturbent un temps la cérémonie[84].
- Le 9 mai 1945, le cardinal Suhard, accueille le général de Gaulle ainsi que les membres du Gouvernement et les ambassadeurs des États-Unis, d'URSS et de Grande-Bretagne. L'archevêque célèbre un office au cours duquel un Te Deum d'action de grâces pour la victoire est chanté, suivi de l'exécution de La Marseillaise aux grandes orgues[94].
- Obsèques nationales de : Sadi Carnot en 1894, Maurice Barrès (1923), le maréchal Ferdinand Foch (1929), le maréchal Joseph Joffre (1931), Paul Doumer (1932), Raymond Poincaré (1934), Jean-Baptiste Charcot (1936), le maréchal Philippe Leclerc de Hauteclocque (1947), le maréchal Jean de Lattre de Tassigny (1952), Paul Claudel (1955), le maréchal Alphonse Juin (1967)[84].
- Cérémonies d'hommage national : Charles de Gaulle (1970), Georges Pompidou (1974), François Mitterrand (1996)[84].
- En 1980 et en 1997, visites du pape Jean-Paul II.
- Le 26 janvier 2007, funérailles de l'abbé Pierre.
- En septembre 2008, visite du pape Benoît XVI[84].
- Le 22 octobre 2008, messe de Requiem le jour des obsèques de sœur Emmanuelle[84].
- Le 3 juin 2009, cérémonie œcuménique pour les victimes du vol Air France 447 entre Rio et Paris.
- De décembre 2012 à novembre 2013 : célébration du 850e anniversaire de la cathédrale. arrivée des nouvelles cloches.
- Le 15 novembre 2015, messe d'hommage aux victimes des attentats commis à Paris l'avant-veille, après que le glas a sonné durant un quart d'heure[95].
- Le 15 avril 2019, un incendie détruit la flèche et la totalité de la toiture couvrant la nef, le chœur et le transept.
- Le 7 décembre 2024, cérémonie de réouverture de la cathédrale après 5 ans de travaux.
- Le 14 novembre 2024, le presbytère de la cathédrale est classé monument historique[96].

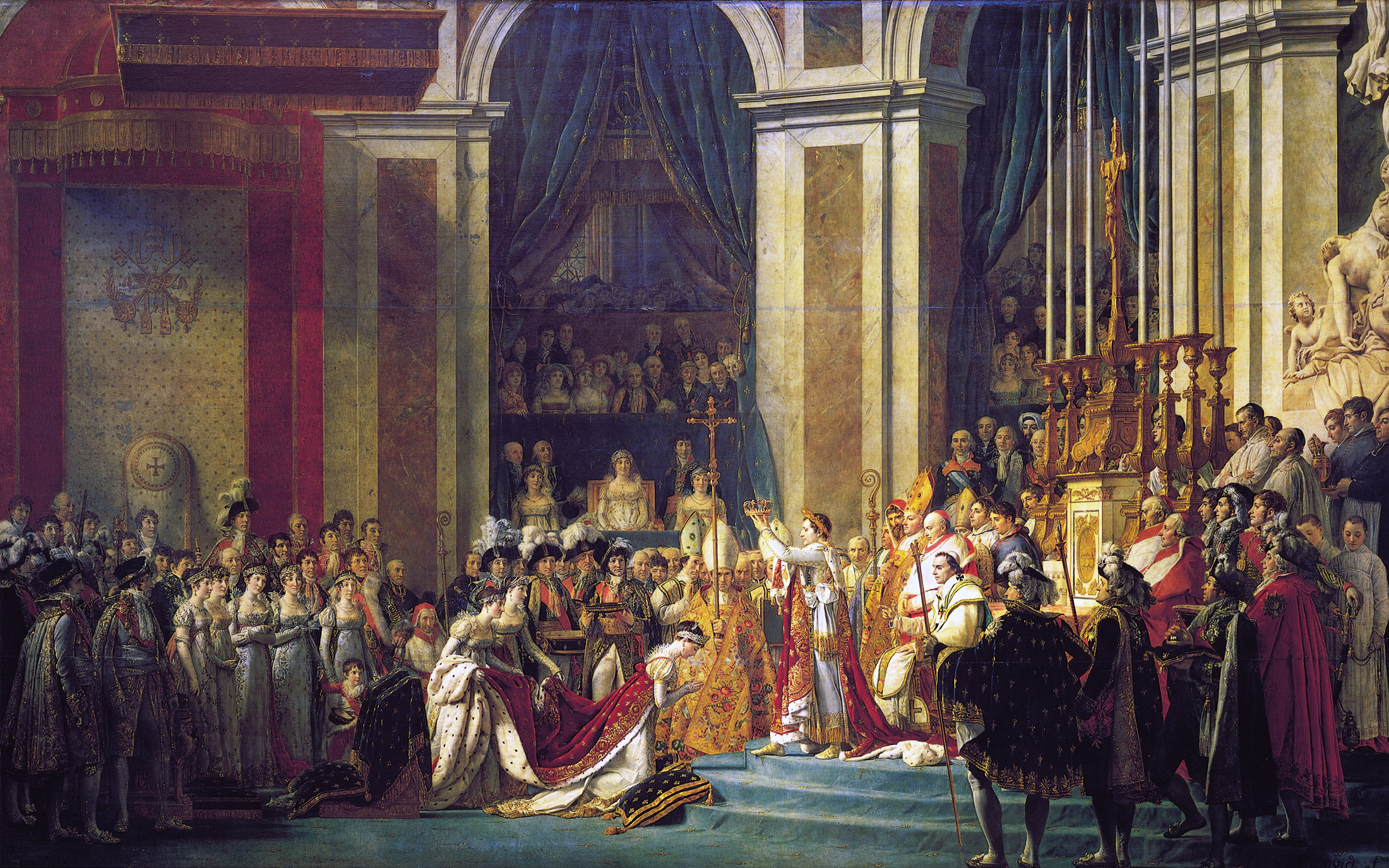
Le Sacre de Napoléon, tableau de Jacques-Louis David, 1805–1808, musée du Louvre. La scène se déroule dans le chœur de la cathédrale tel qu'il se présentait à l'époque, avec la décoration des colonnes conçue par Robert de Cotte en 1698.
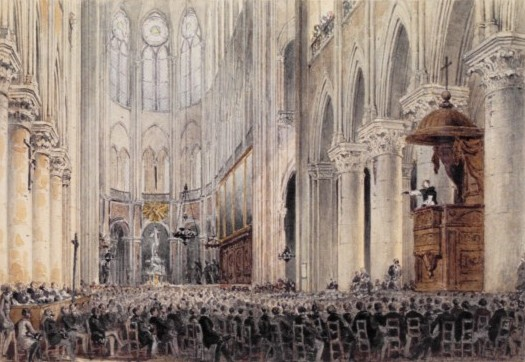
Conférence du père Henri Lacordaire, vers 1845. Dessin anonyme, mine de plomb et aquarelle, Bibliothèque nationale de France.
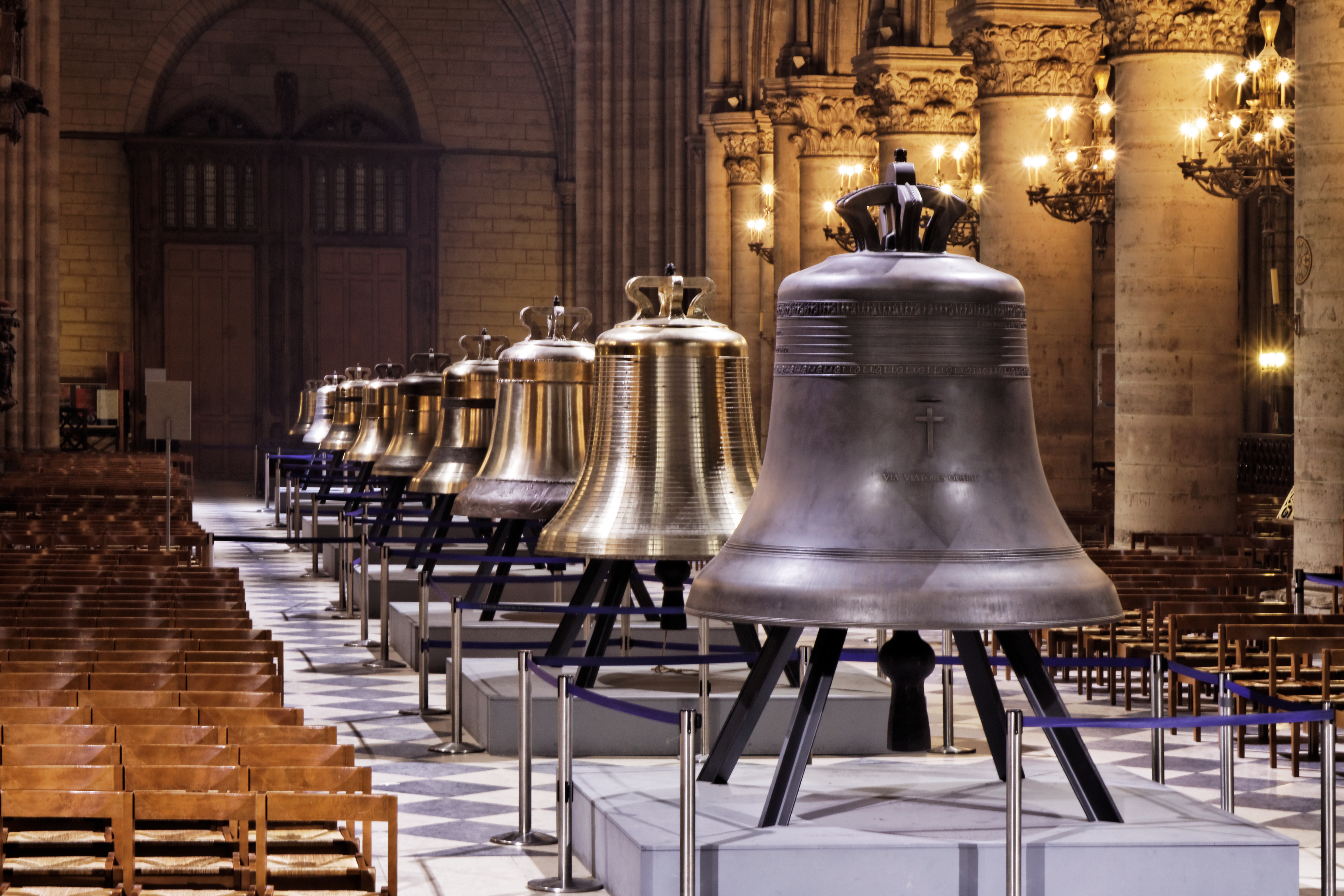
Arrivée des nouvelles cloches lors du 850e anniversaire de la cathédrale, en 2012.

## Propriété et gestion
Jusqu'à la Révolution française, la cathédrale est la propriété de l'archevêché de Paris. Elle est mise « à la disposition de la nation » par un décret du 2 novembre 1789. Depuis, l'État est propriétaire de la cathédrale,.
Chaque année, l'État accorde deux millions d'euros à l'entretien et à la restauration de la cathédrale, tandis que l'Église prend en charge le fonctionnement courant pour plusieurs millions d'euros. La cathédrale emploie une cinquantaine de personnes, auxquelles s'ajoutent des bénévoles.

## Le monument

### Structure et dimensions

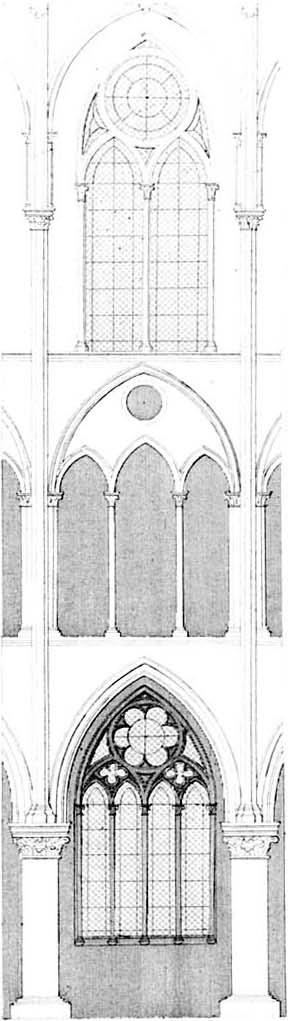
Travée entre deux piliers (nef principale).

Comme la plupart des cathédrales françaises, Notre-Dame de Paris a un plan en forme de croix latine. Son entrée et ses deux tours sont orientées ouest-nord-ouest, son abside est orientée est-sud-est. Le transept est orienté selon un axe nord-nord-est, sud-sud-ouest. La nef principale comporte dix travées, le chœur cinq. L'axe de celui-ci est légèrement dévié par rapport à l'axe de la nef. L'abside est semi-circulaire à cinq pans.
La nef est flanquée de doubles collatéraux qui se prolongent par un double déambulatoire. Après les trois premières travées, 29 chapelles latérales ou rayonnantes comportent un total de 37 travées quadrangulaires. La cathédrale peut contenir jusqu'à 9 000 personnes dont 1 500 dans les tribunes.
Les principales dimensions sont les suivantes, :
- longueur : 127 m
- largeur : 48 m
- hauteur des tours : 69 m
- hauteur de la flèche : 96 m
- largeur de la façade : 43,5 m
- hauteur de la façade sans les tours : 45 m
- longueur du chœur : 38 m
- largeur du chœur : 12 m
- longueur de la nef : 60 m
- largeur du vaisseau central de la nef : 13 m
- largeur de chacun des collatéraux : 5,9 m
- hauteur sous toit de la nef : 43 m
- hauteur sous voûte de la nef et du chœur : 33 m
- hauteur sous voûte des collatéraux extérieurs : 10,1 m
- hauteur sous voûte des collatéraux intérieurs : 10,5 m
- hauteur sous voûte des tribunes : 8 m
- hauteur des clochers : 69 m
- profondeur (largeur) des tribunes : 5,9 m
- longueur du transept : 48 m
- largeur du transept : 14 m
- nombre de fenêtres : 113
- nombre de colonnes et piliers : 75
- superficie intérieure : 4 800 m2
- superficie totale : 5 500 m2 (à comparer aux 7 700 m2 de la cathédrale Notre-Dame d'Amiens)
- superficie des points d'appui : 816,4 m2
- diamètre de la rosace ouest : 9,70 m
- diamètre des rosaces nord et sud : 13,10 m (13,36 m pour la rosace de la cathédrale Notre-Dame de Chartres)

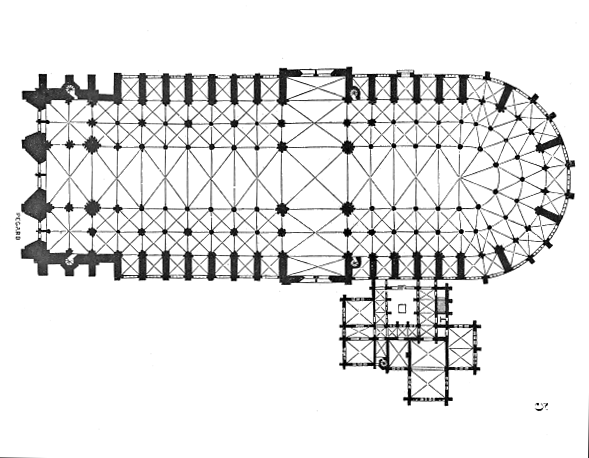
Plan de la cathédrale Notre-Dame de Paris, dans le Dictionnaire raisonné de l'architecture française du, par Eugène Viollet-le-Duc, 1856.

Bien que construite après le chœur, la nef relève du premier style gothique, avec voûtes sexpartites, cependant sans alternance de piles fortes et de piles faibles comme on le voit à la cathédrale Saint-Étienne de Sens. Le transept, bien identifiable de l'extérieur du monument, ne fait pas saillie par rapport aux collatéraux et aux chapelles latérales. Il n'a pas de collatéraux.
Hormis le transept, l'élévation intérieure est à trois niveaux, avec grandes arcades, tribunes et fenêtres hautes. Dans les deux premières travées des deux bras du transept, l'élévation est cependant à quatre niveaux. Au XIXe siècle, le restaurateur Viollet-le-Duc entreprit de « corriger » la dixième travée de la nef, en y recréant les quatre niveaux tels qu'ils se présentaient avant les modifications apportées dans les années 1220 au plan initial. Depuis lors, certains spécialistes estiment que cette dixième travée est l'œuvre de Viollet-le-Duc, affirmation peut-être exagérée dans la mesure où seule la partie supérieure a été transformée. Cette modification délibérée a justifié des vives critiques à son encontre.
Les façades nord et sud du transept présentent de magnifiques rosaces ornées de vitraux, parmi les plus grandes d'Europe, avec un diamètre de 13 mètres.

### Matériaux de construction

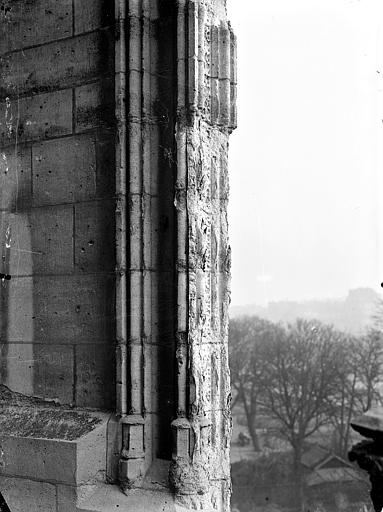
Pinacle de la façade sud montrant l'érosion de la pierre, en 1918.

La cathédrale est essentiellement bâtie en pierre de taille provenant des anciennes carrières souterraines de Paris, situées dans le 5e arrondissement dans un premier temps (lors de la construction du chœur), puis plutôt dans le 12e arrondissement et à Charenton (lors de la construction de la nef). On y exploitait des formations calcaires de grande qualité : les calcaires du Lutétien, datant de 40 à 46 millions d'années, très caractéristiques de l'architecture de toute la région parisienne. Les calcaires lutétiens ne sont pas présents partout, ils forment un étage géologique de quelques mètres d'épaisseur seulement à Paris, constitué de couches superposées et aux propriétés (texture, dureté) forts différenciées d'un banc à l'autre, et dont une partie seulement est utilisable. À l'époque gothique, on utilisait ces pierres depuis déjà plus d'un millénaire, depuis l'époque gallo-romaine, et on disposait donc d'une bonne connaissance des propriétés et du comportement de chacune des variétés vis-à-vis du vieillissement et des intempéries. Cette expérience a été mise à profit pour la construction de la cathédrale,.
Les calcaires tendres, notamment des « lambourdes », ont été utilisés pour l'intérieur des murs et pour l'architecture abritée, comme les voûtes ou les arcades des tribunes. En revanche les calcaires coquillers durs (calcaires à cérithes, des coquilles coniques de gastéropodes fossilisées qui se sont déposées près du littoral au Lutétien), issus des « bancs francs » dans les carrières, ont été utilisés pour les pierres exposées à l'extérieur, ainsi que pour les assises des fûts des grosses colonnes à l'intérieur, qui doivent supporter du poids. Durant l'époque moderne, le calcaire dur à cérithes était surtout utilisé à Paris pour les soubassements des bâtiments, mais plus guère pour l'élévation. Le « liais », un calcaire lutétien dur et au grain très fin à petites milioles, dont la consistance se rapproche un peu du marbre, a été utilisé notamment comme pierre statuaire (comme la célèbre statue d'Adam), et pour quelques petits éléments architecturaux, comme les colonnettes monolithiques des tribunes et celles qui longent les piliers dans la nef (mais pas dans le chœur), ainsi que pour les meneaux et les remplages des fenêtres. Le liais n'étant présent qu'en un banc de faible épaisseur dans les carrières (30 à 40 cm d'épaisseur), il a déterminé le format allongé des sculptures. De par sa densité, il est propice à la mise en œuvre en délit (avec la stratification naturelle de la pierre disposée verticalement, et non horizontalement dans le sens naturel), mais cette disposition offre une plus faible capacité de charge.
Les calcaires lutétiens des carrières de Paris étaient réputés au Moyen Âge et exportés loin de Paris, en particulier le liais pour la sculpture gothique. On en retrouve à la cathédrale Notre-Dame de Chartres et à la cathédrale Saint-Étienne d'Auxerre par exemple.
Jusqu'à l'incendie de 2019, les charpentes de la toiture ainsi que la flèche étaient en bois, principalement du chêne, et leur couverture était faite de plaques de plomb. Elles ont été reconstruites avec les mêmes matériaux.

### Extérieur

#### Parvis

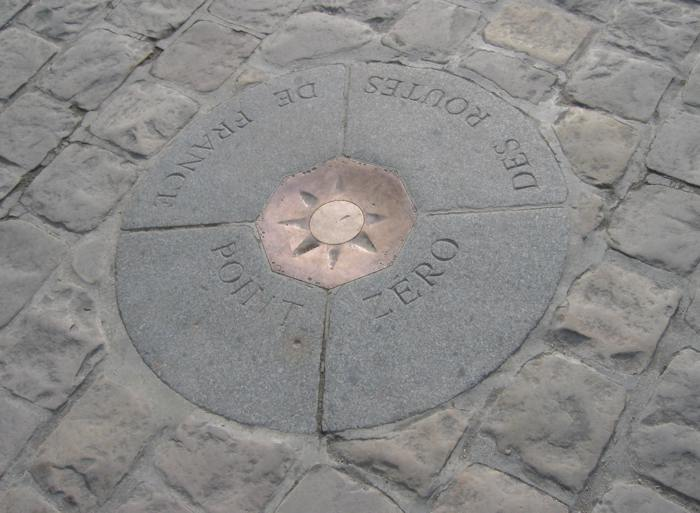
Le point zéro des routes nationales partant de Paris.

Le parvis est la grande esplanade sur laquelle s'ouvre la cathédrale. Le mot « parvis » vient du latin paradisius, paradis. Lorsque la cathédrale fut construite, le parvis était assez étroit. La cathédrale était située parmi d'innombrables bâtiments en bois de petite taille, telles que des maisons, boutiques et auberges. Une fontaine du Parvis Notre-Dame s'y trouvait de 1625 à 1755. Le parvis conserva des dimensions modestes jusqu'au XVIIIe siècle, époque à laquelle l'architecte Beaufrand l'agrandit. Il fut remodelé à plusieurs reprises par la suite, notamment depuis 1960.
On trouve sur le parvis le point de départ des quatorze routes nationales rayonnant depuis Paris, à quelques mètres de l'entrée de la cathédrale.
Depuis le XIXe siècle, de nombreuses fouilles archéologiques ont été entreprises sous le parvis de Notre-Dame de Paris, dont deux campagnes plus importantes : la première eut lieu en 1847 et fut menée par Théodore Vacquer, la seconde plus récente de 1965 à 1967 fut dirigée par Michel Fleury. Ces fouilles ont permis de mettre au jour d'importants vestiges gallo-romains et du haut Moyen Âge, et notamment les fondations d'un grand édifice religieux de forme basilicale à cinq nefs. Ces vestiges seraient ceux de la cathédrale Saint-Étienne de Paris, construite au IVe siècle ou au VIe siècle et qui était la cathédrale précédente.
Une crypte a été aménagée afin de préserver l'ensemble de ces substructions et de les rendre accessibles au public : on l'appelle crypte archéologique du parvis Notre-Dame. Depuis l'été 2000, elle est gérée par le musée Carnavalet.

#### Tours

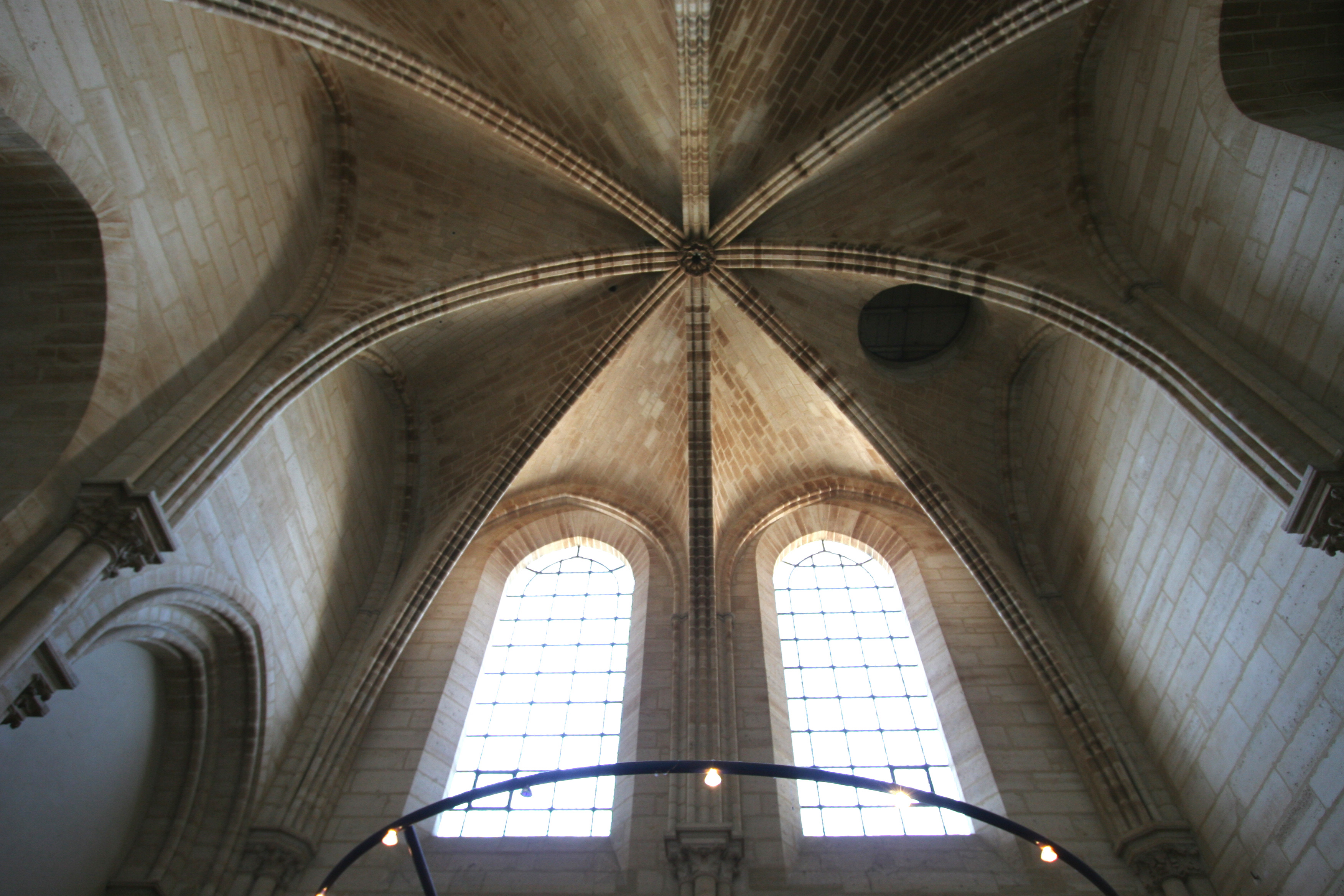
Voûtes de la salle du premier étage de la tour nord (début du XIIIe siècle), là où les touristes peuvent trouver une librairie spécialisée.
Les baies que l'on voit s'ouvrent sur le parvis (ouest), juste à côté de la rosace. Elle est l'œuvre du troisième architecte de la cathédrale (1190–1225) dont le nom ne nous est pas parvenu.

Les deux tours carrées de la façade occidentale ne sont pas exactement jumelles bien que construites sur un modèle identique : une base pleine surmontée des étages caractéristiques de l'élévation de la façade et un dernier étage dont les quatre faces sont percées de deux hautes et longues baies à voussures brisées ornées de boudins et de crochets. Une double ligne de gros crochets feuillus cerne le sommet de ces tours couvertes d'une terrasse de plomb bordée par une balustrade ajourée. La tour nord (gauche) d'époque un peu plus récente (construite de 1235 à 1250 environ) est légèrement plus forte et plus large que la tour sud (elle daterait de 1220 à 1240 environ), ce qui se remarque depuis le centre du parvis. À cette différence correspond, au niveau de l'étage du balcon de la Vierge situé sur la façade, une largeur nettement plus importante du contrefort nord de la tour nord par rapport au contrefort sud de la tour sud.
La cathédrale de Chartres est l'un des exemples en France où les tours sont surmontées de flèches. Projetées mais non construites au XIIIe siècle, leur érection fut envisagée pendant la restauration de 1844-1864.
Entre les deux tours, à l'arrière de la galerie supérieure de la façade faite d'une colonnade, et à l'avant du pignon occidental de la nef, il existe une sorte d'esplanade, toit plat qu'on appelle l'aire de plomb ou la cour des réservoirs. Des plaques de plomb la recouvrent, et des bassins y avaient été aménagés pour contenir de l'eau utilisable rapidement en cas d'incendie. En arrière de l'aire de plomb, s'élève le grand pignon triangulaire qui termine à l'ouest le comble de la nef : sur sa pointe, un ange regarde en direction de la tour sud et sonne la trompette du Jugement dernier.
Les tours de la cathédrale, hautes de 69 m, sont accessibles au public et offrent une vue imprenable sur Paris.
La tour sud abrite un escalier de 387 marches. Au premier étage, au niveau de la galerie des rois et de la rosace, se trouve une grande salle gothique comportant un comptoir d'approvisionnement pour touristes et visiteurs. On peut y voir en plus diverses statues originales de la cathédrale ainsi que des toiles de Guido Reni, Charles André van Loo, Étienne Jeaurat et Lodovico Carracci.

#### Façade ouest

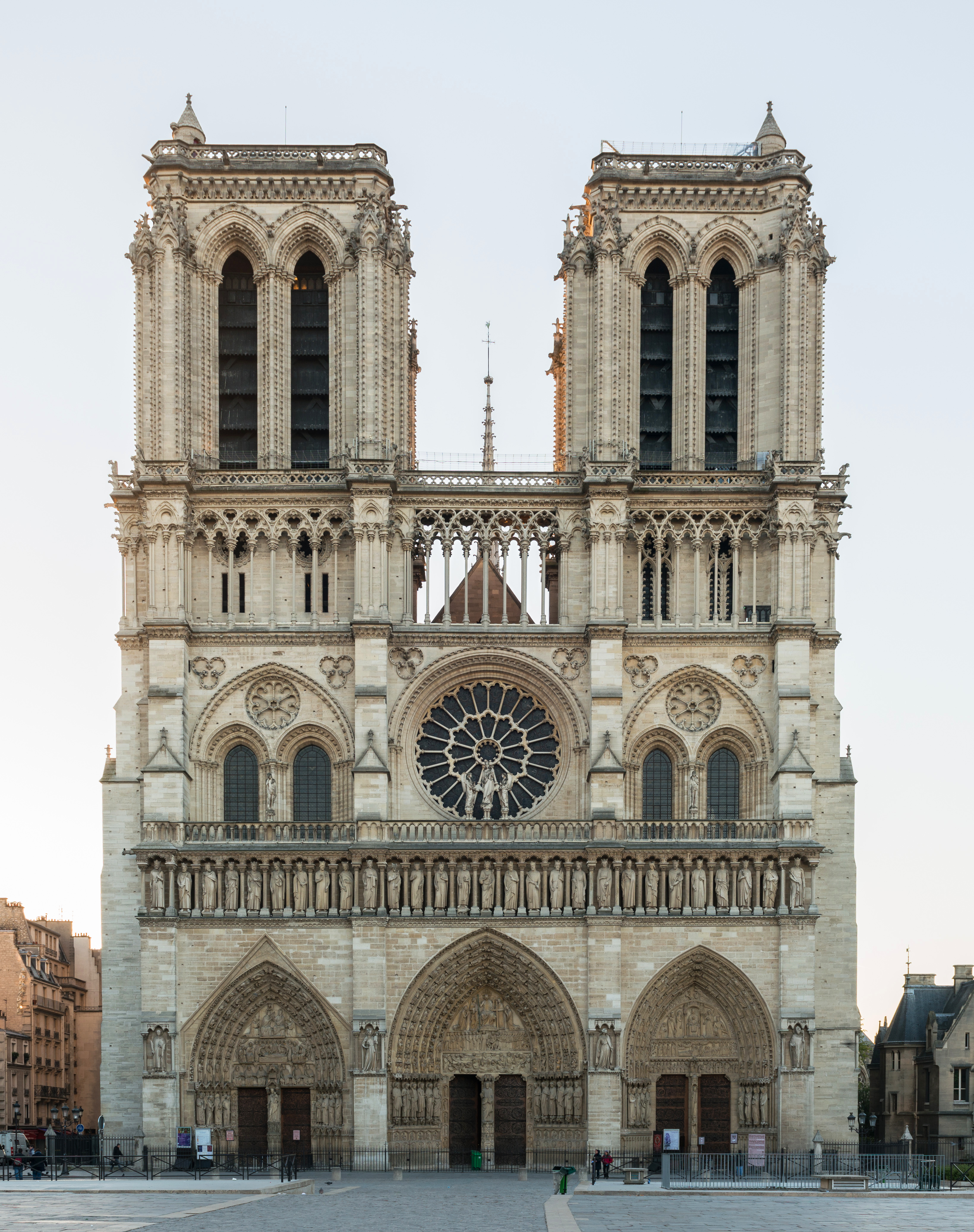
La façade ouest comprend quatre niveaux : le rez-de-chaussée entièrement occupé par les trois portails ; le premier étage percé de trois arcades, dont la centrale encadre la rose ; le deuxième étage constitué de la grande galerie surmontée de la galerie des chimères, le dernier étage des tours qui culminent à 69 m de hauteur.

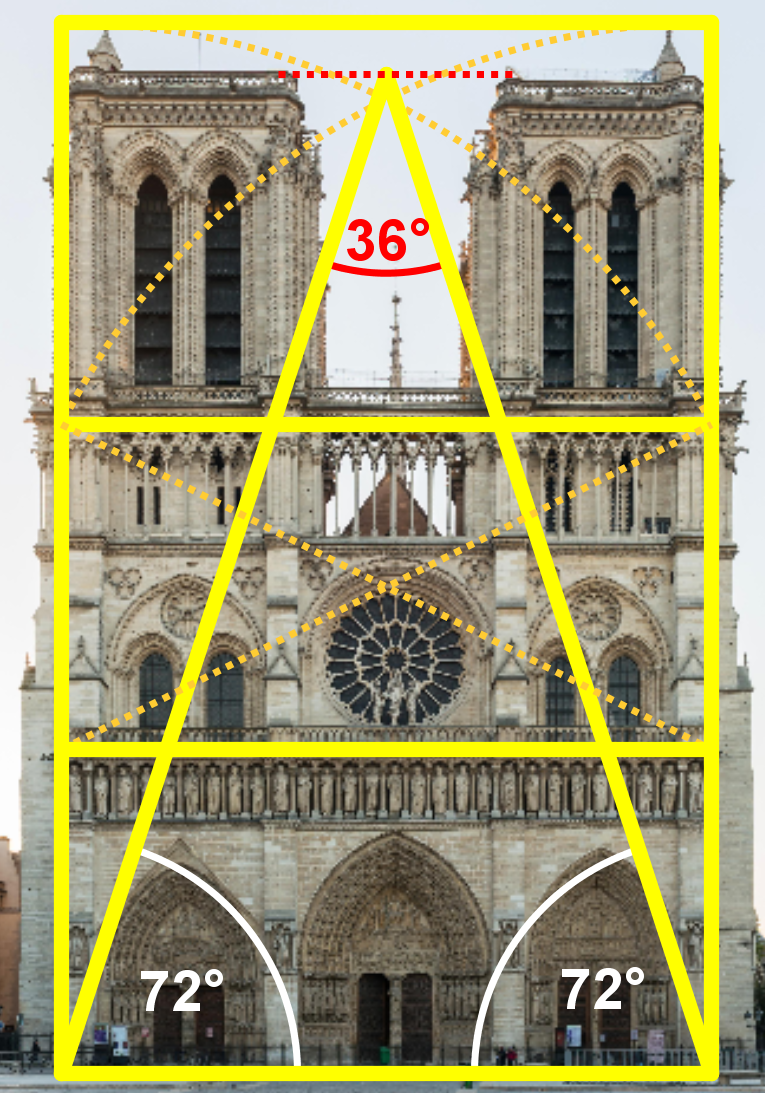
Caractéristiques du nombre d'or

La façade correspond en grande partie à la vision d'Eudes de Sully, évêque de Paris de 1197 à 1208. L'architecte des années 1200 adopte le parti traditionnel de la « façade harmonique » (façade symétrique et tripartite) : le soubassement est percé de trois portails (portail de la Vierge à gauche, du Jugement Dernier au centre et de Sainte Anne à droite), le central plus large, les deux latéraux surmontés de puissantes tours abritant les cloches. Mais la division horizontale tripartite ne reflète pas la division interne de l'édifice à cinq nefs. Sa construction dura un demi-siècle, de 1200 à 1250. Sa composition architecturale est une conception géométrique simple. Elle a une largeur de 43,5 m (135 pieds-du-roi) et une hauteur de 45 m (141 pieds), mis à part la hauteur des tours. Elle comporte, de bas en haut, l'étage des trois portails et des quatre statues dans les niches sur les contreforts (il s'agit, de gauche à droite de saint Étienne, puis de deux allégories, Ecclesia et Synagoga (l'Église et la Synagogue), et très vraisemblablement de saint Denis), la galerie des rois, puis un étage occupé au centre par la rosace ouest de 9,6 m de diamètre qui semble auréoler la statue de la Vierge à l'Enfant, avec des deux côtés sous les tours, des baies géminées surmontées de petites rosaces sous un arc en tiers-point, enfin un dernier étage qui présente une grande galerie fait de colonnettes (5,1 m de haut pour 0,18 m de diamètre) couronné d'une balustrade (appelée la galerie des chimères (54 créatures fantastiques disposées à ses angles), reliant les deux tours et qui se prolonge sur les quatre faces de ces dernières. Au-dessus de l'ensemble, au nord et au sud, se trouvent les tours elles-mêmes, à toit plat.
Le frontispice penche de 30 cm du côté nord et les portails présentent un dévers vers l'ouest. En raison du désordre dans les fondations dû à une instabilité superficielle du sous-sol, les parties du bâtiment ont été déplacées par les forces combinées du poids de la pierre (voûtes, arches) et de la pression des vents qui ont généré des déformations structurelles pendant les premiers mois suivant l'achèvement de la construction et la dépose des cintres, alors que la prise du mortier très lente (elle peut demander plus d'un an) n'est pas achevée. Les tours inachevées qui auraient dû être surmontées d'une flèche gothique de plan orthogonal, s'expliquent ainsi non pour des raisons financières mais pour ce comportement structurel détecté par les bâtisseurs médiévaux à l'aide d'un fil à plomb utilisé régulièrement pour évaluer la « santé » d'un édifice,.
La façade, à la fois rigoureuse et linéaire, met en valeur de façon étonnante le cercle du vitrail de la rosace inscrit au centre d'un carré de plus de 40 mètres de côté. Juste au niveau surplombant les trois portails, on observe la galerie des Rois de Juda (et non pas des rois de France). Ces reconstitutions sont l'œuvre de Viollet-le-Duc (il s'y est d'ailleurs lui-même représenté) et les fragments originaux peuvent être observés au musée national du Moyen Âge à l'hôtel de Cluny à Paris. La façade est soutenue à l'extérieur par quatre contreforts, deux pour chaque tour, encadrant les trois portails. Sur ces contreforts, des niches abritent quatre statues refaites au XIXe siècle par l'équipe de restaurateurs de Viollet-le-Duc.
Lors de la construction, les profondes portes ne reçoivent pas immédiatement leurs décors sculptés, réalisés et montés indépendamment. La chronologie de la construction des maçonneries, de la réalisation des sculptures et de leur installation ne coïncident donc pas exactement, ce qui a entraîné quelques irrégularités de montage, seulement perceptibles par une observation rapprochée.

##### Portail du Jugement dernier

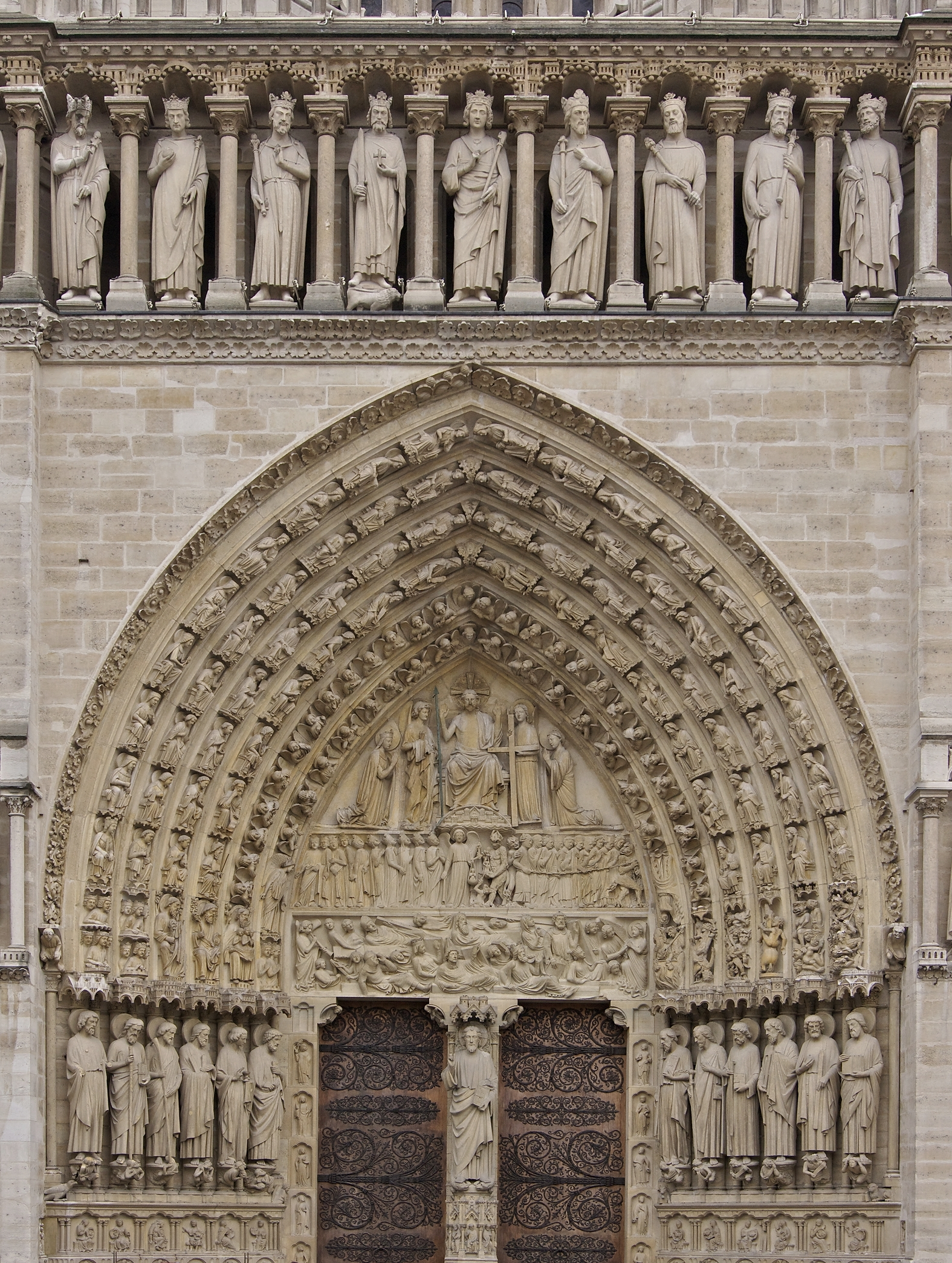
Vue d'ensemble du portail du Jugement dernier.

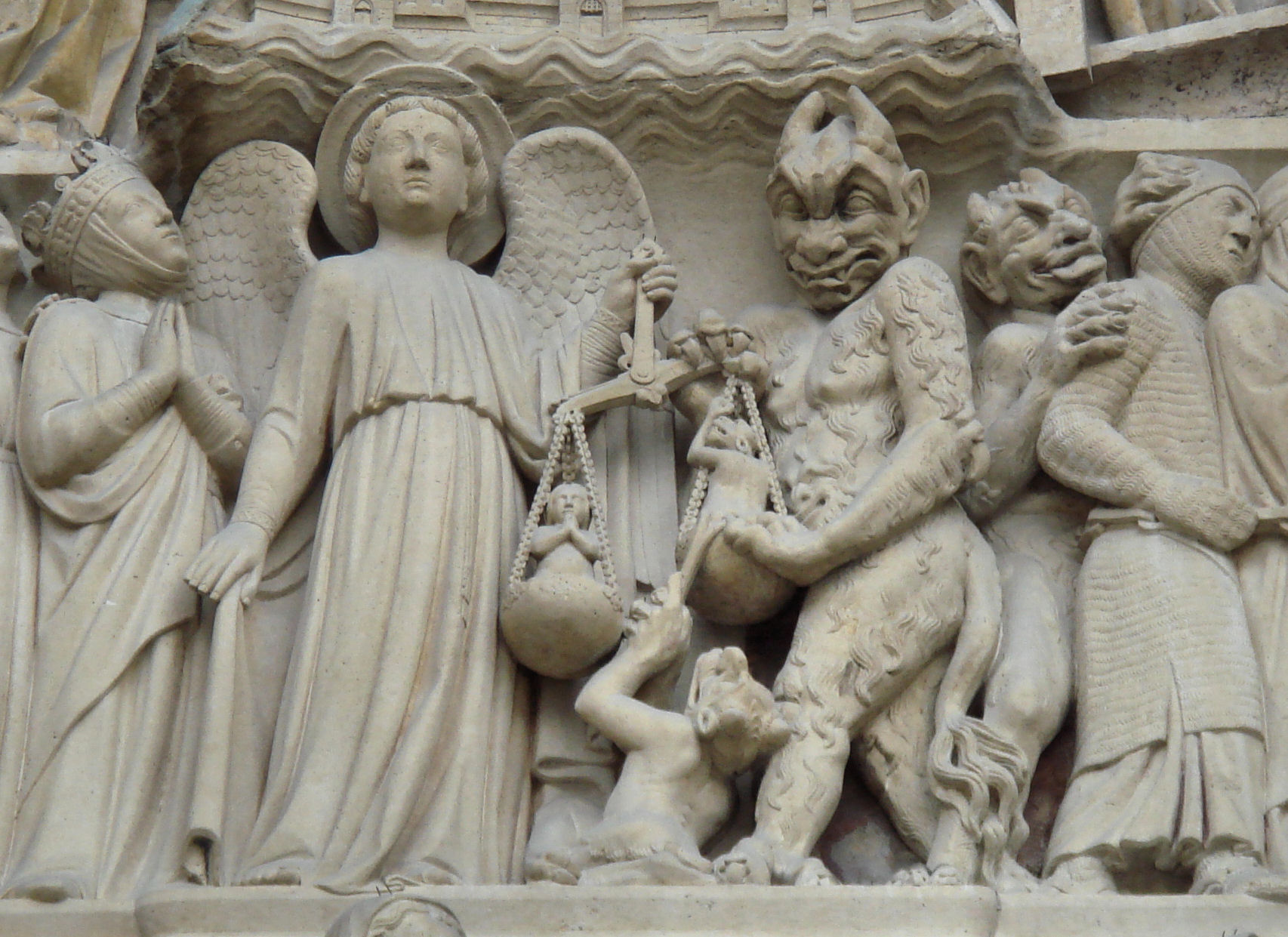
La Pesée des âmes par l'archange saint Michel, détail du Jugement dernier, refait lors de la restauration de la cathédrale au XIXe siècle.

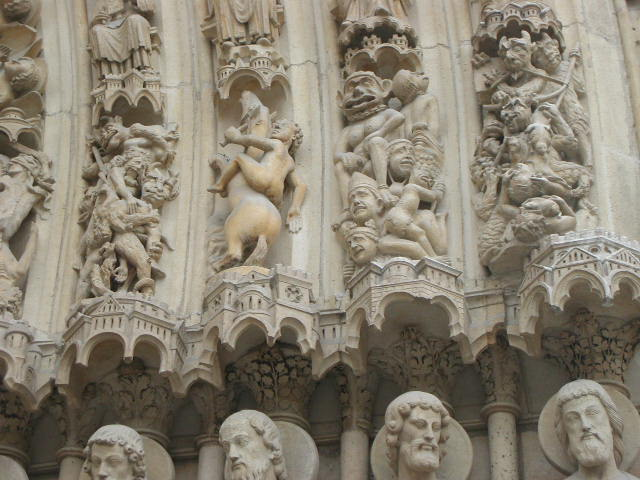
Représentation de l'Enfer au bas des quatre dernières voussures de droite.Remarquer sur la cinquième voussure le diable couronné et grassouillet écrasant trois damnés : un riche, un évêque et un roi.

Il s'agit du portail principal de la cathédrale. La sculpture du tympan date des années 1210. Elle représente d'une manière étendue les scènes du Jugement dernier – lorsque, selon la tradition chrétienne, les morts ressuscitent et sont jugés par le Christ. Sur le linteau, on peut voir les morts sortir de leurs tombes. Ils sont réveillés par deux anges qui, de chaque côté, sonnent de la trompette. Parmi ces personnages, tous vêtus, on peut voir un pape, un roi, des femmes, des guerriers, et même un Noir d'Afrique.
Sur le registre suivant, l'archange Michel utilise une balance pour peser les péchés et les vertus. Deux démons essayent de faire pencher l'un des plateaux de leur côté. Les élus sont à gauche, tandis qu'à droite les damnés enchaînés et terrifiés sont menés en enfer, poussés par d'autres démons, laids et cornus. Sur le registre supérieur, le Christ, le torse à moitié nu pour montrer ses plaies, préside cette cour divine. Deux anges, debout, à droite et à gauche, tiennent les instruments de la Passion du Christ. De chaque côté, la Vierge Marie et saint Jean sont placés à genoux et implorent la miséricorde du Christ.
Les claveaux inférieurs des voussures sont occupés, du côté des damnés, par des scènes de l'Enfer, et du côté des élus, par les patriarches, parmi lesquels on voit Abraham tenant des âmes dans un repli de son manteau,,. Il s'agit là d'une démonstration bien concrète de l'imagerie chrétienne développée au Moyen Âge par l'Église, qui influence alors grandement le peuple. Encore à cette époque, la scène était entièrement peinte et dorée. Groupés au paradis sur les premières voussures, les anges qui regardent la scène du Jugement ont plutôt l'air curieux et étonné. L'impression générale est loin d'être pessimiste. L'enfer n'occupe qu'une très petite partie de l'ensemble et tout est fait pour souligner la miséricorde divine. La Vierge Marie et les saints du paradis, symbolisés par saint Jean, intercèdent pour l'humanité, et l'image de Jésus montrant ses plaies rappelle qu'il est venu sur terre en tant que Rédempteur.

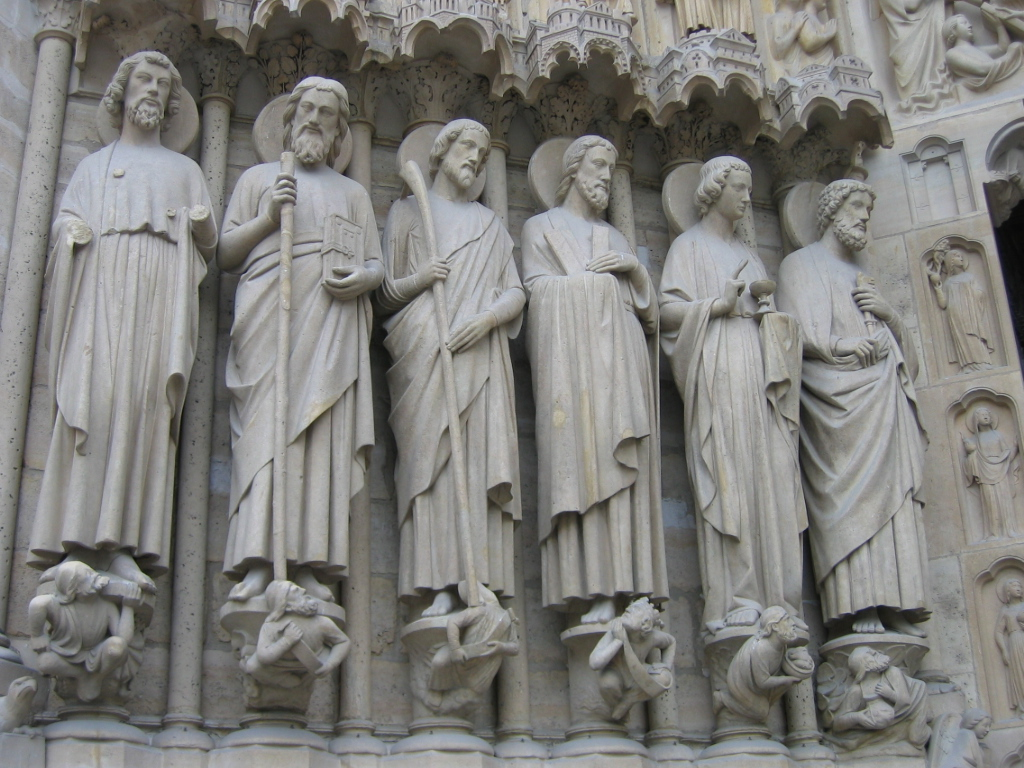
Statues du piédroit de gauche, du XIXe siècle : les apôtres Barthélemy, Simon, Jacques le Mineur, André, Jean et Pierre.
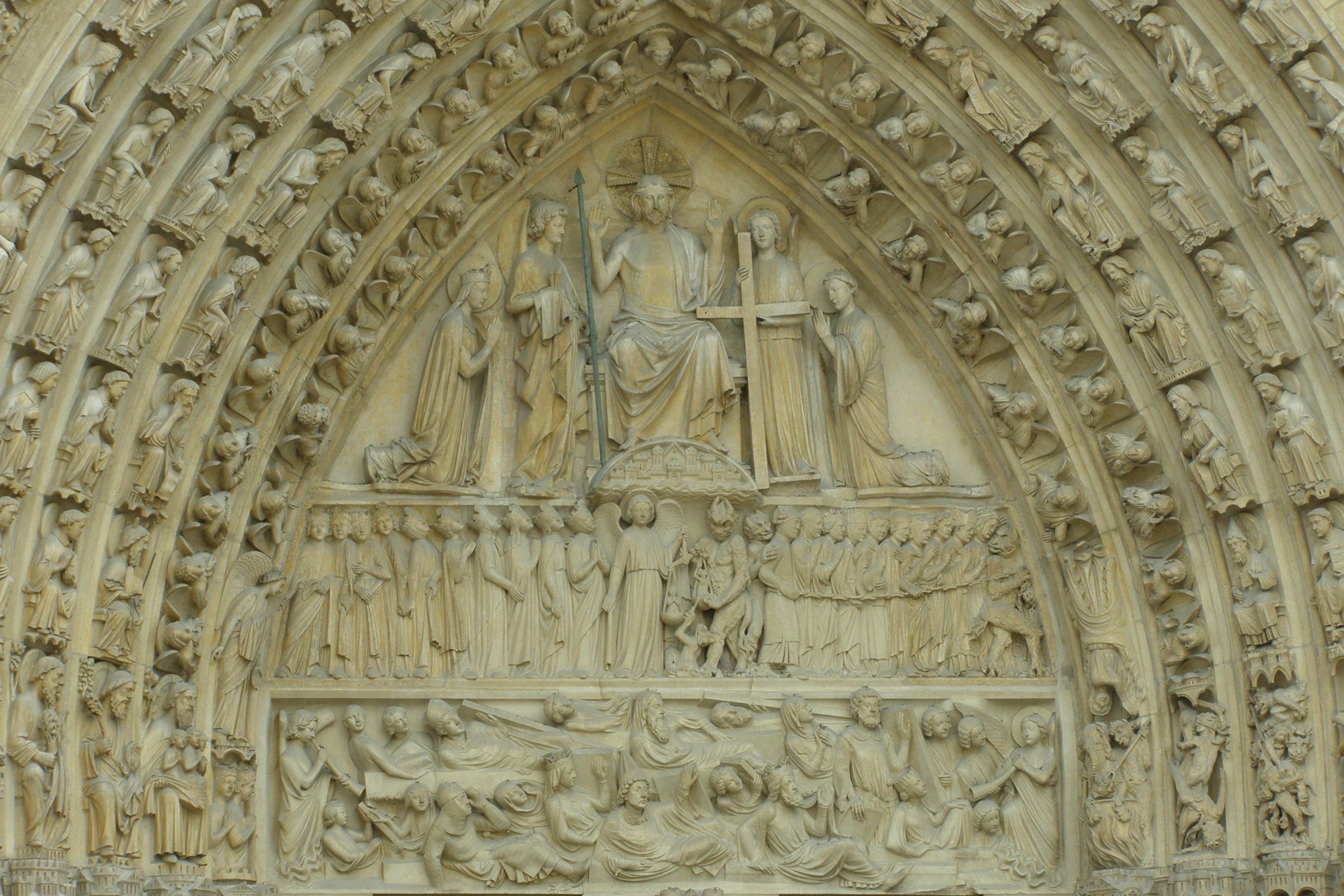
Le tympan du portail du Jugement dernier (XIIIe siècle, linteau XIXe siècle).
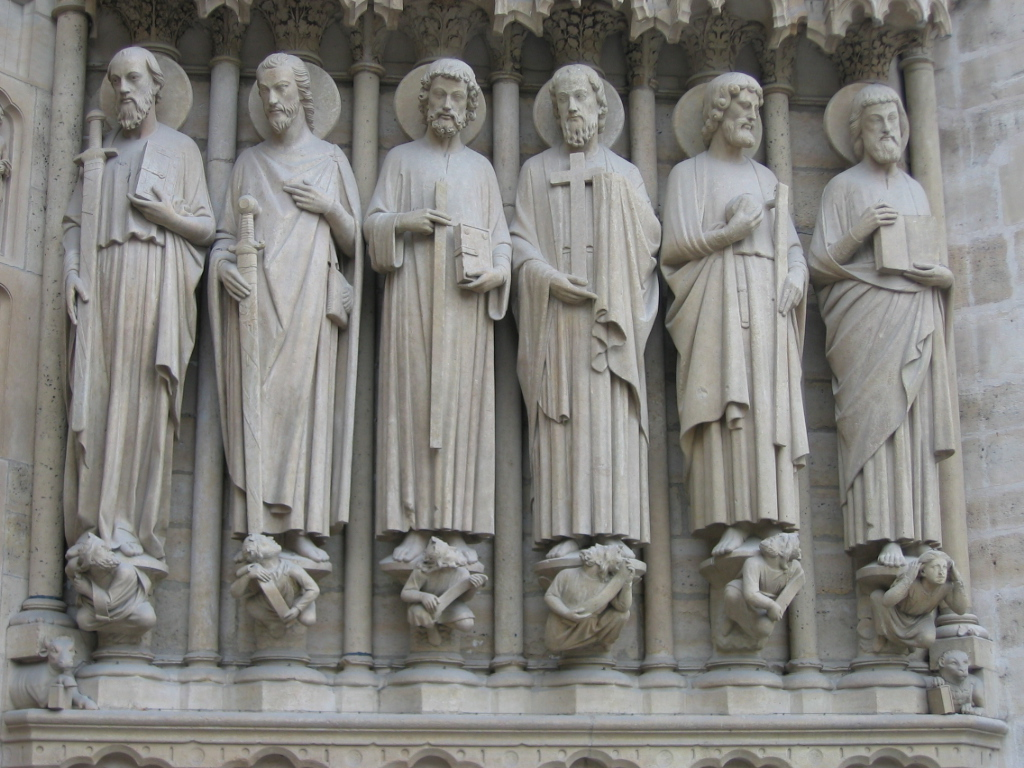
Statues du piédroit de droite, du XIXe siècle : Paul, Jacques le Majeur, Thomas, Philippe, Jude et Matthieu.

La scène du Jugement dernier figure également sur de nombreuses autres cathédrales gothiques et notamment à la cathédrale Notre-Dame de Chartres, ainsi qu'à celles de la cathédrale Notre-Dame d'Amiens, de la cathédrale Notre-Dame de Laon, de la cathédrale Saint-André de Bordeaux et de la cathédrale Notre-Dame de Reims. Ce portail, dont la scène du Jugement qui le surmonte, connut d'importantes déprédations au cours de la seconde moitié du XVIIIe siècle.
En 1771, sur commande du clergé, Jacques-Germain Soufflot le mutila sérieusement, supprimant les trumeaux et entaillant les deux linteaux en leur centre. Lors de la restauration du XIXe siècle, Viollet-le-Duc enleva les parties latérales restantes des linteaux et les déposa au musée. Puis il reconstitua de manière admirable l'ensemble du Jugement Dernier, y compris les parties manquantes, aidé en cela par des dessins effectués avant les transformations de Jacques-Germain Soufflot. Ainsi seule la partie supérieure de la scène date du XIIIe siècle, les deux parties inférieures étant modernes. Par contre, les voussures entourant le tympan, et leurs sculptures sont d'époque, elles aussi.
Le trumeau fut également reconstitué par l'équipe de restaurateurs. La grande statue qui y figure, celle du « Beau Dieu » est l'œuvre d'Adolphe-Victor Geoffroy-Dechaume d'après le dessin — maintes fois remanié — de Viollet-le-Duc. Il est placé sur un socle où sont sculptés les arts libéraux. Quant aux douze grandes statues des Apôtres installées sur les deux piédroits du portail (2 6statues), fracassées en 1793 par les révolutionnaires comme presque toutes les autres grandes statues de la cathédrale, elles sont également des reconstitutions du XIXe siècle, d'ailleurs admirablement refaites. On reconnaît successivement à gauche saint Barthélemy, saint Simon, saint Jacques le Mineur, saint André, saint Jean et saint Pierre. À droite : saint Paul, saint Jacques le Majeur, saint Thomas, saint Philippe, saint Jude et saint Matthieu.
Au piédroit gauche, du côté du paradis, figurent les vierges sages, alors qu'au piédroit opposé, se tiennent les vierges folles. Les sculptures de ces vierges ont également été refaites au XIXe siècle. Sous les grandes statues des piédroits, on peut voir deux bas-reliefs conçus sous forme de médaillons, l'un à gauche, l'autre à droite, superposant des représentations des Vertus aux Vices opposés, et ce d'après des scènes de la vie, facilement compréhensibles par le peuple chrétien de l'époque. La Douceur par exemple utilise le symbole de l'agneau, la Force est représentée par une femme portant armure, l'Inconstance ou l'Indiscipline nous montre un moine jetant son froc aux orties… Cette thématique est reprise dans la rosace ouest. La plupart de ces scènes ont également près de huit siècles d'âge.

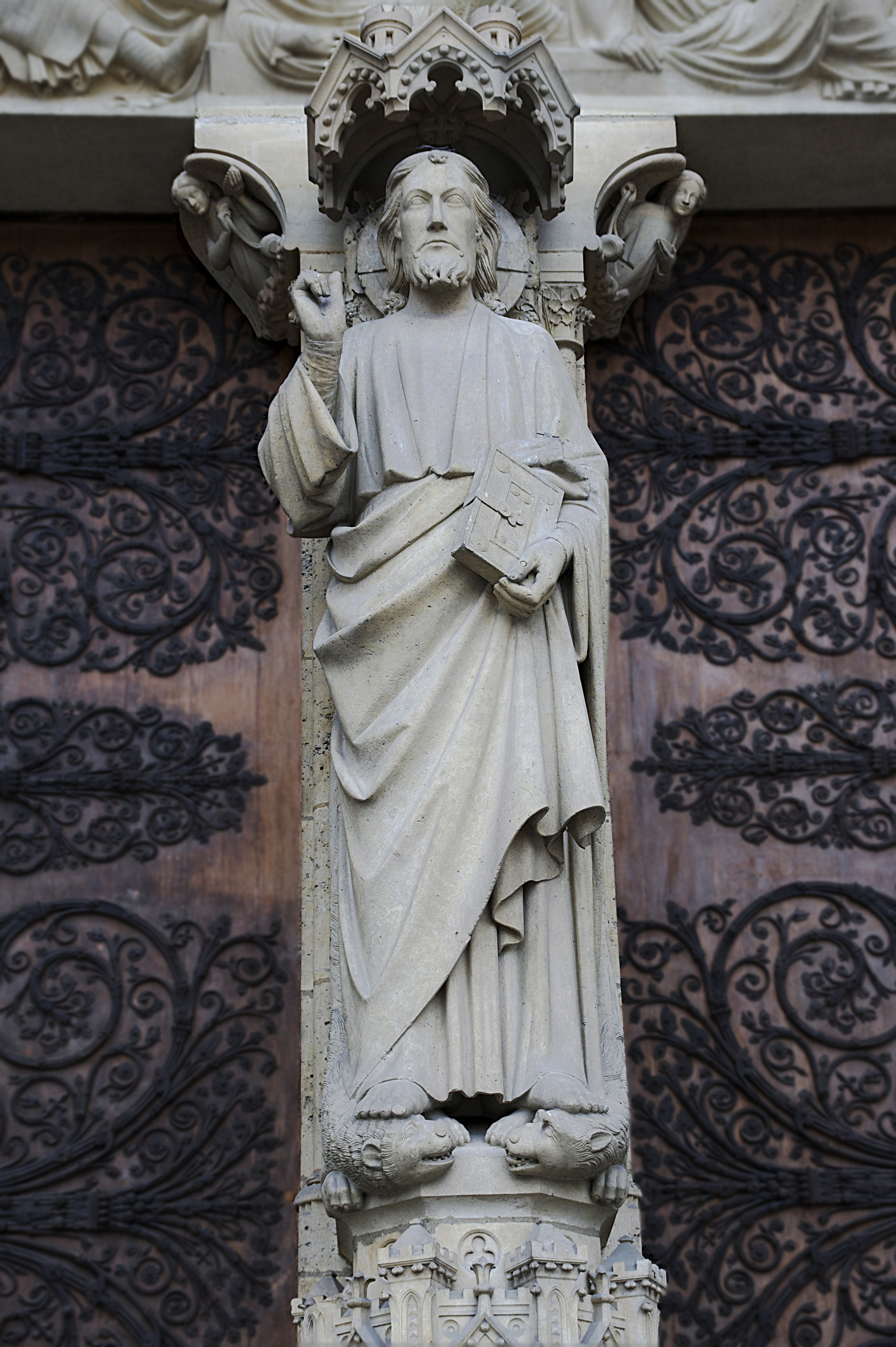
Le Beau-Dieu au trumeau du portail du Jugement dernier, œuvre d'Adolphe-Victor Geoffroy-Dechaume[Note 15].
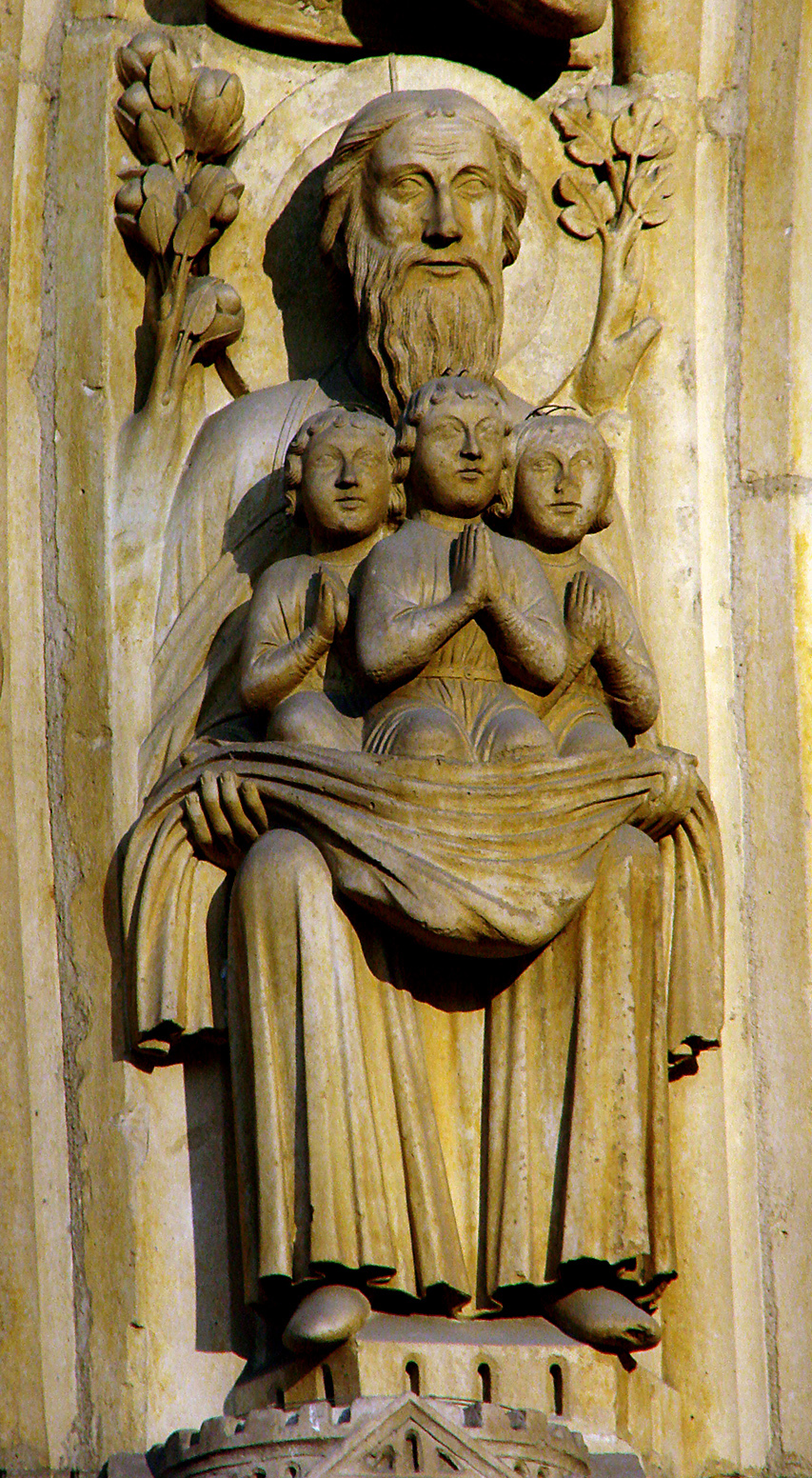
Abraham au paradis recueillant trois âmes pieuses dans son giron[Note 16].
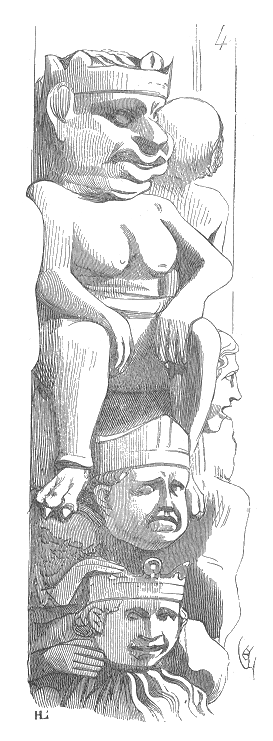
Dessin de Viollet-le-Duc du bas de la cinquième voussure à droite : une scène de l'Enfer[Note 17].
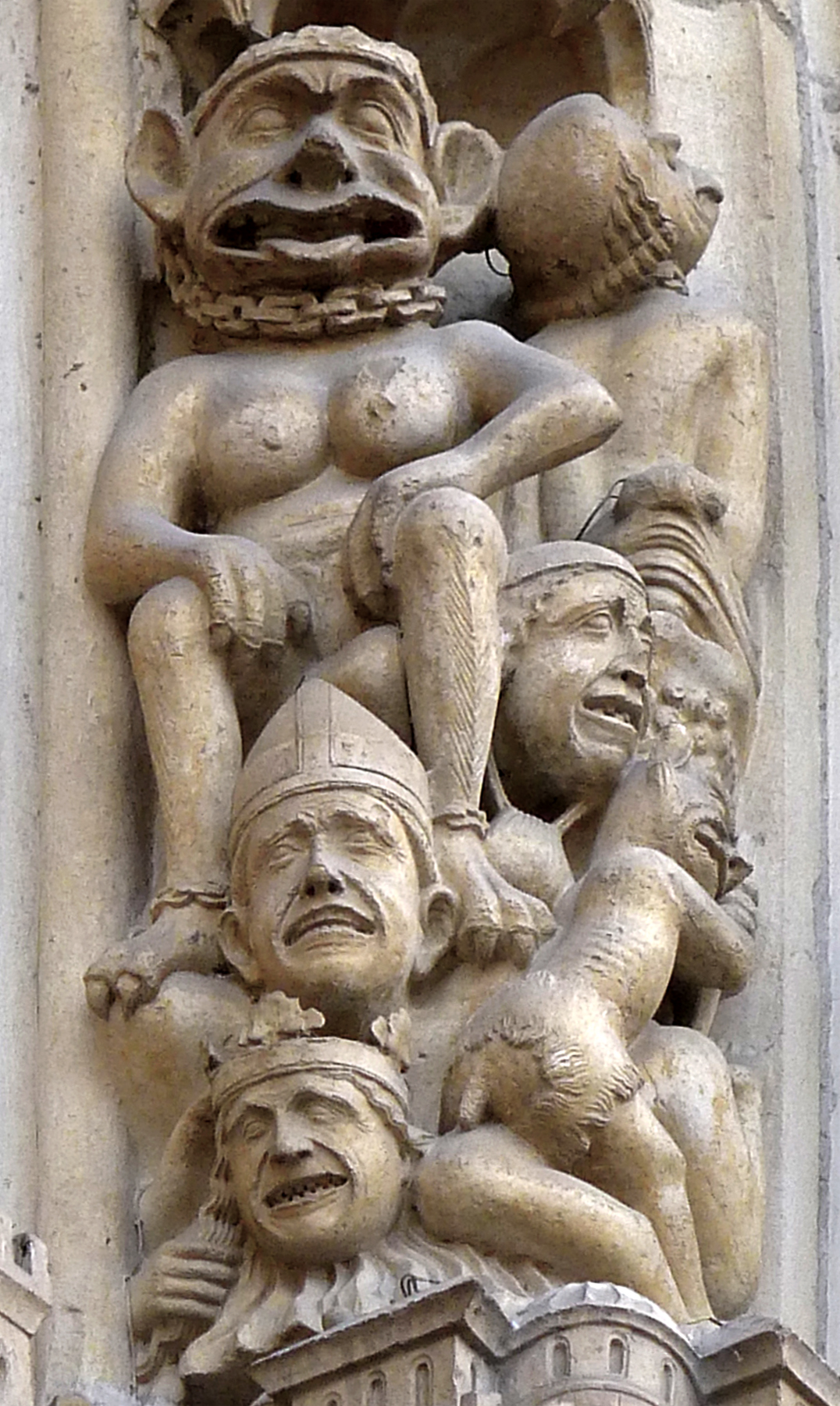
Bas-relief correspondant.

Ce portail du Jugement dernier est de loin l'endroit le plus populaire de la cathédrale, ce dont témoignent les innombrables photographies qui en sont prises. Tout concourt en effet à attirer les foules, chrétiennes ou non, du monde entier : l'équilibre et la lisibilité du sujet, ainsi que la réussite de la restauration du XIXe siècle qui fait qu'il est presque impossible au non-initié de distinguer ce qui date du XIIIe siècle et de ce qui fut recréé à l'époque de Viollet-le-Duc, et qui se fond dans l'ensemble.

##### Portail de la Vierge

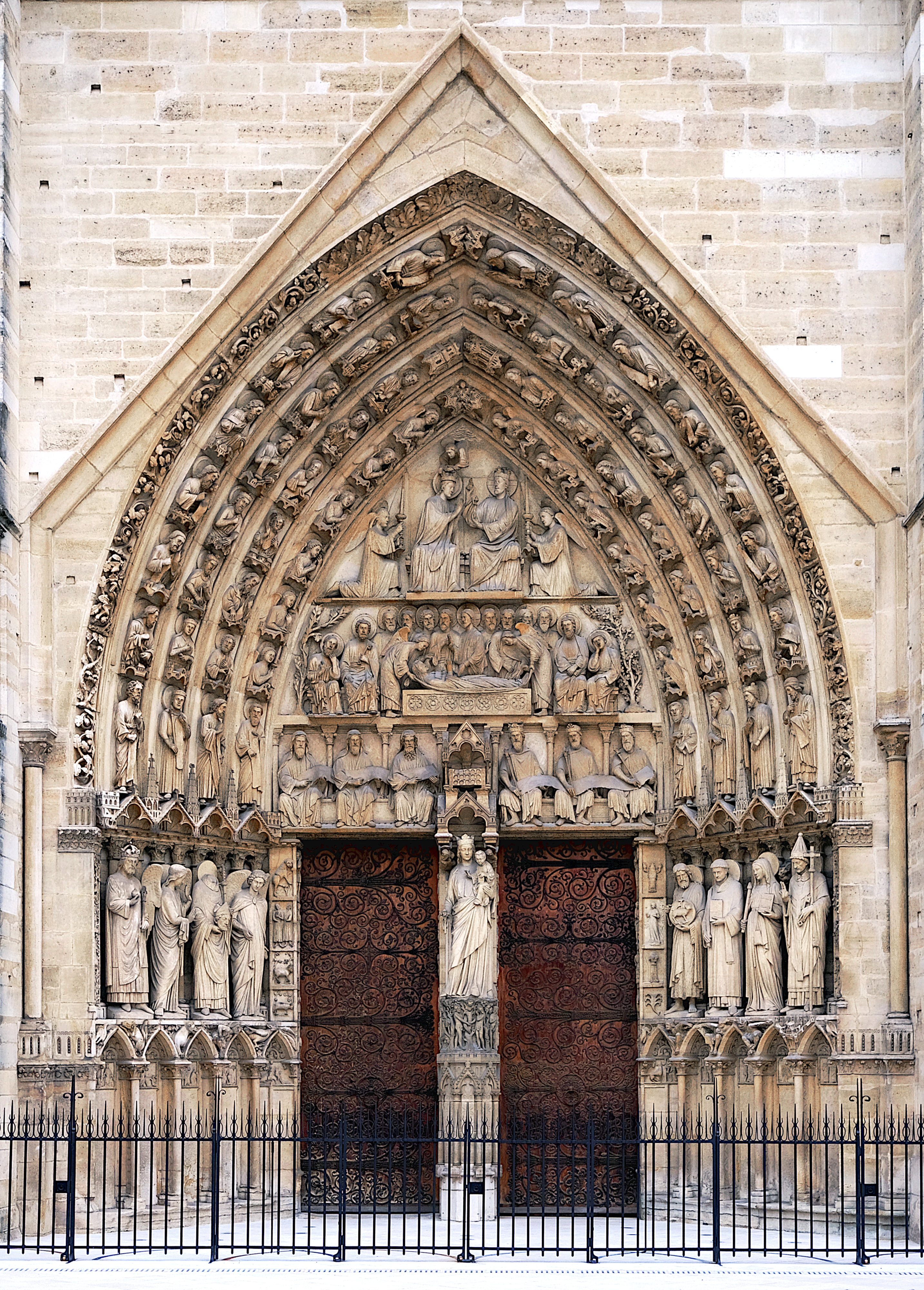
Portail de la Vierge.

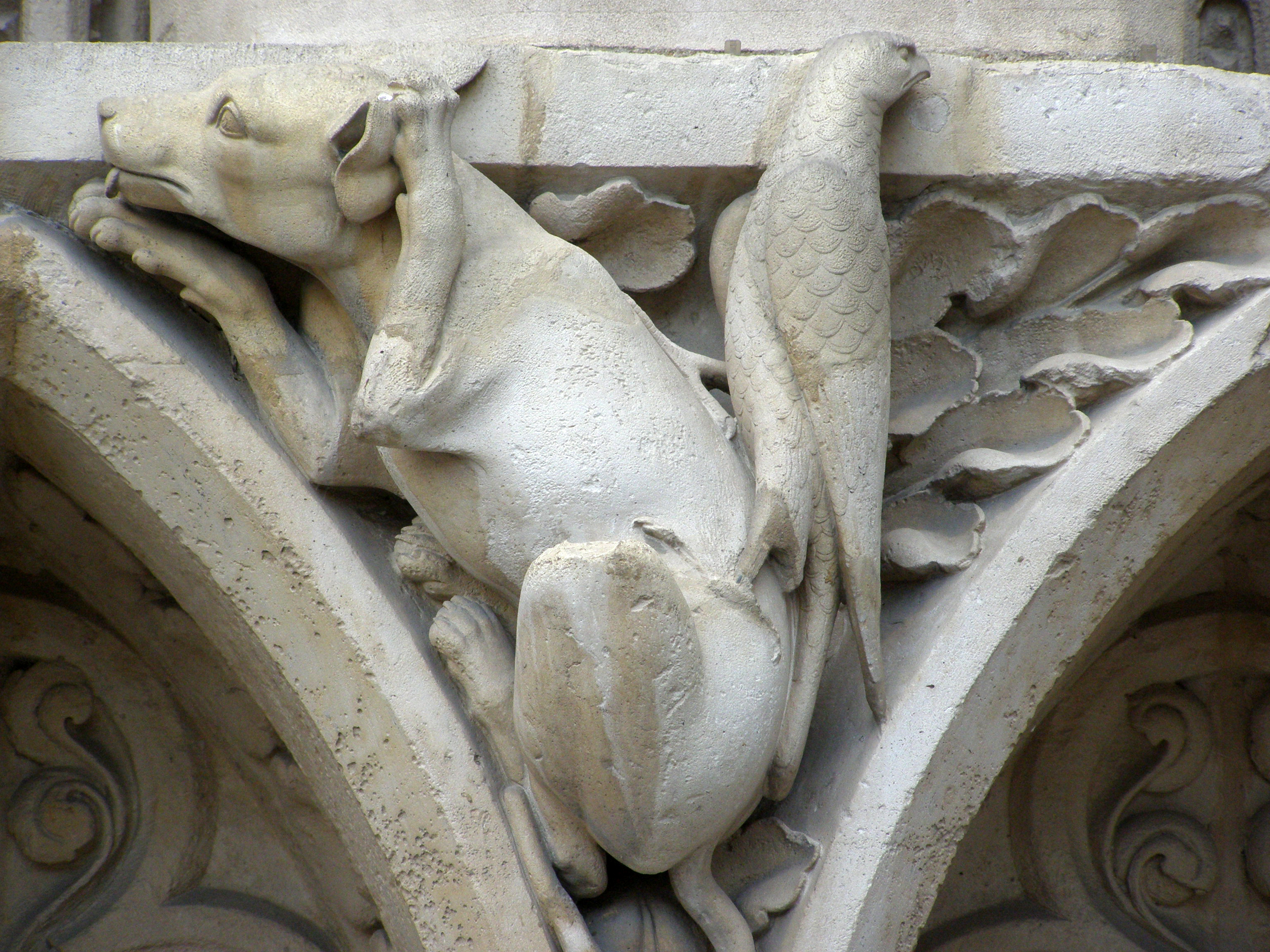
Détail du portail de la Vierge : sculptures animalières sous les pieds des grandes statues du piédroit de gauche.

Ce portail est dédié à la Vierge Marie. Il est un peu plus ancien que le portail du Jugement dernier et date des années 1210. Gravement endommagé en 1793 (les neuf grandes statues avaient été détruites), il a fait l'objet d'une remarquable restauration au XIXe siècle, grâce à une abondante documentation qui a servi de base à la restitution des statues. Dans le mur de la façade, autour des arcs du tympan, on remarque une cannelure pointue. Les bâtisseurs voulaient que ce portail fût différent des autres en l'honneur de la Vierge, à laquelle la cathédrale est dédiée.
Le portail comporte deux linteaux. Au linteau inférieur, des rois d'Israël et des prophètes entourent l'Arche d'alliance. Celle-ci se trouve juste au-dessus du dais recouvrant la statue de la Vierge à l'Enfant, foulant aux pieds le serpent, symbole de Satan, et située au trumeau du portail (refaite au XIXe siècle). Le linteau supérieur représente la « dormition » (mort) de la Vierge. Deux anges la sortent - ou la mettent ? - du tombeau, en présence du Christ qui bénit sa mère et montre de la main gauche le ventre où la Parole de Dieu prit chair. Les apôtres, y compris Paul; entourent la défunte. Aux deux extrémités, saint Paul et saint Jean sont représentés abrités respectivement par le figuier et l'olivier.
Au sommet du tympan, on assiste au Couronnement de la Vierge. Celle-ci est assise à la droite du Christ ; et un ange, se trouvant au-dessus d'elle, place une couronne en or sur sa tête. Les voussures encadrant le tympan sont occupées par des prophètes, des rois, des anges et des patriarches.

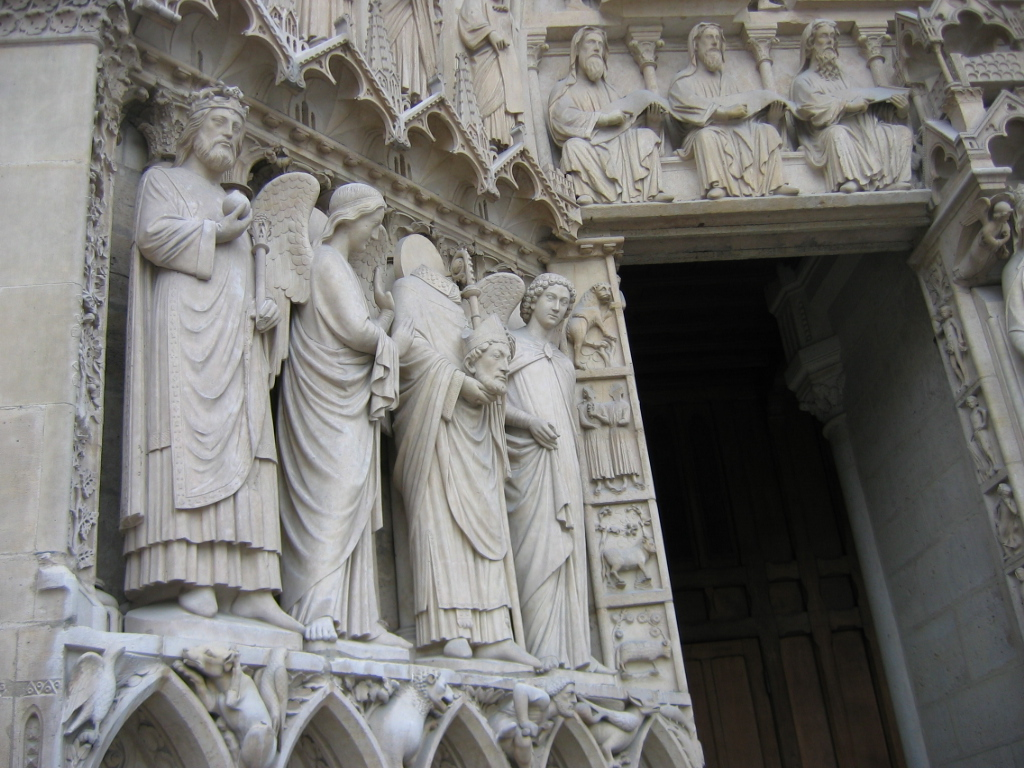
Les quatre grandes statues du piédroit de gauche du portail de la Vierge refaites au XIXe siècle représentent un roi non identifié et saint Denis décapité, portant sa tête et entouré de deux anges.
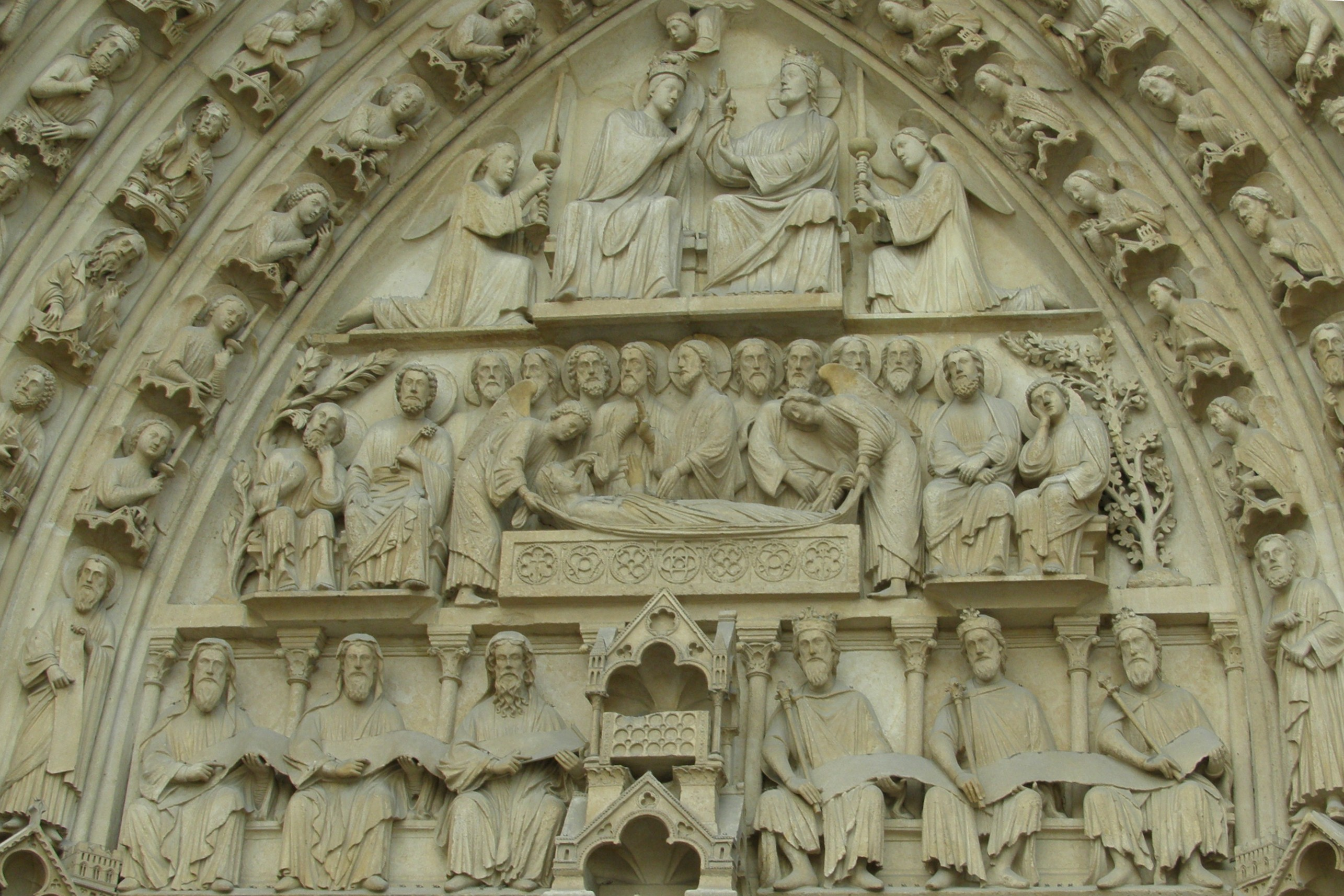
Le tympan du portail de la Vierge.
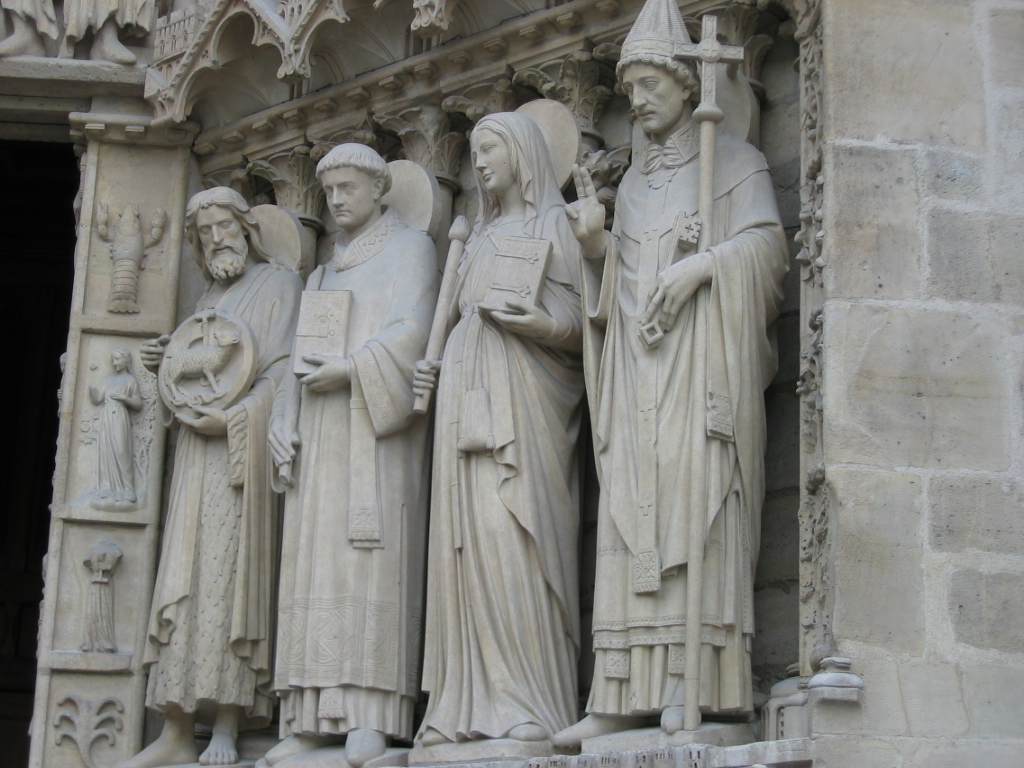
Les grandes statues du piédroit de droite du portail de la Vierge représentent saint Jean-Baptiste, saint Étienne, sainte Geneviève et le pape Sylvestre[Note 18].

Les grandes statues des piédroits représentent notamment des saints parisiens. À gauche se trouvent un empereur (non identifié) et saint Denis décapité, portant sa tête et entouré de deux anges. À droite : saint Jean-Baptiste, saint Étienne, sainte Geneviève et le Pape Sylvestre. Les bas-reliefs mutilés des niches situées sous ces statues représentent des scènes de leur vie respective.
Particularité intéressante de ce portail : les faces latérales du trumeau, ainsi que les parties centrales des piédroits situées près des vantaux sont constituées d'une série de bas-reliefs représentant le zodiaque, les travaux des mois chez les pauvres et chez les riches, les saisons et les âges de la vie, le tout magnifiquement traité.

###### Lilith et le péché originel

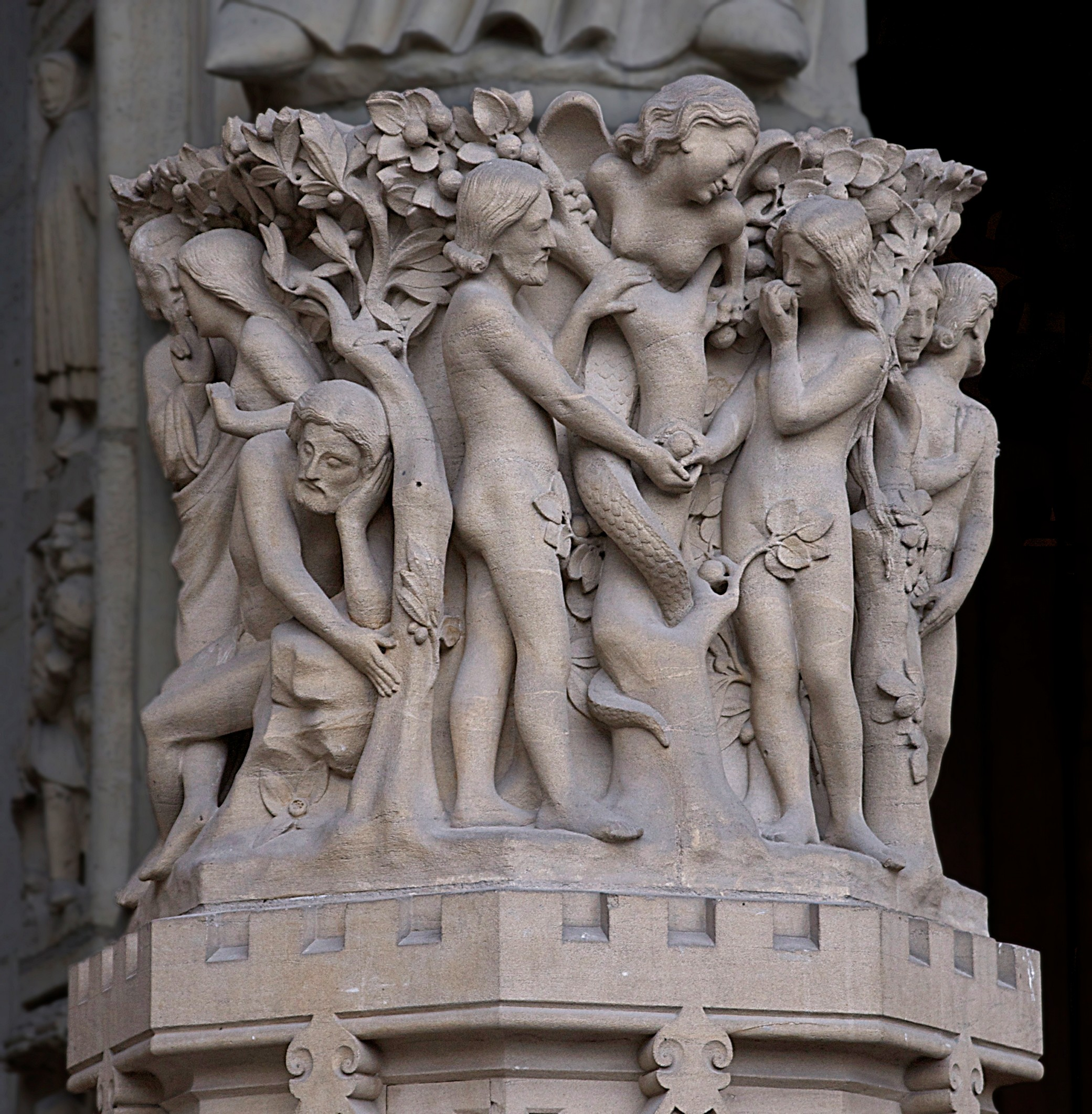
La tentation d'Adam au jardin d'Éden par le diable, en l'occurrence la diablesse Lilith, grande séductrice dotée d'une queue de serpent.

Enfin, la partie inférieure du trumeau, sous les pieds de la Vierge est ornée d'un superbe bas-relief en trois séquences représentant le passage d'Adam et Ève au jardin d'Éden ou paradis terrestre, et la tentation d'Adam suivie du péché originel. La première scène nous montre Dieu prélevant une côte à Adam endormi au pied d'un arbre, et transformant la côte en Ève, afin qu'il eût une compagne « semblable à lui », comme dit le texte.
La seconde partie du bas-relief représente le péché originel. Le couple se trouve aux pieds de l'arbre de la connaissance du bien et du mal aux fruits défendus. Le diable a la forme d'une femme séduisante munie d'une longue queue de serpent. Il s'agit peut-être de Lilith, personnage biblique absente de la bible canonique, mais présente dans les écrits rabbiniques du Talmud de Babylone. D'après la tradition juive, elle serait la première épouse d'Adam qui aurait quitté le paradis terrestre à la suite de son refus de se soumettre à ce dernier en adoptant la position inférieure lorsqu'ils faisaient l'amour. Elle refusa ensuite d'obéir à Dieu qui lui intimait l'ordre de se soumettre à Adam. Chassée de la surface de la Terre, cette séductrice perverse finit par devenir diablesse et favorite de Lucifer. Elle revint tenter le couple dont elle était jalouse, afin de précipiter leur malheur. Cette idée est toutefois remise en cause par le fait qu'il est très rarement fait mention de Lilith dans les sources chrétiennes contemporaines.
Enfin, la dernière scène de ce bas-relief représente l'expulsion des premiers hommes hors du jardin d'Éden. Il s'agit du mythe expliquant le passage de la Nature à la Culture (selon Claude Lévi-Strauss), l'Homme quittant là le statut animal. Dieu avait averti le serpent que la femme serait dorénavant sa pire ennemie et lui écraserait la tête. Le fait d'avoir précisément placé cette scène sous les pieds de la Vierge Marie, elle qui réhabilite totalement la femme et est nommée Nouvelle Ève, est hautement symbolique.

##### Portail Sainte-Anne

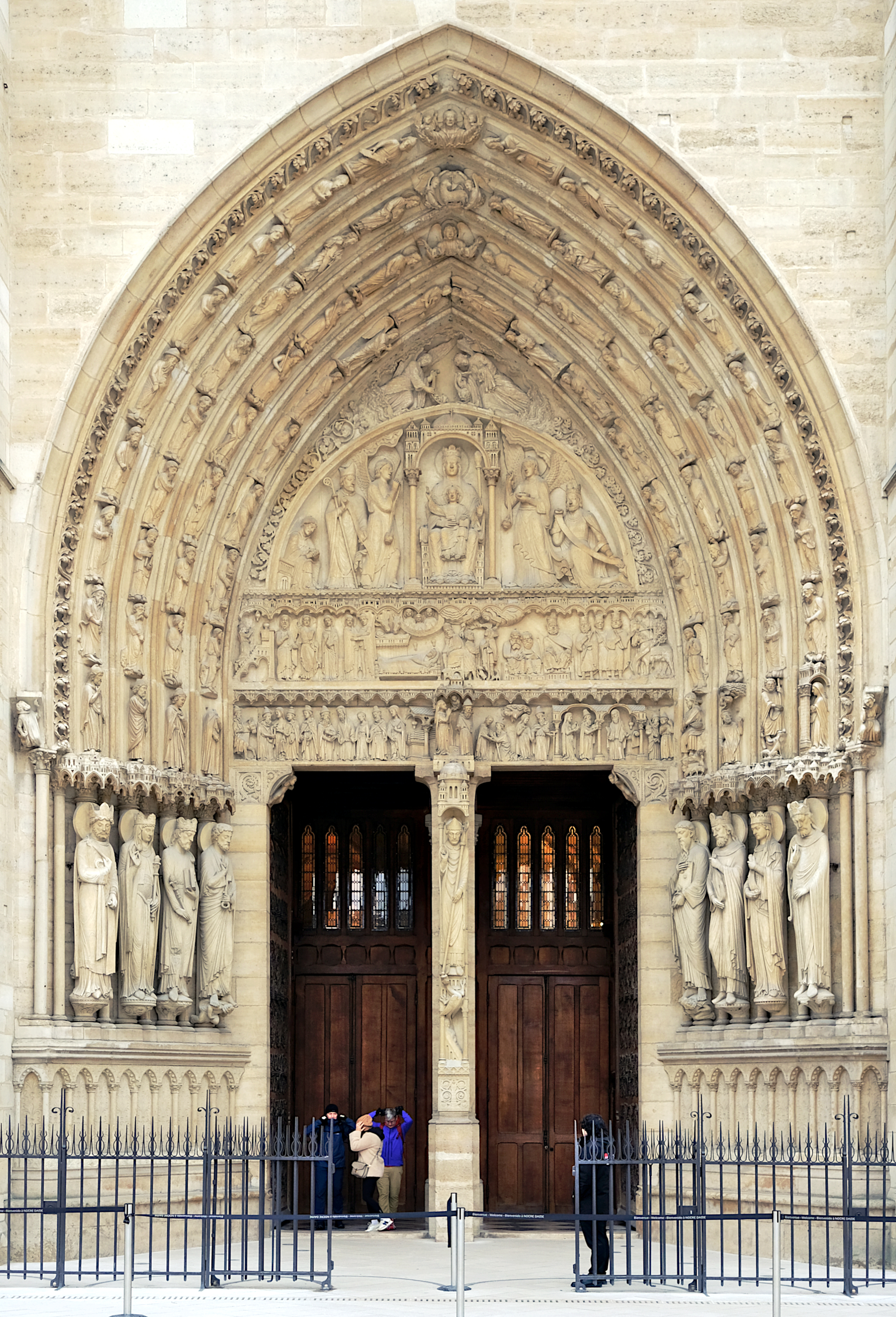
Portail Sainte-Anne.

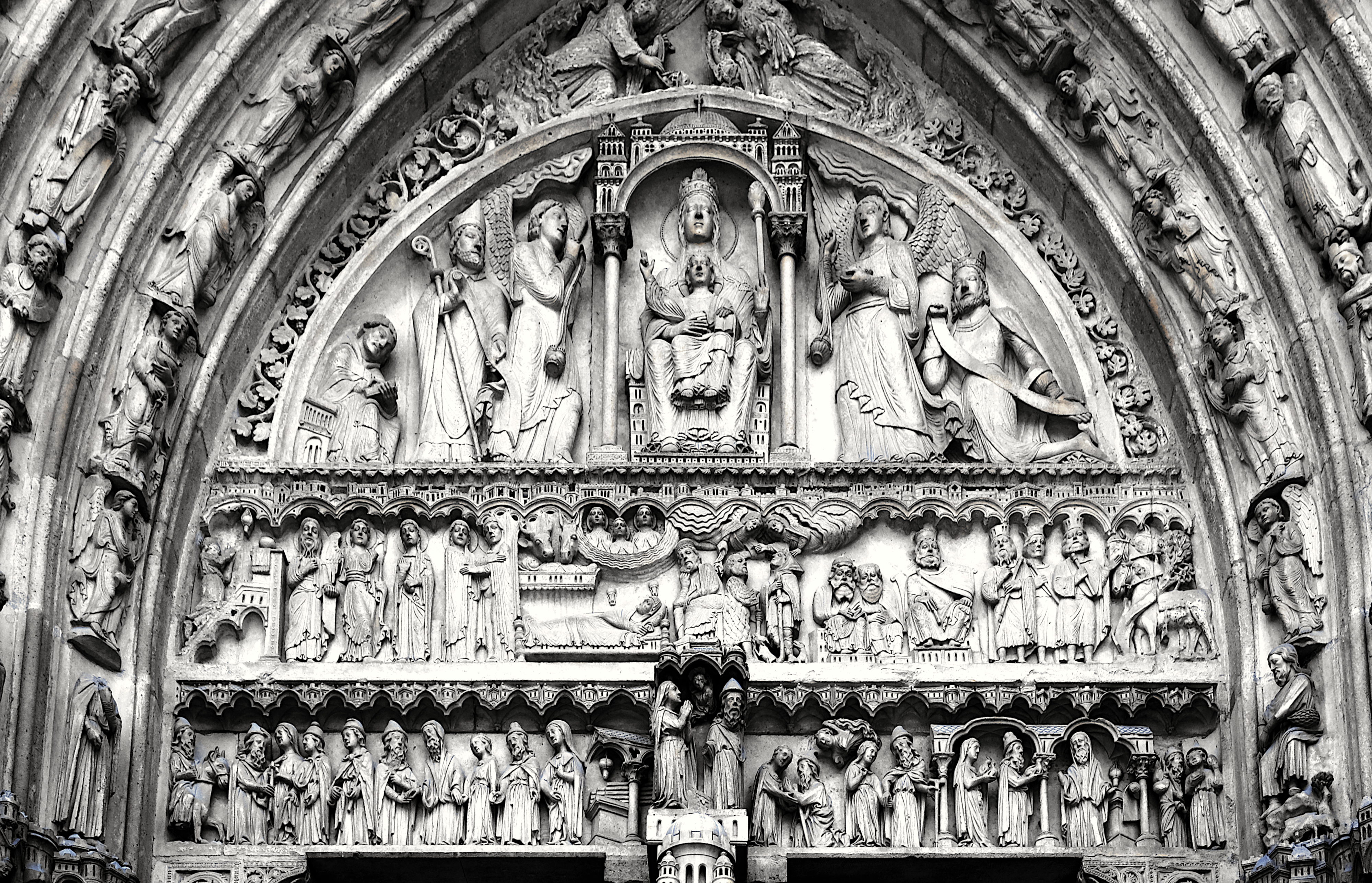
Tympan du portail Sainte-Anne et ses deux linteaux.

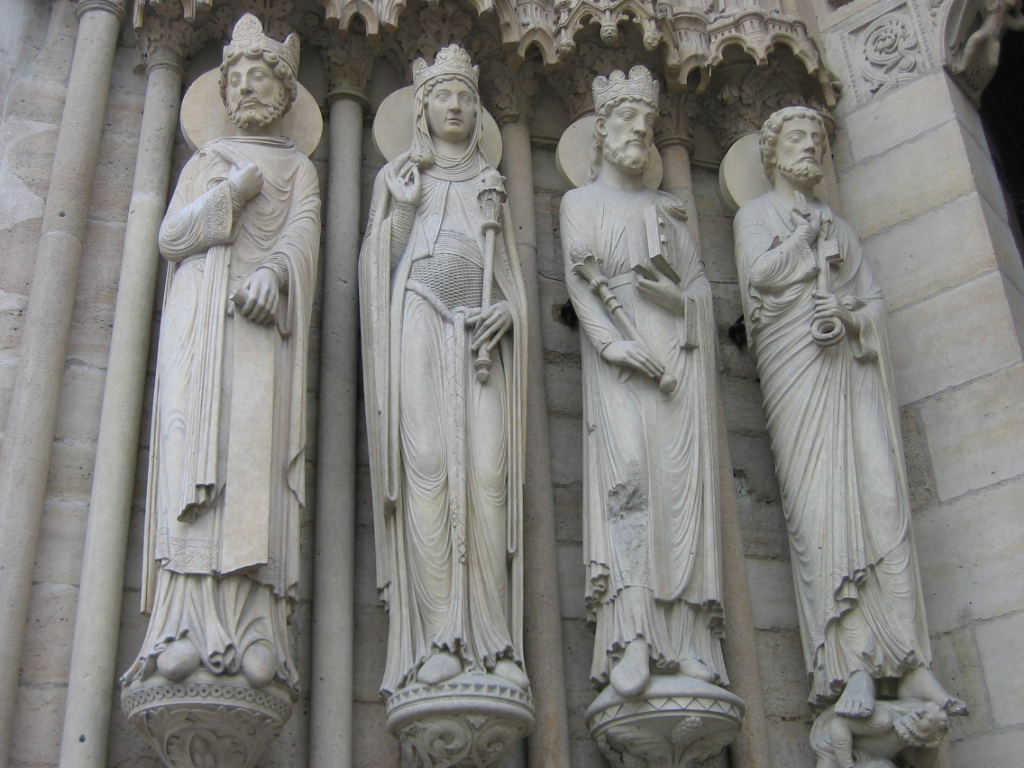
Les quatre grandes statues du piédroit de gauche du portail Sainte-Anne, anéanties à la Révolution française ont été remplacées par celles-ci qui datent du XIXe siècle. De gauche à droite : Élie, la veuve de Sarepta, le roi Salomon et saint Pierre.

Le portail Sainte-Anne est dédié à la vie de sainte Anne, la mère de la Vierge. Il est en fait récupéré de l'église antérieure à la cathédrale actuelle. Il est constitué en grande partie de pièces sculptées vers 1140–1150,,, pour un portail plus petit. On peut donc distinguer dans l'ornementation du portail Sainte-Anne des pièces du XIIe siècle (le tympan et la partie supérieure du linteau, deux tiers des sculptures des voussures de l'archivolte, les huit grandes statues des piédroits, le trumeau), et d'autres du XIIIe siècle (partie inférieure du linteau et les autres statues des voussures de l'archivolte). Ces dernières ont été sculptées pour faire le raccord.
Le trumeau du portail présente une grande statue de saint Marcel de Paris, évêque de Paris, foulant aux pieds le dragon de la légende. C'est en fait une copie effectuée au XIXe siècle. L'original se trouve dans la salle haute aménagée dans la tour nord. En 1793, la statue de saint Marcel du trumeau fut mutilée (visage) et les huit statues des piédroits déposées. Les couronnes furent également endommagées. Heureusement, certains fragments furent redécouverts plus tard (dont un grand nombre en 1977), si bien qu'aujourd'hui, on a pu reconstituer plus ou moins au musée de Cluny le portail d'avant la Révolution française. Les huit grandes statues des piédroits que l'on peut admirer actuellement datent du XIXe siècle. Elles représentent de gauche à droite et successivement : Élie, la veuve de Sarepta, Salomon et saint Pierre. Puis saint Paul, David, les sibylles, « prophètes » du Christ, et Isaïe.
Les deux linteaux ont été très visiblement sculptés à des dates différentes et par des sculpteurs de style fort différent. Le linteau inférieur constitue une pièce de raccord entre les deux portions du portail datant de l'époque de l'église antérieure. Il a été ajouté lorsque le portail fut remonté au début du XIIIe siècle. Il présente une série de personnages aux formes lourdes possédant une tête disproportionnée et vêtue de draperies trop grandes. Sur le linteau supérieur, se trouvent des scènes de la vie de sainte Anne et de la Vierge. Au-dessus des deux linteaux, le tympan présente une Vierge en majesté. Ce portail est connu principalement en raison de la polémique concernant deux des personnages figurant sur ce tympan. Autour du groupe comprenant la Vierge majestueuse tenant Jésus-Christ enfant dans ses bras et deux anges, se trouvent deux personnages : un évêque, debout, et un roi, à genoux. La tradition veut que ces personnages représentent l'évêque Maurice de Sully, fondateur de Notre-Dame, et Louis VII le Jeune, roi des Francs à l'époque. Mais certains experts mettent en doute cette théorie et soutiennent que le personnage religieux est saint Germain, évêque de Paris au VIe siècle, et que le roi est Childebert Ier, fils de Clovis. D'autres experts affirment même que ces personnages ne peuvent pas être identifiés. Enfin, les deux vantaux de la porte sont dotés de pentures, chefs-d'œuvre de la serrurerie-ferronnerie du XIIe siècle.

##### Entre les portails

###### EcclesiaetSynagoga

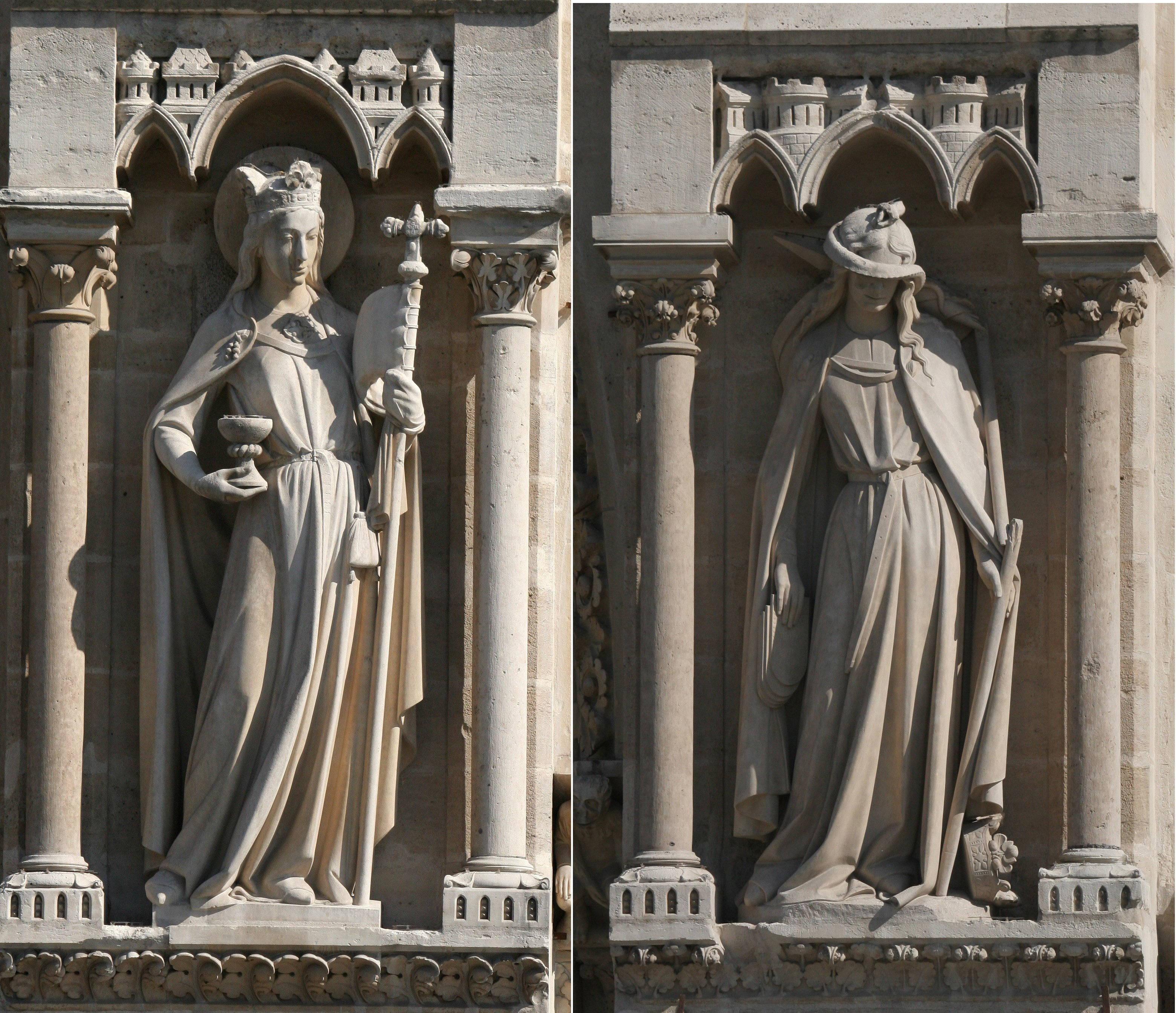
Ecclesia et Synagoga, façade principale de Notre-Dame de Paris. Les yeux de la Synagogue sont bandés par un serpent menaçant, « esprit du mal ».

Les trois portails sont bordés de quatre statues (une statue entre chaque portail). Aux deux côtés du portail du Jugement dernier, on peut reconnaître, à gauche l'Église et Synagogue à droite, les deux se répondant sur la façade ouest. Viollet-le-Duc a pris soin de les dessiner lui-même au XIXe siècle.
Il s'agit d'une double allégorie fréquente dans l'art chrétien du Moyen Âge où les deux femmes sont représentées, l'une et l'autre jeunes et belles. Ecclesia symbolise le christianisme, et Synagoga le judaïsme mais plus précisément son « aveuglement » spirituel, puisque, selon le point de vue chrétien, le peuple juif n'a pas su reconnaître la divinité de Jésus-Christ. Pour que son ignorance éclatât aux yeux de tous, l'artiste dresse la Synagogue vaincue en belle place près de l'Église triomphante, selon la doctrine du supersessionnisme,,.
L'Église catholique apparaît sous les traits d'une figure royale : la tête droite, coiffée d'une couronne haute ; elle tient dans une main le calice et dans l'autre une hampe crucifère, tandis que la couronne royale de Synagoga, présentée tête nue inclinée, est tombée à ses pieds, les tables de la Loi sont sur le point de lui échapper des mains et qu'un serpent lui sert de bandeau, la gueule grande ouverte, prêt à mordre,. Viollet-le-Duc écrit qu'elle est « aveuglée par l'esprit du mal ». L'art reflétant les passions populaires, les artistes ont le dessein de rabaisser la Synagogue. Le serpent sur ses yeux l'assimile au diable et sous-entend que l'« aveuglement » des Juifs est l'œuvre de Satan. Cette sculpture apparaît ainsi comme une caricature des autres Synagogues, statues des cathédrales de Reims et de Strasbourg, qui lui sont nettement antérieures.

##### Galerie des rois

Galerie avec les 28 rois de Judée ayant précédé le Christ.

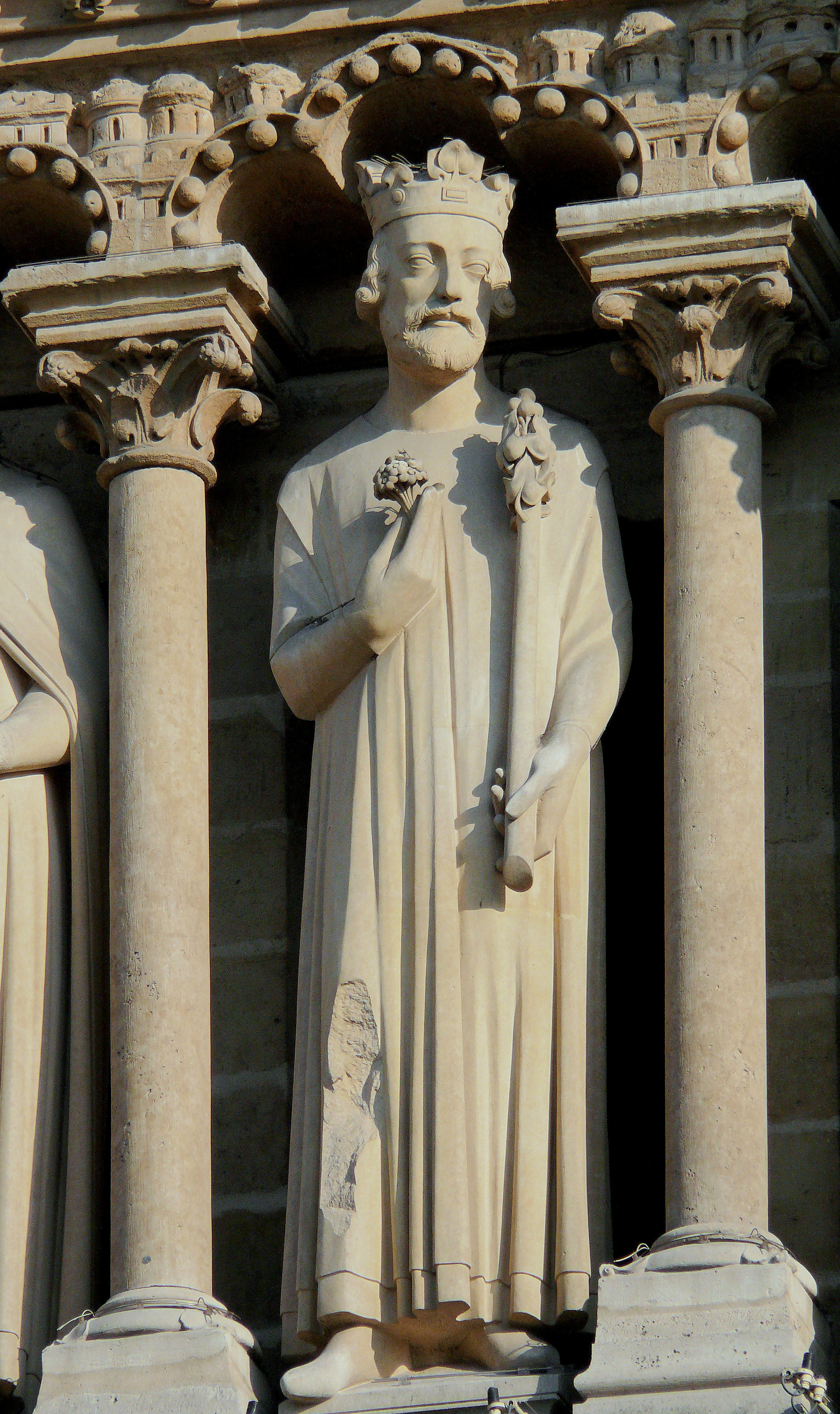
Viollet-le-Duc représenté sous l'aspect d'un roi de Judée, à la huitième statue sur la gauche.

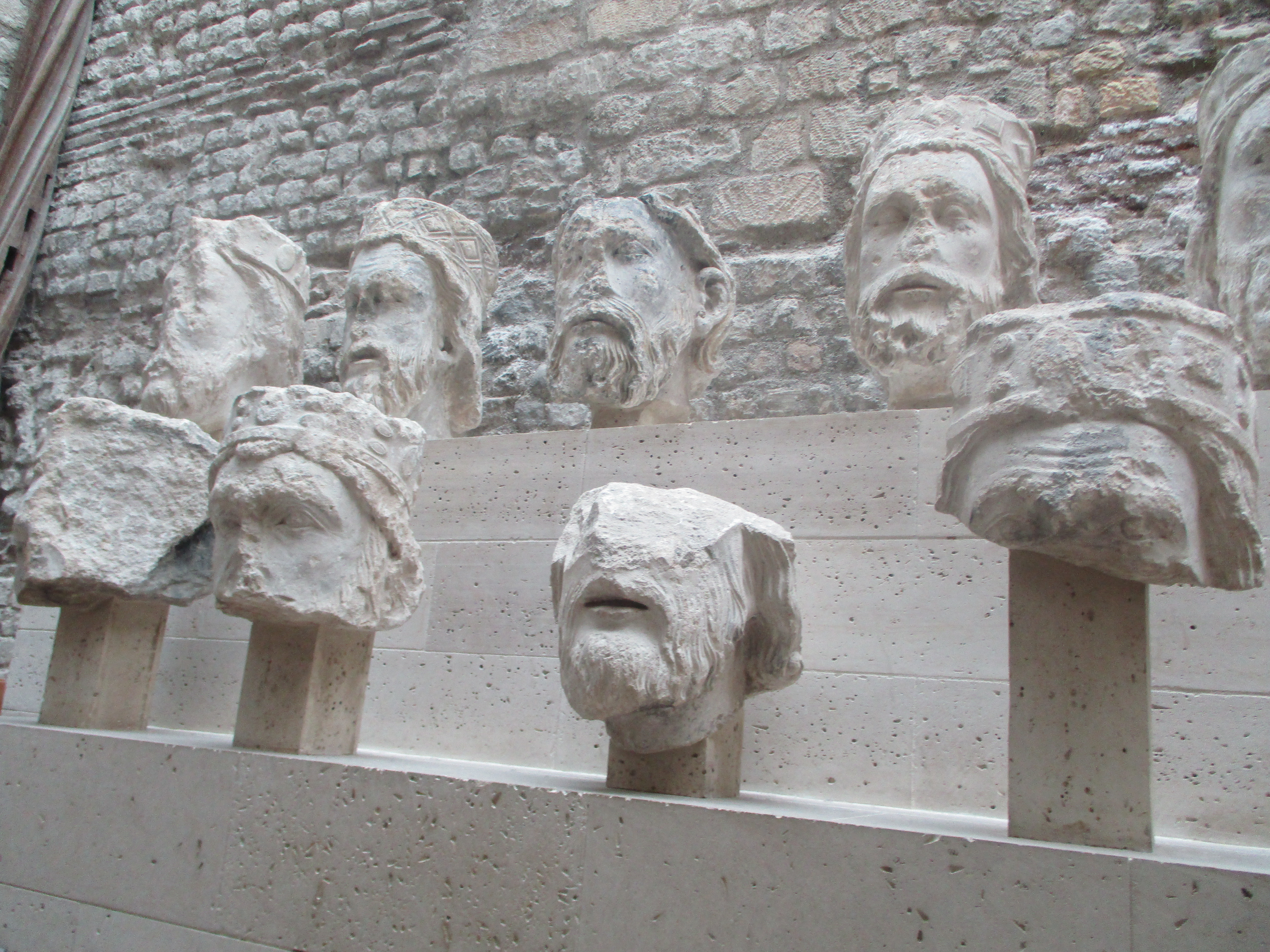
Têtes décapitées à la Révolution française des rois de Juda qui ornaient la façade de la cathédrale Notre-Dame de Paris (musée de Cluny).

À vingt mètres du sol, une série de vingt-huit personnages royaux représente les vingt-huit générations des rois de Judée qui ont précédé Jésus-Christ. Chaque statue mesure plus de trois mètres cinquante de haut. Les têtes des statues datent du XIXe siècle et sont le produit des ateliers de sculpture de restauration placés sous la direction de Jean-Baptiste Antoine Lassus et Eugène Viollet-le-Duc à partir de 1844. En effet, les statues d'origine furent décapitées en 1793 pendant la Révolution française par les sans-culottes, qui, à tort, croyaient qu'elles représentaient des Rois de France. Il ne reste aujourd'hui que des fragments des statues médiévales.
Vingt-et-une têtes originelles ont été retrouvées en 1977, à l'occasion de travaux entrepris pour la rénovation de l'hôtel Moreau, rue de la Chaussée-d'Antin dans le 9e arrondissement de Paris, où Jean-Baptiste Lakanal (frère de Joseph Lakanal) les avait sauvées de la destruction, et sont actuellement exposées au musée national du Moyen Âge (musée de Cluny). Bien que mutilées par leur chute, elles ont conservé des traces de polychromie (du rose sur les pommettes, du rouge pour les lèvres, du noir pour les sourcils, etc.).
Lors de la restauration de la galerie des rois en 1998–1999 sont apparues des inscriptions sur les bases de trois statues de rois :
- statue d'Achab : « Pierre Émile Queyron, premier inspecteur de Notre-Dame portrait par Jean-Louis Chenillion son ami - 1860 » ;
- statue d'Éla : « Le visage de cette statue est le portrait de Viollet-le-Duc, architecte de Notre-Dame en 1858 sculpté par Chenillon » ;
- statue d'Amasias : « Antoine Lassus, architecte de Notre-Dame, mort en 1857 portrait par Jean-Louis Chenillion son ami - 1859 ».

Les statues de la galerie des rois ont été commencées une dizaine d'années après le début des restaurations de Lassus et Viollet-le-Duc par une équipe entourant Adolphe-Victor Geoffroy-Dechaume.

##### Galerie de la Vierge

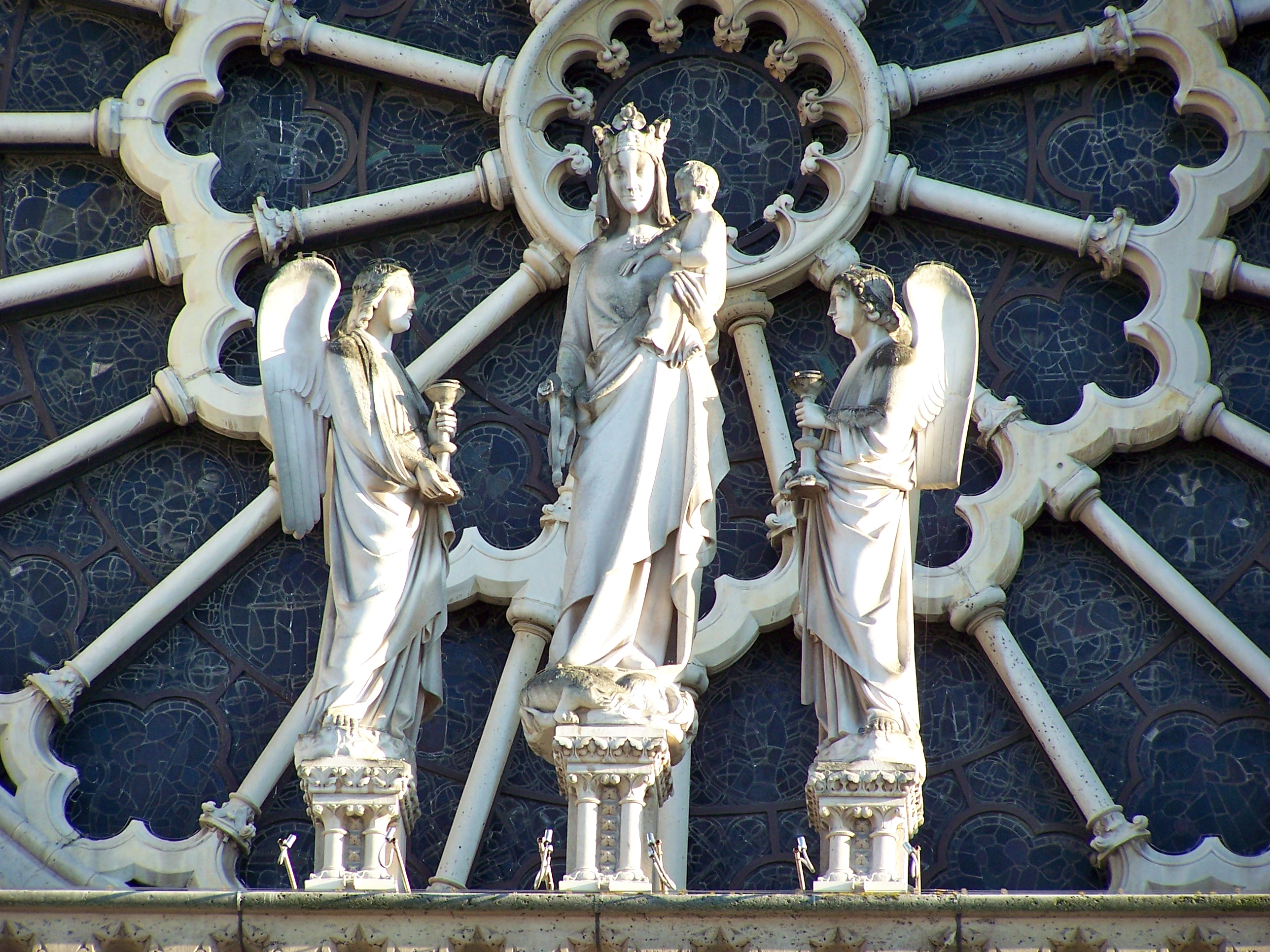
La galerie de la Vierge et la rosace ouest.

La galerie des Rois est surmontée d'une petite terrasse bordée d'une balustrade ajourée qui forme la galerie de la Vierge. Une statue de la Vierge est placée au centre, entourée de deux anges avec des chandeliers symbolisant d'un côté la Faute et de l'autre la Rédemption. Elle fut commandée par Viollet-le-Duc pour remplacer la statue originale de l'époque médiévale, sévèrement endommagée par les années et les conditions climatiques, et réalisée en 1854 par Adolphe-Victor Geoffroy-Dechaume. La rosace ouest se trouvant derrière cette statue constitue une auréole idéale. Viollet-le-Duc plaça également des statues d'Adam et Ève (sculptées par Jean-Louis Chenillion) devant les trumeaux des baies géminées de chaque côté de la rosace. Il s'agit là, d'après la plupart des experts, de l'erreur principale de Viollet-le-Duc dans une restauration qui, sinon, peut être qualifiée de remarquable. Tout semble prouver qu'aucune statue n'ait existé à cet emplacement. Les statues d'Adam et Ève auraient en fait dû être placées dans les niches de la façade intérieure du bras sud du transept.

##### Rosace ouest

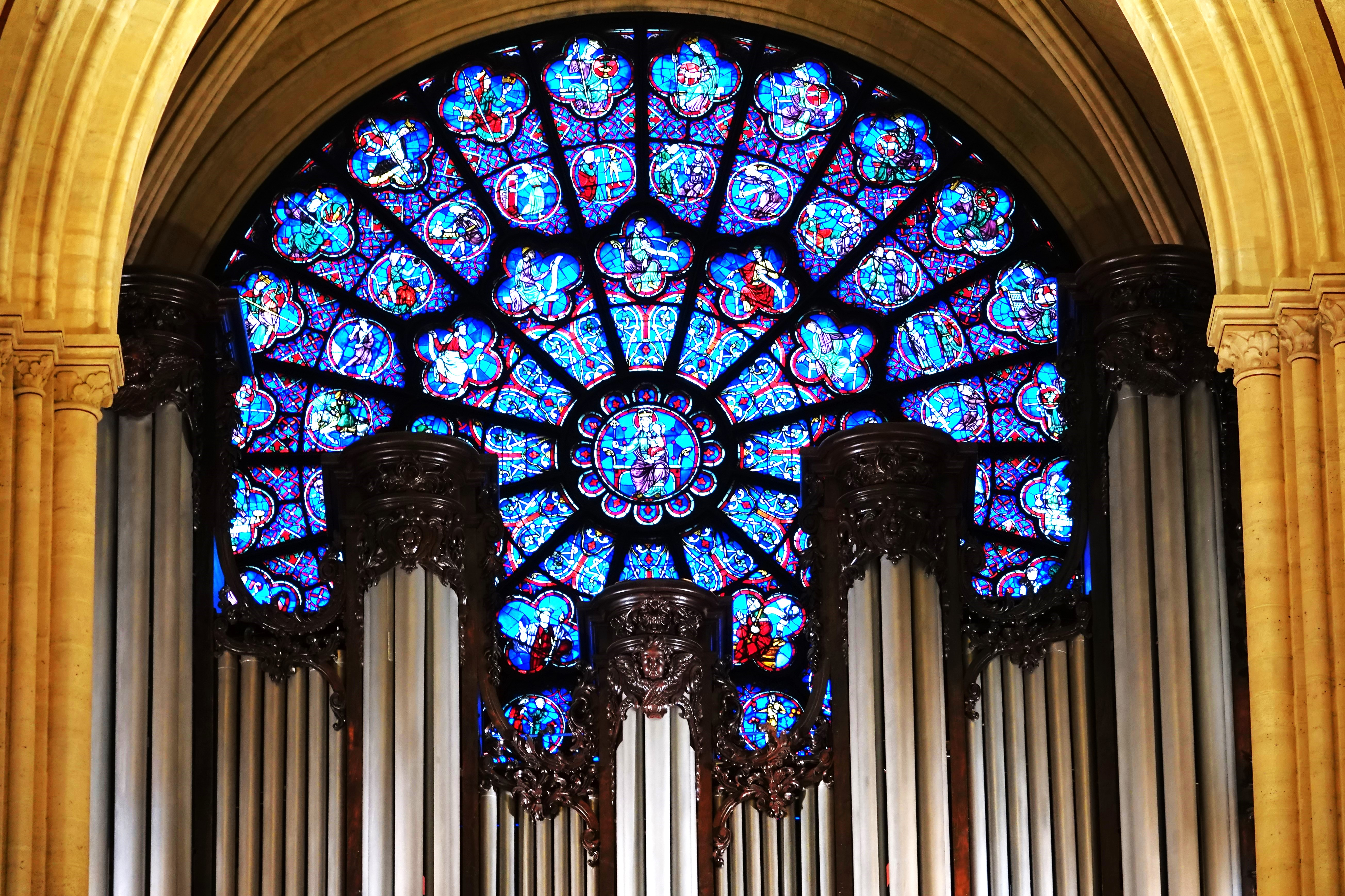
La rosace ouest vue depuis l'intérieur de la cathédrale avec le Grand orgue installé devant.

Cette rosace semble énorme, mais bien qu'elle soit de dimension non négligeable, il s'agit en fait de la plus petite des trois rosaces de la cathédrale. Elle mesure neuf mètres soixante de diamètre. Elle fut presque entièrement refaite par Viollet-le-Duc lors de la grande restauration du XIXe siècle. Au centre : la Vierge. Tout autour, il est possible d'observer les travaux des mois, les signes du zodiaque, les Vertus et les Vices ainsi que les prophètes.

#### Façades latérales de la cathédrale

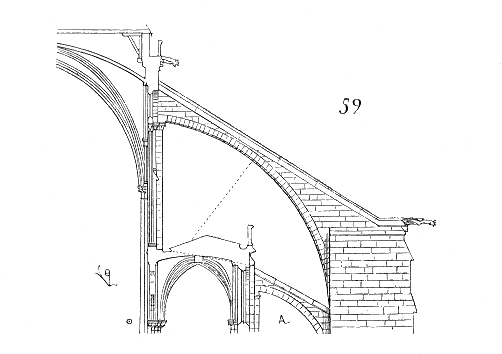
Les grands arcs-boutants de Notre-Dame de Paris, d'une portée allant jusqu'à 15 m, sont construits d'une seule volée. L'édification de tels arcs-boutants est très rare dans l'architecture gothique. Ils nécessitent en effet une culée particulièrement massive. On les retrouve autour de la nef, comme autour du chœur. Dictionnaire raisonné de l'architecture française du, par Eugène Viollet-le-Duc, 1856.

La construction de la nef commença en 1182, après la consécration du chœur. Certains pensent même que les travaux débutèrent dès 1175, avant la consécration. Les travaux s'arrêtèrent après la quatrième travée laissant inachevée la nef tandis qu'on commença l'édification de la façade en 1208. L'édification de la nef fut reprise en 1218 afin de contrebuter la façade.
À la fin des années 1220, le quatrième architecte de Notre-Dame entreprit de modifier totalement le plan initial au niveau de la partie supérieure de l'édifice, alors que celui-ci était encore en cours de construction. L'obscurité de Notre-Dame, jugée trop importante dès le début de la construction, était devenue insupportable, surtout par comparaison avec la clarté dans laquelle baignaient les sanctuaires plus récents encore en construction. Une mise à niveau devenait indispensable si l'on désirait que la cathédrale restât la référence et ne fût pas considérée comme archaïque. On procéda donc à d'importantes modifications. L'architecte entreprit alors l'allongement des baies vers le bas par suppression de l'ancien troisième niveau, celui des roses de l'ancien édifice donnant sur les combles des tribunes. On supprima dès lors ces combles au profit d'une terrasse coiffant ces tribunes et formée de grandes dalles.
Se posait alors le problème de l'évacuation des eaux de pluie qui risquaient de stagner à la suite de la suppression du toit incliné des tribunes. L'architecte dut de ce fait introduire un élément nouveau dans l'architecture, dont nous sommes aujourd'hui encore héritiers : recueillir les eaux de pluie sous la toiture par un système de chéneaux, et les évacuer de proche en proche par des conduits verticaux vers un système se terminant au niveau de longues gargouilles destinées à les projeter au loin de l'édifice. Cela constituait un système tout à fait nouveau de gestion des eaux de pluie au sommet des bâtiments.
En corollaire, toute une série d'autres modifications durent être effectuées au niveau supérieur de l'édifice (parties hautes du vaisseau principal) : reprise de la toiture et de la charpente, remontée des murs gouttereaux, création de chéneaux. Surtout on remplaça les arcs-boutants supérieurs à double volée par des grands arcs-boutants à simple volée lancés au-dessus des tribunes.

##### Grands arcs-boutants de la nef

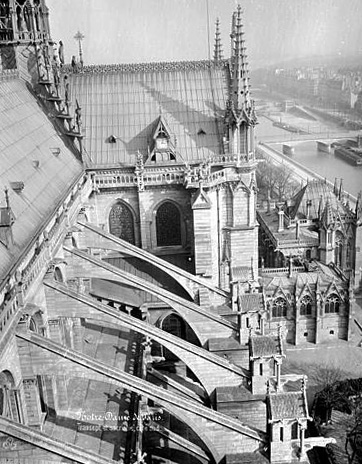
Face sud de la cathédrale : vue des grands arcs-boutants de la nef ainsi que du système d'évacuation des eaux de la grande toiture : conduites verticales, chaperons des arcs-boutants, sommets des culées et enfin longues gargouilles.

Ces grands arcs-boutants sont remarquables et témoignent du génie de l'architecte de l'époque. Ils sont d'une seule longue volée, lancés au-dessus des collatéraux et leur tête soutient le haut des murs gouttereaux de la cathédrale. Ces têtes s'appuient au droit de conduits verticaux destinés à évacuer l'eau des chéneaux de la toiture de la nef. L'extrados des arcs-boutants est creusé d'une gouttière qui traverse le sommet de la culée et se termine par une longue gargouille. Ces arcs-boutants n'étaient pas essentiellement destinés à contrebuter l'édifice, mais à régler le problème de l'évacuation des eaux de pluie, devenu fort important après la transformation de la toiture des tribunes en terrasse. C'est ce qui explique la faiblesse relative de ces arcs. Leur construction est incontestablement une prouesse, ce qui se manifeste par leur grande longueur, mais aussi par leur minceur. Leur rôle étant faible dans le soutien de la voûte du vaisseau principal, l'architecte s'est permis d'être audacieux.
Il faut souligner que la grande portée de ces arcs-boutants est tout à fait exceptionnelle dans l'architecture gothique du Moyen Âge. En effet, dans les édifices de l'époque, bordés de doubles bas-côtés ou de doubles déambulatoires, les culées de ces énormes arcs-boutants devaient prendre un terrain considérable en dehors des églises. Or le terrain était chose à épargner dans les villes du Moyen Âge, dont la superficie était rendue inextensible par les murs qui enserraient les cités. Les arcs-boutants de la cathédrale de Paris, qui franchissent d'une seule volée les doubles bas-côtés de la nef comme le double déambulatoire du chœur, sont un exemple unique. Ordinairement, dans ce cas, les arcs-boutants sont à deux volées, c'est-à-dire qu'ils sont séparés par un point d'appui intermédiaire qui, en divisant la poussée, détruit une partie de son effet et permet ainsi de réduire l'épaisseur des contreforts extérieurs ou culées. C'est ainsi que sont construits les arcs-boutants de la cathédrale Notre-Dame de Chartres, ceux de la cathédrale Saint-Étienne de Bourges, ainsi que ceux du chœur de celle de la cathédrale Notre-Dame d'Amiens ; ces trois derniers édifices sont eux aussi dotés soit de doubles bas-côtés soit d'un double déambulatoire.

##### Façade sud et portail Saint-Étienne

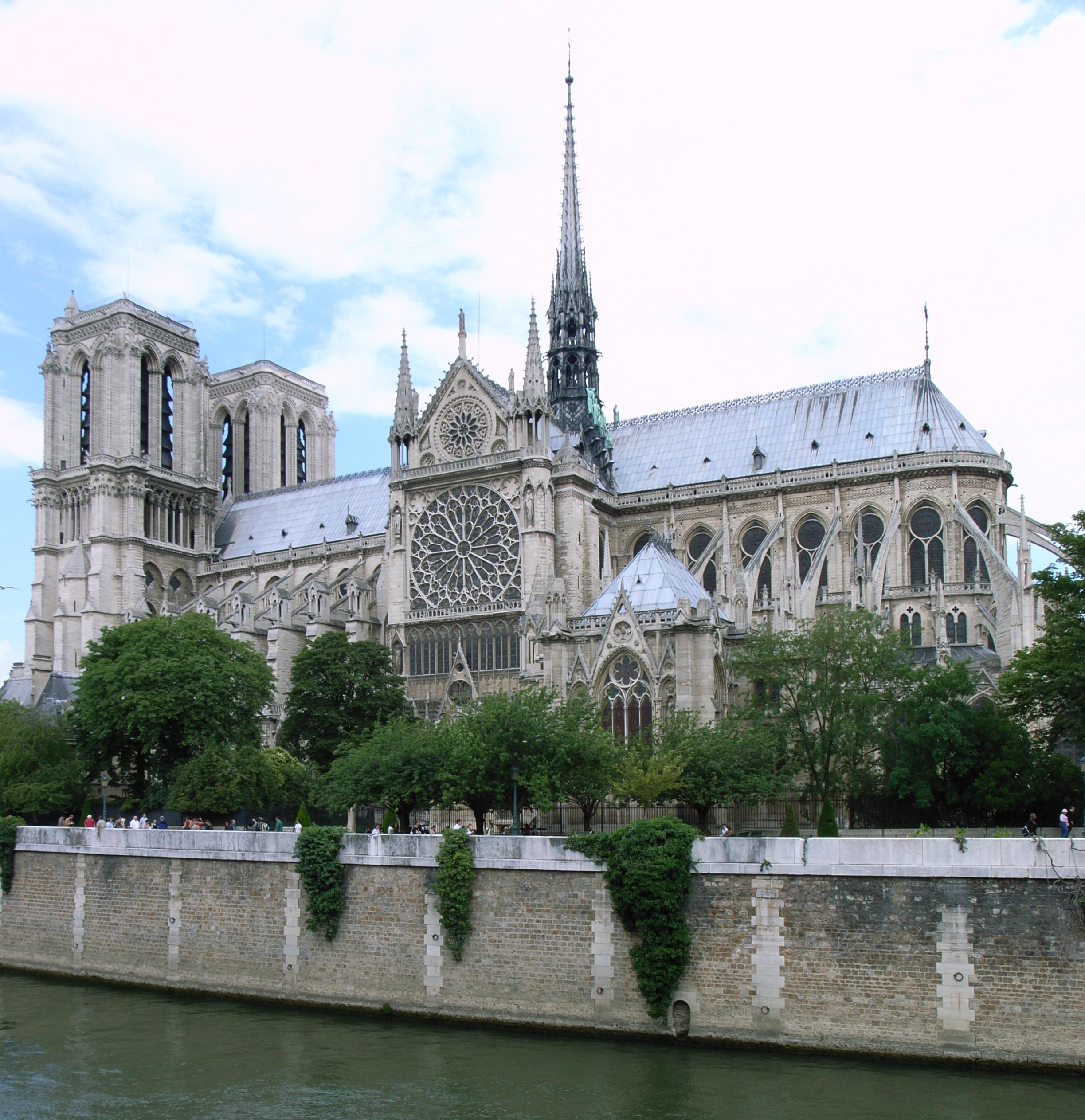
Façade sud.

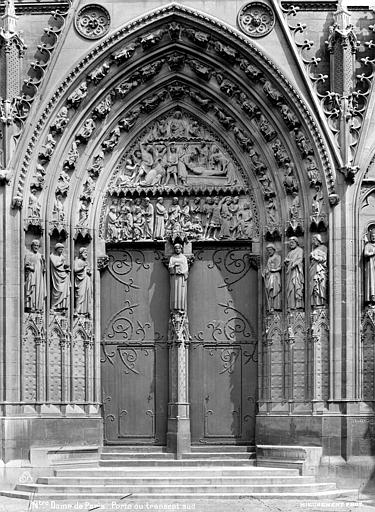
Portail Saint-Étienne.

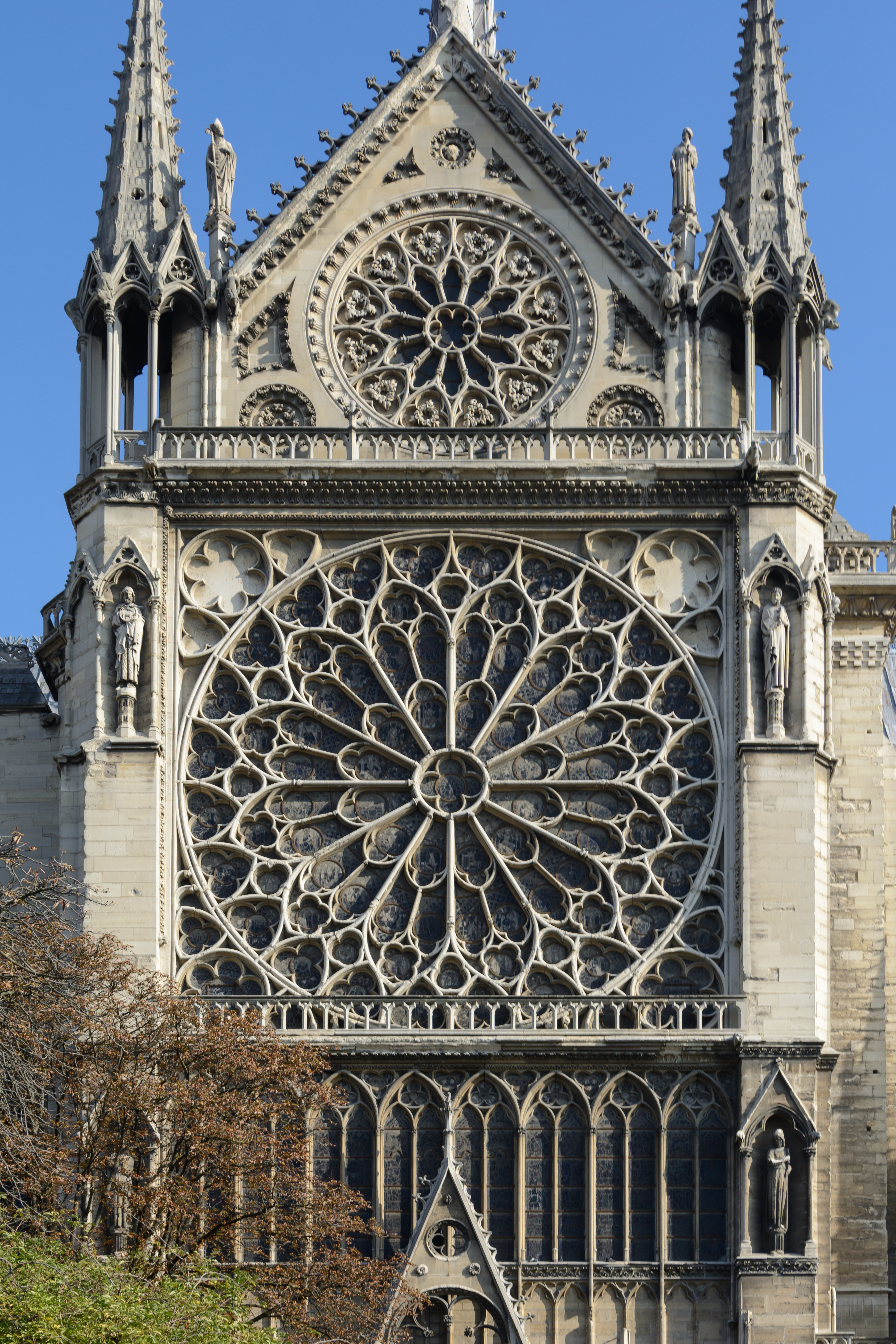
Vue de la façade sud, de sa rosace et du pignon qui la surmonte.

Commencé par Jehan de Chelles en 1258, le portail Saint-Étienne également connu sous le nom de porte Saint-Marcel ou porte des Martyrs, fut terminé par Pierre de Montreuil. Il se situe au niveau du bras sud du transept. Le tympan du portail Saint-Étienne est occupé par des bas-reliefs qui racontent la vie du premier martyr chrétien, saint Étienne, selon les Actes des Apôtres. Divisé en trois registres horizontaux superposés, le décor du tympan se lit de bas en haut et de gauche à droite : saint Étienne prêchant le christianisme et saint Étienne mené devant le juge au registre inférieur, la lapidation de saint Étienne et sa mise au tombeau au registre médian, et le Christ bénissant entouré de deux anges au registre supérieur. Le trumeau est occupé par une grande statue de saint Étienne, œuvre de Adolphe-Victor Geoffroy-Dechaume exécutée au XIXe siècle.
La triple voussure de l'Intrados de la porte est sculptée de pas moins de vingt-et-un martyrs, auxquels des anges offrent des couronnes. On retrouve là saint Denis sans tête, saint Vincent, saint Eustache, saint Maurice, saint Laurent avec son gril, saint Clément, saint Georges, et d'autres dont l'identité n'a pu être déterminée. De chaque côté du portail, trois statues d'apôtres, elles aussi modernes, destinées à remplacer celles fracassées par les vandales de la Révolution. Au-dessus du portail, se trouve un gable ajouré surmonté de la rosace sud de la cathédrale offerte par Saint Louis. Comme celle du nord, la rosace sud voit son diamètre atteindre 13 m, et, si l'on y ajoute la claire-voie sous-jacente, la hauteur totale de la verrière atteint presque 19 mètres.
Cette rosace fut redressée par Viollet-le-Duc au XIXe siècle, ce qui entraverait l'impression de rotation de la rosace. La raison de cette modification semble être que la rosace ait fort souffert au cours des siècles et surtout de l'incendie de l'archevêché déclenché par les insurgés de 1830. L'architecte-restaurateur constata de plus un affaissement important de la maçonnerie, et dut en conséquence reprendre entièrement cette façade. Il fit pivoter la rosace de 15 degrés à seule fin de lui donner un axe vertical robuste pour la consolider définitivement et éviter un affaissement ultérieur. Le maître verrier Alfred Gérente restaura à cette occasion les vitraux du XIIIe siècle et reconstitua dans l'esprit du Moyen Âge les médaillons manquants.
Au dernier étage de la façade, un pignon s'élève au-dessus de la rosace. C'est un des plus beaux exemples des pignons construits à l'époque (1257). Il est lui-même percé d'une rose ajourée, qui éclaire le comble du transept. Sur l'archivolte de la rosace est posé un entablement portant une balustrade, derrière laquelle court une galerie. Ceci permet le passage depuis les galeries supérieures de l'est de la cathédrale vers celles de l'ouest, galeries qui longent les toitures. Le pignon proprement dit s'élève de ce fait un peu en retrait par rapport à la rosace, et son épaisseur est de 70 centimètres. Il est allégé par la rose qui éclaire le comble et par des écoinçons. Deux grands pyramidions le flanquent formant les parties supérieures des contreforts qui contrebutent la rosace. Trois statues décorent le sommet et les deux angles inférieurs du pignon. Celle du sommet représente le Christ apparaissant en songe à saint Martin, revêtu de la moitié du manteau donné par ce dernier au pauvre de la légende. Les deux autres statues situées à gauche et à droite de la base du pignon, représentent saint Martin et saint Étienne. Le tout donne une impression de grande harmonie. La rose du comble est d'une proportion parfaitement en rapport avec la grande rosace du transept. D'après Viollet-le-Duc, la grande beauté de cette construction ne fut pas surpassée ailleurs dans l'architecture gothique.

##### Façade nord et portail du cloître

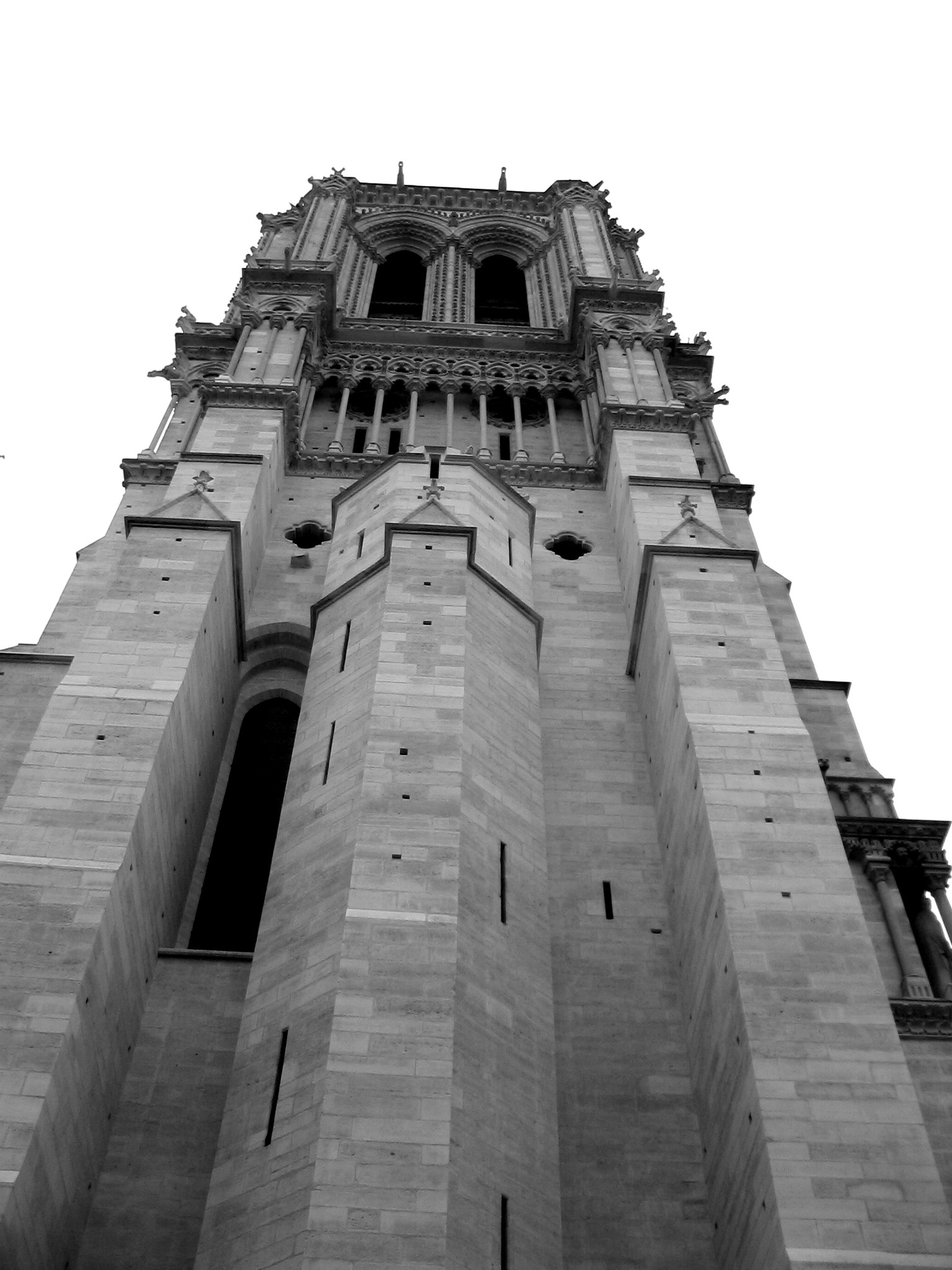
La face nord de la tour nord et ses trois contreforts. Celui du centre, le plus faible des trois, soutient en fait un escalier à vis éclairé de rares meurtrières. La seule grande ouverture dans cette muraille est une longue baie perpétuellement plongée dans la pénombre.

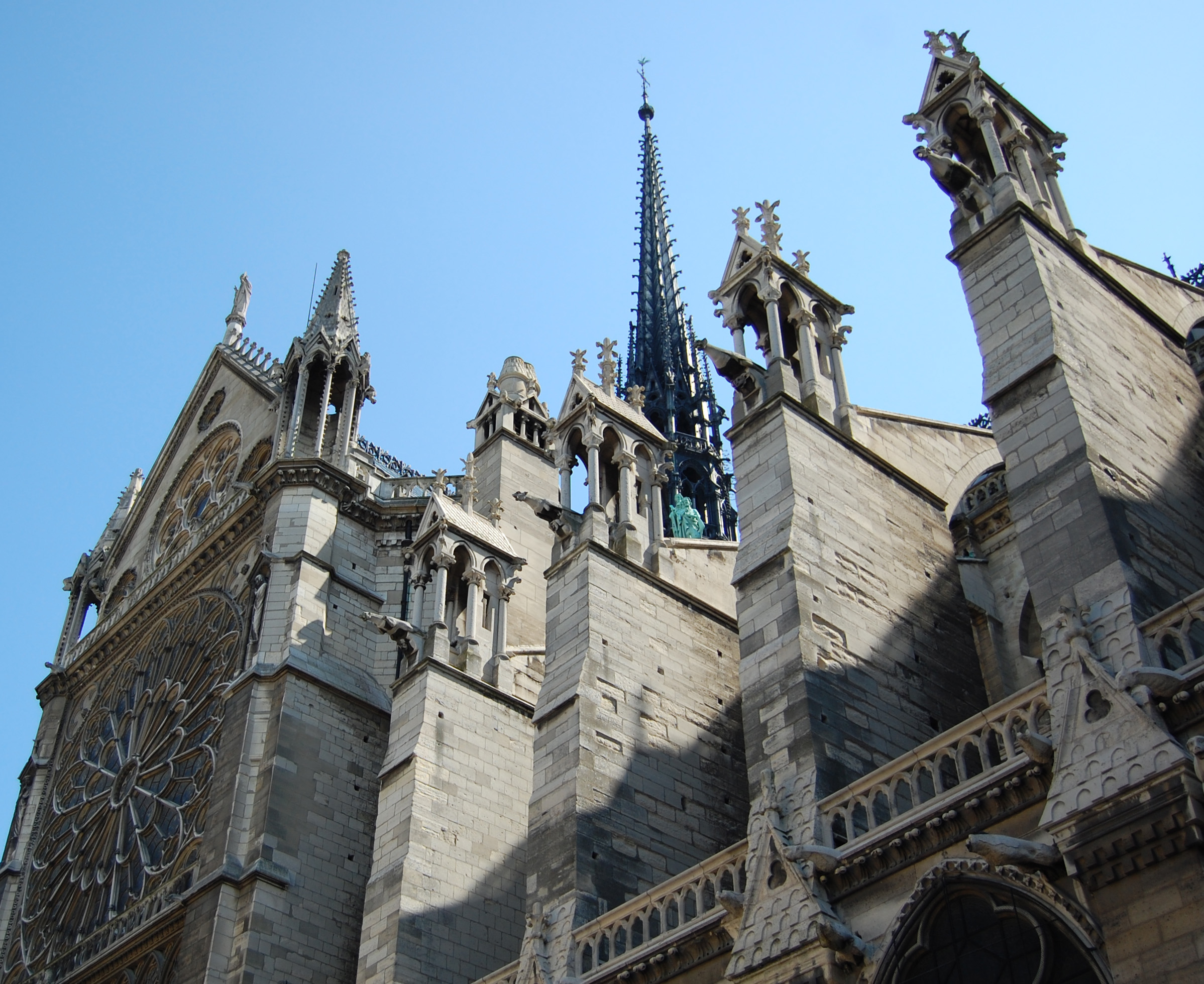
Les grands arcs-boutants avec leurs culées massives et leurs longues gargouilles.

Le portail du cloître se situe au niveau du bras nord du transept, et a été construit vers 1250 par l'architecte Jehan de Chelles. La construction de la façade nord est en effet un peu antérieure à celle de la façade sud.

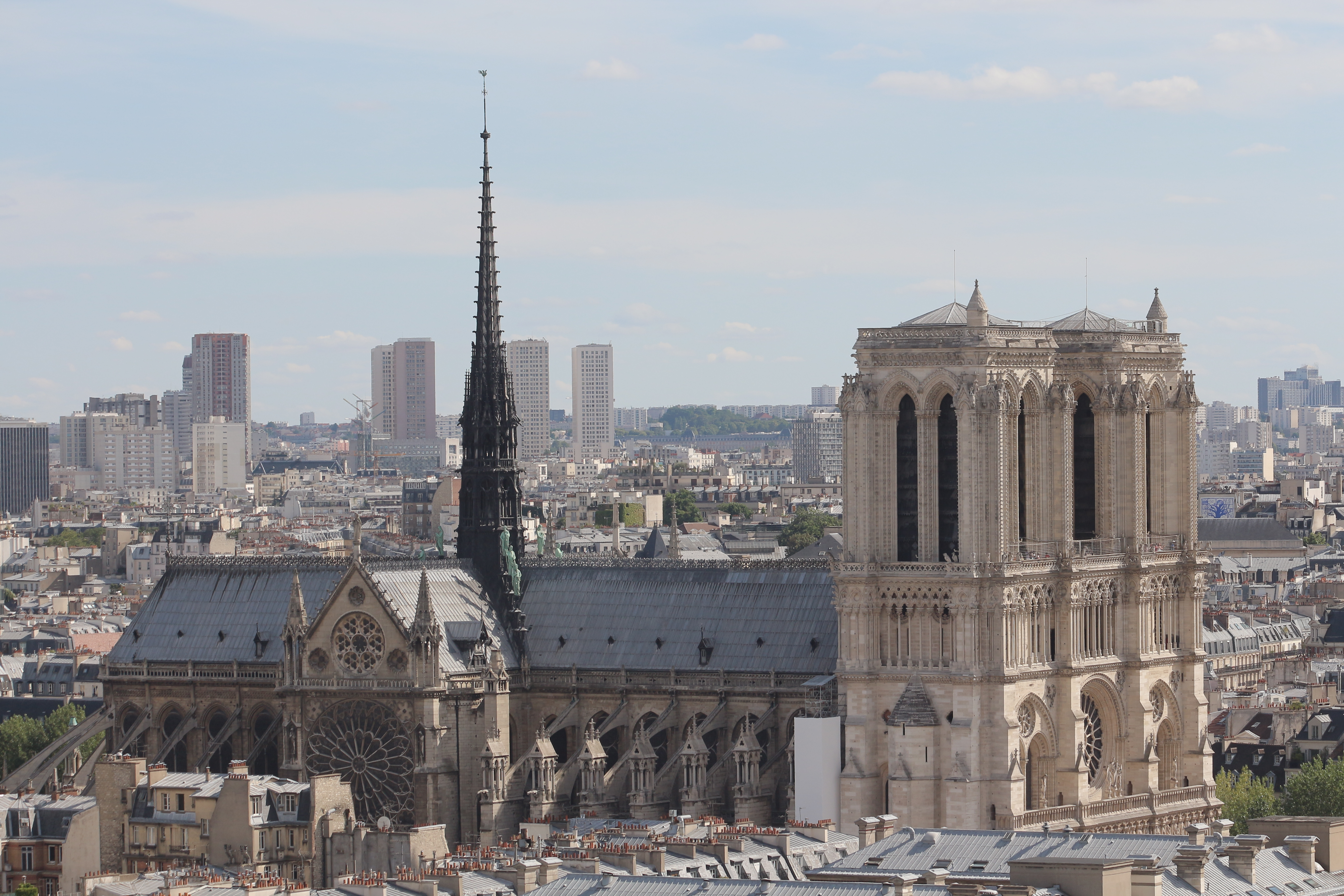
Côté nord vu depuis la tour Saint-Jacques, en 2013.
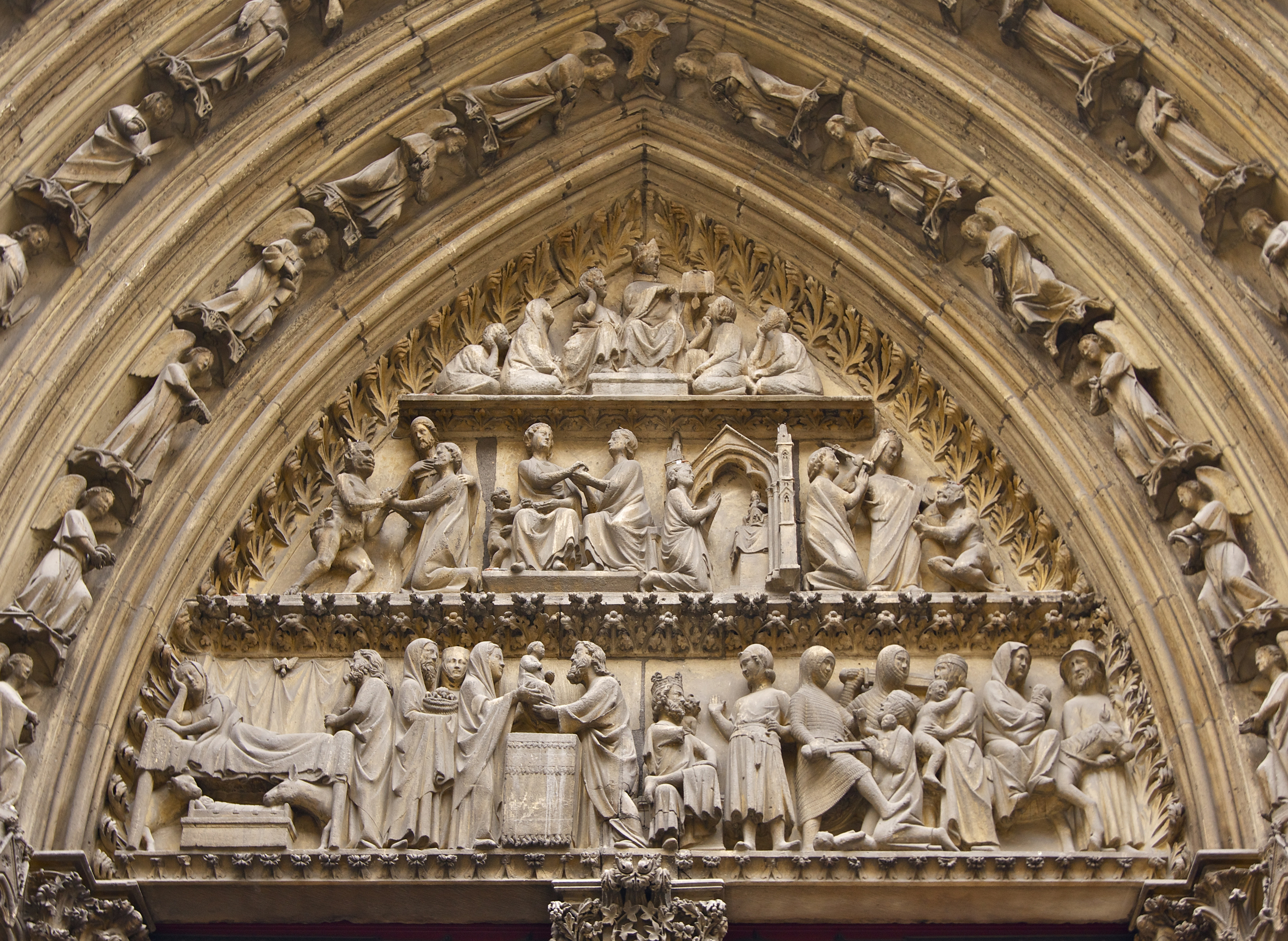
Façade nord : tympan du portail du cloître.
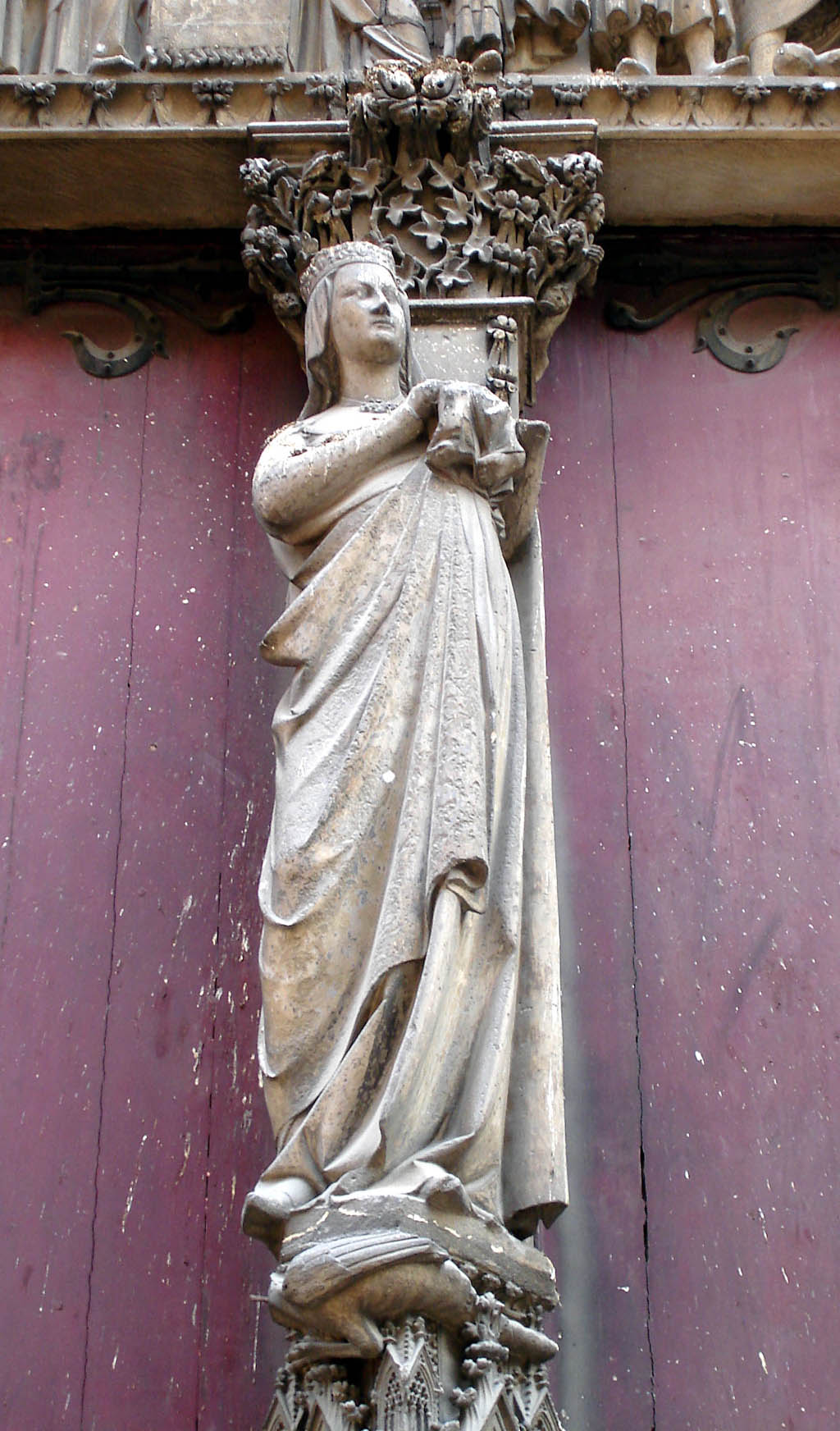
La Vierge, au trumeau du portail du cloître.
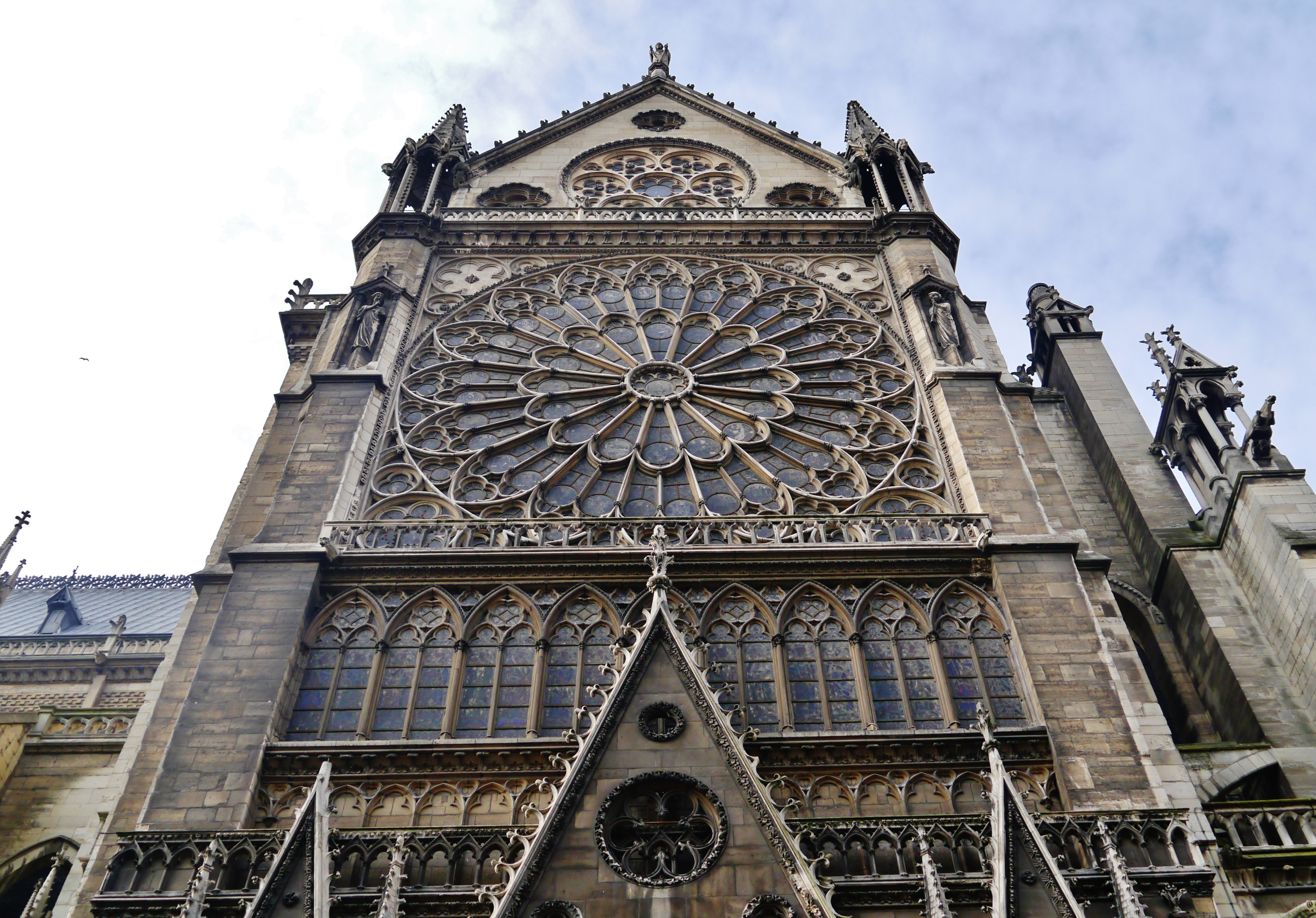
Façade du croisillon nord du transept avec la rosace.
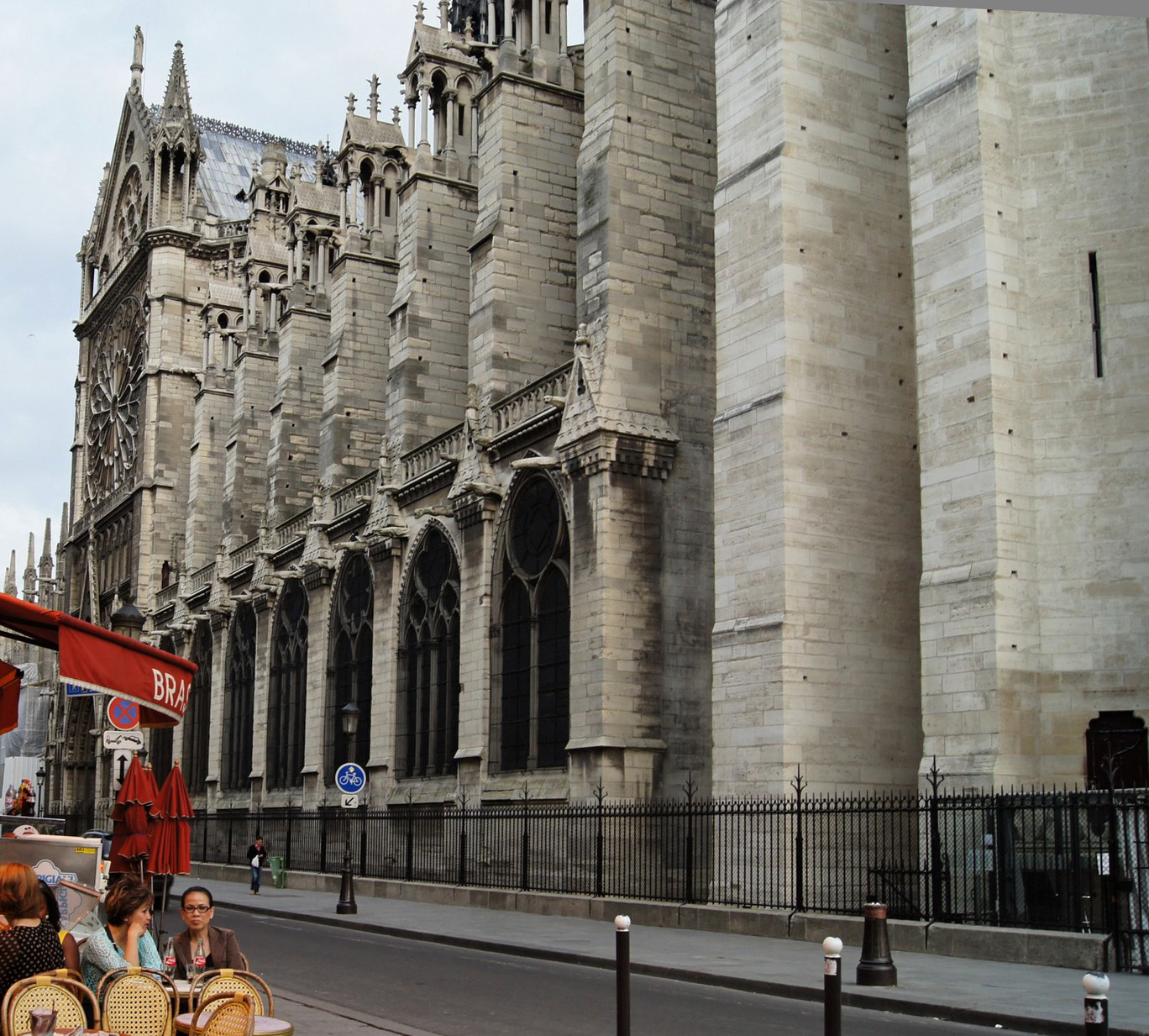
La façade nord en 2010.

Presque toujours dépourvue d'ensoleillement et située dans une rue animée, cette façade nord a moins de succès auprès des visiteurs que celle du sud. Un peu moins décorée, elle est divisée en trois étages, en léger retrait les uns par rapport aux autres. Le niveau inférieur est celui du portail surmonté de son grand gable. Le niveau moyen est constitué d'une gigantesque verrière comprenant la grande rosace, du XIIIe siècle, surmontant une claire-voie. Enfin l'étage supérieur est celui du pignon triangulaire masquant l'extrémité des combles du bras nord du transept.
Au trumeau du portail, une statue de la Vierge sans enfant. Cette statue a pu échapper à la destruction en 1793, mais l'enfant Jésus qu'elle portait a été brisé. On dit que c'est l'épouse de Louis IX, Marguerite de Provence, qui aurait servi de modèle au sculpteur. Les six grandes statues des piédroits détruites à la Révolution française n'ont pas été reconstituées au XIXe siècle, lors de la grande restauration menée par Eugène Viollet-le-Duc. La partie inférieure du tympan, le linteau, représente des scènes de l'enfance de Jésus-Christ. Ces sculptures sont parmi les plus belles œuvres sculptées sur ce thème. Elles montrent le rôle de Marie dès l'enfance de Jésus. Les quatre scènes représentées sont la naissance de Jésus dans une humble crèche, l'offrande au temple de Jérusalem après la naissance de Jésus, la persécution des enfants par le roi de Judée Hérode et la fuite en Égypte de Joseph et Marie pour protéger l'Enfant.
La partie supérieure du tympan présente le très populaire Miracle de Théophile, un des « Miracles de la Vierge » (voirMiracles de Nostre Dame) dont le Moyen Âge tardif était friand. Il s'agit d'une histoire « faustienne » du Moyen Âge. Théophile d'Adana, clerc de l'évêque d'Adana en Asie Mineure, était jaloux de ce dernier. Pour le supplanter, il vend son âme au diable. Le pacte est consigné sur un parchemin que ce dernier emporte. Avec l'aide du diable, Théophile parvient à humilier son évêque. Mais il se repent et, ne sachant comment sortir de la situation où il s'est mis, il implore la Vierge. Celle-ci menace le diable et le force ainsi à remettre le parchemin. Il s'agirait de la source d'inspiration de la légende de Faust.
La façade du croisillon nord présente les mêmes éléments architecturaux que celle du croisillon sud : un beau gable surmonte le portail, et une galerie de vitraux ou claire-voie occupe l'espace entre l'étage du portail et celui de la rosace. Celle-ci, grand chef-d'œuvre de l'architecture religieuse gothique, mesure plus de 13 m de diamètre, comme la grande rosace sud. Le tout est surmonté d'un pignon richement décoré et analogue à celui du sud, sans être identique. Il est percé d'une rose éclairant les combles du transept nord, ainsi que de trois oculi. À sa base, de chaque côté, s'élève un grand pinacle peu sculpté (contrairement aux voussures) ayant la forme d'un élégant clocheton, surmontant chacun un des deux puissants contreforts encadrant la façade.
La façade nord de Notre-Dame, largement privée de soleil et ne bénéficiant pas de la proximité de la Seine, n'a pas la même popularité que la façade sud souvent baignée de lumière. Formant la bordure sud de la rue du Cloître-Notre-Dame, elle gagne cependant à être admirée. On y retrouve un visage moins connu de Notre-Dame. Les gigantesques arcs-boutants, dotés de longues gargouilles grimaçantes et appuyés sur de massives culées, montrent clairement que la cathédrale est aussi une lourde et impressionnante construction de pierre. C'est au niveau de la face nord de la tour nord (16 mètres de largeur à la base) que cet aspect apparaît le plus nettement. La partie inférieure de la tour, haute de plus de 30 mètres, avec ses trois contreforts massifs, presque sans décorations ni ornements, avec ses blocs de pierre taillés avec rigueur et continuellement à l'ombre, donne même à l'édifice un aspect quelque peu écrasant.

##### Porte rouge

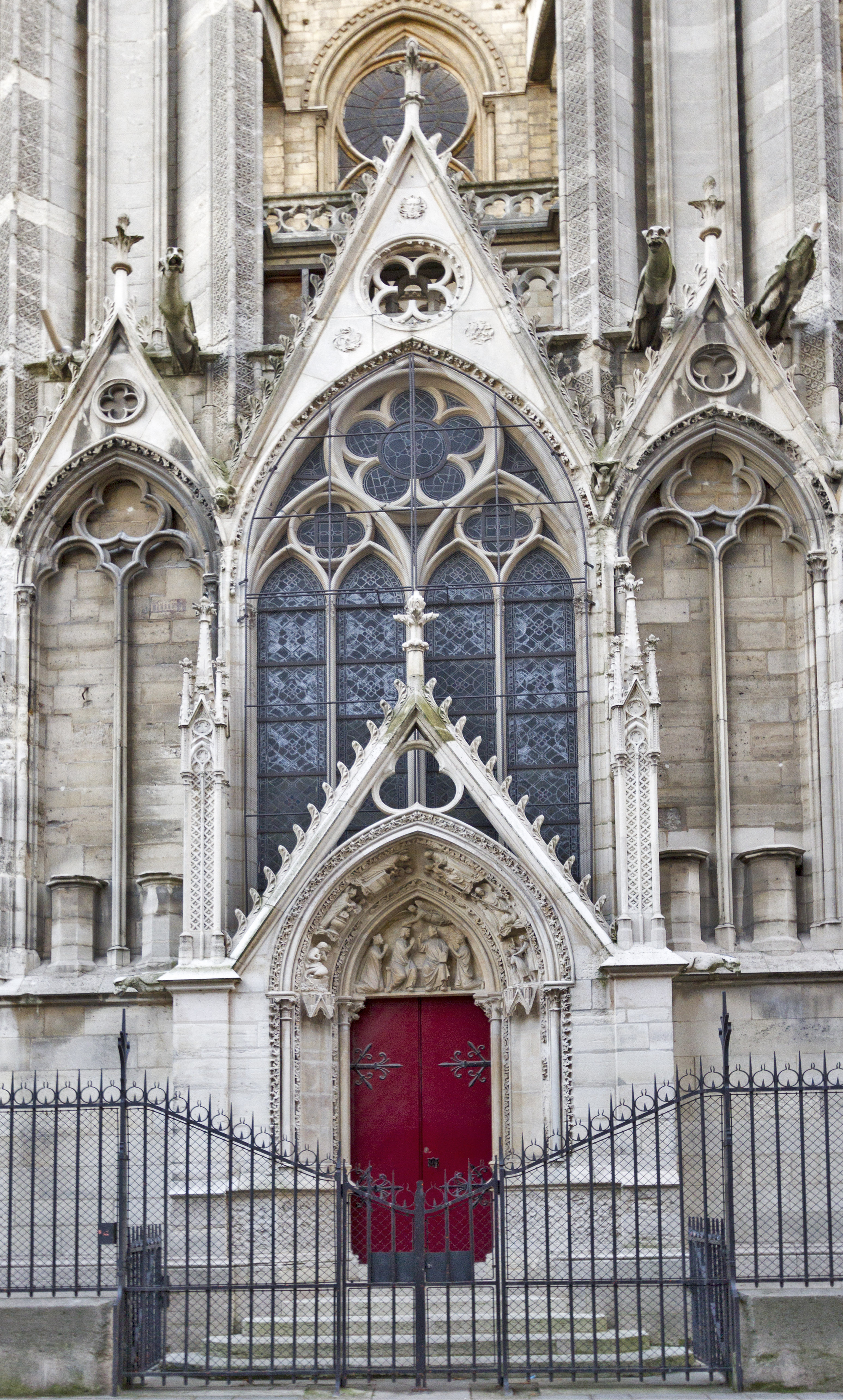
Porte rouge, restaurée en 2012. Elle est surmontée d'un gâble ajouré d'un trilobe, couronné d'un fleuron et encadré de deux clochetons.

Vers 1270, le maître d'œuvre Pierre de Montreuil construisit une petite porte sans trumeau, appelée « portail rouge » en raison de la couleur de ses vantaux. Commandée par Louis IX, cette porte était réservée aux chanoines du chapitre, afin de faciliter leur circulation entre Notre-Dame et l'« enclos canonial », quartier de l'île de la Cité réservé aux demeures des chanoines et situé au nord-est de la cathédrale, entre le fleuve et cette dernière. Eux seuls l'empruntent pour se rendre directement aux offices.

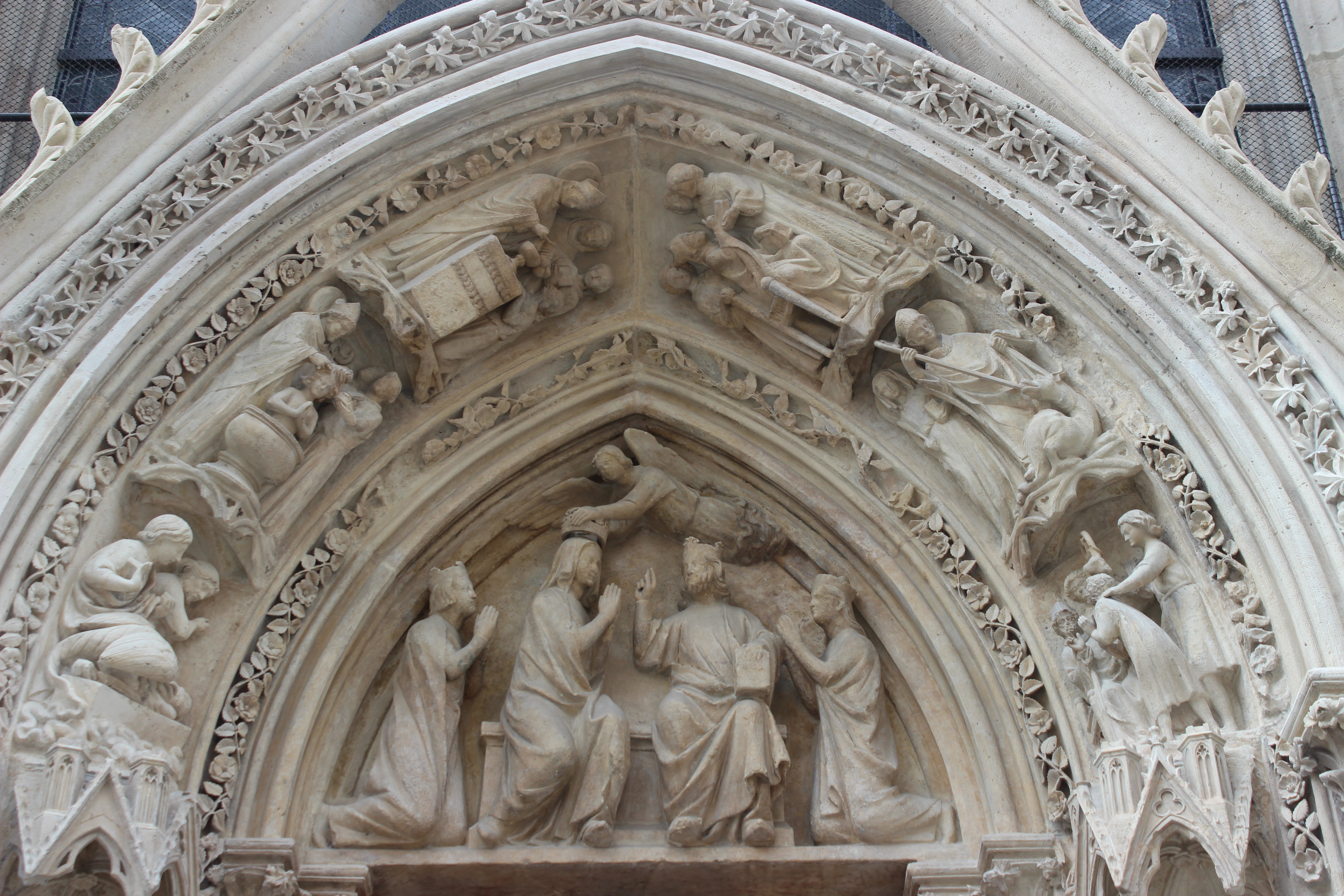
Détail du tympan.

Le tympan représente le couronnement de la Vierge par un ange et un couple royal agenouillé. Les commanditaires de cette porte (Saint Louis et son épouse Marguerite de Provence ou peut-être sa mère Blanche de Castille), agenouillés, assistent au couronnement de la Vierge légèrement inclinée devant son fils Jésus qui la bénit de la main droite et tient un livre de la main gauche.
Encadrée par deux ensembles de guirlandes de feuillages et de fleurs d'églantier, l'unique voussure entourant le tympan représente six scènes de la vie de saint Marcel, évêque de Paris : l'exorcisme d'un juif, le baptême par immersion du juif, la messe avec un criminel bientôt repenti, l'instruction des clercs de son église, la victoire sur le dragon à l'aide de son bâton épiscopal qu'il plante dans la gueule du monstre anthropophage, le recouvrement de la parole à l'évêque Prudence.
La porte rouge s'ouvre dans la cathédrale tout près du chœur, par une des chapelles latérales nord du chœur.

#### Bas-reliefs des chapelles du chœur
À gauche de la porte rouge, au niveau du mur extérieur des chapelles latérales du chœur, se trouvent sept bas-reliefs du XIVe siècle — époque où ces chapelles furent construites —, dont cinq se rapportent à la Vierge : sa Mort, son Ensevelissement, sa Résurrection, son Assomption et son Couronnement. Les deux derniers sont un Jugement Dernier avec Marie intercédant auprès du Christ, et une représentation du Miracle de Théophile.

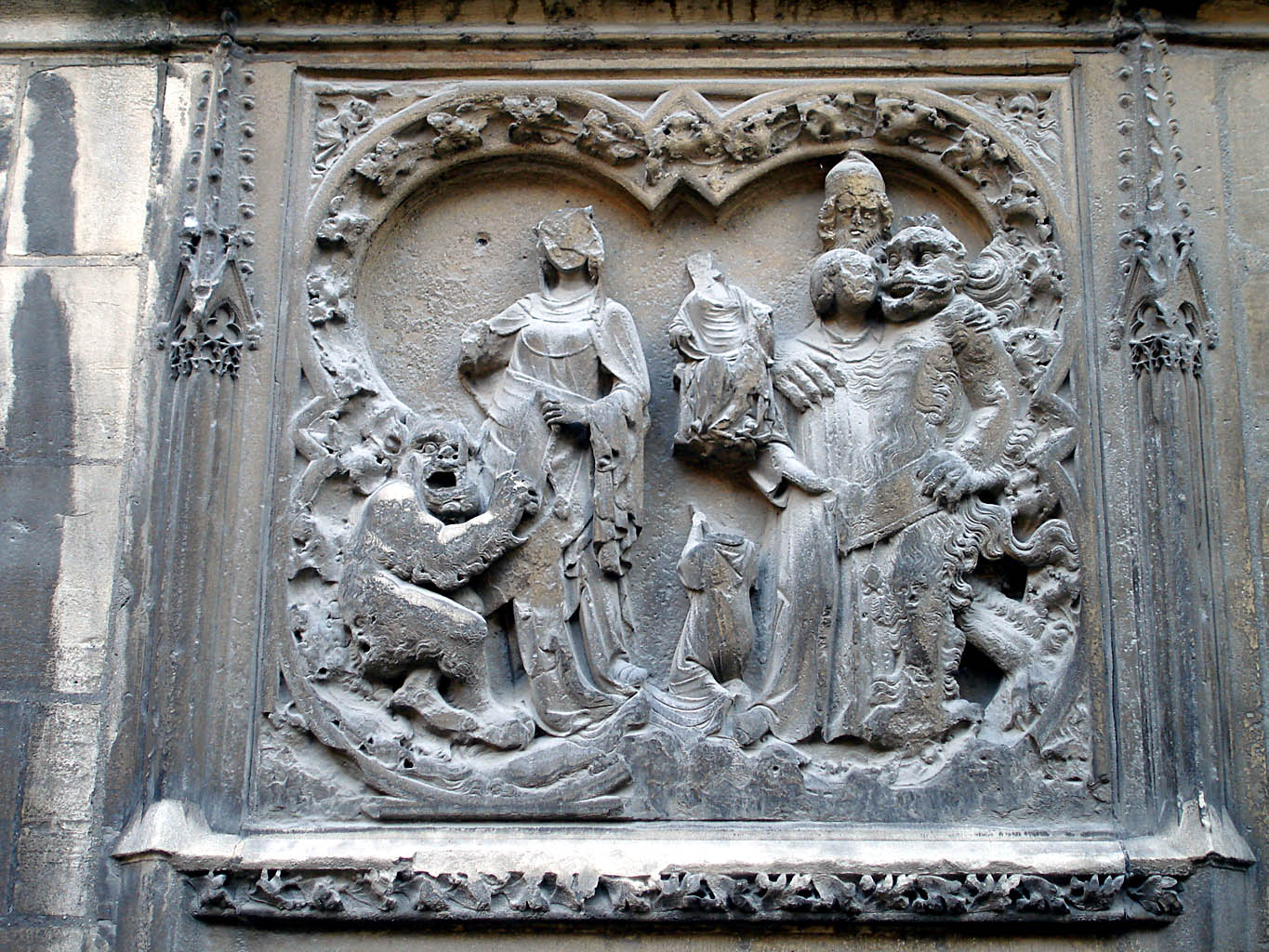
Bas-relief d'une chapelle du chœur : représentation du miracle de Théophile.
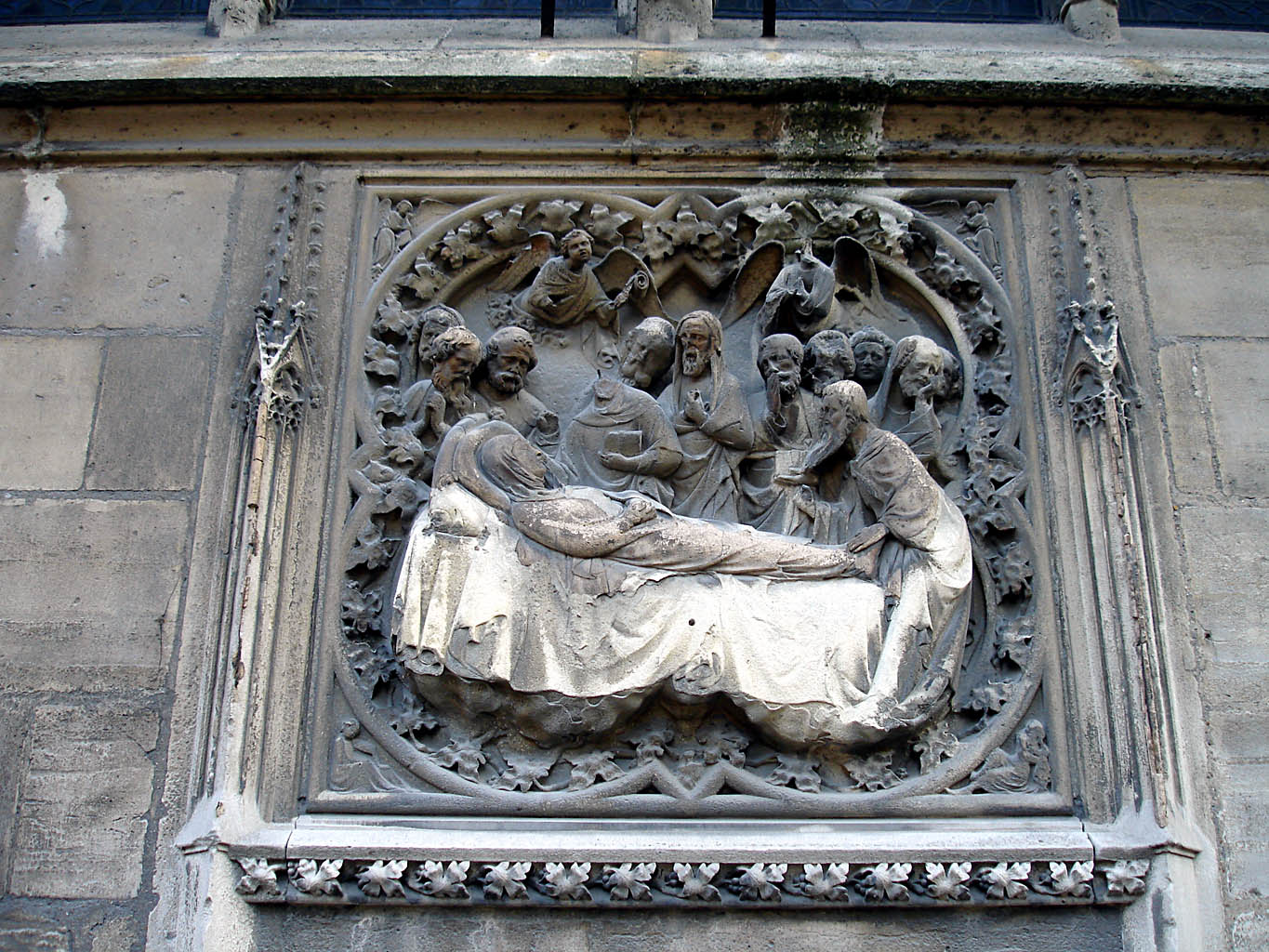
Bas-relief des chapelles du chœur : la Mort de Marie.
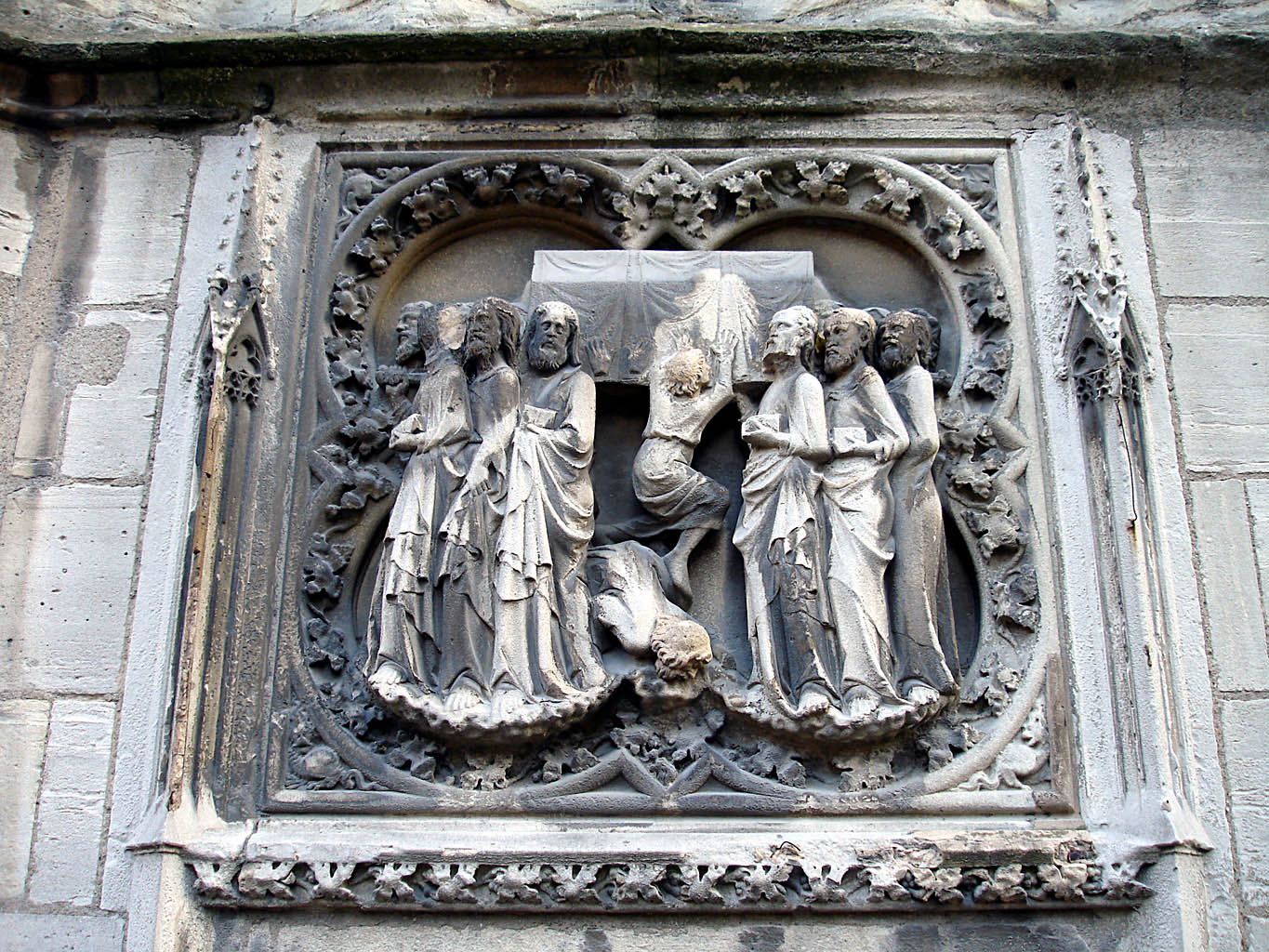
Bas-relief des chapelles du chœur : l'ensevelissement de la Vierge.
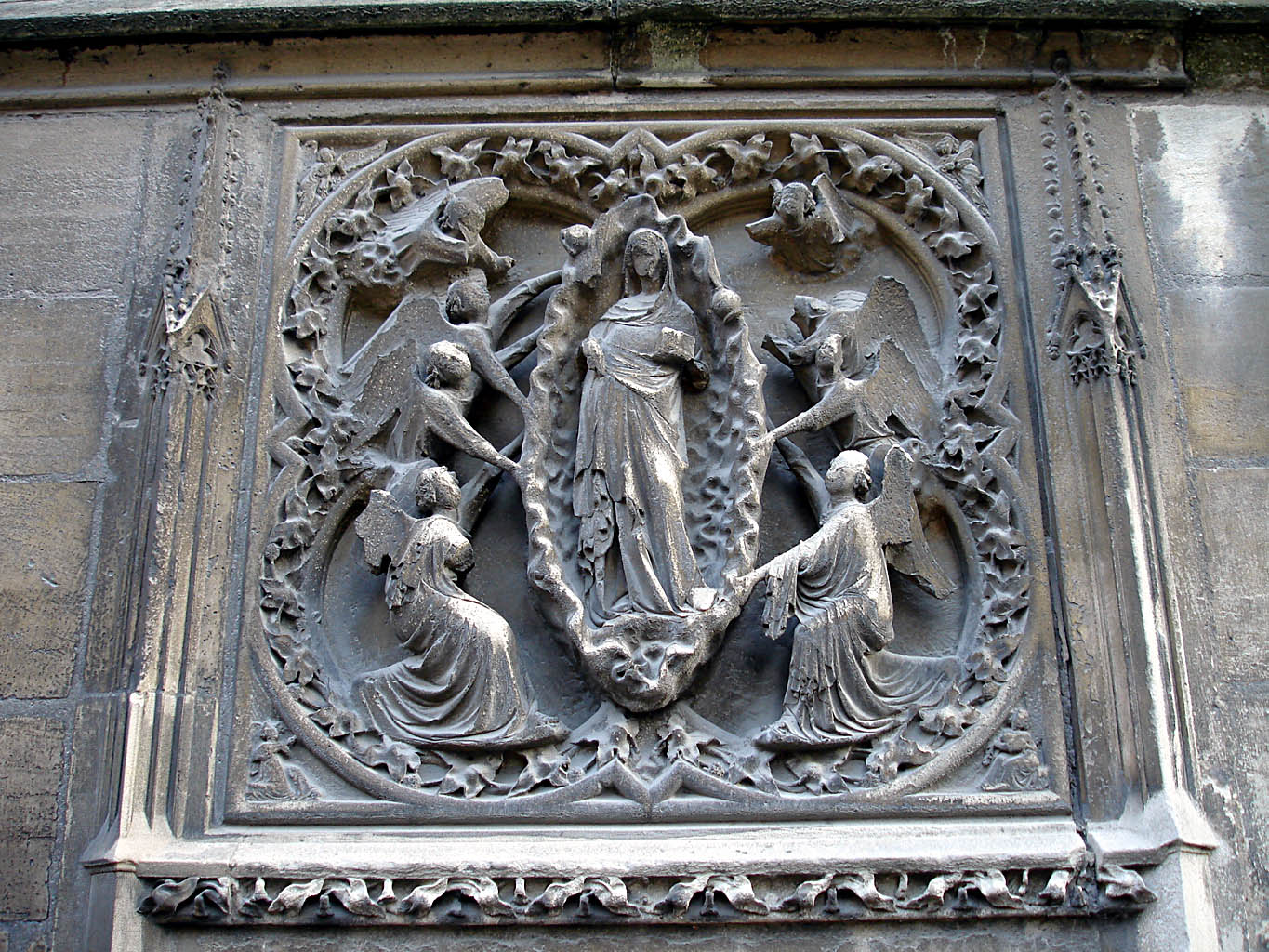
Bas-relief des chapelles du chœur : l'Assomption de la Vierge.

#### Chevet de la cathédrale

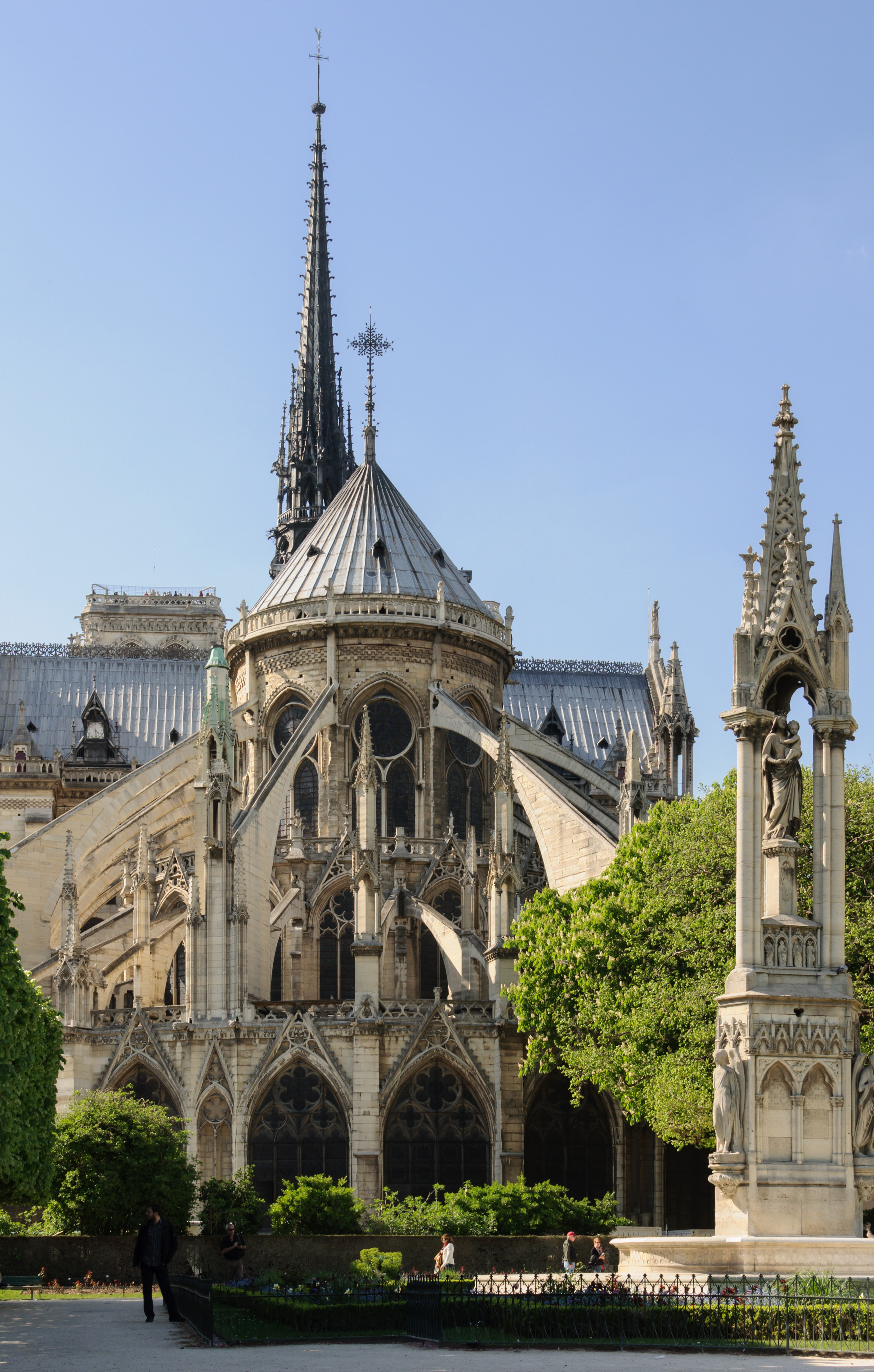
Vue du chevet de la cathédrale et de ses trois niveaux de fenêtres, en 2014. Les fenêtres des chapelles rayonnantes comme celles des tribunes sont surmontées d'un gable. Il en va de même de la partie inférieure des culées des grands arcs-boutants. Une frise de billettes court sous la balustrade supérieure.

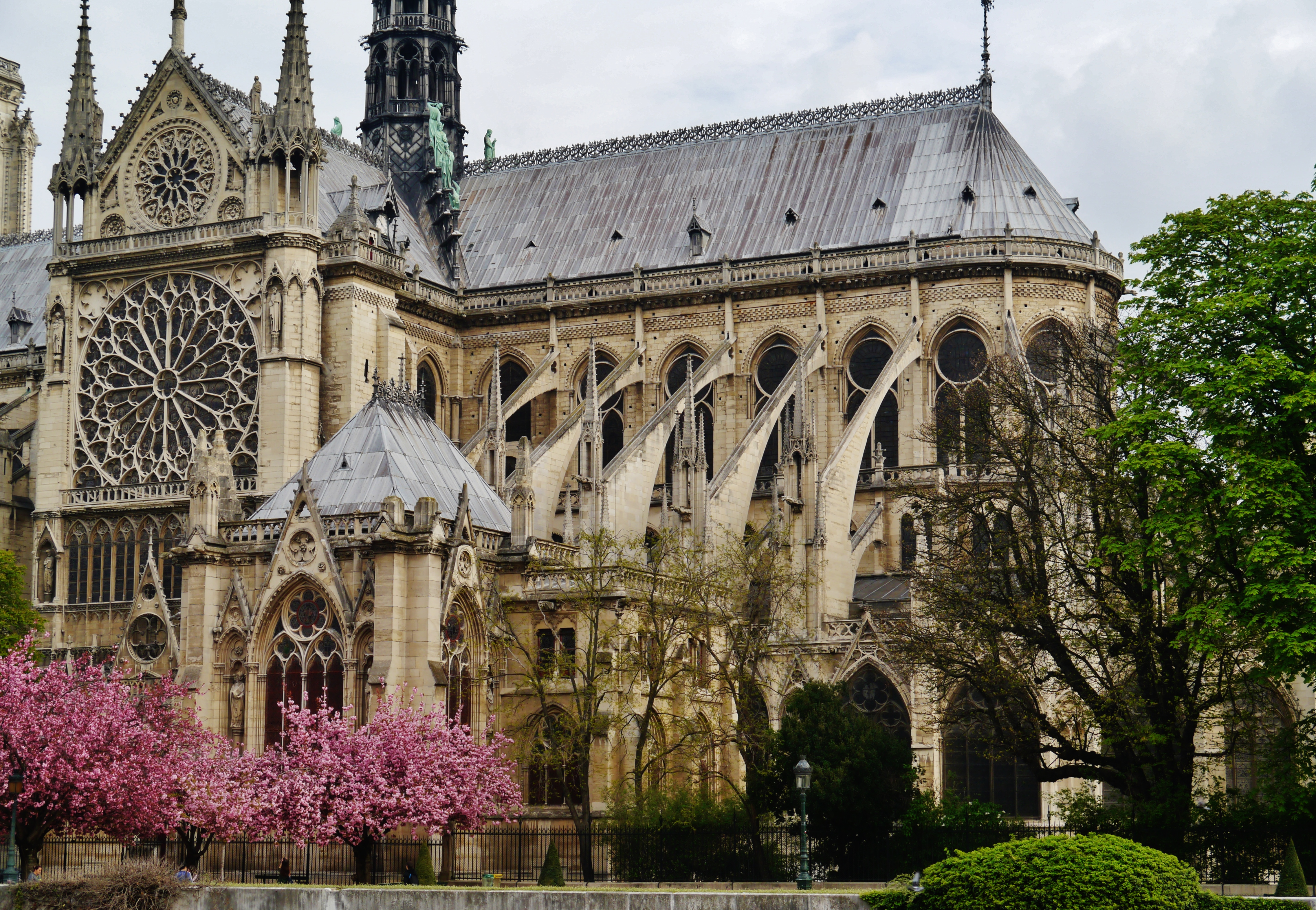
Datant du début du XIVe siècle, les grands arcs-boutants du chevet de Notre-Dame furent lancés par Jean Ravy et ont une portée de 15 m.

Le chevet est constitué par un demi-cercle situé dans la partie la plus à l'est de la cathédrale. Il correspond à l'abside de l'intérieur de l'édifice, entourée du rond-point du déambulatoire et des chapelles absidiales. Le chevet est la partie la plus ancienne du sanctuaire. Il fut bâti durant la première phase de construction, de 1163 à 1180. Une série d'admirables grands arcs-boutants dotés d'élégants pinacles soutient son mur supérieur arrondi.
On ne sait pas si des arcs-boutants soutenaient dès le début le chevet et le chœur. Le fait est qu'on n'en trouve actuellement nulle trace. Au XIXe siècle, Viollet-le-Duc n'en fit pas mention non plus, et aucune source antérieure ne nous aide. L'opinion la plus généralement admise est donc qu'il n'en existait pas, tout comme les actuels bras du transept n'ont jamais été soutenus par des arcs-boutants. Les divers contreforts suffisent à soutenir l'ensemble. Les premiers arcs-boutants auraient dès lors été construits peu avant 1230, par le quatrième architecte de la cathédrale, et ce chronologiquement peu avant ceux de la nef. Comme pour la nef, leur fonction de soutien de l'édifice aurait été mineure au regard de leur rôle dans l'évacuation des eaux de pluie (voir le paragraphe concernant les arcs-boutants de la nef).
Ces arcs-boutants du début du XIIIe siècle furent remplacés au début du XIVe siècle par de nouveaux. Ceux-ci, d'une portée de 15 m, furent lancés par Jean Ravy pour soutenir le chœur et son chevet. Ils sont au nombre de quatorze autour du chœur, dont six pour le chevet proprement dit. Comme ceux du début du XIIIe siècle, ils paraissent particulièrement minces et audacieux. En effet, en plus de leur minceur source d'une apparente faiblesse, ces arcs-boutants, à l'inverse de ceux de la nef, sont percés d'un trilobe accentuant leur relative fragilité. Le chevet est décoré de sculptures et de panneaux représentant entre autres des épisodes de la vie de la Vierge.

#### Pentures des portes

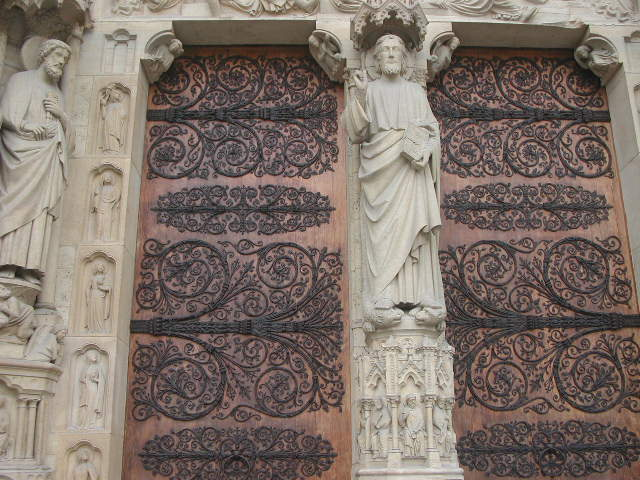
Pentures du portail du Jugement dernier réalisées par Pierre François Marie Boulanger au XIXe siècle.

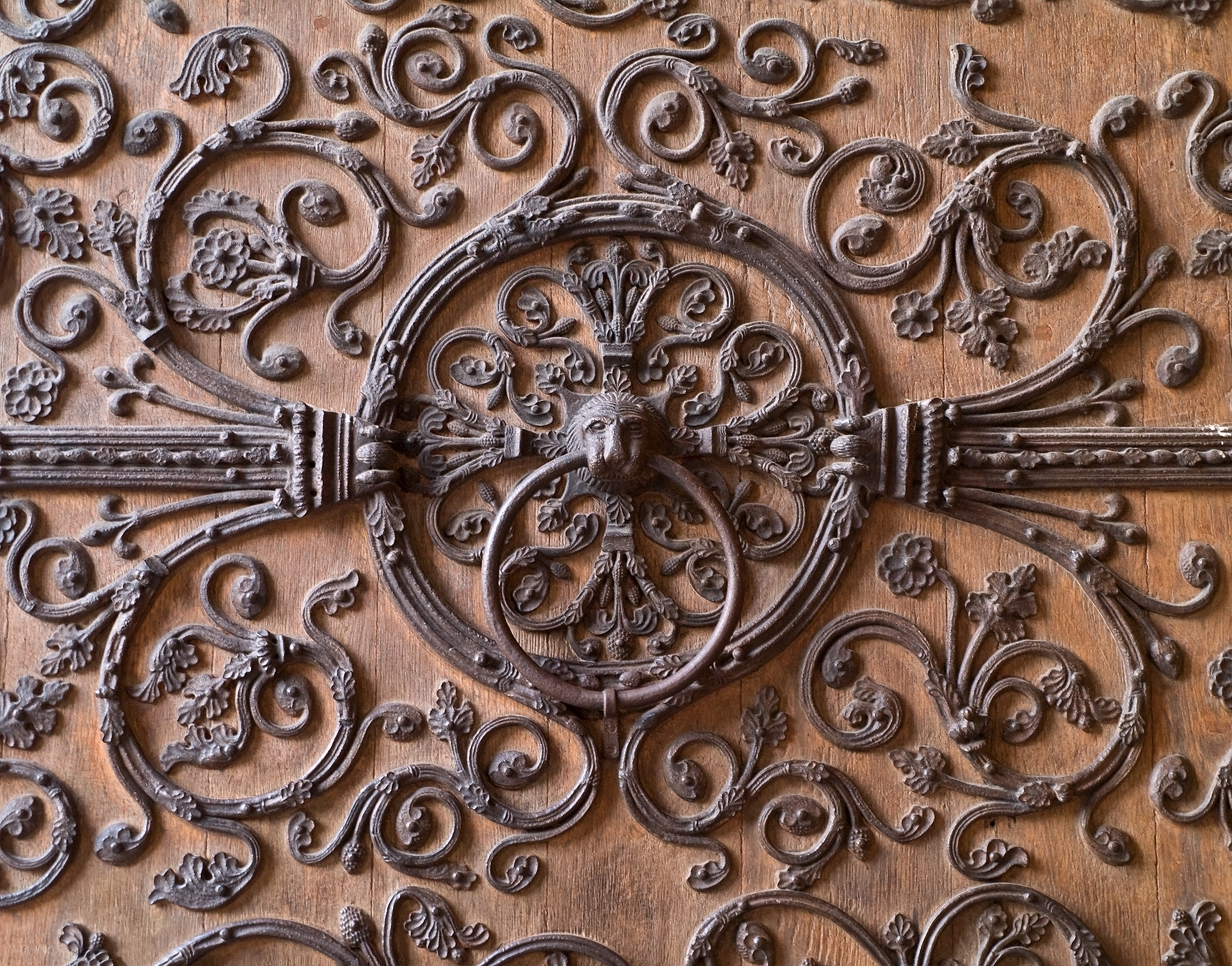
Détail des ferrures d'un vantail du portail de la Vierge.

Les portes de Notre-Dame de Paris sont décorées de pentures en fer forgé. Les vantaux de la porte Sainte-Anne sont garnis de pentures qui les recouvrent presque entièrement. Elles forment d'amples arabesques, des dessins de fleurs et de feuillages, et même des formes animales, témoins de l'art de la serrurerie aux XIIe et XIIIe siècles. Elles ressortent sur l'enduit dont on a recouvert les vantaux. Une légende affirme qu'un artisan parisien nommé Biscornet fut chargé d'habiller les vantaux des portes de la cathédrale de ferronneries et autres serrures. Devant l'enjeu de la tâche, il invoqua le Diable pour le soutenir, et l'esprit du Mal l'aida si bien qu'il fallut avoir recours à de l'eau bénite pour faire fonctionner les clés. Biscornet mourut peu de temps après l'accomplissement de son œuvre, et emporta son secret dans sa tombe. Mais le travail du métal est si particulier qu'aujourd'hui encore, paraît-il, les spécialistes n'expliquent pas la manière dont ont été ouvragées ses fameuses ferronneries, toujours visibles sur les portes de la façade principale. Il s'agit pourtant de reproductions réalisées au XIXe siècle, les originales ayant été détruites à la Révolution française. Il y a en hommage au serrurier-forgeron une rue Biscornet à Paris, près de la Bastille. Suivant une autre légende, les pentures des portails auraient été forgées par le diable lui-même dans les forges de l'enfer,.
Les pentures des deux portes (nord et sud) du transept qui dataient du Moyen Âge ont été remplacées au XVIIIe siècle par des pentures de style gothique tel qu'on l'imaginait à l'époque. Quant au portail du Jugement dernier, à la suite de l'intervention de Jacques-Germain Soufflot fin du XVIIIe siècle, les portes en furent remplacées par deux vantaux de bois adaptés aux nouvelles dimensions données à la porte à cette époque, et sculptés de deux effigies grandeur nature du Christ et de la Vierge. Eugène Viollet-le-Duc déposa les portes de Soufflot et reconstitua le portail tel qu'il était au Moyen Âge. Entre 1859 et 1867, le ferronnier d'art Pierre François Marie Boulanger effectua tous les travaux de serrurerie de la sacristie, il restaura les portails latéraux et réalisa les pentures du portail du Jugement dernier. Pour perpétuer le souvenir de ce travail et prouver que le diable n'y était pas intervenu, derrière chacune des pièces du milieu, il a gravé l'inscription suivante : « Ces ferrures ont été faites par Pierre-François Boulanger, serrurier, posées en août 1867, Napoléon III régnant, E. Viollet-le-Duc, architecte de Notre-Dame de Paris ».
Les bandes de ces pentures ont une largeur de 16 à 18 centimètres, sur une épaisseur de 2 centimètres environ. Elles sont composées de plusieurs bandes réunies et soudées de distance en distance au moyen d'embrasses (figure 2). Celles-ci non seulement ajoutent une grande résistance à l'ensemble, mais permettent de recouvrir les soudures des branches recourbées.

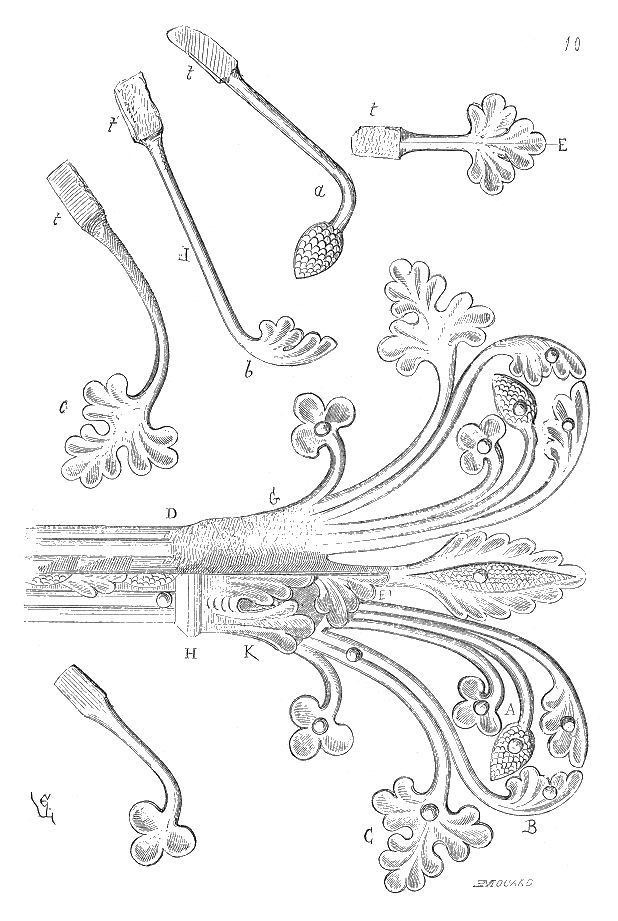
Figure 1 - L'artiste forge séparément chacune des brindilles pour les rassembler par après[156].
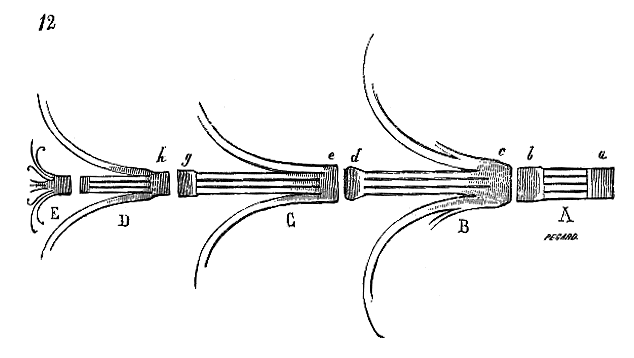
Figure 2 - Les cinq pièces principales de la penture inférieure de la porte Sainte-Anne[157].
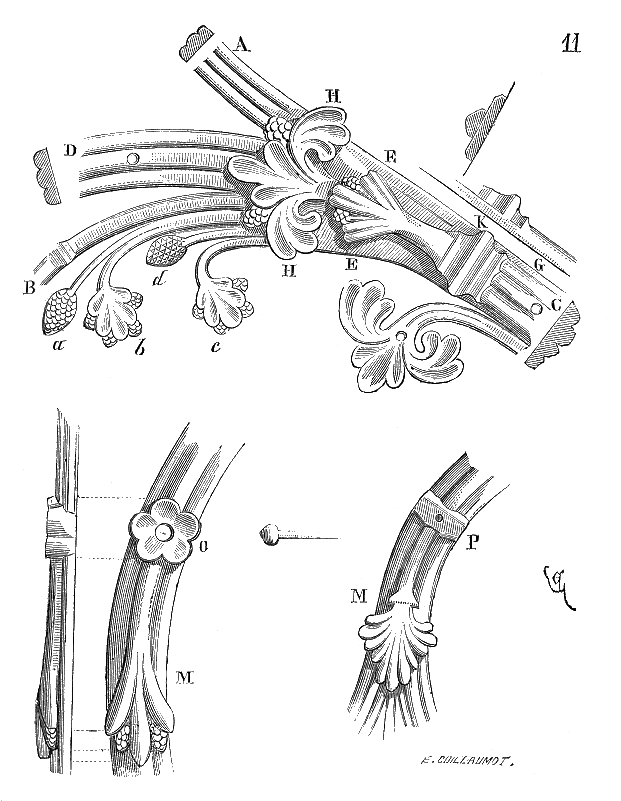
Figure 3 - Penture de la porte Sainte-Anne[158].

#### Toit et charpente

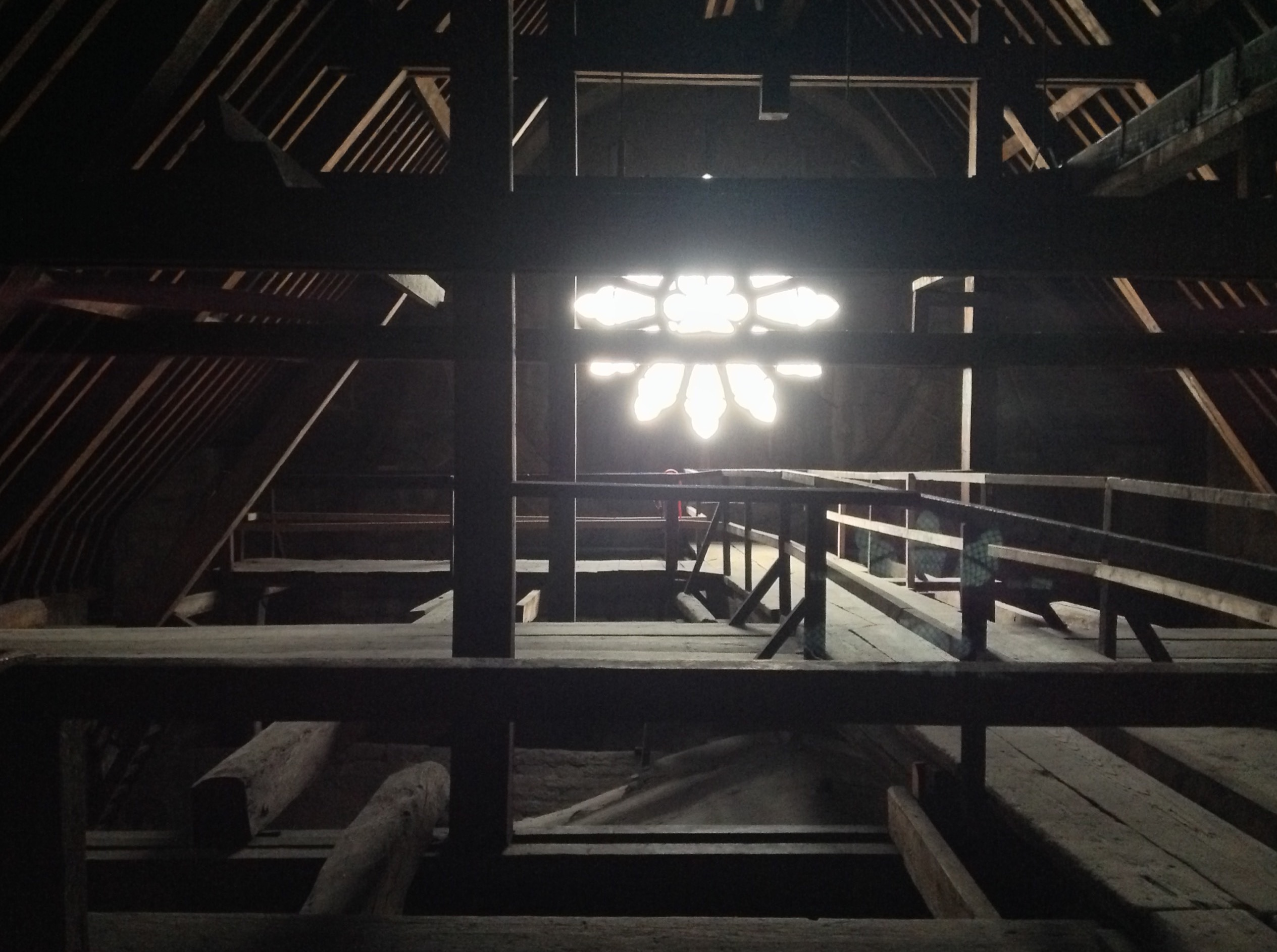
L'ancienne charpente, complètement détruite par l'incendie de 2019.

Dans son testament, Maurice de Sully laisse la somme de cinq mille deniers pour le toit de la cathédrale, qui n'était recouvert que de matériaux temporaires jusqu'à sa mort en 1196. Le toit est recouvert de 1 326 tuiles de plomb de 5 millimètres d'épaisseur. Chacune a dix pieds-du-roi de long sur trois de large (1 pied-du-roi = 32,484 centimètres et une toise = 6 pieds-du-roi). Le poids total en est évalué à 210 tonnes.
La toiture posée sur le chœur de la cathédrale de Maurice de Sully entre 1177 et 1182 et sur la nef entre 1196 et 1200 n'existe plus car le niveau des murs gouttereaux primitifs était inférieur au niveau actuel. Les murs gouttereaux ont été relevés de près de 3 mètres au début du XIIIe siècle, vers 1220 pour le chœur, 1230 pour la nef, comme le montre la différence d'appareil des constructions du XIIe et du XIIIe siècle.
Avec l'architecture gothique, la construction des ogives nécessite des toitures à forte pente. Celles de Notre-Dame de Paris sont de 55 °. Au moment de l'édification de la charpente, les gros troncs se font rares étant donné les défrichements de l'époque. Les charpentiers utilisent ainsi des bois à section plus réduite et donc plus légers, ce qui permet l'élévation des charpentes et l'accentuation de leur pente. Dans le chœur construit en premier, il existe une charpente antérieure avec des bois abattus vers 1160–1170. Cette première charpente a disparu, mais certaines de ses poutres sont réutilisées dans la seconde charpente, mise en place en 1220. À cette date, il est en effet procédé au rehaussement du mur gouttereau de 2,70 mètres dans le chœur, afin de le porter au même niveau que celui de la nef. Les fenêtres hautes ont également été agrandies.
Construite totalement en bois de chêne, la charpente est du style de l'époque de la construction de la cathédrale du premier tiers du XIIIe siècle (l'année 1220 est généralement retenue). Elle est familièrement appelée la « forêt de Notre-Dame ». Ses dimensions sont de 120 mètres de longueur, 13 mètres de largeur dans la nef, 40 mètres de longueur dans le transept et 10 mètres de hauteur. Au total, la charpente de bois a été constituée de 1 300 chênes, ce qui représente plus de 21 hectares de forêt.
À partir de 1843, les architectes Jean-Baptiste Antoine Lassus puis Eugène Viollet-le-Duc reprennent la toiture, qui n'avait plus été entretenue depuis Louis XVI. D'une part, ils consolident et restructurent la charpente. D'autre part, ils renouvellent complètement les techniques des toitures en plomb, en utilisant des tasseaux à chanfreins très inclinés supportant les plaques de plomb maintenues par des agrafes sur un plancher de sapin (dit voligeage) porté par la charpente. Pour permettre une meilleure étanchéité, ils font souder les plombs à la chaleur.
La charpente est complètement détruite par l'incendie de 2019 alors qu'elle n'avait pas connu d'incendie majeur jusque-là.

#### Gargouilles et chimères

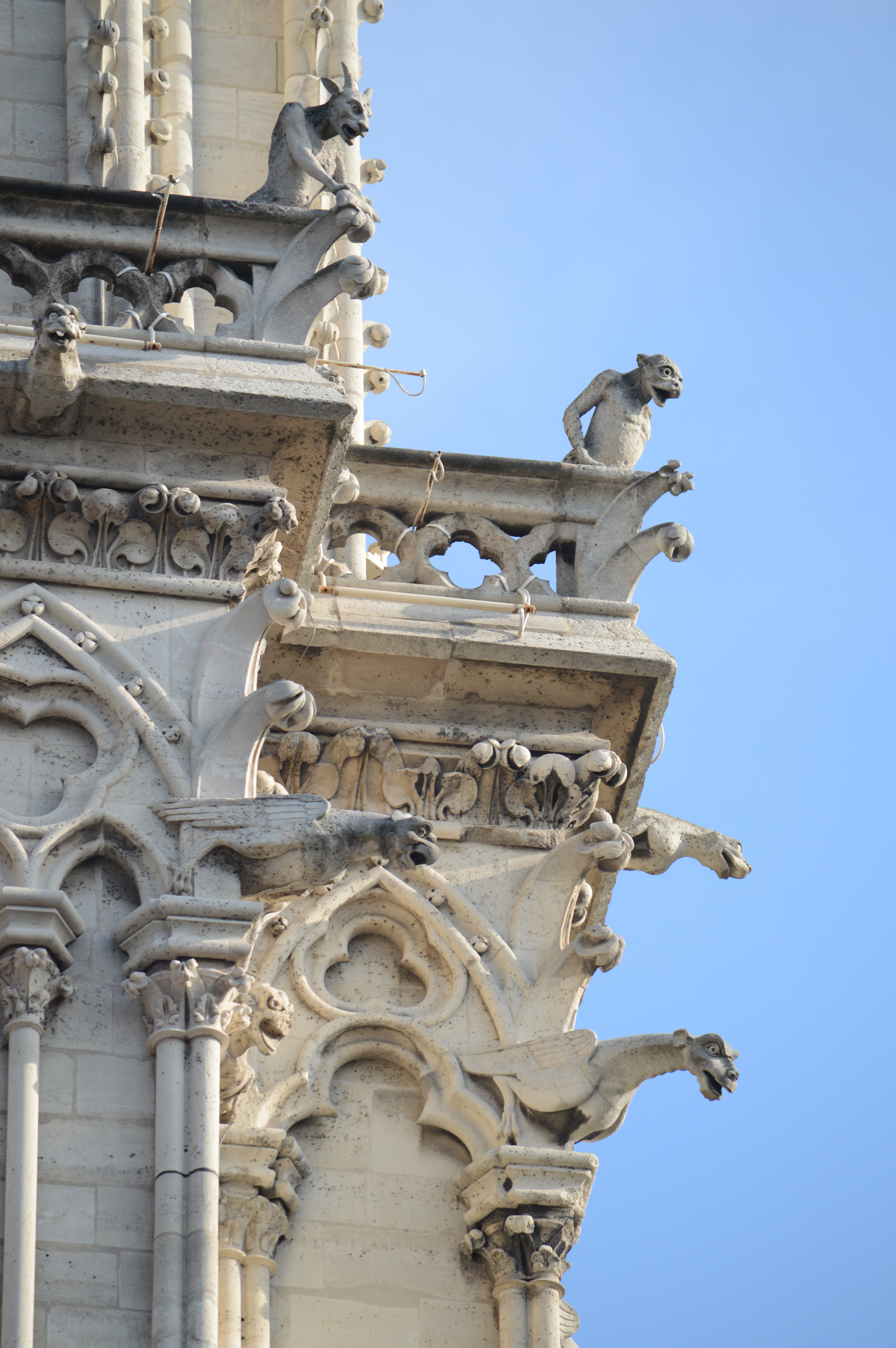
Chimères et gargouilles de la Galerie des chimères, à l'angle sud-ouest.

##### Gargouilles du Moyen Âge

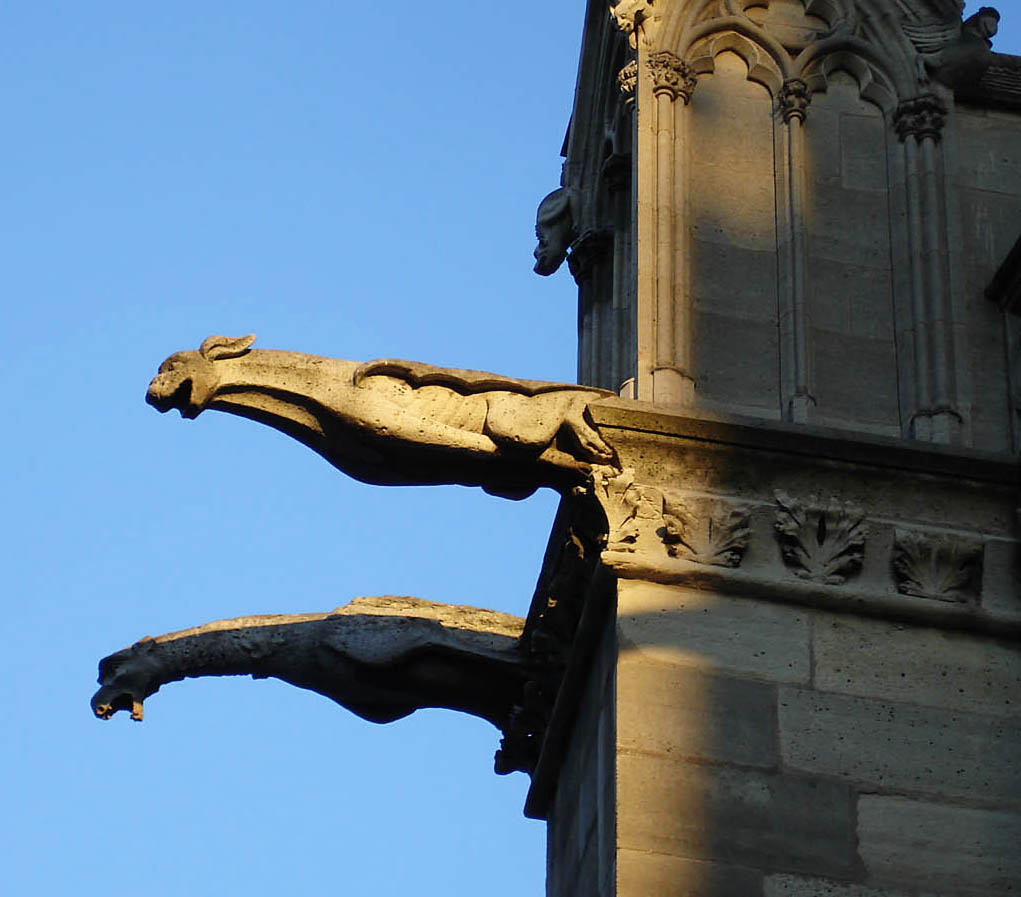
Gargouilles du sommet d'un arc-boutant du chœur, côté nord.

Les gargouilles ont été mises en place à l'extrémité des gouttières pour évacuer l'eau de pluie de la toiture et ne désignent que les extrémités des conduits d'écoulement des eaux. Comme elles dépassent dans le vide, les masses d'eau parfois impressionnantes des averses sont rejetées loin des murs de la cathédrale qui ainsi ne s'abîment pas. Elles ont souvent la forme d'animaux fantastiques, voire effrayants. Elles datent du Moyen Âge. Des gargouilles se trouvent notamment au niveau des grands arcs-boutants du chœur. Le système d'écoulement des eaux du toit de l'abside se termine par une canalisation sur le sommet des arcs-boutants puis par de longues gargouilles.

##### Chimères de Viollet-le-Duc

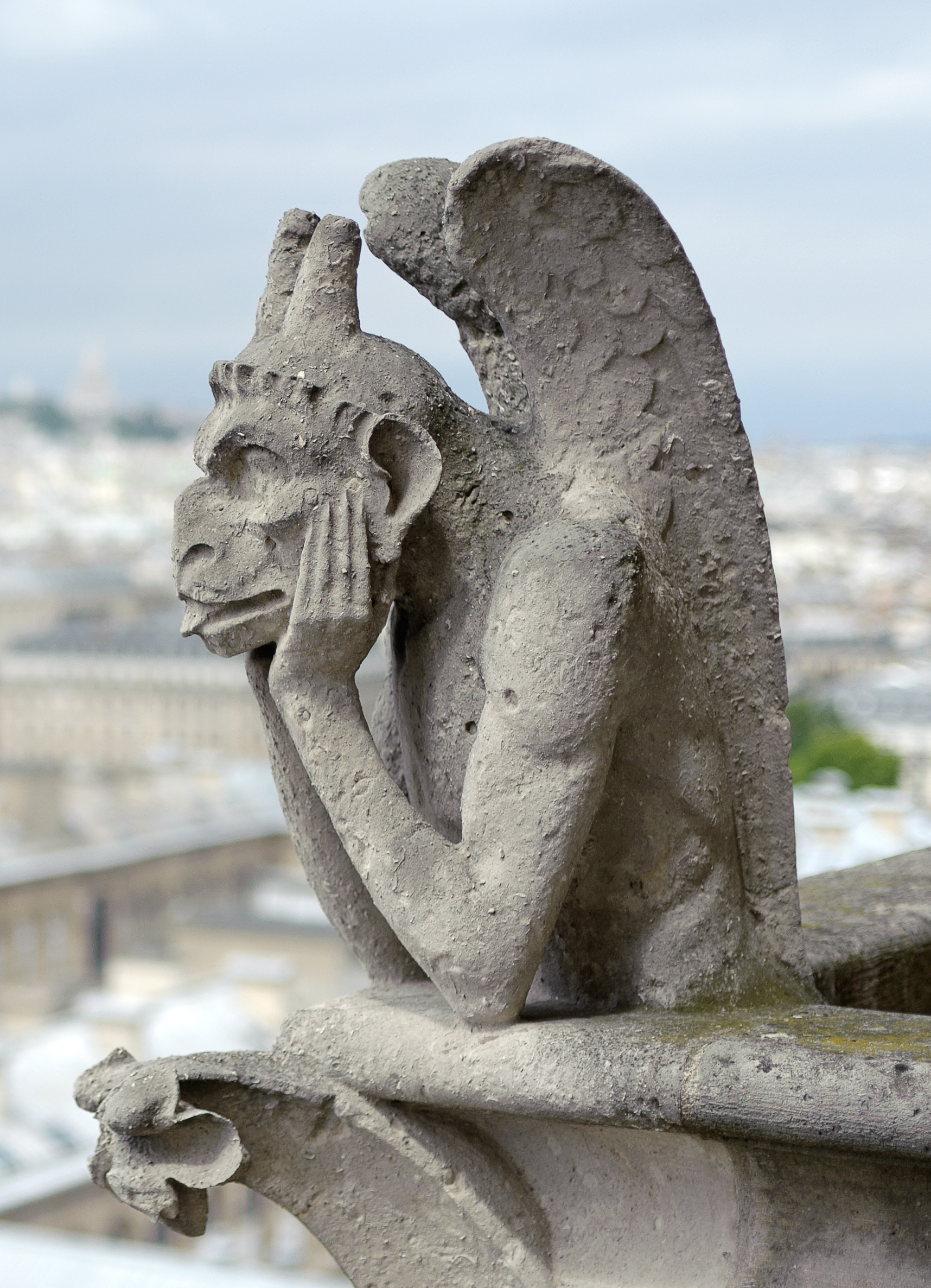
La célèbre Stryge de Notre-Dame.

Les chimères sont ces statues fantastiques situées en haut de l'édifice, au sommet de la façade : la Galerie des chimères. Tous les angles de cette balustrade servent de support ou de perchoir à des démons, des monstres et des oiseaux fantastiques. Ces éléments n'existaient pas au Moyen Âge et ont été ajoutés par Viollet-le-Duc dans un style néogothique au XIXe siècle.

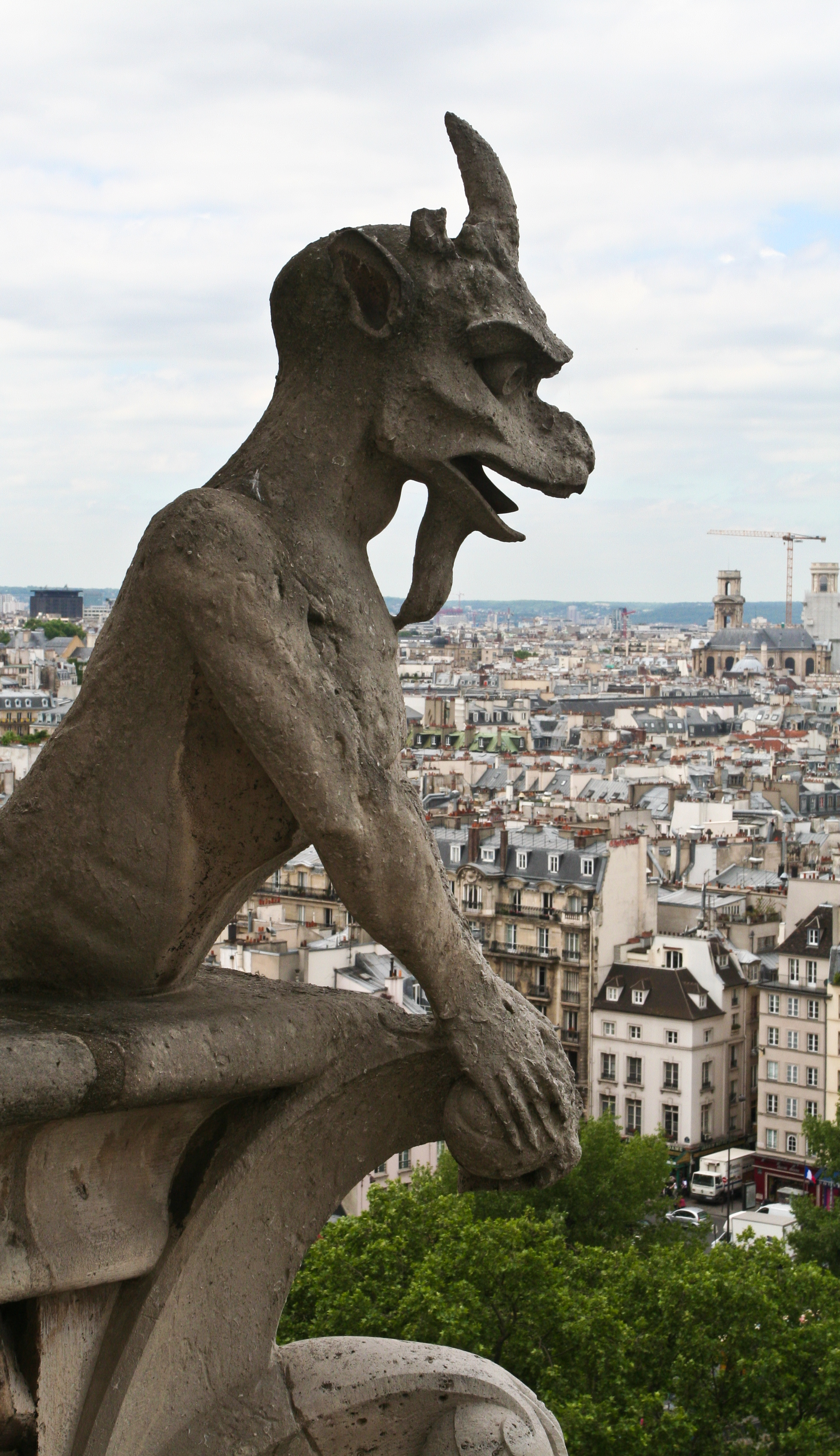
Le Diable.
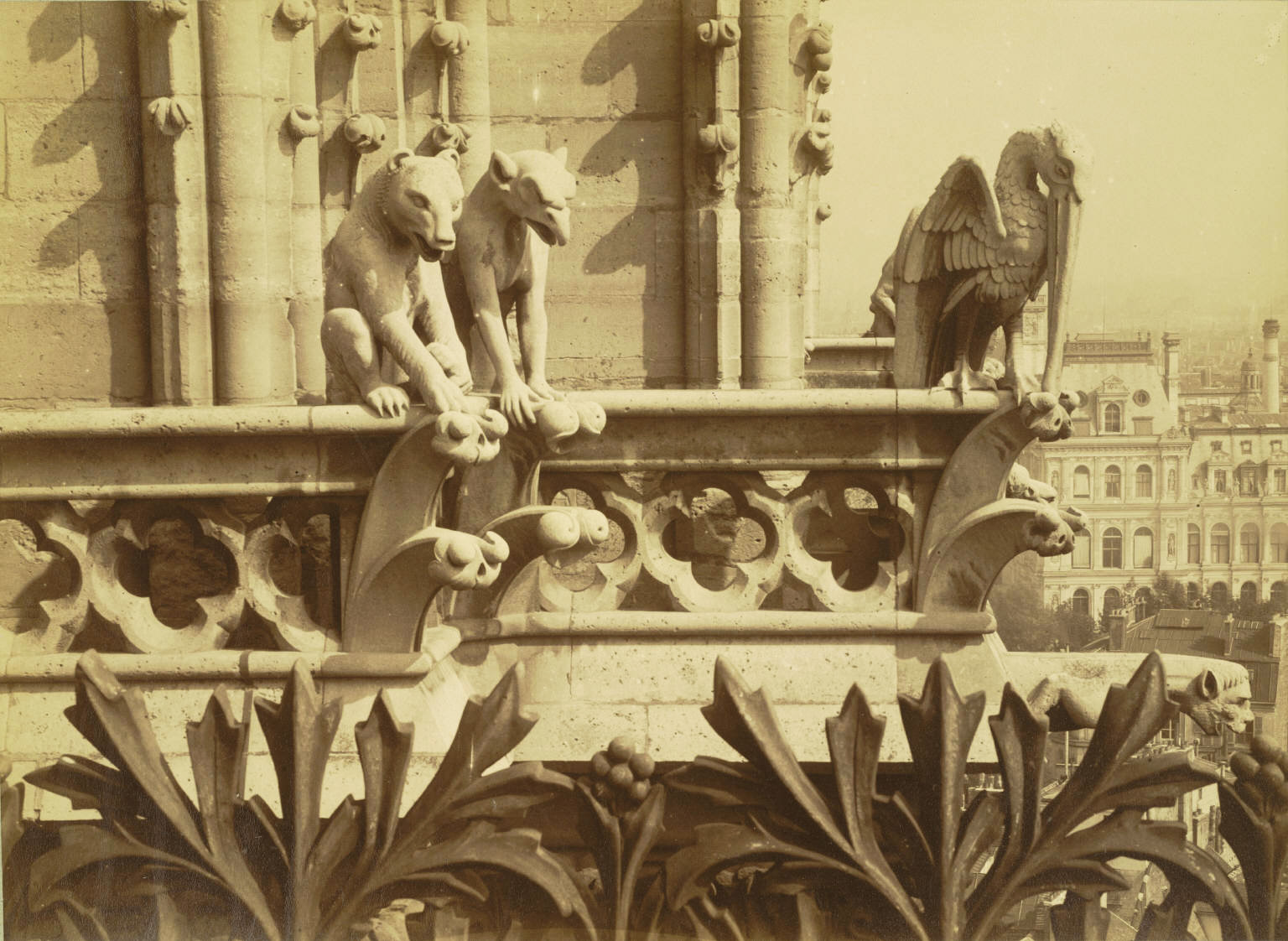
Les chimères vers 1865.
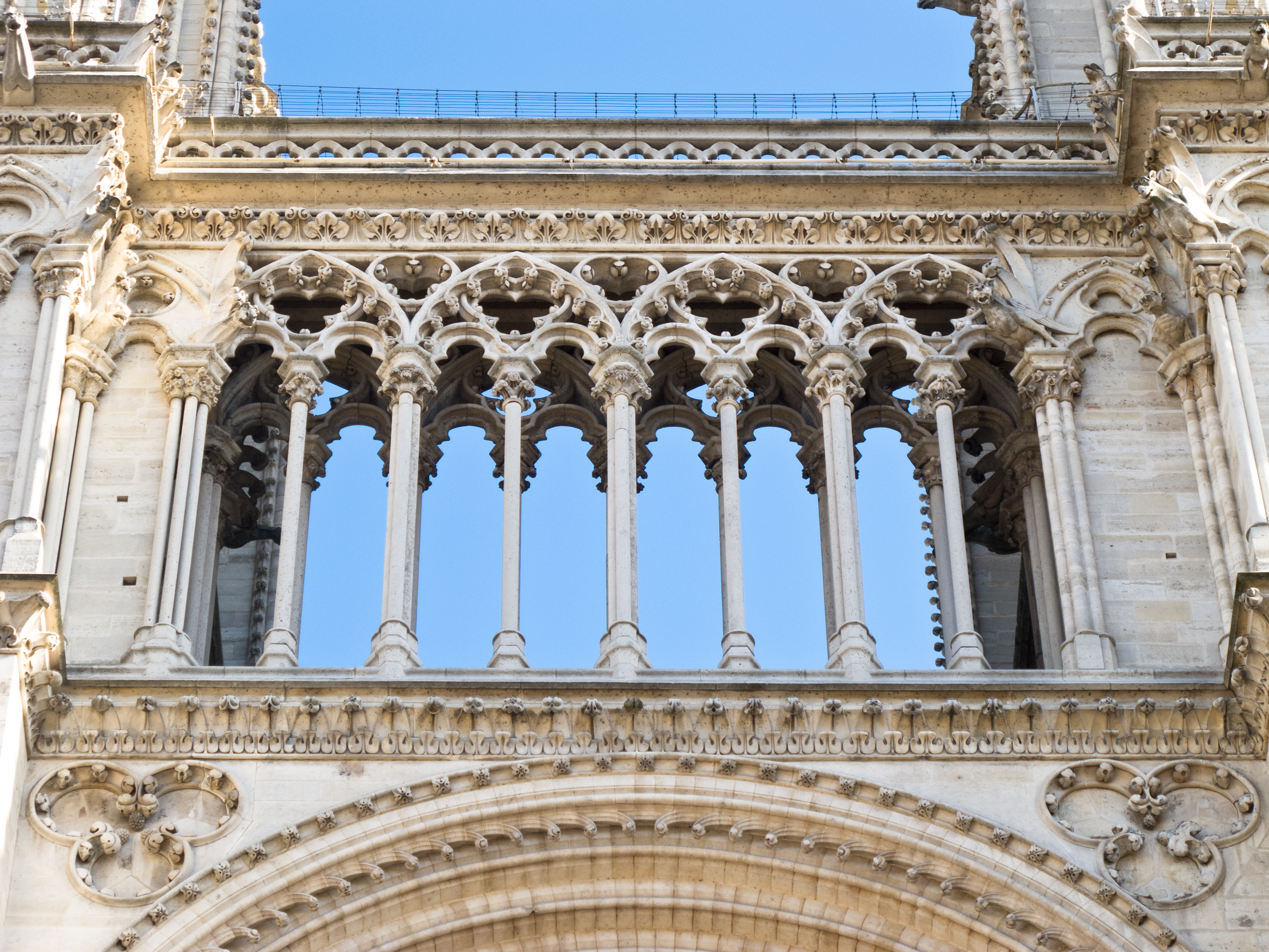
La Galerie des chimères, façade ouest.

#### Flèche

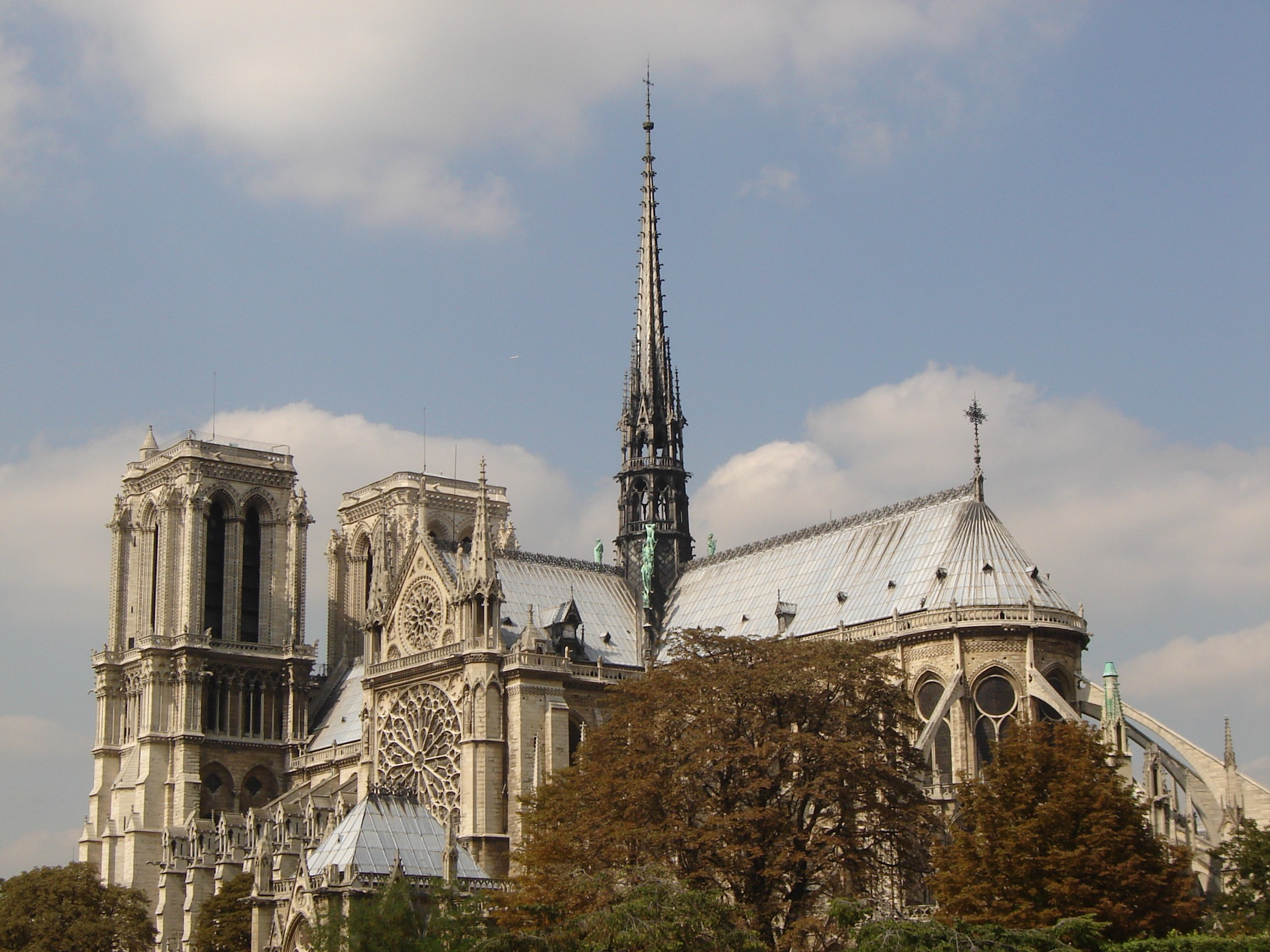
La flèche de Notre-Dame en 2006. Faite d'environ 500 t de bois et 250 t de plomb, elle culmine à 96 m.

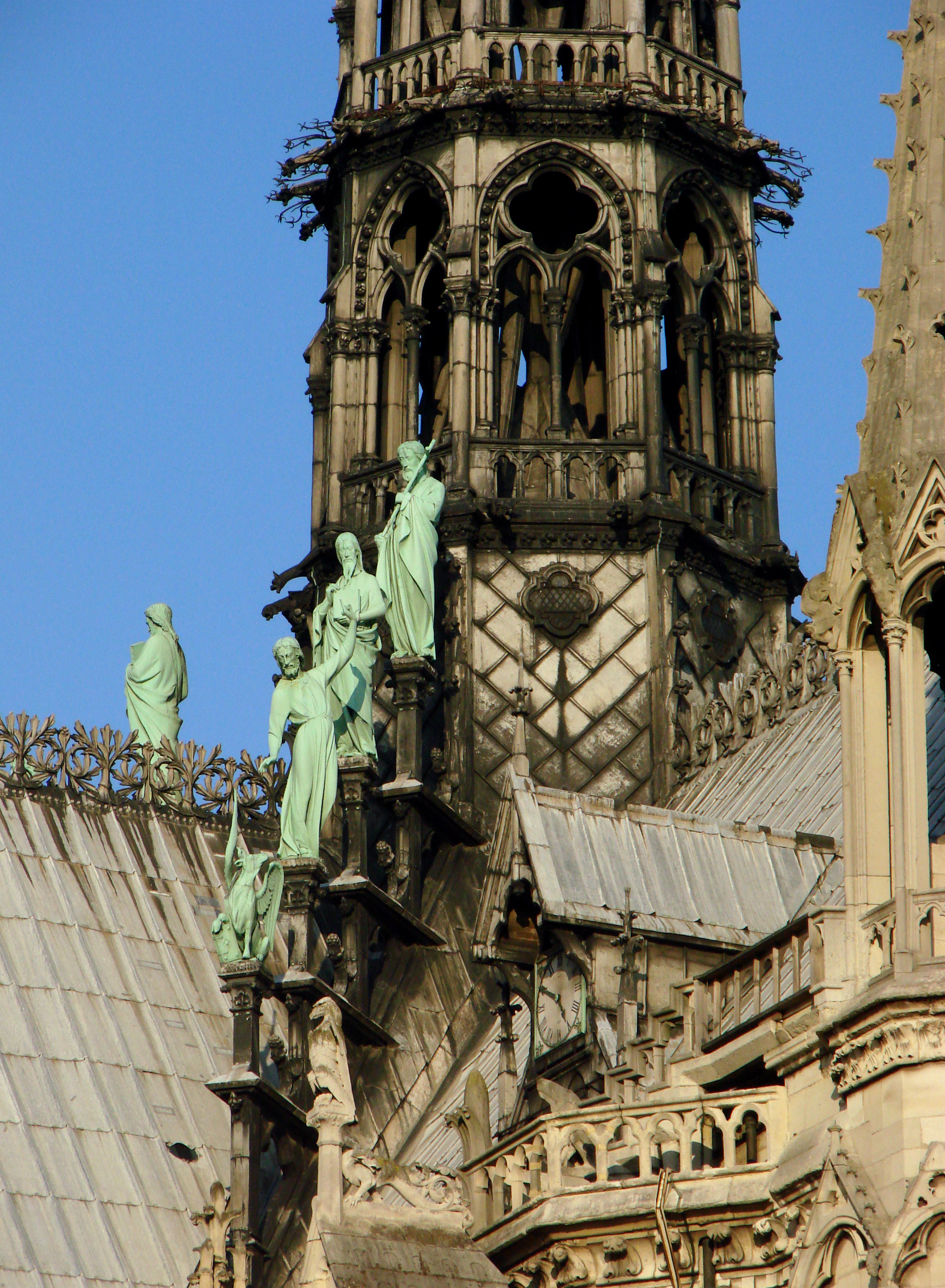
La base de la flèche de Notre-Dame est entourée de quatre groupes de statues de trois apôtres chacun, œuvres du sculpteur Adolphe-Victor Geoffroy-Dechaume. Ce groupe-ci, situé au nord-est, est composé de saint Luc, précédé de son taureau symbolique et suivi de deux apôtres.

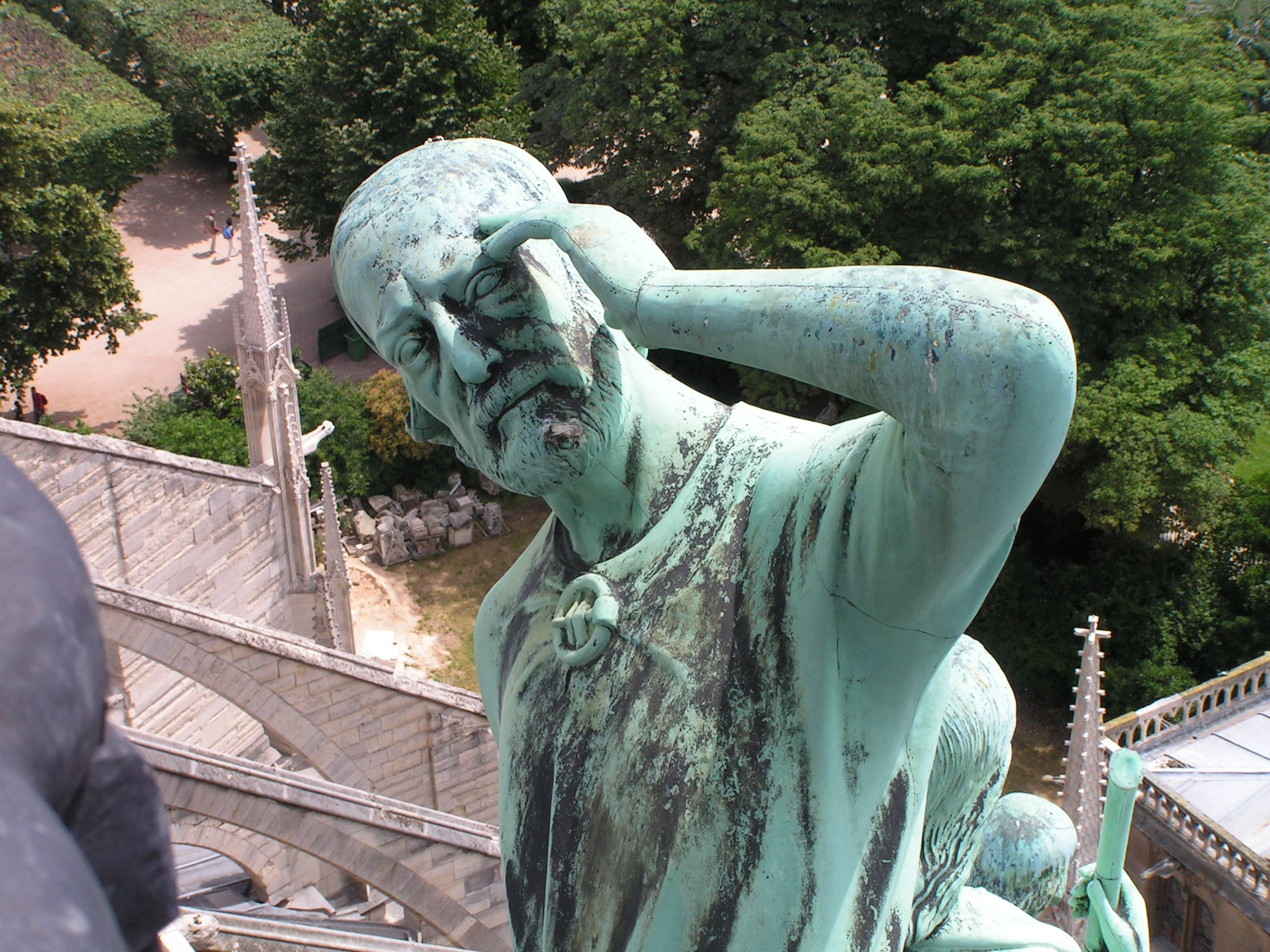
Saint Thomas représenté sous les traits d'Eugène Viollet-le-Duc.

La première flèche fut construite au-dessus de la croisée du transept au milieu du XIIIe siècle, vers 1250,,. Des constructions aussi hautes souffrent du vent qui plie et affaiblit leurs structures : la flèche fut lentement déformée et les solives se faussèrent. Afin d'éviter tout risque d'effondrement, elle fut démontée entre 1786 et 1792, après plus de cinq siècles d'existence.
La cathédrale resta sans flèche jusqu'à la restauration dirigée par Viollet-le-Duc et réalisée par les Ateliers Monduit au milieu du XIXe siècle. Cette nouvelle flèche, faite de chêne recouvert de plomb, pesait 750 tonnes ; elle s'effondra le 15 avril 2019 lors de l'incendie de la cathédrale.
La flèche était gardée par les statues des Douze Apôtres et des quatre évangélistes, réalisées en cuivre repoussé. Lors de l'incendie de 2019, les statues n'étaient plus en place car elles avaient été déposées quelques jours auparavant, pour des travaux de restauration.
Ces statues sont l'œuvre de Adolphe-Victor Geoffroy-Dechaume et constituent un ensemble en harmonie avec l'esprit du XIIIe siècle. Les apôtres sont tous tournés vers Paris, excepté l'un d'eux, saint Thomas patron des architectes, qui se retourne vers la flèche. Celui-ci a les traits de Eugène Viollet-le-Duc, l'architecte de la flèche se retournant comme pour contempler une dernière fois son œuvre.
Enfin, le coq situé au sommet de la flèche contenait trois reliques : une petite parcelle de la Sainte Couronne, une relique de saint Denis de Paris et une de sainte Geneviève de Paris. Ces reliques furent placées à cet endroit en 1935, au temps du cardinal Jean Verdier.
Cette seconde flèche brûle et s'effondre lors de l'incendie du 15 avril 2019, excepté le coq et ses reliques qui ont été récupérés en dehors de la zone de l'incendie.

### Intérieur

#### Nef

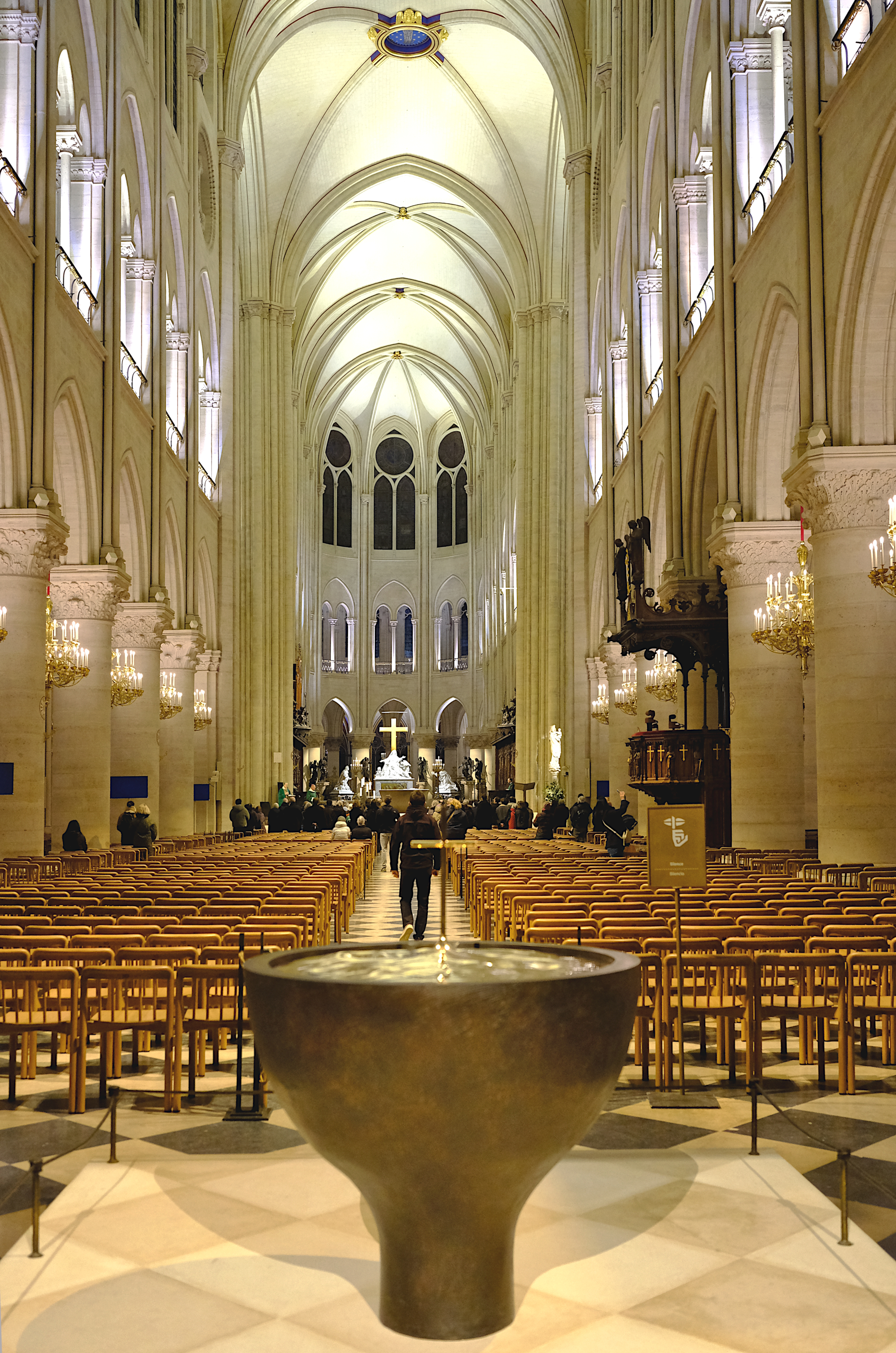
Nef en 2025.

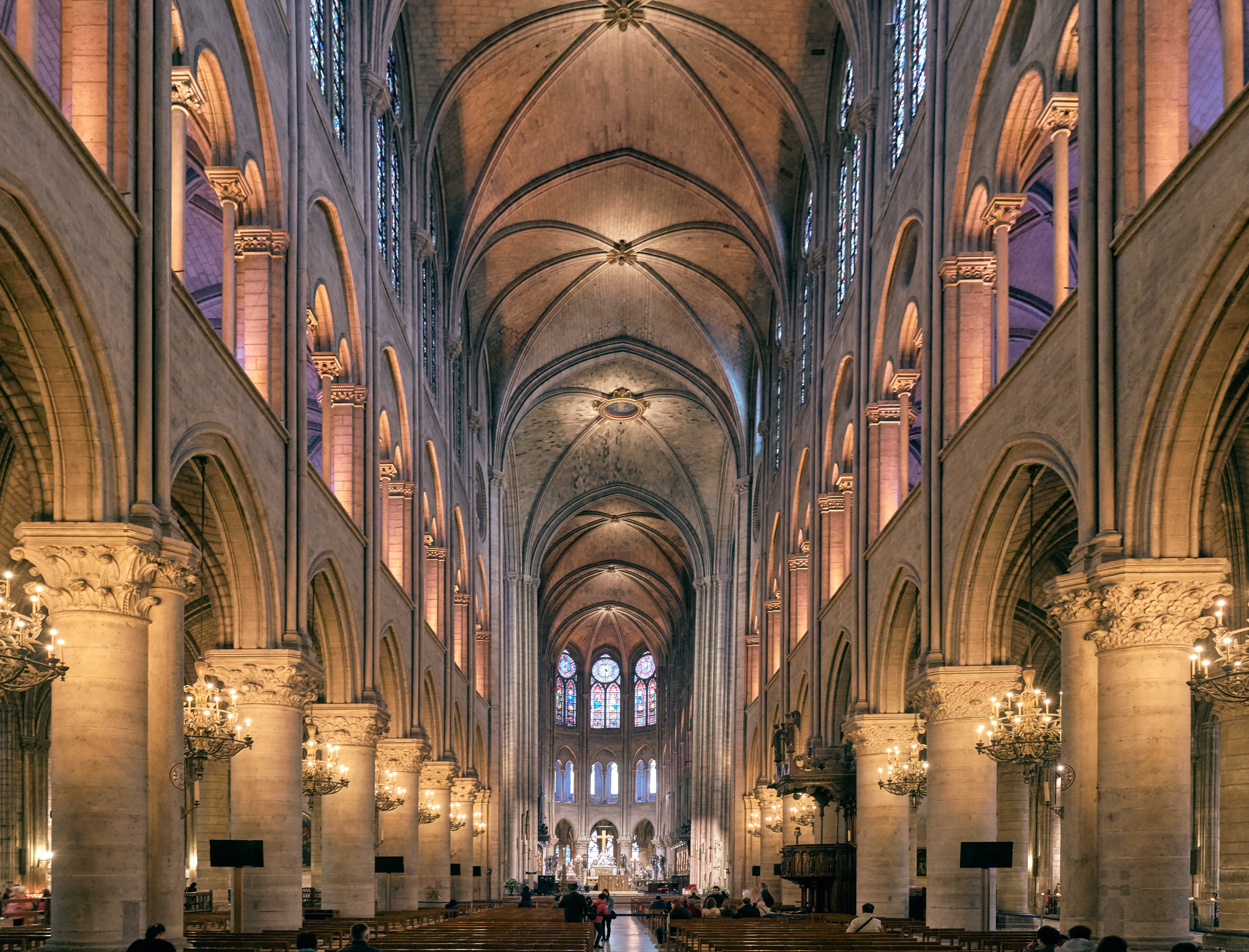
Nef vue d'ouest en est.

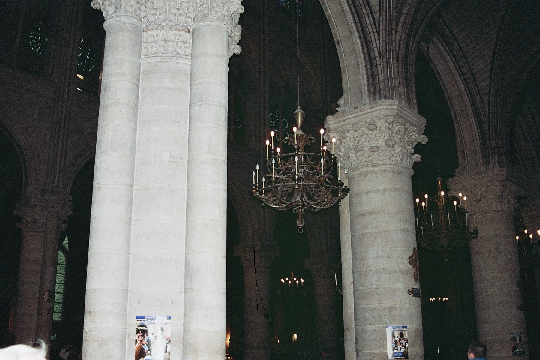
Vue des trois premières colonnes bordant la nef au sud (droite). La troisième (à droite sur la photo) est parfaitement cylindrique, la seconde (au centre) comporte une colonne engagée, la première (à gauche) en comporte quatre et répond de ce fait au modèle de la cathédrale Notre-Dame de Chartres.

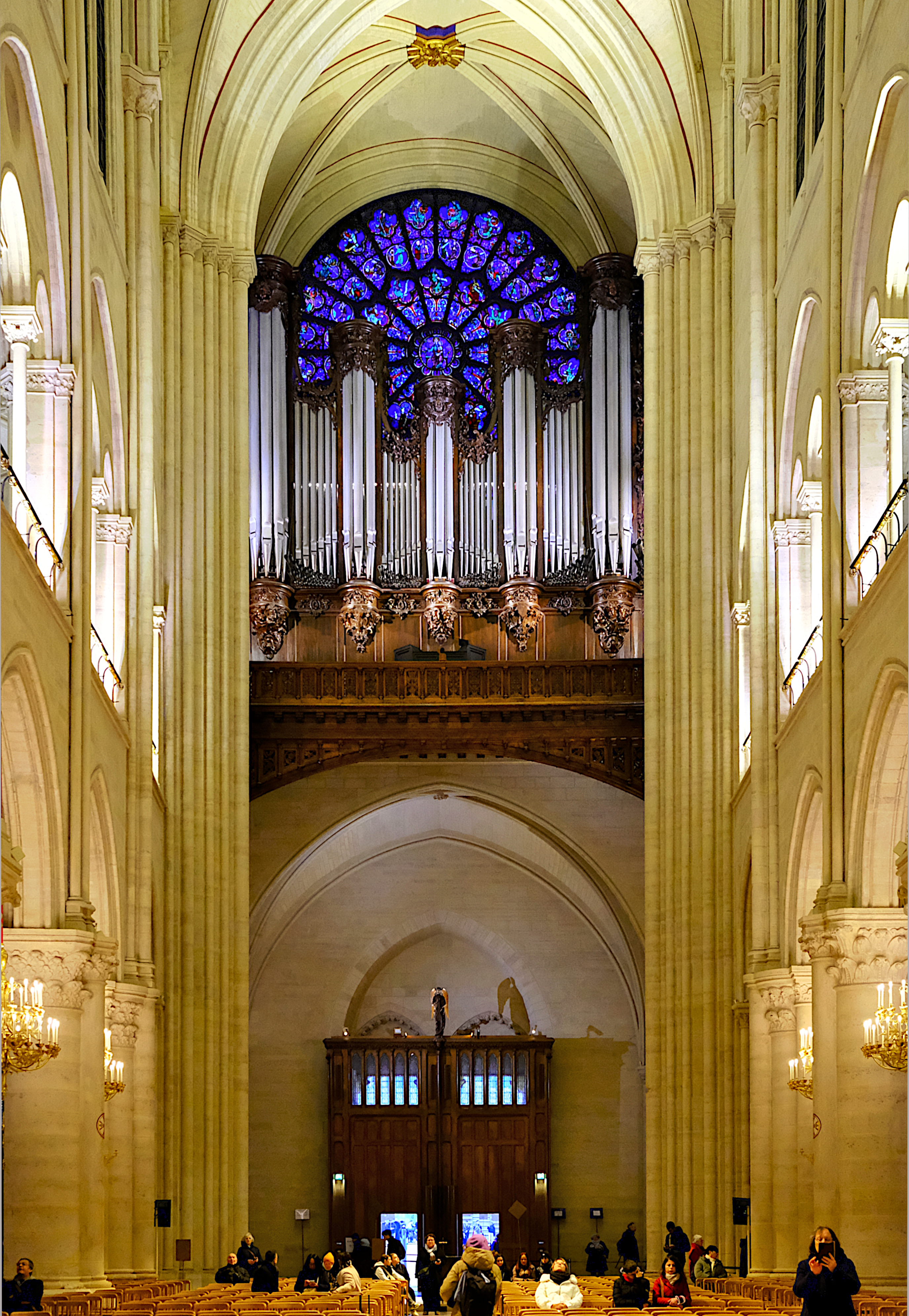
Nef et orgue.

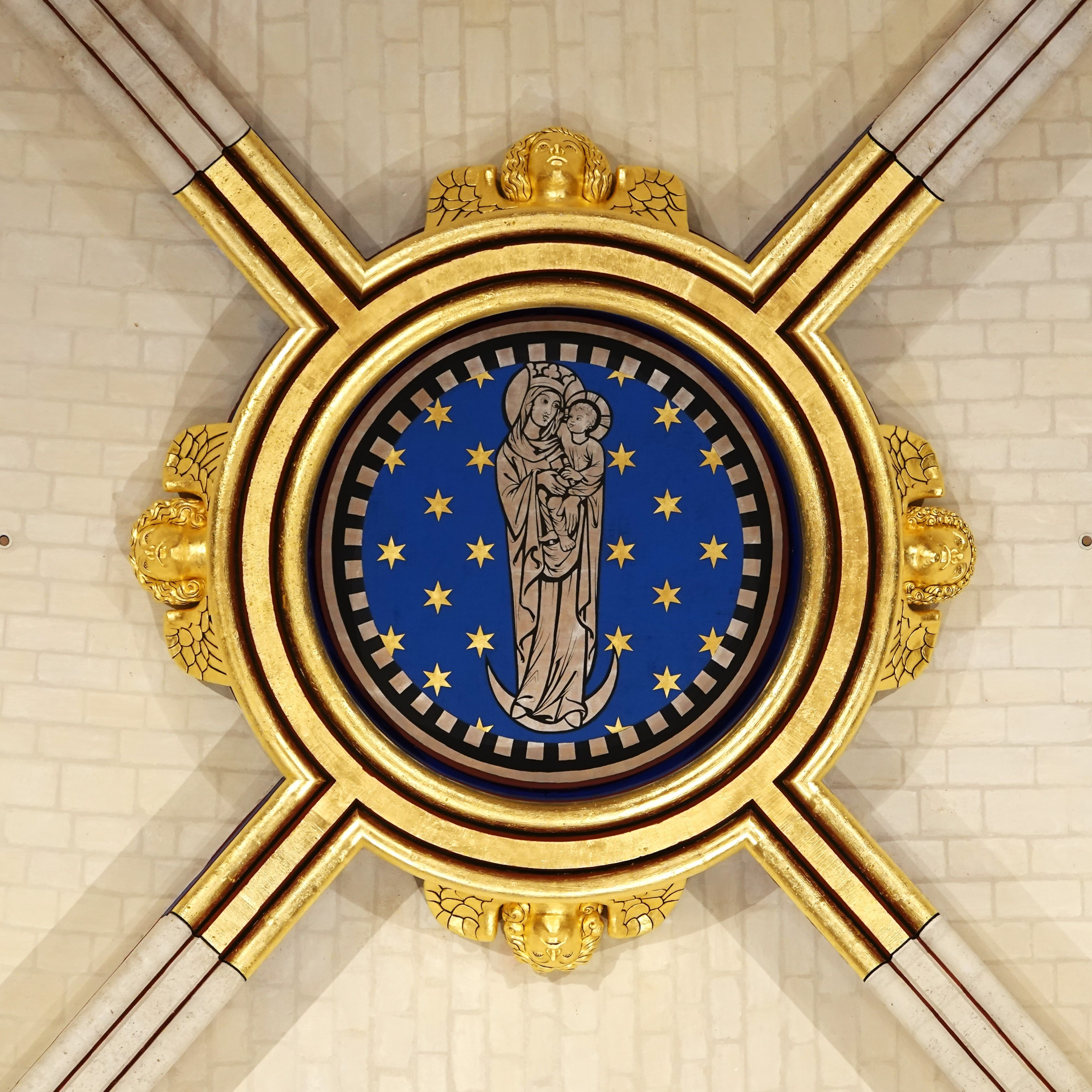
Clé de voute centrale, 2024.

La nef se compose d'une sorte d'« avant-nef » ou narthex de deux travées situées sous et entre les tours, suivies de huit autres travées. Le vaisseau central d'une largeur de 12 mètres entre les axes des colonnes est bordé de deux collatéraux à voûtes quadripartites tant au nord qu'au sud, soit un total de cinq vaisseaux pour seulement trois portails, ce qui est exceptionnel. Deux rangées de sept chapelles latérales, construites entre les arcs-boutants du vaisseau s'ouvrent, de la quatrième à la dixième travée, sur les collatéraux extérieurs. L'élévation est à trois niveaux. Le premier est constitué des grandes arcades ouvrant sur les collatéraux intérieurs. Le second correspond à une tribune à claire-voie ouvrant sur la nef par des baies composées de trois arcades, lesquelles reposent sur de fines colonnettes. Au-dessus de ces arcades, les remplages de ces baies sont pleins. Les tribunes sont garnies de petites roses. Enfin, le troisième niveau est celui des fenêtres hautes qui comportent deux lancettes surmontées d'un oculus.
Les 14 chapelles latérales sont éclairées par des fenêtres à quatre lancettes, groupées par deux et surmontées de trois oculi polylobés. D'une part, la tribune étant profonde et les vitraux de sa claire-voie très sombres, et d'autre part, les fenêtres des chapelles collatérales étant fort éloignées du vaisseau central, l'éclairage de la nef repose essentiellement sur les fenêtres hautes et est de ce fait assez faible. La nef présente plusieurs irrégularités. La première travée est plus étroite que les autres ; il en résulte que la tribune n'y a que deux arcades tandis que la fenêtre haute est une baie simple. De plus elle ne possède pas de chapelle latérale. La dernière travée a une élévation à quatre niveaux, due à Viollet-le-Duc : la fenêtre haute est plus courte, et dans l'espace ainsi formé entre fenêtre haute et niveau des tribunes, on a introduit un oculus dentelé en forme de roue. Une telle structure est analogue à celle du transept voisin. Le chœur, situé plein Est, est très légèrement désaxé sur la gauche par rapport à la nef centrale, ce qui symbolise selon la tradition la tête affaissée du Christ sur la croix.
Autre irrégularité : les colonnes. Entre les piles massives de la croisée et les imposants piliers qui soutiennent l'angle intérieur des deux tours, le vaisseau central est bordé de deux groupes de sept colonnes. Le plan primitif prévoyait des colonnes tout à fait cylindriques analogues à celles du chœur. C'est ce qui fut réalisé à la fin du XIIe siècle pour les cinq paires de colonnes orientales (les plus proches du transept). Par contre, les deux paires de colonnes occidentales élevées aux environs de 1220 s'écartent de ce schéma. L'architecte de l'époque abandonna la colonne cylindrique, une des caractéristiques fondamentales de Notre-Dame, pour se rapprocher du modèle chartrain (lié à la cathédrale Notre-Dame de Chartres). Il évita cependant que cette différence ne parût trop brutale. Ainsi, il ajouta aux deuxièmes colonnes une seule colonnette engagée, pour faire transition avec les premières colonnes qui en possèdent quatre.
Le revers de la façade est occupé par une tribune d'orgue qui précède la rosace et en masque la partie inférieure. Celle-ci est consacrée à la Vierge, entourée des prophètes, des vices et des vertus, des travaux des mois et des signes du zodiaque. Cette rose a été en grande partie refaite par Viollet-le-Duc au XIXe siècle. Jusqu'au XIXe siècle, la nef est vide de bancs, les laïcs déambulant pendant les liturgies. Elle est par contre chargée de nombreux autels et pupitres, de statues, de tombeaux et cénotaphes, de tableaux et tapisseries couvrant les parois ou suspendues entre les arcades.
En 1965, les fenêtres hautes de la nef et les roses des tribunes ont enfin été garnies de vitraux colorés remplaçant les verres gris et ternes implantés par les chanoines au XVIIIe siècle. Non figuratifs, ils sont l'œuvre de Jacques Le Chevallier qui a utilisé les produits et couleurs du Moyen Âge. L'ensemble est à dominante rouge et bleue.

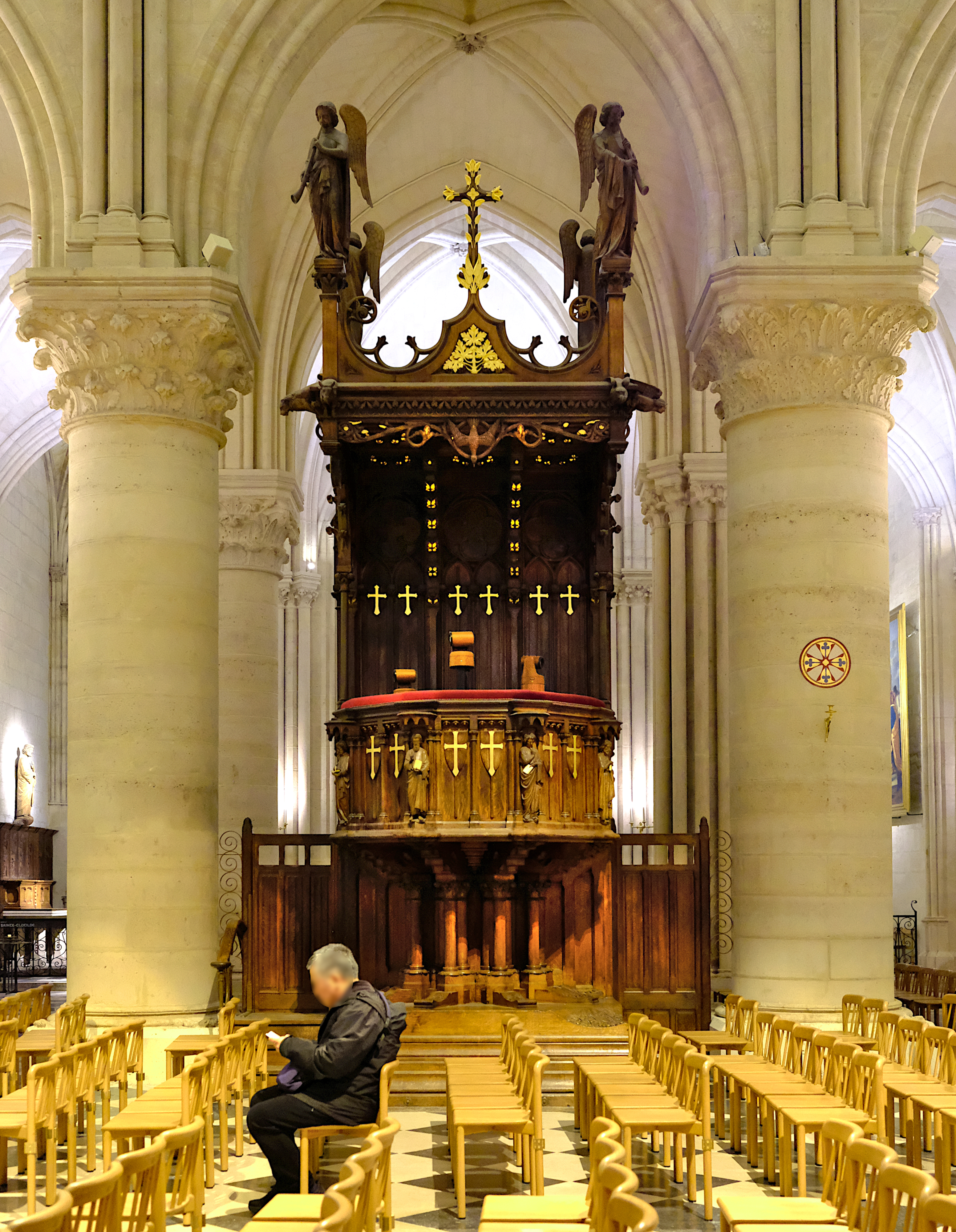
La chaire en février 2025.
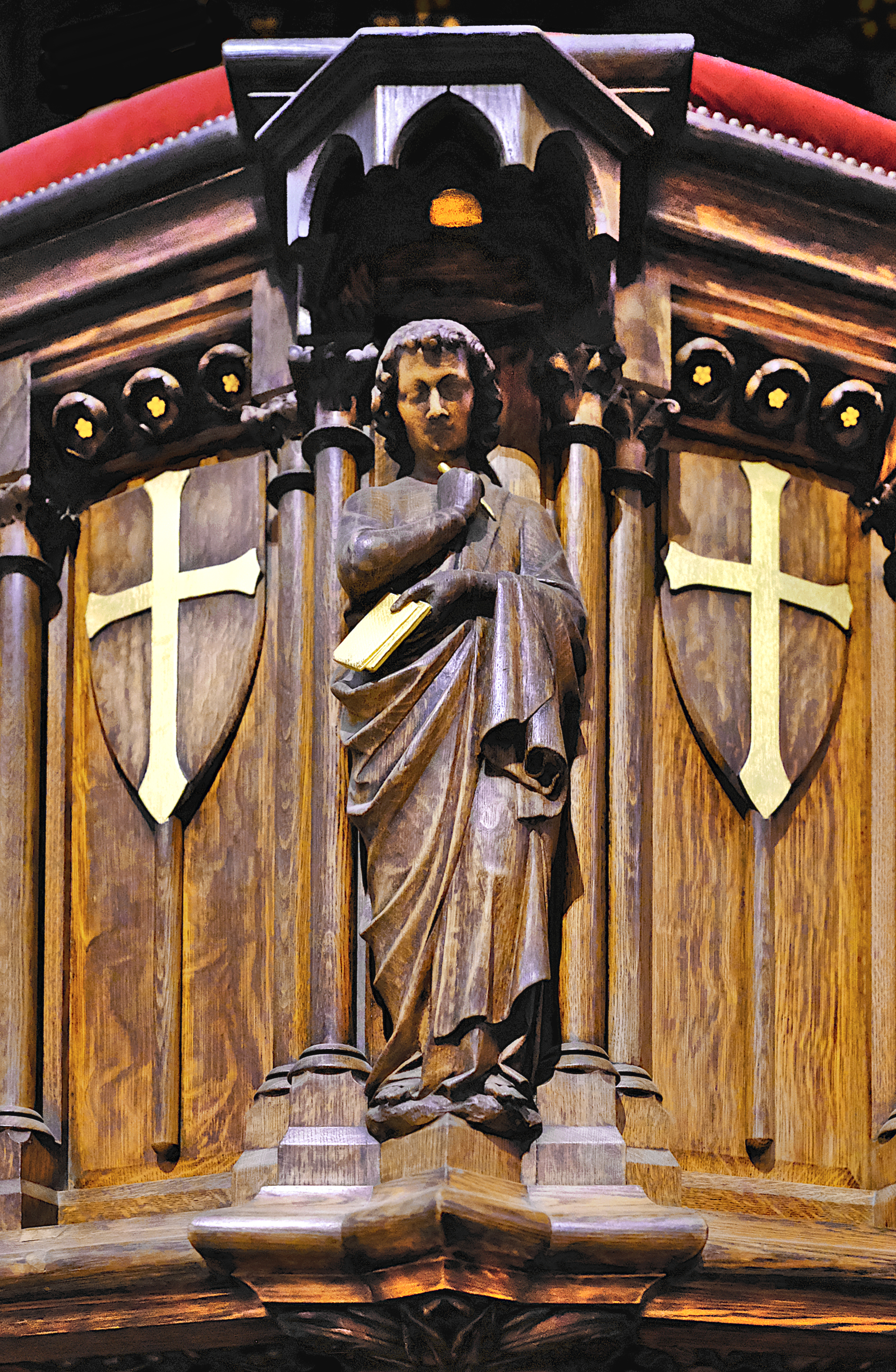
Détail.

Robert Fournier, chanoine de Notre-Dame, fut inhumé au milieu de la nef en 1629.

##### Mays des Orfèvres

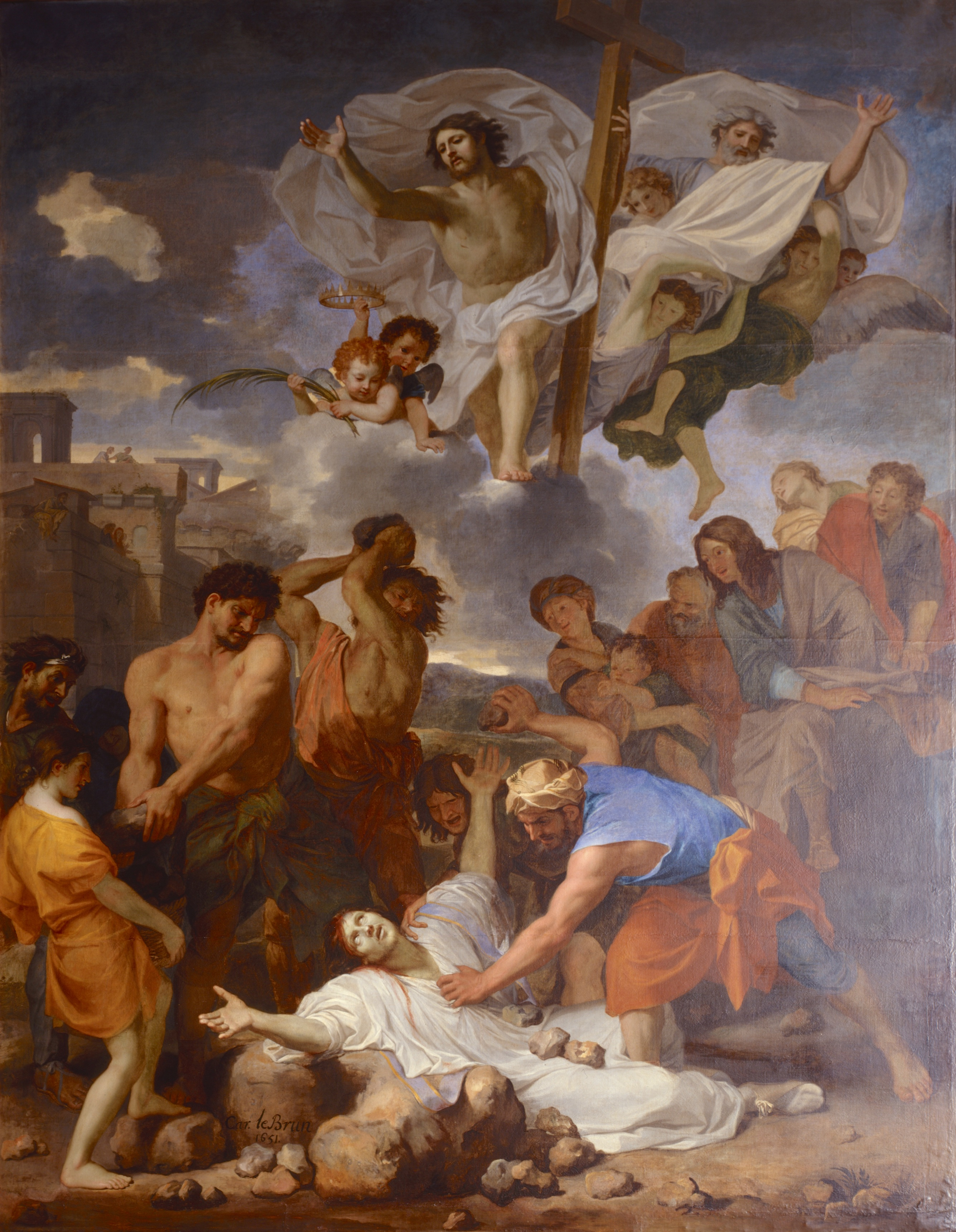
La lapidation de Saint Étienne, œuvre de Charles Le Brun orne la première chapelle droite de la nef. C'est le may de 1651.

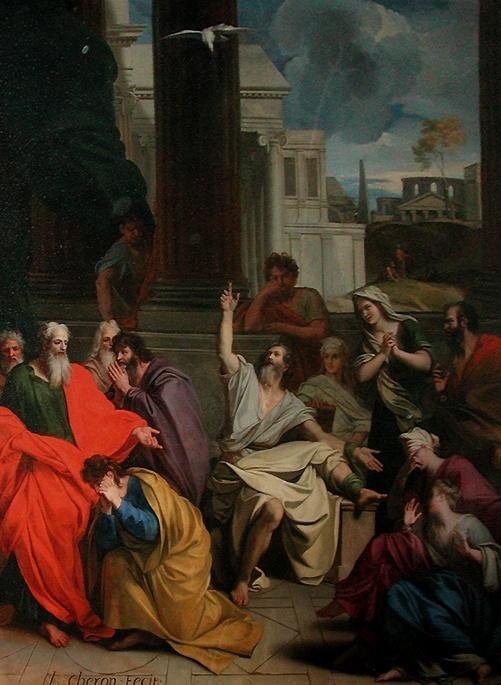
Le prophète Agabus prédisant à saint Paul ses souffrances à Jérusalem, peinture de Louis Chéron (1660–1713) - Cinquième chapelle latérale nord de la nef.

On appelle Mays à Notre-Dame une série de 76 tableaux offerts à la cathédrale par la confrérie des Orfèvres, presque chaque année à la date du premier mai (d'où leur nom), en hommage à la Vierge Marie, et ce de 1630 à 1707. Les orfèvres avaient de longue date leur propre chapelle au sein du sanctuaire. En 1449, fut instituée par la confrérie des Orfèvres de Paris la tradition de l'Offrande du May à Notre-Dame de Paris. Cette tradition prit différentes formes au fil du temps. Au XVe siècle, il s'agissait d'un arbre, décoré de rubans que l'on dressait devant le maître-autel en signe de piété mariale. Puis la tradition évolua vers le don d'une espèce de tabernacle auquel étaient accrochés des poèmes. À partir de 1533, on accrocha aussi des petits tableaux se rapportant à la vie de la Vierge. On les appelle « les petits mays ». En 1630 enfin, en accord avec le chapitre de religieux, les petits mays furent remplacés par les grands mays. C'étaient de grands tableaux d'environ 3,5 sur 2,5 m de dimension.
Ces Mays étaient commandés à des peintres d'Histoire de renom, qui devaient soumettre leurs esquisses aux chanoines de la cathédrale. Parmi eux, on compte notamment Aubin Vouet, Jacques Blanchard, Laurent de La Hyre, Sébastien Bourdon, Charles Le Brun, Eustache Le Sueur ou encore Noël Coypel. Après la fondation de l'Académie royale de peinture et de sculpture, en 1648, les artistes choisis étaient tous membres ou proches de cette dernière. Ces commandes devinrent rapidement une forme de concours de peinture religieuse. Leur sujet était généralement pris dans les Actes des Apôtres, comme La Prédication de saint Paul à Éphèse d'Eustache Le Sueur en 1649. Après les avoir exposés sur le parvis, on les accrochait au niveau des arcades de la nef ou du chœur (ceux peints sous Louis XIII et Anne d'Autriche sur la partie haute des murs de la travée, ceux sous Louis XIV dans la nef ; les moins importants sont installés dans les chapelles). Pour les peintres, c'était une grande promotion de voir ainsi exposée l'une de leurs œuvres, témoignage de leur savoir-faire. Cela leur permettait également de recevoir de nouvelles commandes.
Ayant une visée didactique à destination des fidèles, les mays s'ancrent dans le contexte de la reconquête des âmes de la Contre-Réforme catholique.
Au début du XVIIIe siècle, la confrérie des Orfèvres éprouva de grandes difficultés financières à la suite de l'état désastreux de la France à cette époque et aux réformes de Jean-Baptiste Colbert, et ce fut la fin de cette tradition. Le dernier May, peint par Jacques Courtin, est offert en 1707.
Les Mays furent dispersés à la Révolution française et beaucoup disparurent. Récupérés ensuite, ils embarrassèrent au XIXe siècle le restaurateur Viollet-le-Duc qui, orienté vers la pureté de l'art gothique, n'avait que faire de cette encombrante décoration baroque ou classique. Certains sont entreposés au musée du Louvre, d'autres dans quelques églises ou dans divers musées français (notamment le musée des Beaux-Arts d'Arras, qui en conserve quatorze, le musée des Beaux-Arts de Rouen, ou encore le musée des Augustins de Toulouse). Un se trouve en Angleterre. Il en reste une cinquantaine actuellement. Deux furent détruits en 1870 et en 1944. D'autres ont été retrouvés (par exemple le may de 1680 en 2007 et le may de 1698 en 2021). Les plus importants furent récupérés par la cathédrale et ornent aujourd'hui les chapelles latérales de la nef de Notre-Dame. En 2019, treize y étaient accrochés ; retirés puis examinés après l'incendie survenu en avril, ils n'ont pas été gravement endommagés.

##### Chapelles latérales sud

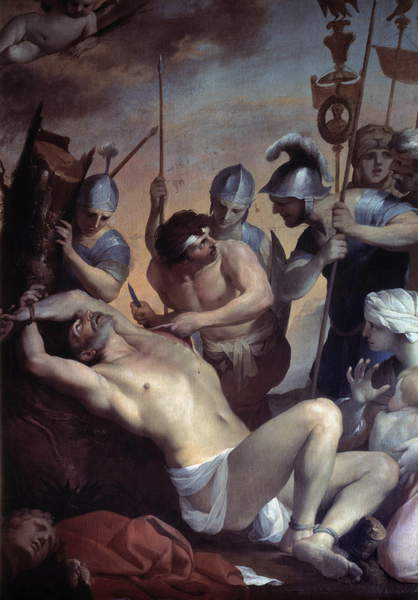
Le martyre de saint Barthélemy, de Lubin Baugin

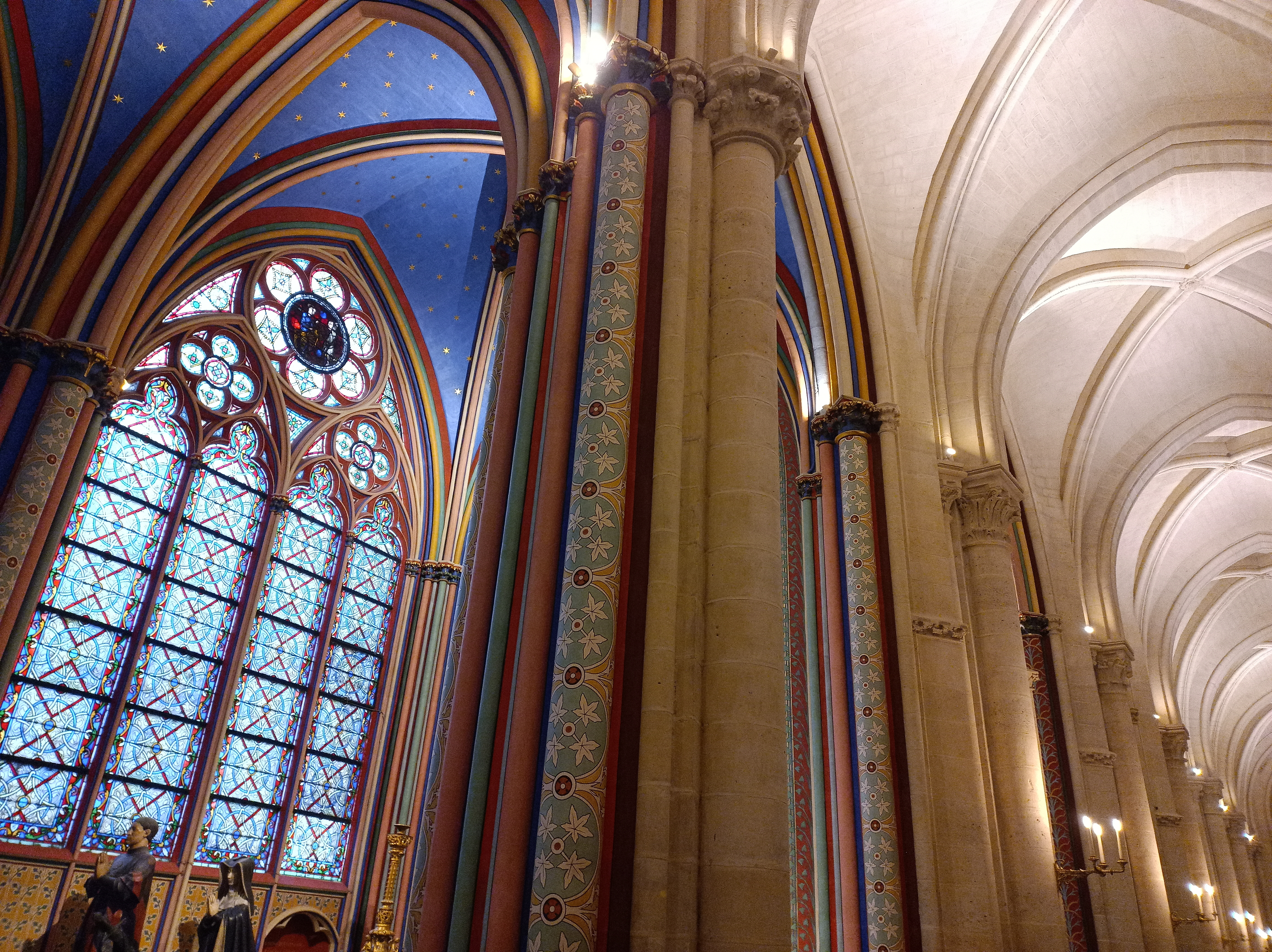
Aperçu des peintures murales rénovées de la cathédrale.

Depuis la réouverture de la cathédrale en 2024, les chapelles latérales nord sont consacrées à des saints. On trouve d'ouest en est, de la façade vers le chœur :
- la chapelle de saint Paul Chen, décapité en Chine en 1861 et considéré comme martyr : L'Œuvre de la Sainte-Enfance, groupe sculpté de Victor Geoffroy-Dechaume (vers 1864) ; tableaux de Yin Xin (2017) et reliques consacrés à Paul Chen ;
- la chapelle de saint Denys, premier évêque de Paris : Le Martyre de saint Barthélémy, tableau de Lubin Baugin (1650) ; Saint Denys prêchant la Foi, statue de Nicolas Coustou (1722) ; Le Crucifiement de saint Pierre, tableau de Sébastien Bourdon et may de 1643 ;
- la chapelle de sainte Geneviève, patronne de Paris :  La Vierge à l'Enfant avec saint Jean-Baptiste et sainte Geneviève de Lubin Baugin ; statue de sainte Geneviève par Victor Geoffroy-Dechaume (1865) ; Le centurion Corneille aux pieds de saint Pierre, tableau d'Aubin Vouet et may de 1639 ;
- la chapelle de saint Vincent de Paul : Saint Charles Borromée donnant la communion aux pestiférés, tableau de Carle van Loo (1743) ; statue de saint Vincent de Paul par Victor Geoffroy-Dechaume (vers 1864) ; Saint Pierre guérissant les malades de son ombre, tableau de Laurent de La Hyre et may de 1635 ;
- la chapelle de sainte Clotilde, reine des Francs : statue de saint Pierre par Claude Anthime Corbon (vers 1865) ; La Prédication de saint Pierre à Jérusalem, tableau de Charles Poerson et may de 1642 ;
- la chapelle de saint Thomas d'Aquin : Saint Thomas d’Aquin, Fontaine de Sagesse, tableau d'Antoine Nicolas (1648) ;
- la chapelle de saint Joseph, époux de Marie (réservée aux confessions) : Saint Joseph et l'enfant Jésus, groupe sculpté par Victor Geoffroy-Dechaume (1865).

###### Chapelles latérales sud avant l'incendie de 2019
La première chapelle (travée 4) est l'ancienne chapelle des orfèvres. Depuis 1964, elle leur a été restituée. On y trouve le may de 1651 : La lapidation de Saint Étienne par Charles Le Brun. La deuxième chapelle héberge le Martyre de saint André également de Charles Le Brun. C'est le may de 1647. On y voit également le martyre de saint Barthélémy œuvre de Lubin Baugin peintre du XVIIe siècle.
La troisième chapelle contient le may de 1643, Crucifiement de Saint Pierre œuvre de Sébastien Bourdon, lequel profite de cette commande exceptionnelle pour se lancer dans une composition audacieuse (complexité des lignes de force par un réseau de diagonales, créant une dynamique baroque inédite dans l'œuvre de l'artiste). La quatrième chapelle contient Prédication de Saint Pierre à Jérusalem (may de 1642), peinture de Charles Poerson. La cinquième chapelle contient Le centurion Corneille aux pieds de Saint Pierre, may de 1639, œuvre d'Aubin Vouet.
La sixième chapelle contient le may de 1637, La conversion de Saint Paul par Laurent de La Hyre. On y admire également une Nativité de la Vierge des Frères Le Nain. La septième chapelle contient le may de 1635, Saint Pierre guérissant les malades de son ombre par Laurent de La Hyre également.

##### Chapelles latérales nord

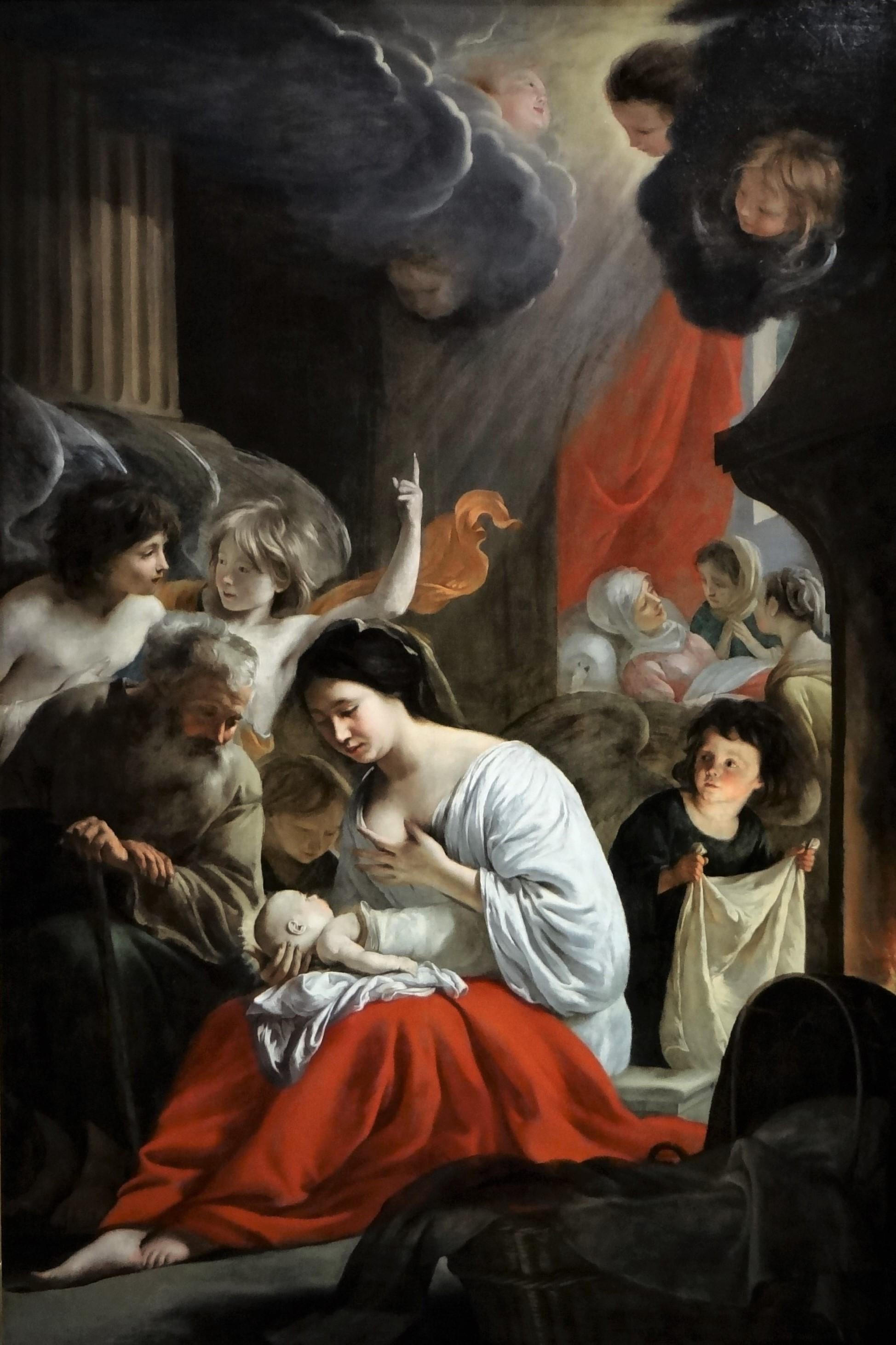
La naissance de la Vierge, des frères Le Nain

Depuis la réouverture de la cathédrale en 2024, les chapelles latérales nord sont consacrées à des grands personnages masculins de l'Ancien Testament, mettant presque systématiquement en regard un tableau du xviie siècle à gauche, une sculpture ou un objet d'art du xixe siècle au fond et une tapisserie du xxe siècle à droite. On trouve ainsi d'ouest en est, de la façade vers le chœur :
- la chapelle de Noé : La Naissance de la Vierge de Louis Le Nain et Mathieu Le Nain (vers 1640) ; fonts baptismaux du bronzier Louis Bachelet d'après Viollet-le-Duc (1860) ; Polynésie, le Ciel et Polynésie, La Mer, tapisseries d'après une peinture de Henri Matisse ;
- la chapelle d'Abraham : La Conversion de saint Paul de Laurent de La Hyre, (may de 1637) ; un groupe sculpté représentant saint François-Xavier baptisant (Victor Geoffroy-Dechaume, 1860) ; Le Chêne de Mambré avec Giotto, tapisserie d'après une peinture de Pierre Buraglio ;
- la chapelle de Moïse : Saint Paul rend aveugle le faux prophète de Nicolas Loir (may de 1650) ; autel d'après Viollet-le-Duc (années 1860) ; Composition  1982, tapisserie d'après une peinture de Zao Wou-ki (1982) ;
- la chapelle d'Isaïe : La Flagellation de saint Paul et de saint Silas de Louis Testelin (may de 1655) ; statue de saint Landry de Geoffroy-Dechaume (1865) et autel d'après Viollet-le-Duc (années 1860) ; Suaire no 2, tapisserie d'après une peinture de Mario Prassinos (1990) ;
- la chapelle de David : Les Fils de Sceva battus par le démon de Mathieu Elias (1702) ; confessional et autel d'après Viollet-le-Duc (années 1860) ; Laudes, tapisserie d'après un carton de Dom Robert (1981) ;
- la chapelle de Salomon : Les Prédictions du prophète Agabus à saint Paul de Louis Chéron (may de 1687) ; statue de saint Charles Borromée par Geoffroy-Dechaume (vers 1867) et autel d'après Viollet-le-Duc (années 1860) ; Composition à l'oiseau, tapisserie d'après une peinture de Georges Braque (1972) ;
- la chapelle d'Élie, réservée à la prière : groupe sculpté représentant sainte Anne et la sainte Vierge (Geoffroy-Dechaume, 1864) et autel d'après Viollet-le-Duc (1864).

###### Les chapelles latérales nord avant l'incendie de 2019
On trouvait d'ouest en est, de la façade vers le chœur :
- la première chapelle contient les fonts baptismaux confectionnés d'après les plans de Viollet-le-Duc. On y trouve en outre le may de 1634, La descente du Saint-Esprit de Jacques Blanchard, ainsi que L'adoration des Bergers de Hieronymus Francken I, créé en 1585[181] ;
- la deuxième chapelle : on peut y voir Saint Paul rend aveugle le faux prophète Barjesu, may de 1650 œuvre de Nicolas Loir ;
- la troisième chapelle ou chapelle de la Sainte-Enfance (ou Enfance Missionnaire), contient le reliquaire de saint Paul Tchen, martyr. Ce dernier, séminariste chinois au grand séminaire de Tsingay, en Chine, fut décapité pour sa foi en juillet 1861, avec trois autres chrétiens chinois. Ces quatre martyrs furent béatifiés en 1909 par le pape Pie X et canonisés par Jean-Paul II le 1er octobre 2000. La chapelle abrite aussi le may de 1655 représentant La flagellation de saint Paul et de saint Silas de Louis Testelin ;
- quatrième chapelle : le may de 1670 œuvre de Gabriel Blanchard représente saint André tressaillant de joie à la vue de son supplice. La chapelle contient aussi le monument au cardinal Léon Adolphe Amette créé en 1923 par Hippolyte Lefèbvre ;
- la cinquième chapelle est dédiée à Notre-Dame de Guadalupe au Mexique. Elle contient le may de 1687 représentant Le prophète Agabus prédisant à saint Paul ses souffrances à Jérusalem, œuvre de Louis Chéron ;
- sixième chapelle : may de 1702, Les fils de Scéva battus par le démon par Mathieu Elias. Les fils de Scéva étaient deux exorcistes juifs[Note 13]. On peut y voir aussi Le martyre de sainte Catherine peinture du peintre-graveur Joseph-Marie Vien, daté de 1752 ;
- enfin la septième chapelle contient la pierre tombale du chanoine Étienne Yvert.

#### Chœur et son pourtour

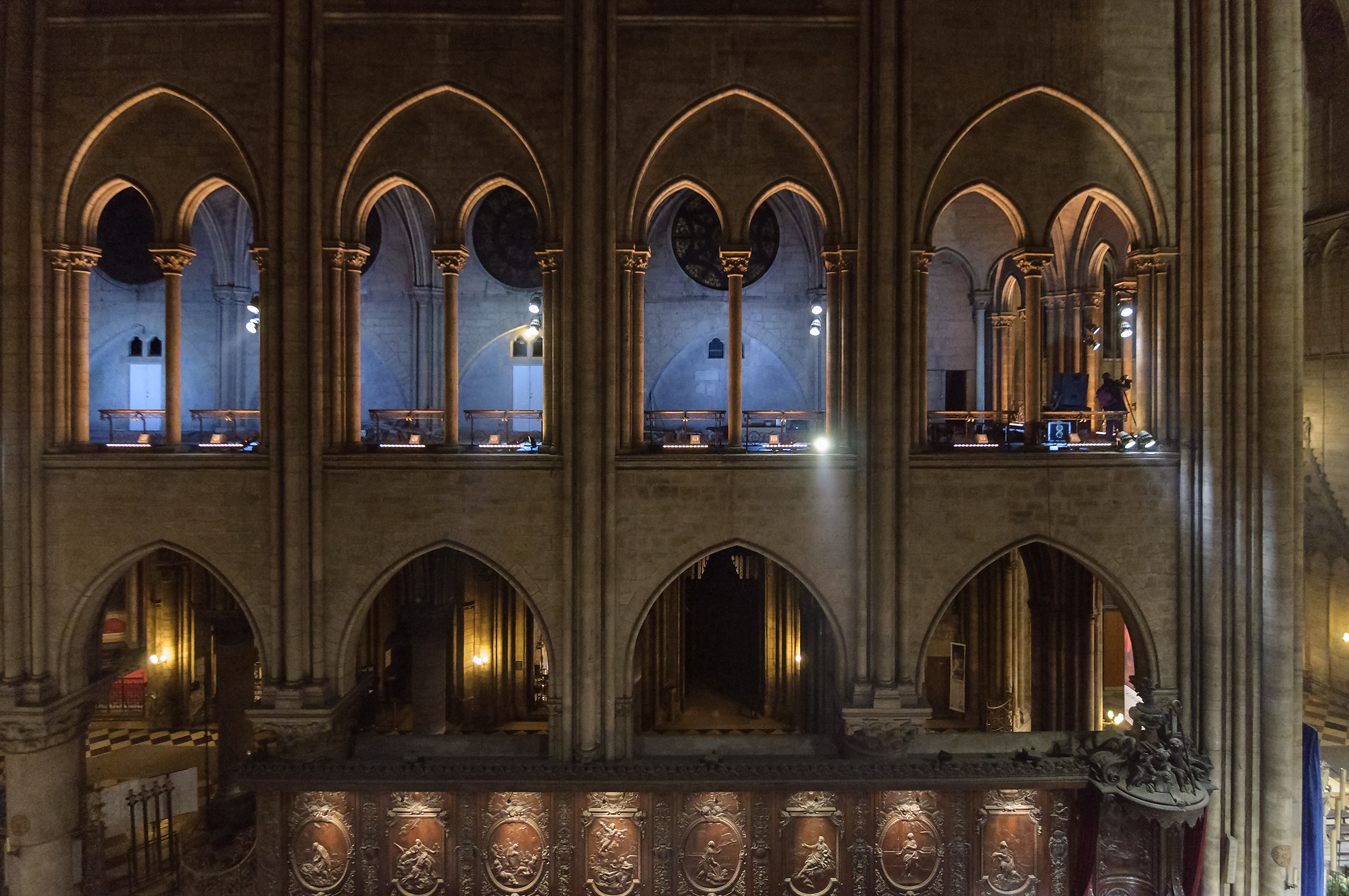
Vue de la tribune à claire-voie du chœur.

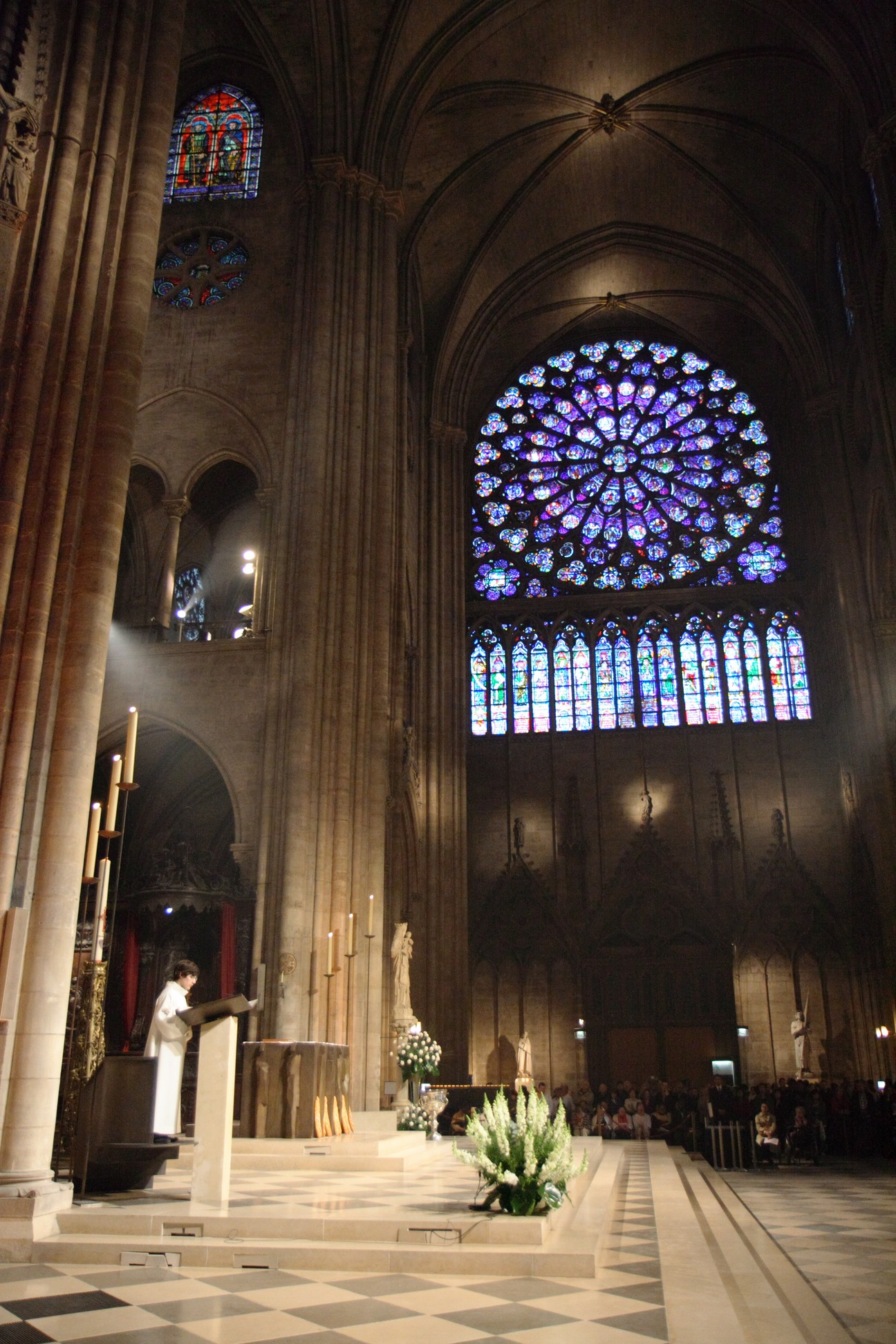
Vue de l'autel commandé par le cardinal Jean-Marie Lustiger. Une messe y est célébrée, visible depuis le transept. Au fond, la rosace sud.

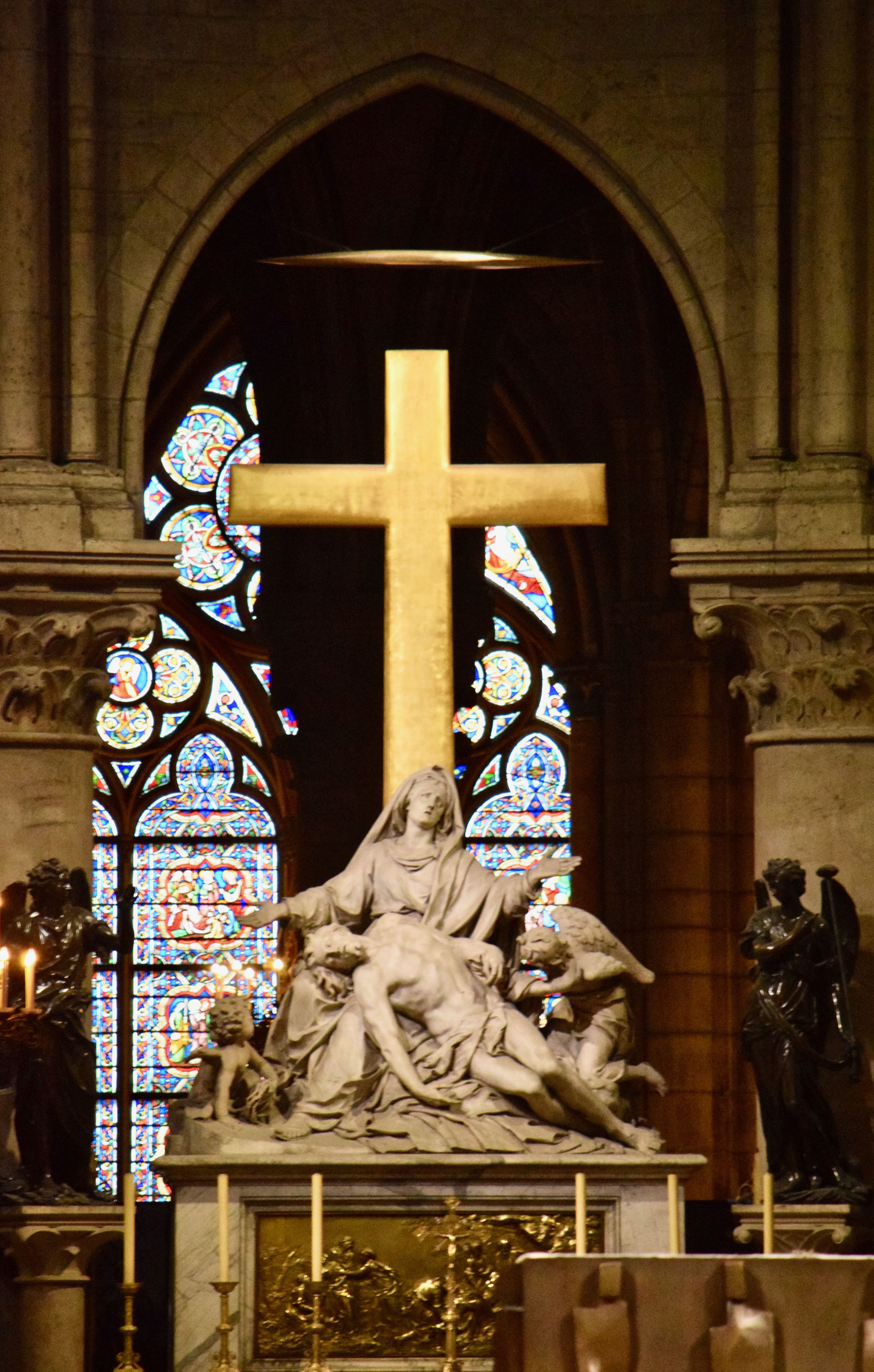
La pietà de Nicolas Coustou, installée au début du XVIIIe siècle. En arrière et au-dessus : Croix et Gloire de Marc Couturier.

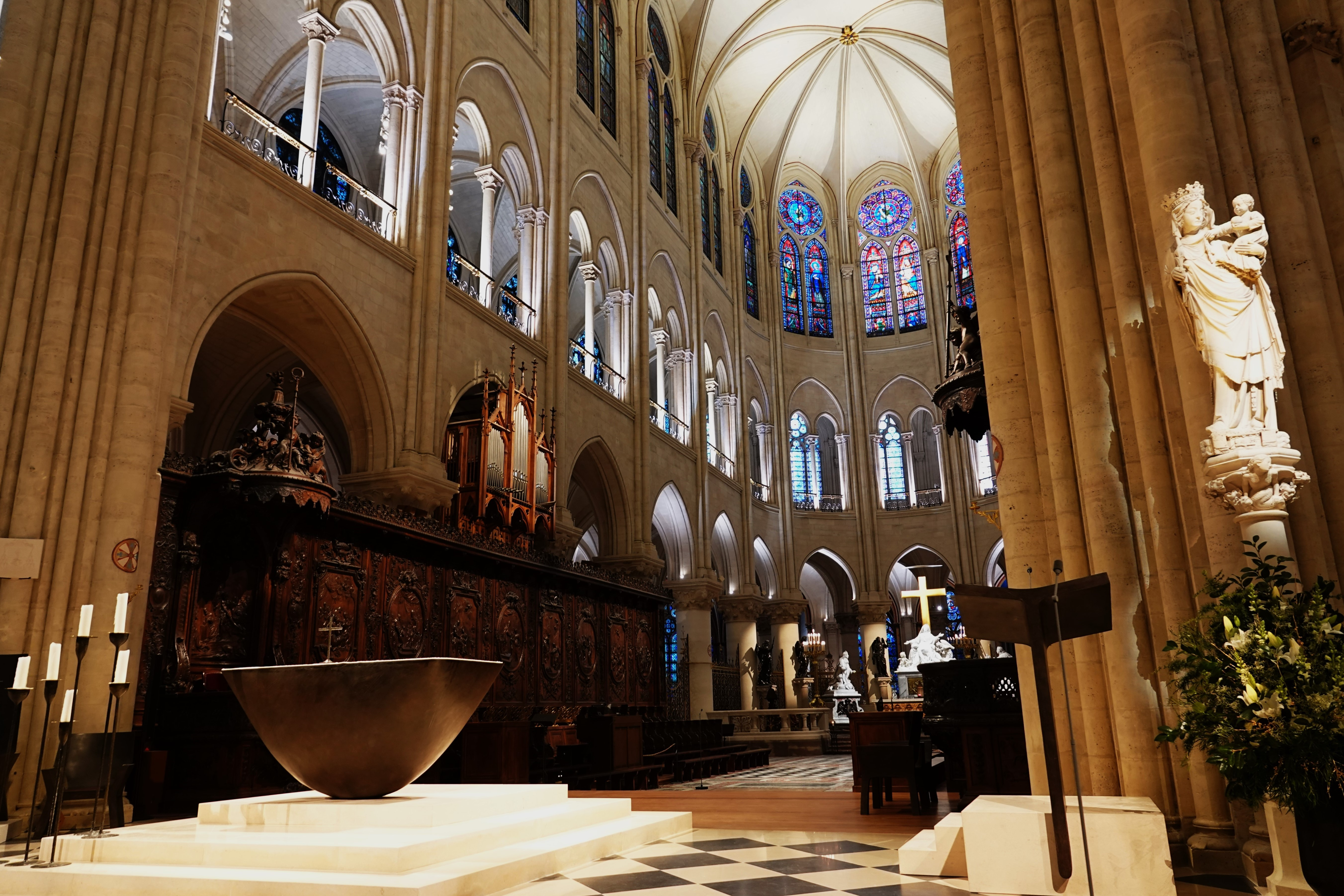
Chœur, décembre 2024.

Le chœur de la cathédrale est entouré d'un double déambulatoire. Il se compose de cinq travées rectangulaires ou droites surmontées de deux voûtes sexpartites. L'abside est à cinq pans, correspondant à cinq chapelles rayonnantes. L'élévation de la première travée est semblable à celle du transept, c'est-à-dire comporte quatre niveaux : une petite rosace est intercalée entre le niveau des tribunes et celui des fenêtres hautes. Par contre, les autres travées y compris celles de l'abside, ont une élévation à trois niveaux, semblable à celle de la nef (grandes arcades, tribune et fenêtres hautes). Tout autour du chœur, la tribune est éclairée par des baies à deux lancettes, structure que l'on retrouve au niveau des fenêtres hautes. Les deux lancettes de ces dernières sont surmontées d'un grand oculus.
Le chœur de la Notre-Dame a été profondément remanié au début du XVIIIe siècle, lorsque Robert de Cotte implanta le vœu de Louis XIII suivant la décision de Louis XIV. Les travaux se déroulèrent de 1708 à 1725 et se terminèrent donc bien après la mort de Louis XIV. La cathédrale subit alors quelques pertes irréparables : le cardinal Louis-Antoine de Noailles (archevêque de Paris) fait détruire le Jubé du XIIIe siècle, et le fait remplacer par une lourde décoration que la révolution de 1789 détruira. Une bonne partie de la clôture du chœur, chef-d'œuvre du XIVe siècle est démolie, de même que d'anciens tombeaux, des stalles et le maître-autel. Les murs sont badigeonnés (pour la première fois) et en 1726 le cardinal de Noailles fait refaire « toute la couverture en plomb (poids total du plomb : 220240 livres), quelques parties de la grande charpente, plusieurs arcs-boutans, les galeries, terrasses, et reconstruire la grande voûte de la croisée qui menaçait ruine ».
En revanche, quelques chefs-d'œuvre nouveaux, toujours présents aujourd'hui, firent leur apparition. Toute la décoration du chœur avait été refaite par Robert de Cotte. Lors de la restauration du XIXe siècle, Viollet-le-Duc désirant en revenir au style essentiellement gothique de l'édifice, supprima certaines des transformations effectuées à cette époque par de Cotte, tel le revêtement des arcades gothiques par des colonnes classiques en marbre supportant des arcs en plein cintre. Il supprima aussi le maître-autel de Robert de Cotte pour en revenir à un autel du Moyen Âge. Du chœur du XVIIIe siècle, il reste cependant encore les stalles et les sculptures que l'on voit derrière le maître-autel.

##### Composition actuelle du chœur
Pour satisfaire au nouveau rite catholique défini au concile Vatican II, le chœur a été quelque peu agrandi, il occupe désormais également la moitié orientale de la croisée du transept. L'autel de Touret, commandé en 1989 par l'archevêque Jean-Marie Lustigerl est endommagé à la suite de la chute des gravats et de la flèche lors de l'incendie de 2019. Il est remplacé par un autel en bronze qui a la forme d'un bol, imaginé par le designer Guillaume Bardet.
À l'est du chœur, non loin de l'abside on trouve toujours l'ancien maître-autel créé par Viollet-le-Duc au XIXe siècle, avec à l'arrière-plan les superbes statues implantées au début du XVIIIe siècle par l'architecte Robert de Cotte et faisant partie du vœu de Louis XIII.
La pietà de Nicolas Coustou est placée derrière l'autel. De part et d'autre de celui-ci se trouvent les statues des deux rois, Louis XIII par Guillaume Coustou et Louis XIV sculpté par Antoine Coysevox. Une série de six statues d'ange en bronze entourent l'ensemble et portent chacun un instrument de la Passion du Christ : une couronne d'épines, les clous de la crucifixion, l'éponge imbibée de vinaigre, l'inscription qui surmontait la croix, le roseau avec lequel le Christ fut fouetté et la lance lui ayant transpercé le cœur. Depuis les années 1990, la pietà est surmontée de l'ensemble Croix et Gloire réalisé par Marc Couturier. La Croix est une structure sculptée en bois recouverte à la feuille d'or. La Gloire, objet-halo au-dessus de la Croix, d'une constitution analogue, suggère une forme de poisson, symbole chrétien. L'œuvre survit à l'incendie du 15 avril 2019.
Les stalles en bois sculpté sont installées des deux côtés du chœur. Il y en avait 114. Il en reste 78, dont 52 hautes et 26 basses. Elles ont été réalisées au début du XVIIIe siècle par Jean Noël et Louis Marteau d'après les plans de René Charpentier et Jean Dugoulon. Les hauts dossiers des stalles sont ornés de bas-reliefs et séparés par des trumeaux décorés de rinceaux et des instruments de la Passion. De chaque côté, les stalles se terminent par une stalle archiépiscopale, surmontée d'un baldaquin avec des groupes d'anges sculptés par Dugoulon. L'une de ces deux stalles est réservée à l'archevêque, l'autre étant destinée à un hôte important. Le bas-relief de la stalle de droite représente le martyre de saint Denis, celui de gauche la guérison de Childebert Ier par saint Germain, évêque de Paris.

##### Clôture du chœur

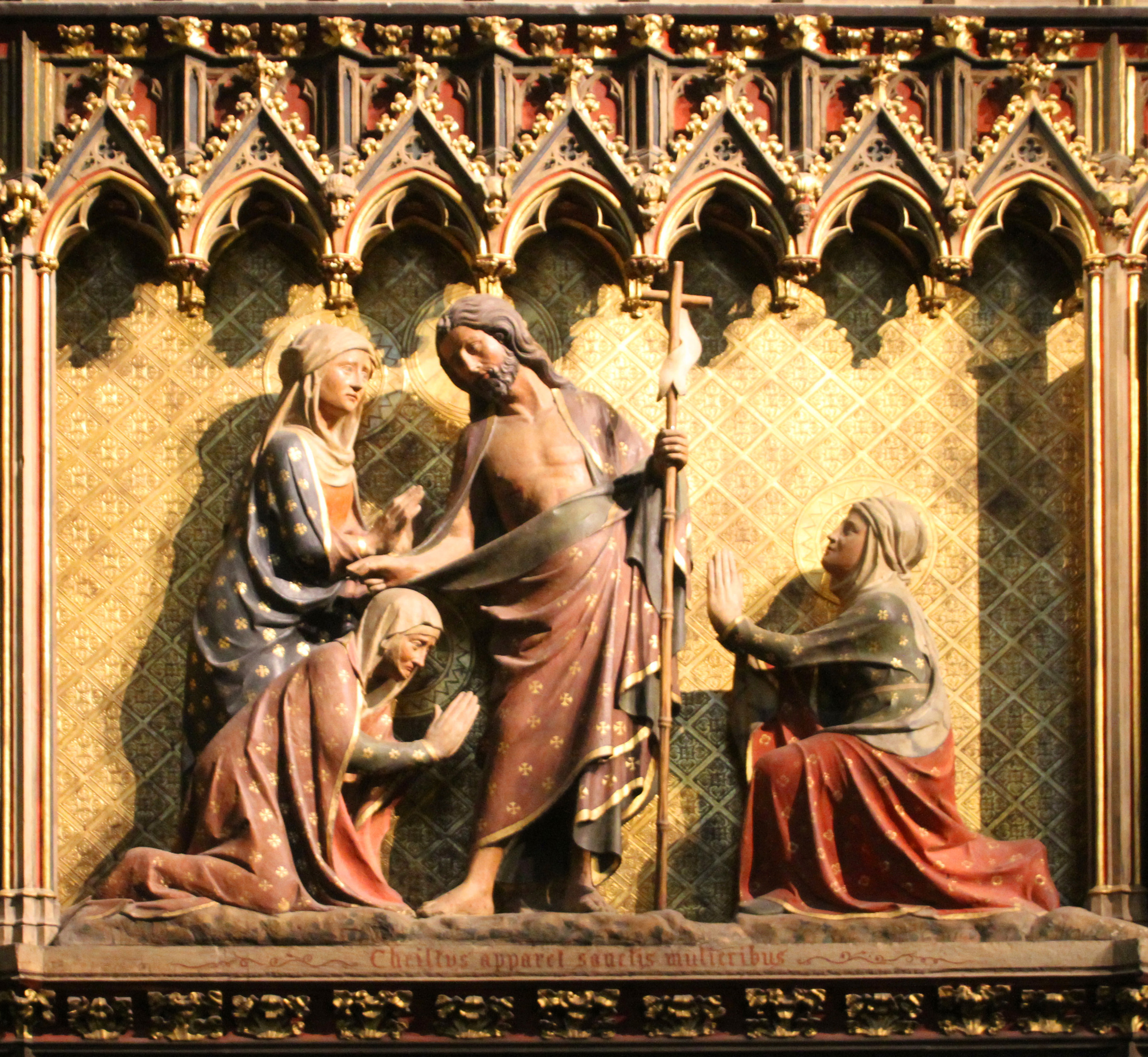
Clôture méridionale du chœur, en polychromie : Jésus apparaît aux Saintes Femmes (règne de Philippe IV le Bel — début du XIVe siècle).

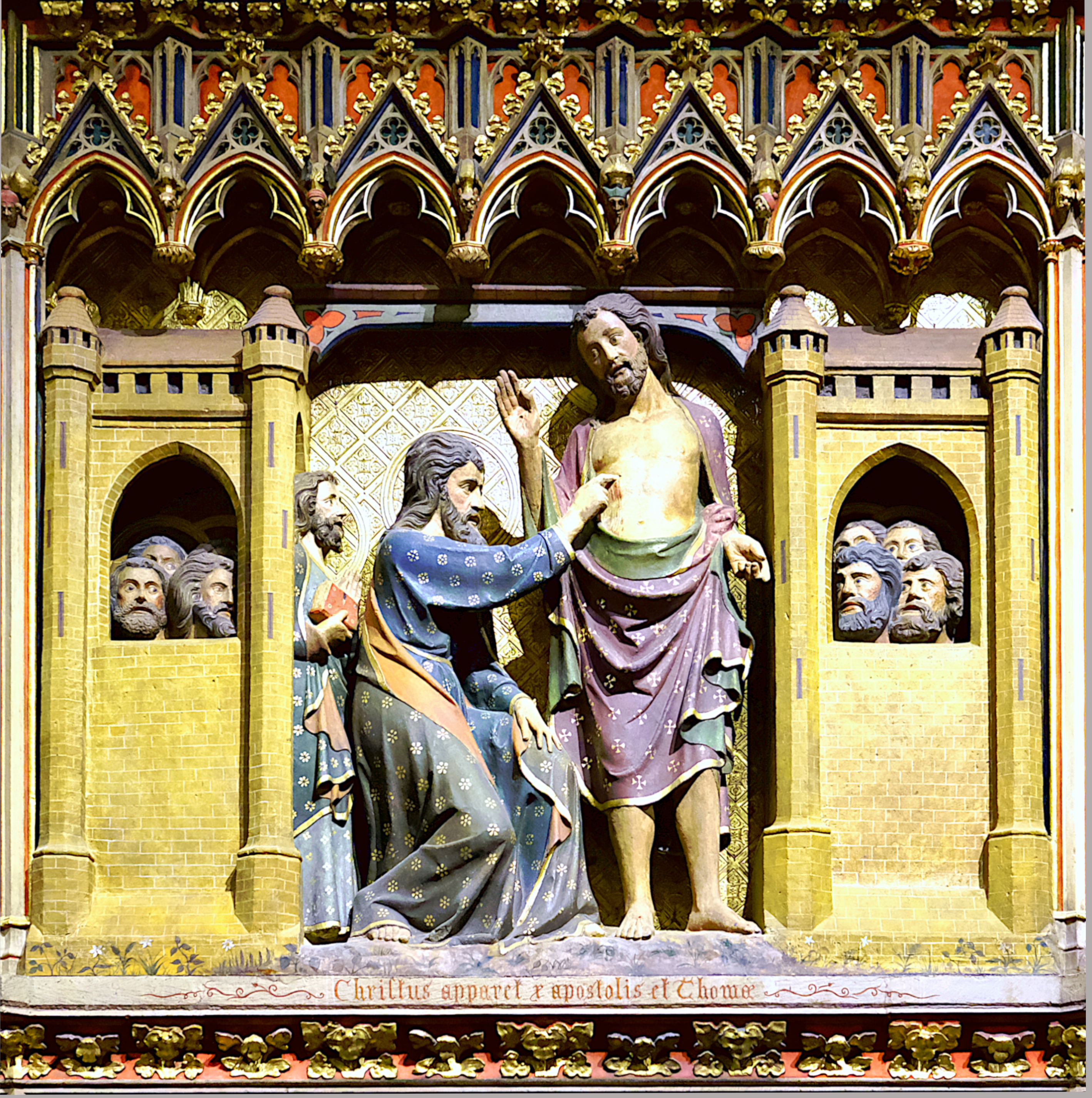
Clôture méridionale du chœur : Jésus apparaît aux apôtres et à Thomas.

Avant les transformations effectuées par Robert de Cotte pour l'installation du vœu de Louis XIII, le chœur était clos par une muraille à soubassement historié, qui, commençant à l'est, c'est-à-dire au sommet de l'abside, se poursuivait vers le nord, et, arrivée à la rencontre du transept, continuait vers le sud, se relevant sur un jubé qui clôturait la partie occidentale du chœur et redescendant de l'autre côté, à l'angle du croisillon méridional, pour achever de ceinturer la totalité du chœur en remontant jusqu'à l'est. Cette œuvre fut mutilée par l'amputation de sa partie orientale d'abord, pour installer des colonnes classiques en marbre pour masquer les colonnes et ogives d'origine, témoins de l'art gothique du Moyen Âge, qualifié alors d'« art médiocre » ou « art barbare ». C'est ensuite sa partie occidentale qui disparut lorsque l'on détruisit le jubé. Elle ne subsiste donc plus qu'a titre de clôture latérale adossée aux stalles des chanoines.
On distingue aujourd'hui [Quand ?] la clôture nord de la clôture sud, les deux parties ayant un style et un âge différents. Il s'agit là de deux œuvres majeures de la sculpture gothique, datant des XIIIe et XIVe siècles, représentant une série de scènes des évangiles. Toutes les scènes représentées, tant au nord qu'au sud, sont polychromes. Les couleurs ont été restaurées au XIXe siècle par l'équipe de Viollet-le-Duc. La clôture nord date du dernier tiers du XIIIe siècle, peu après l'édification du jubé aujourd'hui disparu (aux environs de 1260). On y a sculpté 14 scènes de la naissance et de la vie de Jésus avant sa passion. Ces scènes s'enchaînent sans rupture entre elles et constituent donc un seul continuum. La clôture sud du chœur peut être datée des premières années du XIVe siècle, époque de la fin du règne de Philippe IV le Bel dont il ne nous reste quasiment aucun autre témoignage sculpté. Elle est constituée de neuf scènes des apparitions du Christ après sa Résurrection. À l'inverse des scènes de la clôture nord, celles-ci sont bien séparées les unes des autres grâce à la présence de colonnettes les isolant complètement.

##### Chapelles du pourtour du chœur et de l'abside

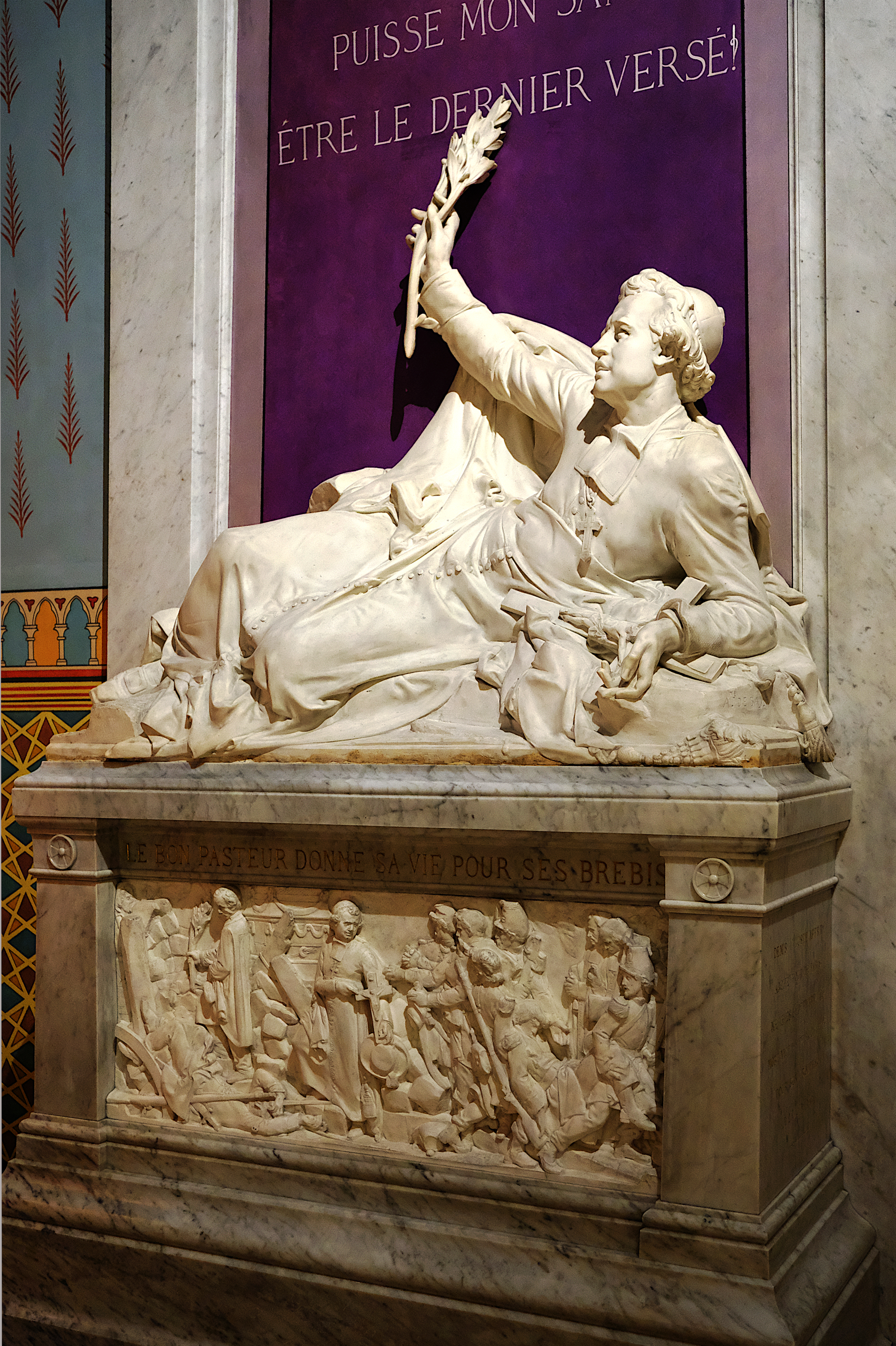
Cénotaphe de Monseigneur Denys Auguste Affre.

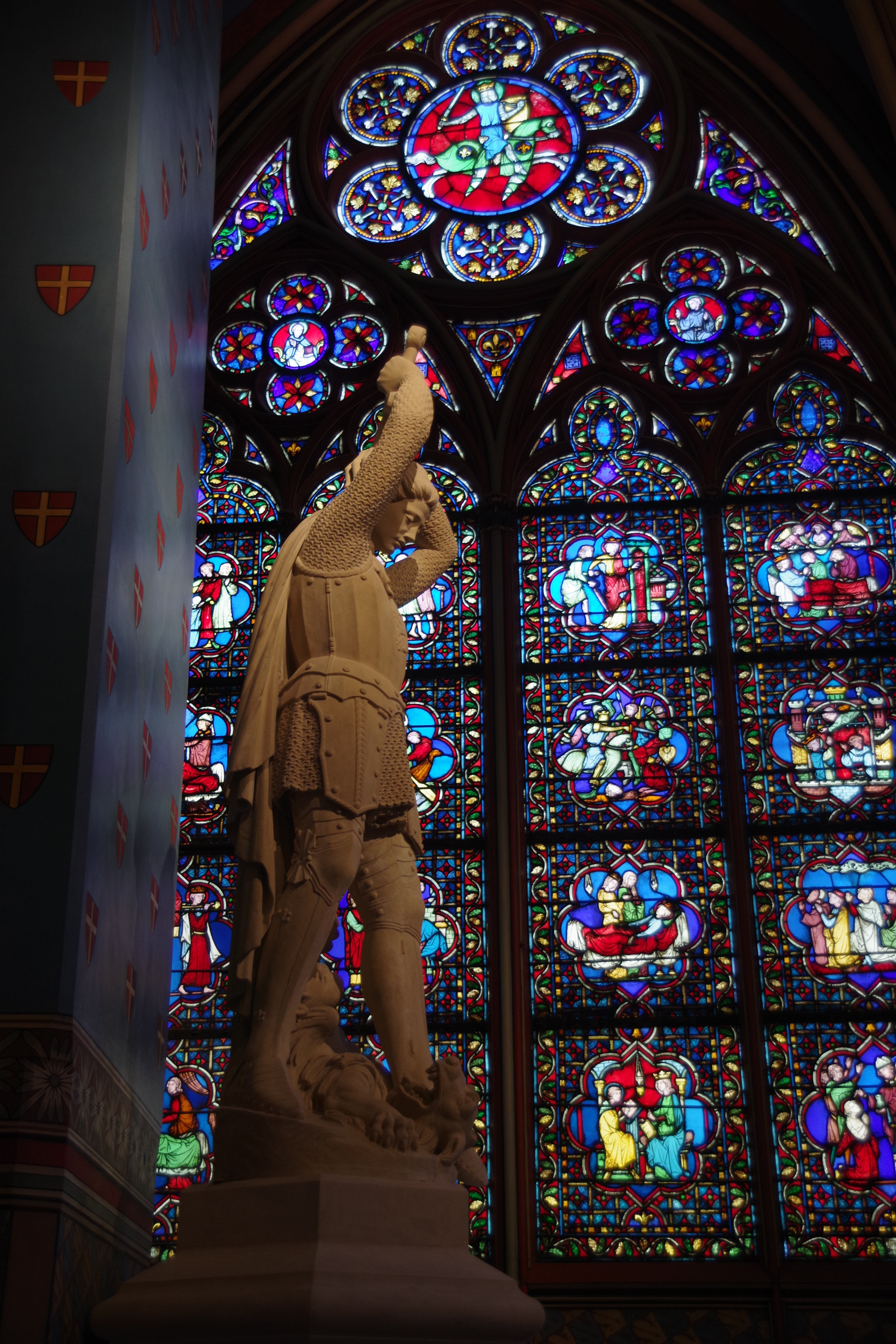
Chapelle saint Georges - statue de saint Georges de Lydda et de son dragon.

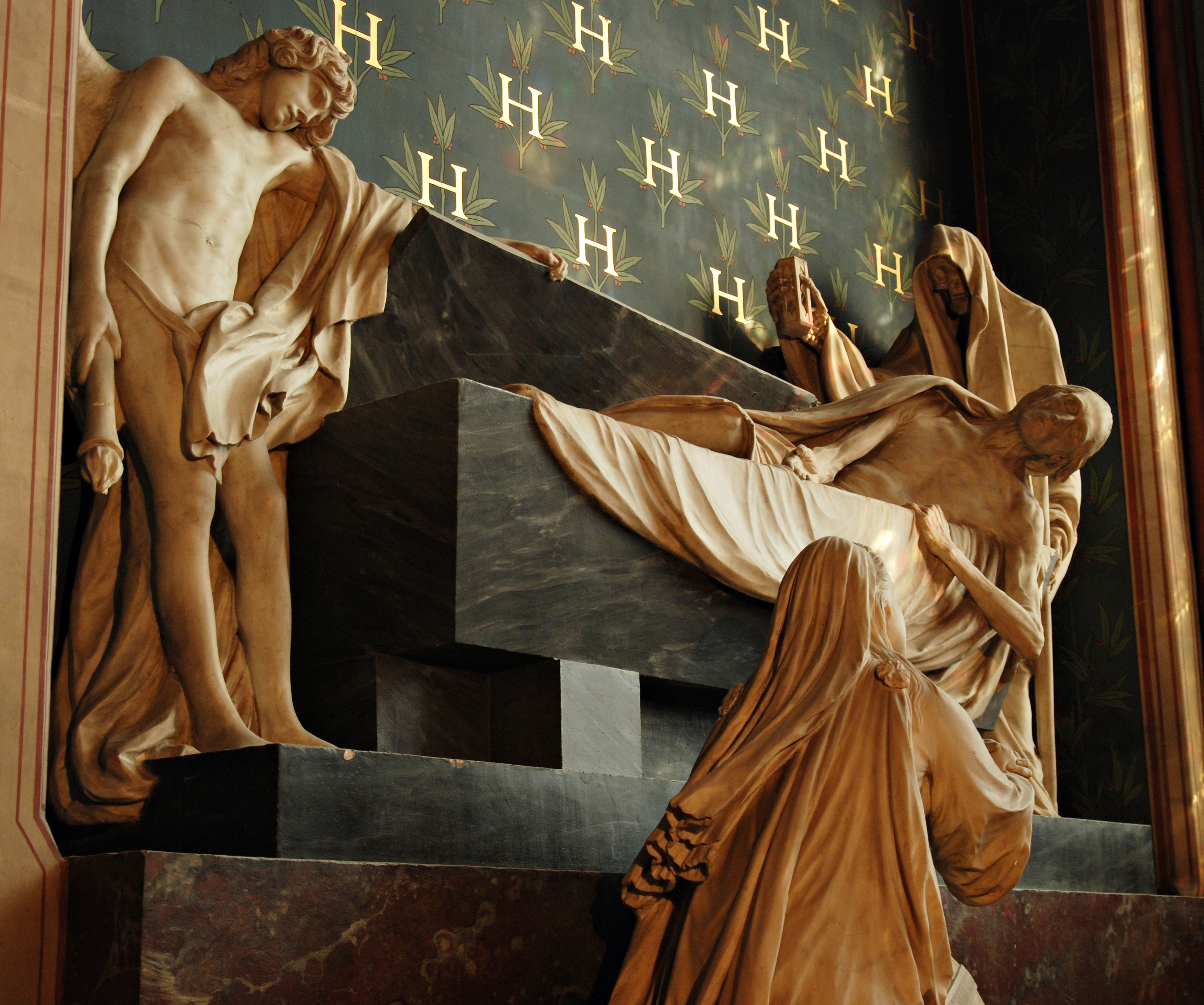
Chapelle Saint-Guillaume : mausolée du lieutenant-général Henri Claude d'Harcourt par Jean-Baptiste Pigalle.

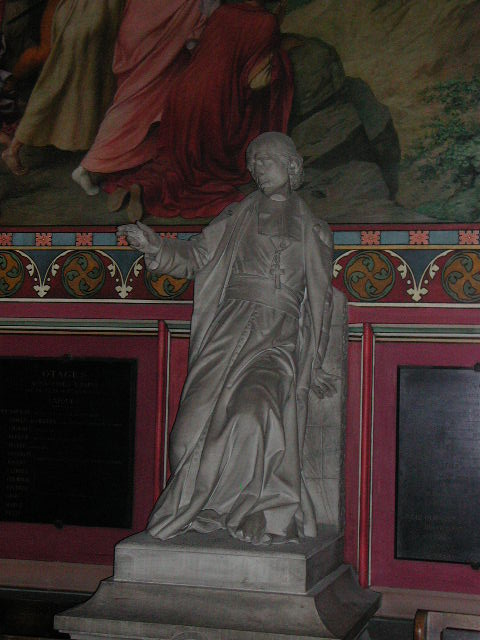
Chapelle Saint-Georges - tombeau de Georges Darboy, œuvre de Jean-Marie Bonnassieux.

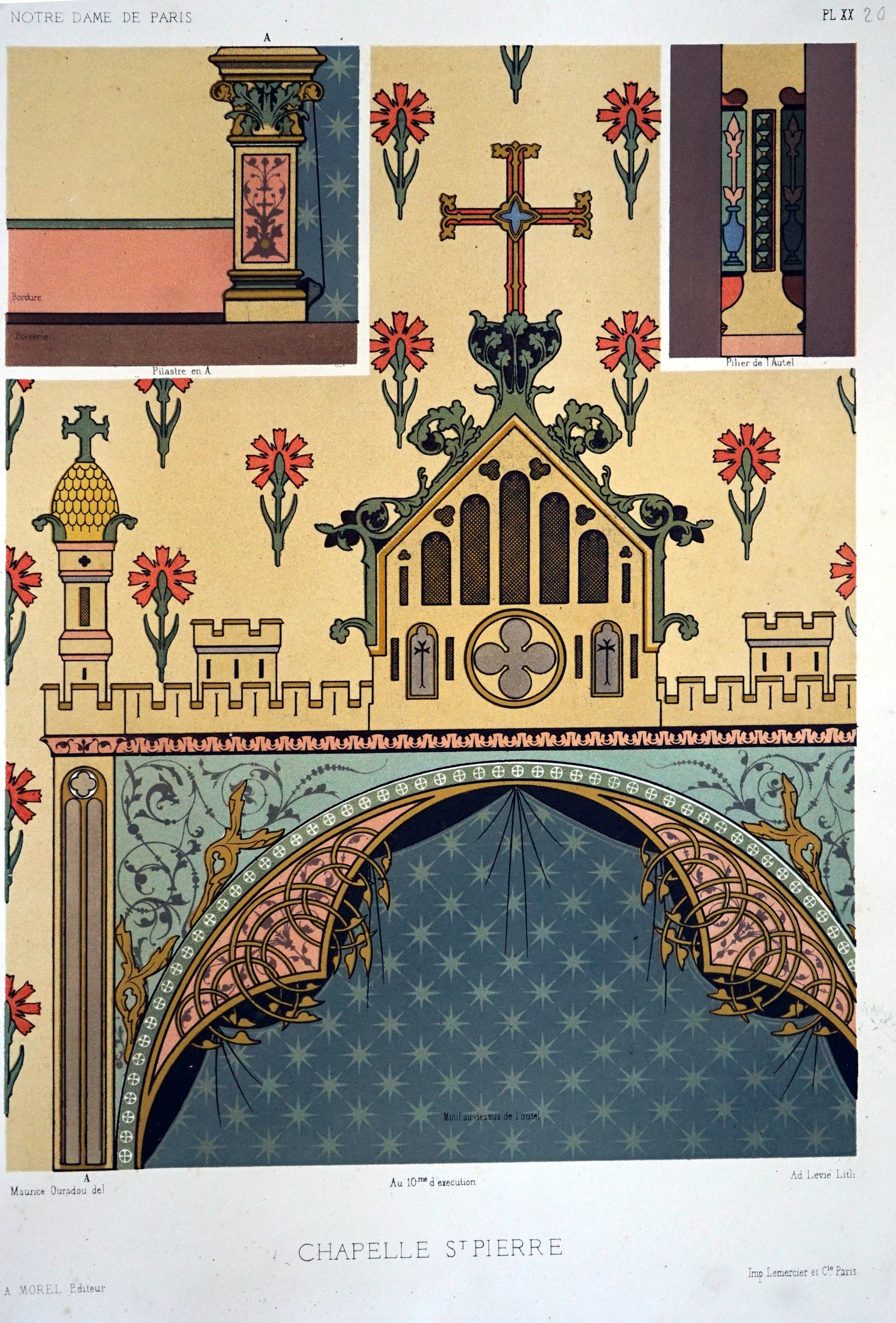
Détail de la chapelle Saint-Pierre (dessin Viollet-le-Duc, livre de Maurice Ouradou).

En partant de la droite du chœur, on rencontre d'abord, latéralement à droite, la sacristie des messes dont le fond correspond au bras occidental du cloître du Chapitre de religieux (voir plus loin le paragraphe concernant le Trésor de la cathédrale et la Sacristie du Chapitre). La chapelle suivante contient le tombeau de Denys Affre qui fut tué en 1848, à l'entrée de la rue du Faubourg-Saint-Antoine (voir la plaque au 1er étage). Il voulait calmer les émeutiers qui avaient dressé des barricades dans le faubourg car l'armée avait amené des canons sur la place de la Bastille pour tirer sur les barricades. Le général Jacques-Marie Cavaignac de Baragne voulut dissuader l'archevêque d'y aller, mais Denys Affre voulait parlementer pour éviter que l'armée ne tirât. Il fut applaudi sur la première barricade mais lorsqu'il arriva à la seconde, il reçut un coup de feu dans le dos, dans les reins. Il mourut deux jours après.
Suit l'emplacement de l'entrée de la Sacristie du Chapitre qui mène au trésor de la cathédrale. Vient ensuite la Chapelle Sainte-Madeleine contenant la sépulture de Marie Dominique Auguste Sibour. Ce dernier, comme Denys Affre et Georges Darboy, fut assassiné au cours du XIXe siècle. Il fut poignardé par un prêtre à l'esprit dérangé (et destitué). Le gisant de Louis-Ernest Dubois mort en 1929 se trouve dans le déambulatoire contre la clôture du chœur. Il a été réalisé par Henri Bouchard.
La chapelle Saint-Guillaume est la première des cinq chapelles rayonnantes de l'abside de la cathédrale. On y trouve le mausolée du lieutenant-général Henri Claude d'Harcourt par Jean-Baptiste Pigalle, ainsi que la Visitation de la Vierge de Jean Jouvenet, datée de 1716 et le monument de Jean Jouvenel des Ursins et de son épouse Michelle de Vitry (XVe siècle). Le thème de cette composition (« la réunion conjugale ») était défini dans le contrat passé entre le sculpteur et la comtesse le 1er juillet 1771.
Dans la chapelle suivante, chapelle Saint-Georges ornée d'une fresque de saint Georges terrassant le dragon de Louis Steinheil (1870), se trouvent le tombeau de Georges Darboy (fusillé en 1871, avec trente autres prêtres pris en otage par les Communards), œuvre de Jean-Marie Bonnassieux, ainsi qu'une statue de saint Georges de Lydda. De 1379 à la Révolution française, cette chapelle fut celle des cordonniers.

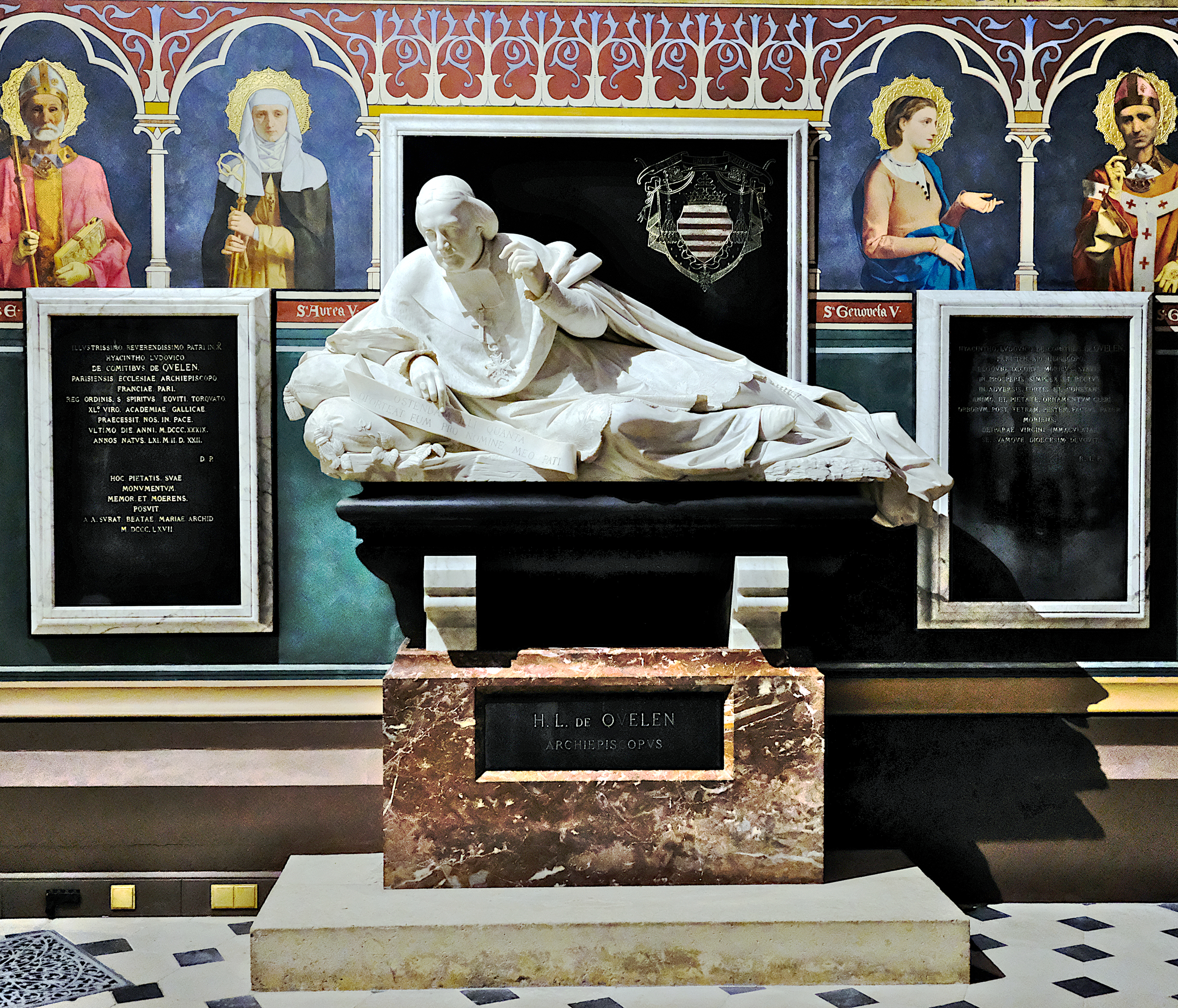
Tombeau du cardinal Hyacinthe-Louis de Quélen.

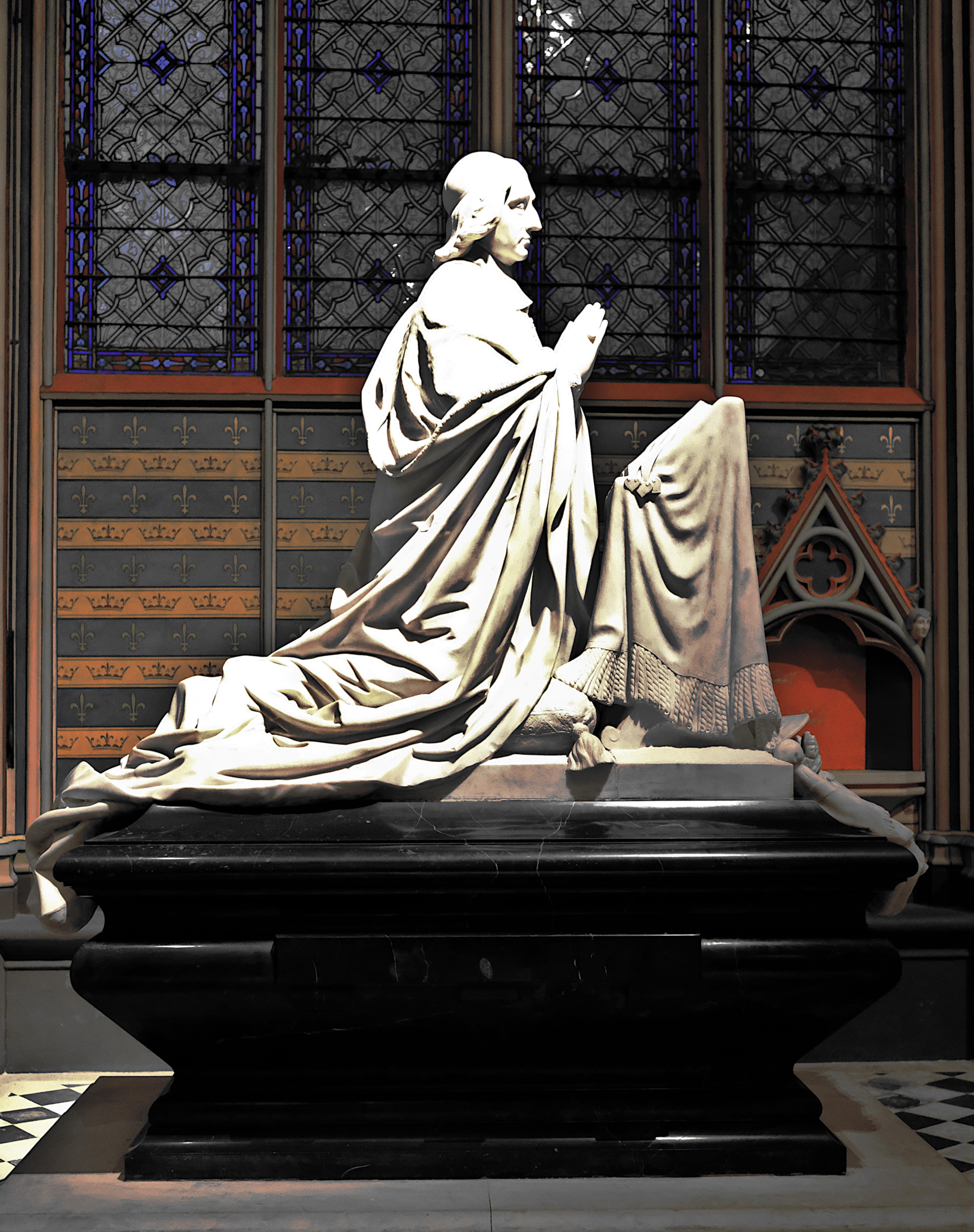
Cénotaphe du cardinal Louis Antoine de Noailles.

La troisième chapelle ou chapelle axiale de la cathédrale, est la Chapelle de la Vierge ou de Notre-Dame-des-Sept-Douleurs où l'on trouve les statues d'Albert de Gondi, maréchal de France mort en 1602, et de Pierre de Gondi, cardinal et évêque de Paris, mort en 1616. Sur un côté de la chapelle se trouve une fresque du XIVe siècle montrant la Vierge et d'autres saints entourant l'âme d'un évêque, Simon de Bucy. Face à l'entrée de cette chapelle axiale, dans le déambulatoire, juste derrière le chœur, se trouve le gisant de l'évêque Simon de Bucy (mort en 1304). La chapelle axiale expose depuis peu un coffre-fort de verre rouge, contenant la couronne d'épines du Christ, relique pillée en 1250 à Constantinople par les croisés Francs (dont Baudouin II de Courtenay), rachetée par Saint Louis et transférée de la Sainte-Chapelle à Notre-Dame en 1792.
La quatrième chapelle ou chapelle Saint-Marcel, contient les tombeaux du cardinal Jean-Baptiste de Belloy, par Louis Pierre Deseine et de Hyacinthe-Louis de Quélen, œuvre d'Adolphe-Victor Geoffroy-Dechaume.
Enfin la dernière des chapelles absidiales ou chapelle Saint-Louis abrite le tombeau du cardinal Louis-Antoine de Noailles sculpté par Adolphe-Victor Geoffroy-Dechaume.
Les dernières chapelles entourant le chœur sont les chapelles latérales nord : dans la chapelle Saint-Germain, on peut voir le tombeau d'Antoine-Éléonor-Léon Leclerc de Juigné (mort en 1809), exécuté d'après les plans de Viollet-le-Duc.
Enfin, dans la chapelle suivante qui précède la Porte Rouge, ou chapelle Saint-Ferdinand, on trouve les mausolées de Christophe de Beaumont (mort en 1781) et du maréchal Jean-Baptiste Budes de Guébriant (mort en 1643). On peut aussi y voir l'orant du cardinal François Nicolas Madeleine Morlot (mort en 1862).

#### Transept

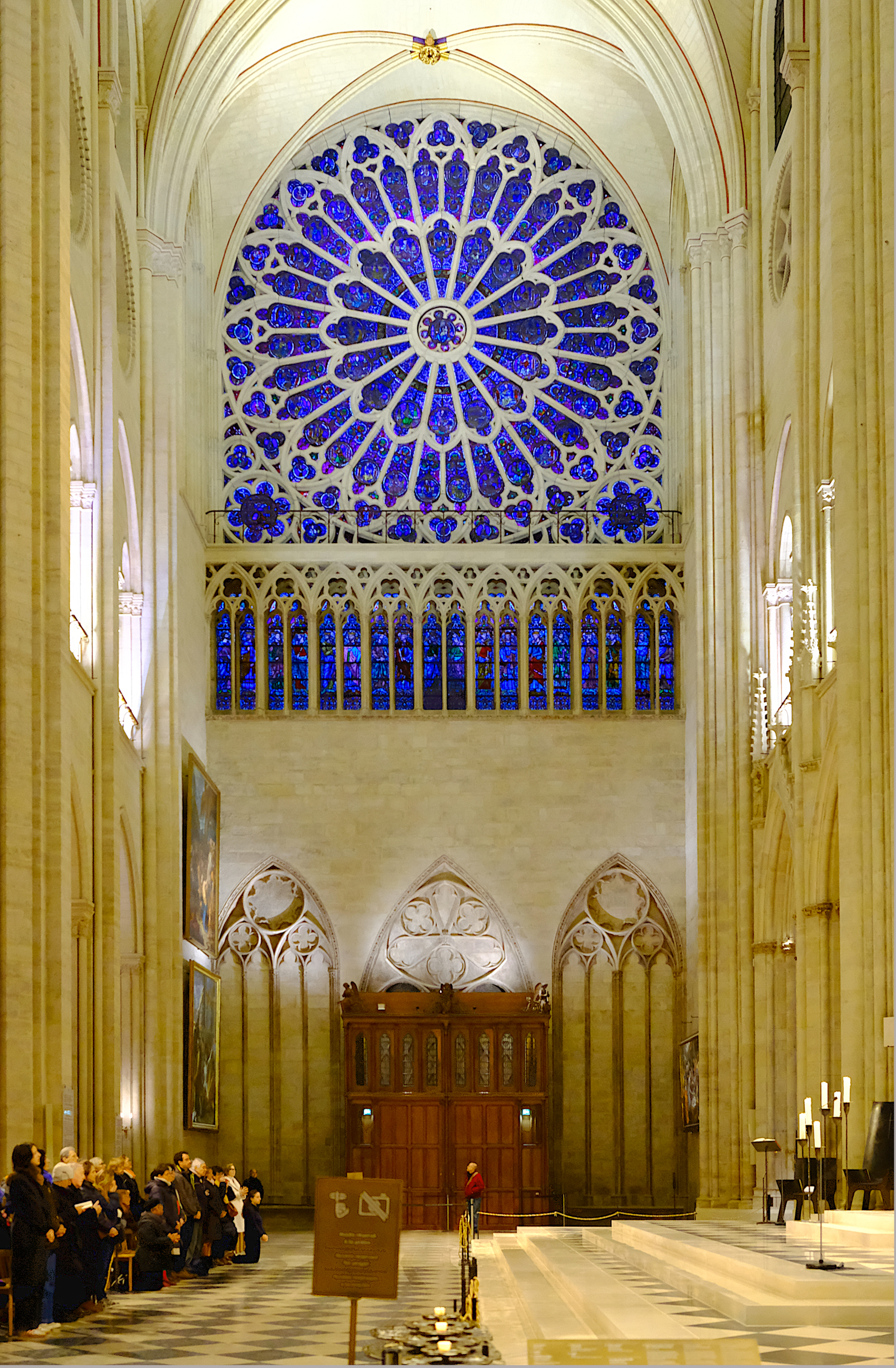
Transept nord.

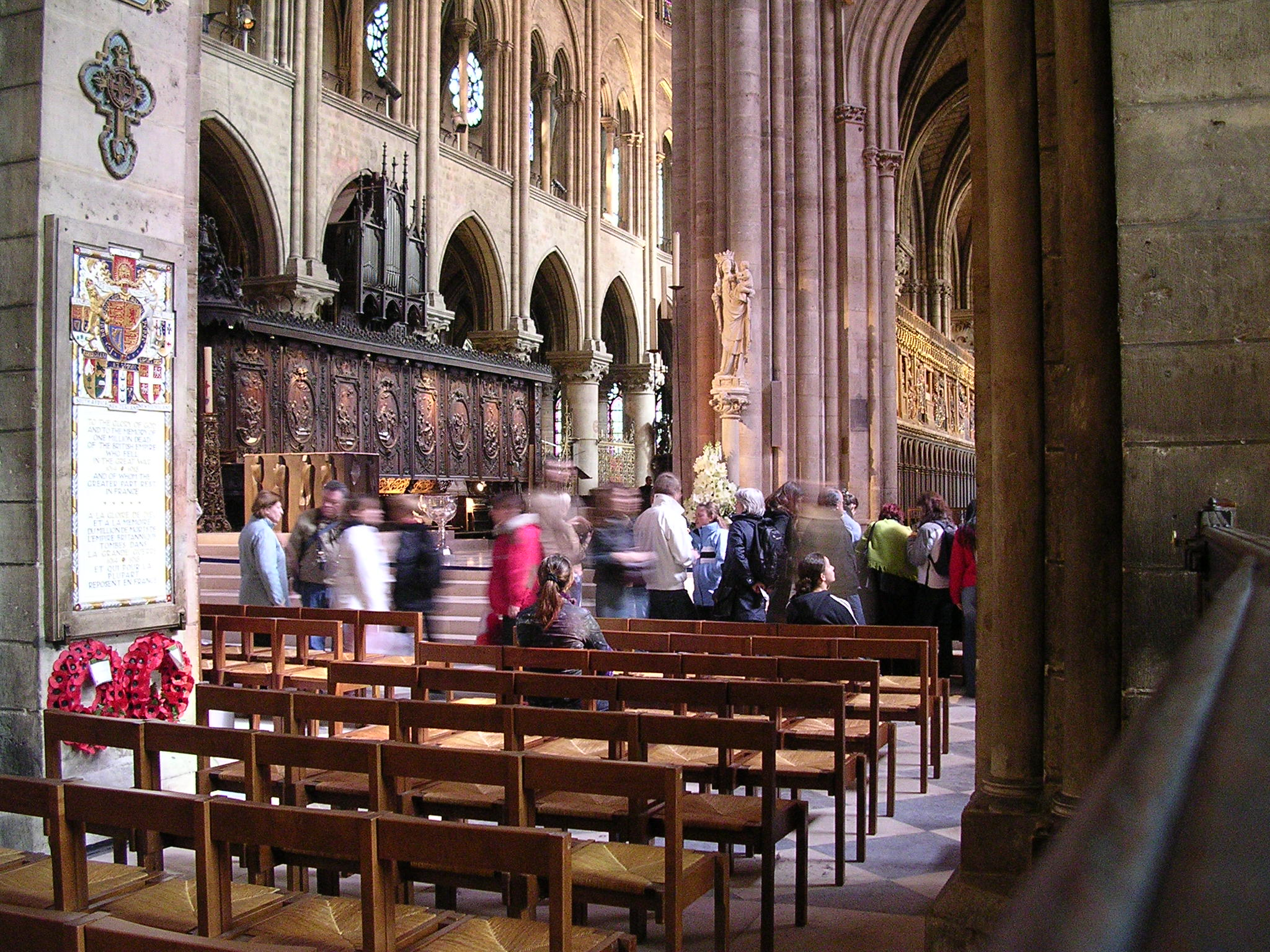
La croisée du transept et le départ du croisillon sud. Au centre de la photo, contre le pilier sud-est de la croisée : la statue de la Vierge à l'Enfant du XIVe siècle dite Notre-Dame de Paris, provenant de la chapelle Saint-Aignan hors de la cathédrale. À l'arrière-plan : le chœur avec les stalles et la partie sud de la clôture du chœur. À gauche, contre le pilier, le mémorial au million de morts britanniques de la Première Guerre mondiale.

Le transept est plus large que la nef (plus ou moins 14 mètres contre 12 pour la nef). Il n'a pas de bas-côtés, la stabilité de l'ensemble étant assurée par les contreforts extérieurs.
Le transept comprend la croisée du transept et deux croisillons de trois travées. Les deux travées les plus proches de la croisée du transept sont couvertes d'une voûte sexpartite, la troisième d'une voûte quadripartite. Dans les deux premières travées, l'élévation est à quatre niveaux, et non pas trois comme la nef. Les grandes arcades s'ouvrent sur les bas-côtés de la nef. Le deuxième niveau est toujours constitué des tribunes. Ce qui change est l'adjonction d'un troisième étage formé d'oculi semblables à des roues. Le quatrième niveau enfin est celui des fenêtres hautes. Celles-ci sont plus petites que celles de la nef, puisque l'adjonction des oculi les a amputés de la hauteur correspondante. Au total, le sommet de la voûte atteint la même hauteur que celui de la nef ou du chœur.
Les bras du transept ont été construits en prenant modèle sur la basilique Saint-Denis.
Le mur de la troisième travée est plein au niveau des grandes arcades. Il est ensuite surmonté de deux niveaux d'arcatures décoratives aveugles dans le croisillon sud, mais d'un niveau seulement dans le croisillon nord.

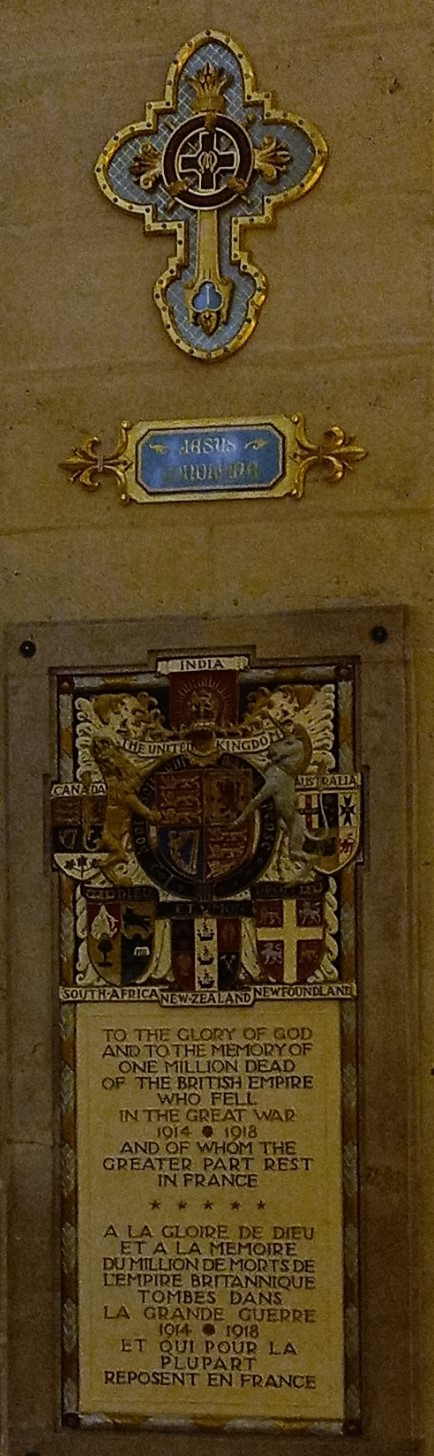
Monument aux morts britanniques.

La partie orientale de la croisée du transept est occupée par le nouveau maître-autel de la cathédrale (voir le paragraphe concernant le chœur de la cathédrale).

##### Croisillon sud et sa rosace

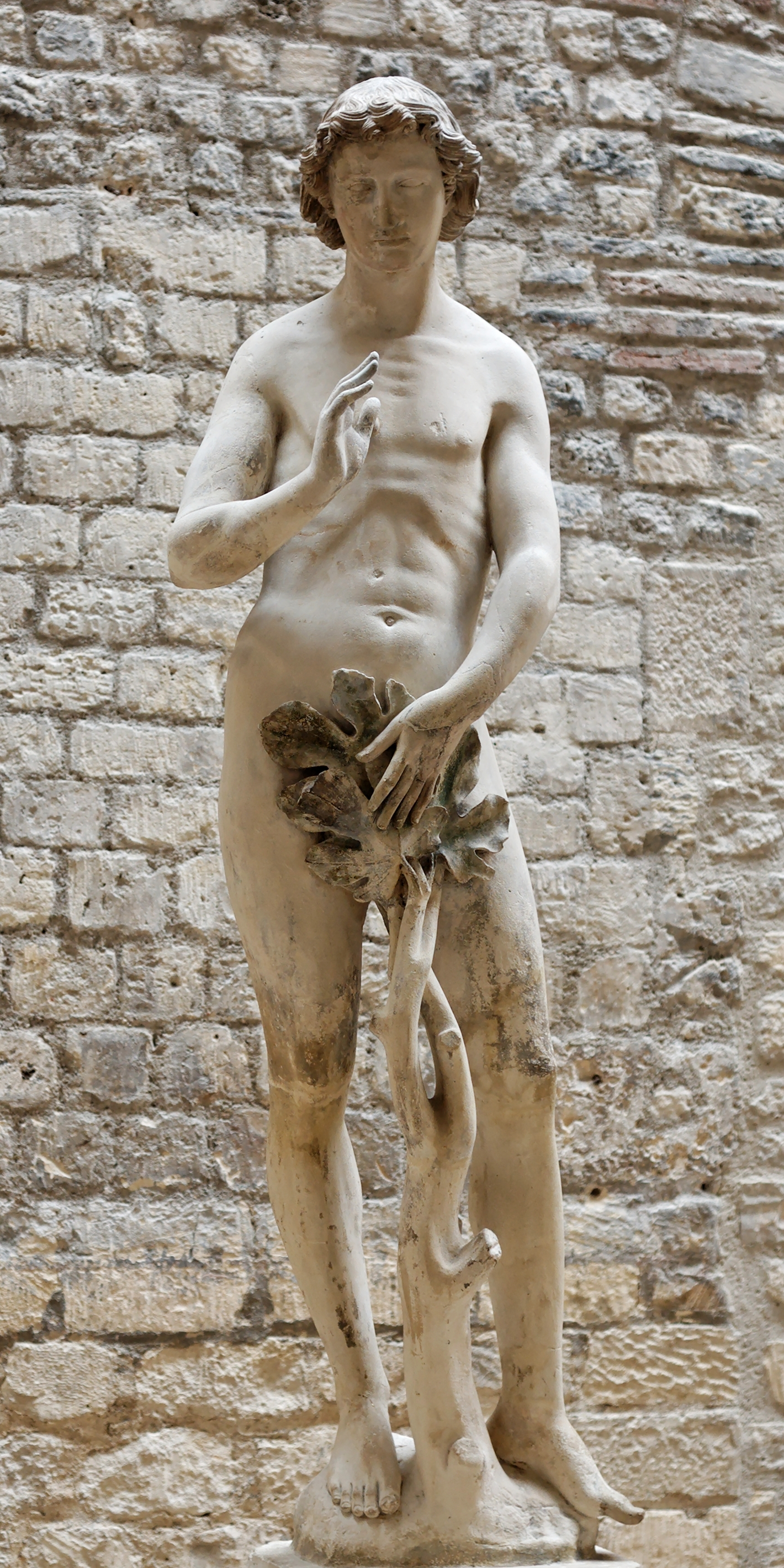
L'Adam de Notre-Dame est l'un des plus beaux nus du Moyen Âge. Sculpté en pierre vers 1260, comme le jubé dont il occupait l'angle sud-est, il fut transféré dans le bras sud du transept. Aujourd'hui, pour mieux le protéger, il se trouve au musée national du Moyen Âge ou musée de Cluny.

On y trouve un tableau d'Antoine Nicolas, La Fontaine de la Sagesse réalisé en 1648. Contre le pilier sud-est de la croisée du transept se trouve une statue de la Vierge à l'Enfant dite Notre-Dame de Paris (la véritable statue détenant ce titre est celle du trumeau de la porte du cloître). Elle est datée du XIVe siècle et provient de la chapelle Saint-Aignan située dans l'ancien cloître des Chanoines de l'Île de la Cité. Elle fut transférée à Notre-Dame en 1818 et placée d'abord au trumeau du Portail de la Vierge en remplacement de la Vierge du XIIIe siècle mutilée en 1793. En 1855, Viollet-le-Duc la posa à son emplacement actuel.
Tout près de là, se trouve une plaque rappelant que c'est dans la cathédrale Notre-Dame de Paris qu'a eu lieu le procès de réhabilitation de Jeanne d'Arc.
Presque face à la statue de la Vierge Notre-Dame, sur le pilier sud-ouest de la croisée, se trouve le mémorial au million de morts de l'Empire britannique tombés durant la Première Guerre mondiale et dont la plupart reposent en France. Avant la Révolution française, se trouvait accolée au premier pilier oriental, côté sud, une statue équestre en bois de Philippe IV le Bel dressée en ex-voto, face à l'autel de la Vierge, le roi ayant attribué sa victoire du Mons-en-Pévèle à la protection de Marie,,,. On peut également voir dans ce croisillon une plaque signalant l'endroit où se trouvait Paul Claudel en décembre 1886, lorsque, âgé de 18 ans et brusquement touché par une illumination religieuse, il se convertit au catholicisme.
L'énorme rosace de 13,1 m de diamètre, offerte par Louis IX et située au haut du mur d'extrémité du croisillon, conserve une partie seulement de ses vitraux d'origine, certains d'entre eux ayant été remplacés lors d'une restauration en 1737. La rosace souffrit encore lors de la révolution de 1830, à la suite de l'incendie de l'archevêché tout proche. Elle subit dès lors une nouvelle restauration menée par Viollet-le-Duc qui la fit pivoter de 15 degrés afin de lui donner un axe vertical robuste pour la consolider. Elle est organisée autour du Christ qui en occupe le centre. Tout autour, sont représentées les vierges sages et les vierges folles, des saints et des saintes, des anges, des apôtres.

##### Croisillon nord et sa rosace
On peut y voir contre le pilier nord-est de la croisée du transept, une statue de saint Denis, œuvre de Nicolas Coustou.
Le mur de fond du croisillon nord comporte trois niveaux : une porte, surmontée d'un pan de mur sans ornement. Le deuxième niveau est constitué d'une claire-voie à neuf arcades de deux lancettes. Enfin un troisième étage est constitué de la rosace.
À l'inverse de la rosace sud, la rosace nord a conservé presque intacts ses vitraux originels du XIIIe siècle. Le centre est occupé par la Vierge Marie. Autour d'elle gravitent les juges, les rois, les grands prêtres d'Israël et les prophètes de l'Ancien Testament.
La partie inférieure du mur de fond de ce bras du transept s'ouvre sur le portail du cloître.

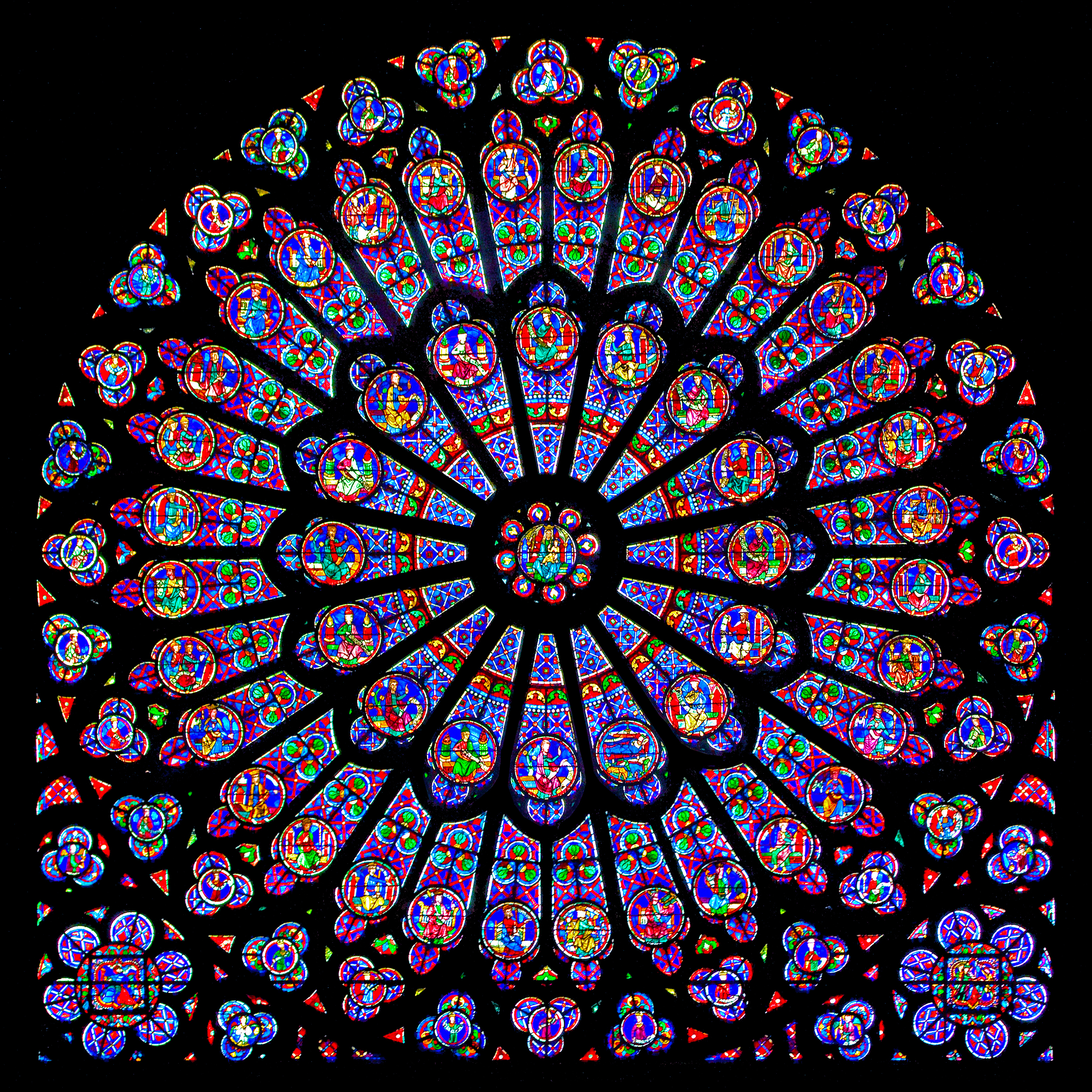
Rosace nord.
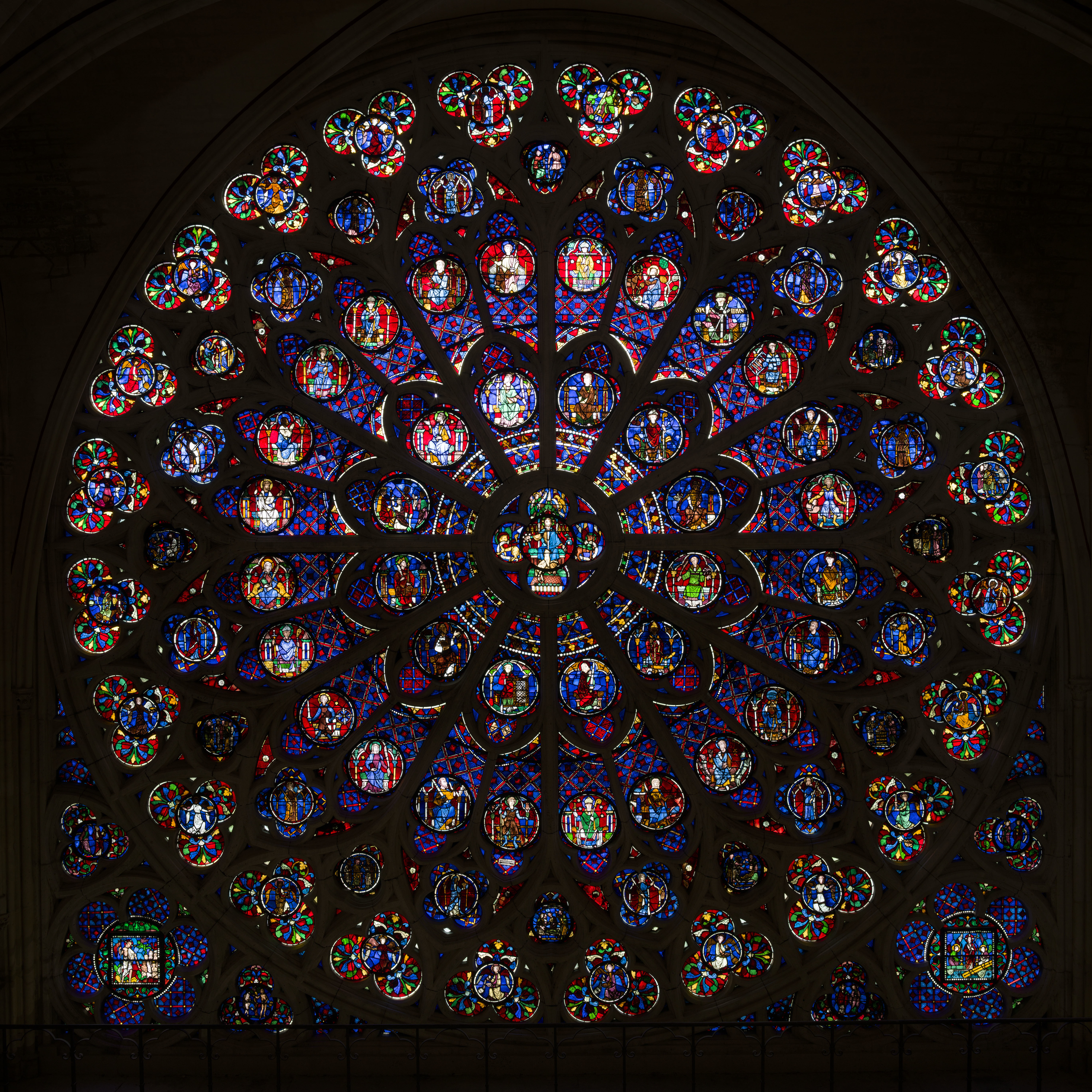
Rosace sud.
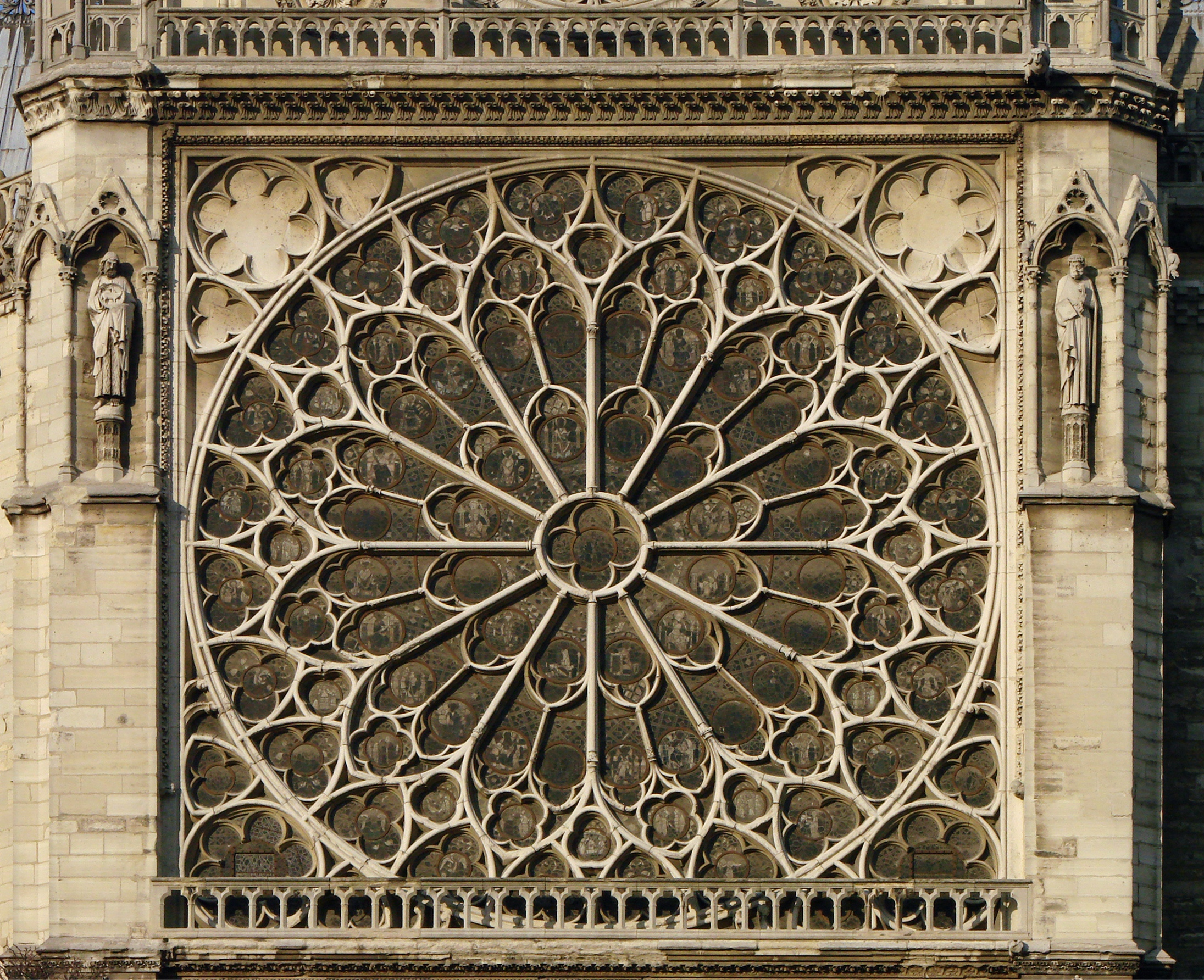
Vue extérieure de la rosace sud, restaurée en 1737.

#### Lustres

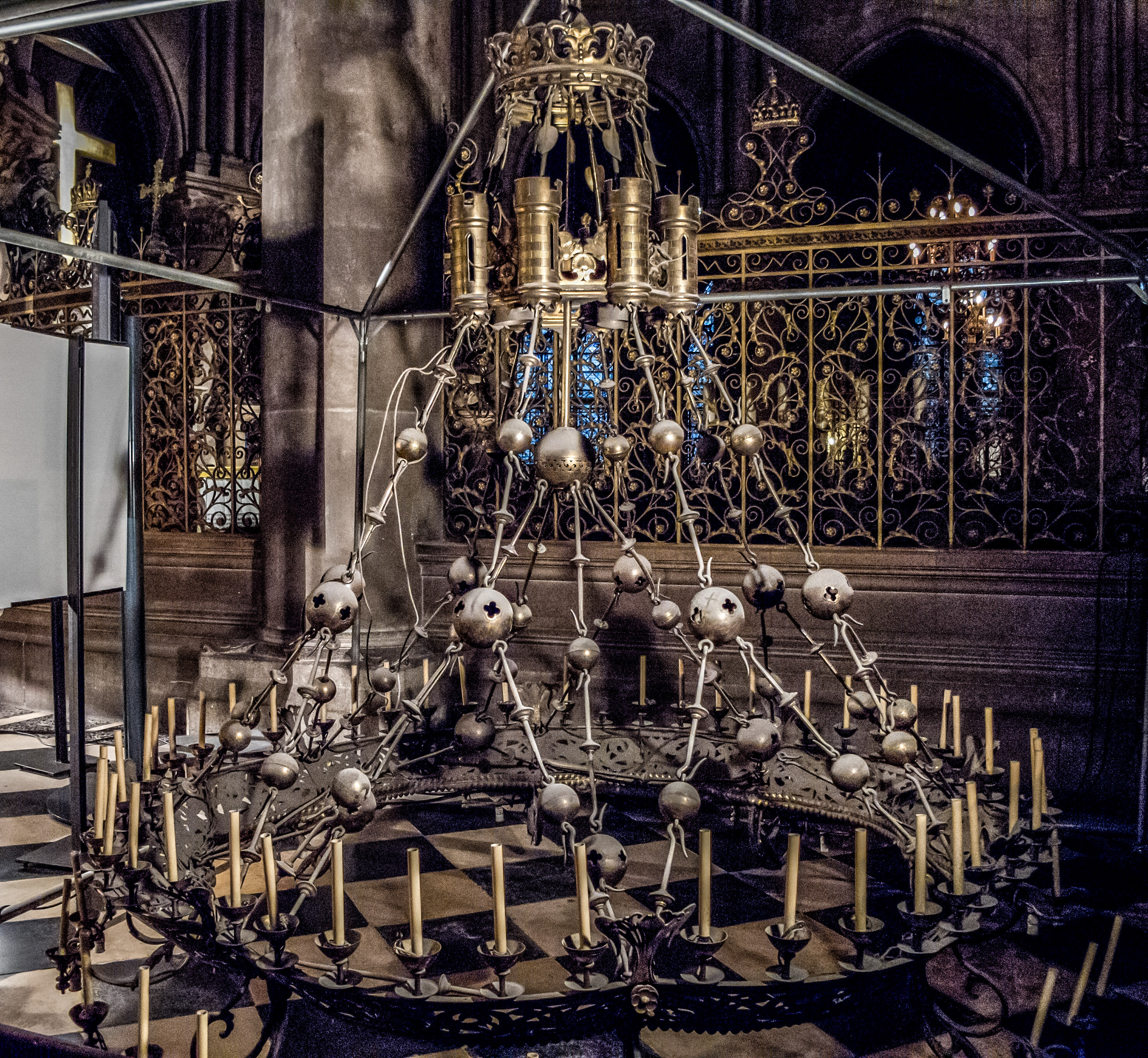
Couronne de lumières ou Grand lustre de la croisée du transept décrochée et déposée au sol en 2012.

Au Moyen Âge, on appelait lampesier ou lampier un lustre en forme d'anneau souvent de large diamètre, portant des petits godets à huile munis de mèches, et suspendu par une ou plusieurs chaînes, ordinairement trois. Il pouvait être en fer, en bois ou encore en argent ou en cuivre. Ces lampiers portaient parfois un grand nombre de godets ou de chandelles de cire : on les appelait alors « couronnes de lumière ». Elles étaient allumées à l'occasion des grandes fêtes et autres solennités.
Les grandes cathédrales, dont Notre-Dame, en étaient pourvues. Ces « couronnes » étaient richement ornées : faites de cuivre doré, on leur adjoignait des émaux, des boules de cristal, des dentelles de métal et d'autres ornements destinés à leur donner un aspect éblouissant. Ces « couronnes de lumière » n'avaient pas pour seules fonctions d'éclairer et d'enjoliver le sanctuaire ; elles avaient aussi une fonction religieuse : elles représentaient aux jours de fête la lumière du Christ éclairant le monde.

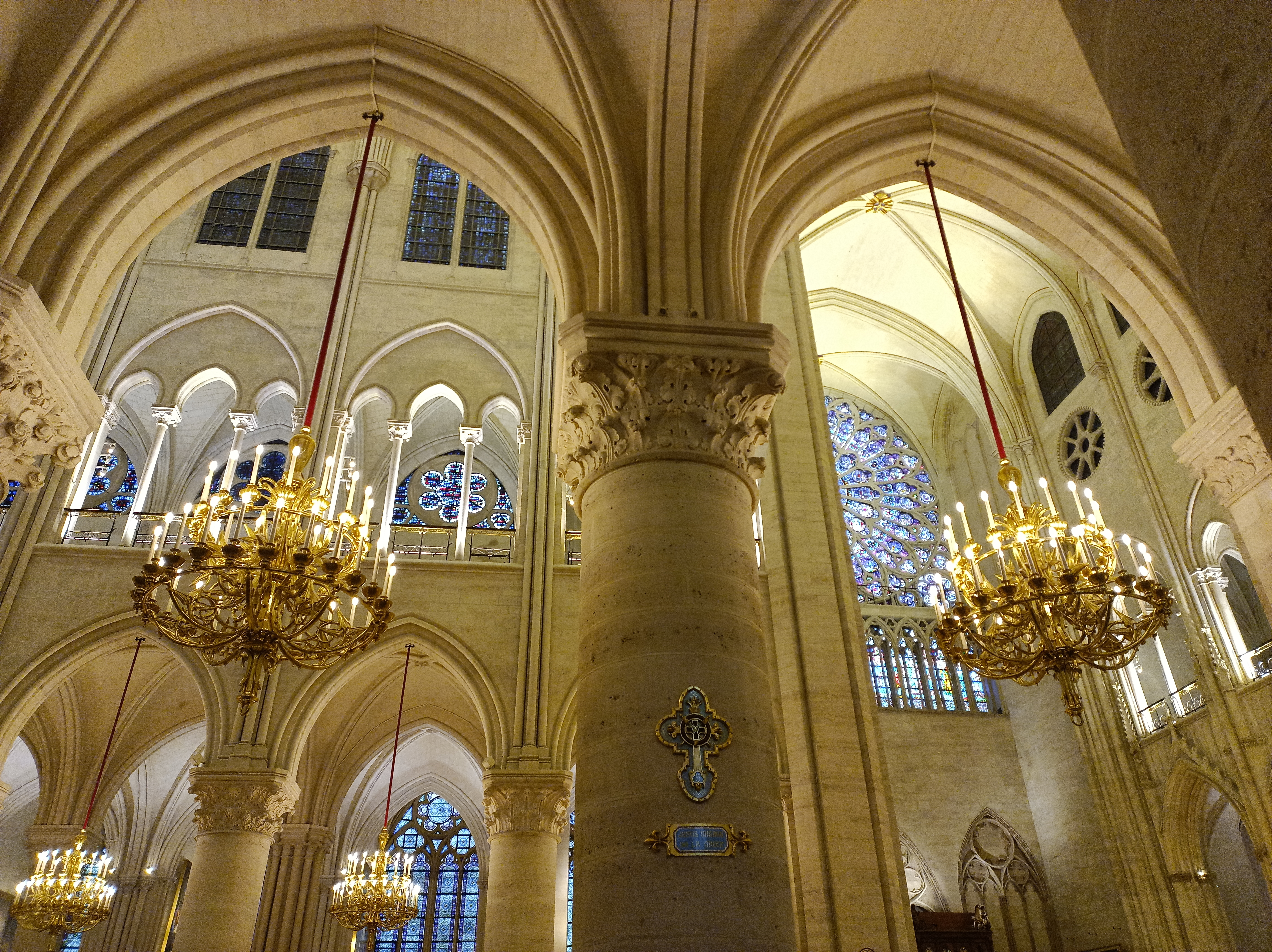
Deux des lustres latéraux.

Au XIXe siècle, Notre-Dame de Paris avait perdu sa grande couronne de lumières et Viollet-le-Duc avait notamment pour mission de reconstituer le mobilier gothique du sanctuaire. Il s'attacha à élaborer les dessins d'une nouvelle « couronne » dans le style gothique. La « couronne de lumières » est à deux rangs, le second comportant des tourelles en cuivre doré. Elle a été exécutée à l'époque par l'orfèvre Placide Poussielgue-Rusand. Pendue normalement à la croisée du transept, elle a été déposée en 2014 et installée à la basilique Saint-Denis.
La couronne de lumières de Notre-Dame de Paris et les 12 lustres en bronze doré de la nef qui l'accompagnent sont classés monument historique au titre d'objet.

### Orgues

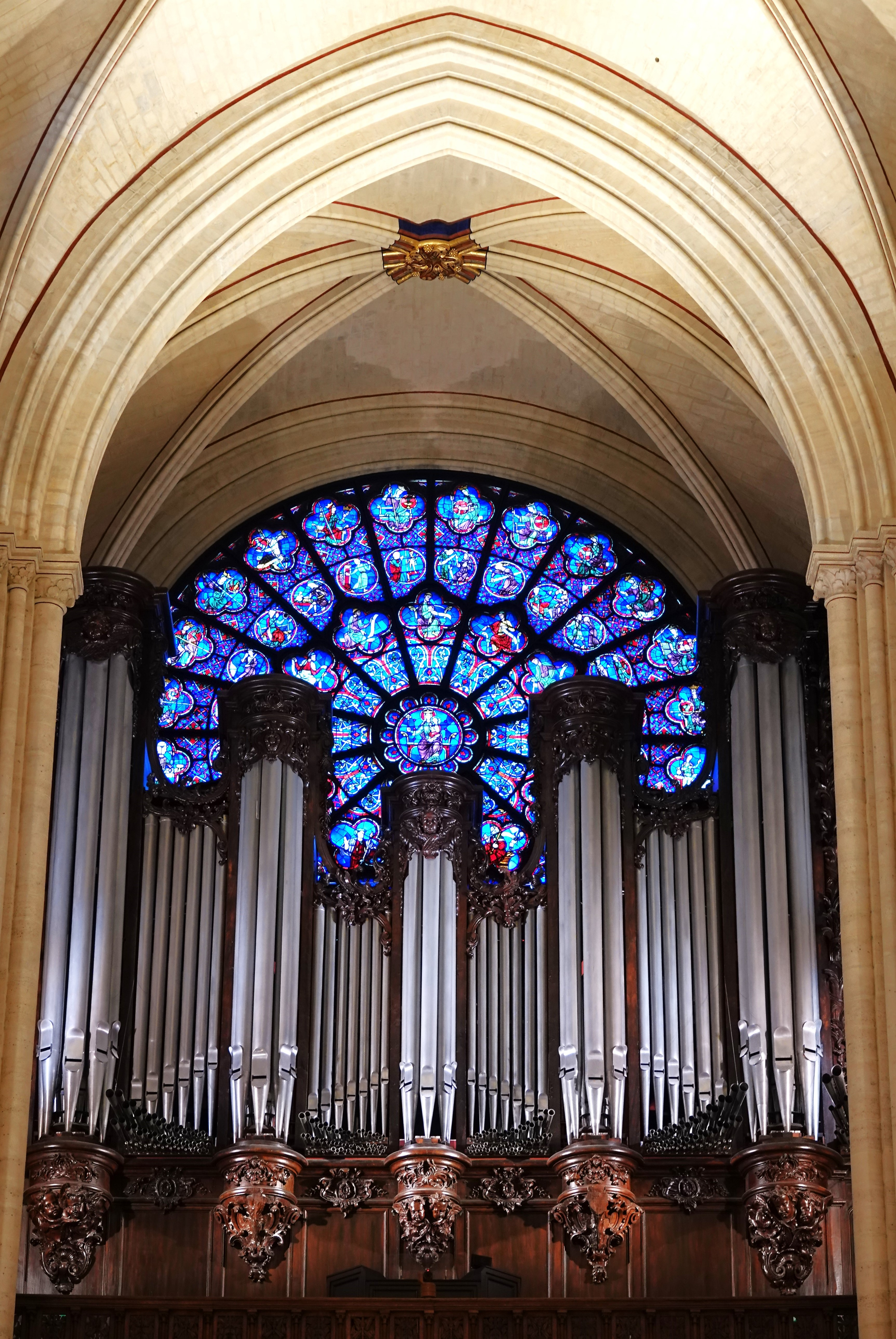
Le grand orgue.

#### Grand orgue
Le Grand orgue actuel de Notre-Dame de Paris, est le fruit des travaux successifs de plusieurs grands facteur d'orgues : construction dans le buffet actuel par François Thierry en 1733, reconstructions par François-Henri Clicquot en 1783, puis par Aristide Cavaillé-Coll en 1868 ; restaurations par Boisseau depuis 1960, avec la collaboration de Synaptel en 1992. En 1868, il comprenait 86 jeux. À l'heure actuelle, après de multiples ajouts et restaurations, il compte 115 jeux réels depuis 2014. On dénombre près de huit mille tuyaux. La transmission est devenue numérique pour les cinq claviers ainsi que le tirage des 115 jeux réels. Après celui de l'église Saint-Eustache de Paris, il est le deuxième plus grand orgue de France.
Parmi ses anciens titulaires, on peut citer Armand-Louis Couperin (1755-1789) et Claude Balbastre (1760-1793). Ce dernier a composé en 1793, à une période où la cathédrale était transformée en temple de la Raison et où l'instrument était menacé de destruction, les pièces Variations sur le thème de la Marseillaise : Marche des Marseillois et sur l'air de Ça ira. Plus récemment, ses titulaires ont été Louis Vierne 1900-1937 (avec pour assistants Maurice Duruflé et Léonce de Saint-Martin), Léonce de Saint-Martin (1937-1954), Pierre Cochereau (1955-1984), Yves Devernay (1985–1990). Les titulaires actuels du Grand orgue sont Olivier Latry (1985), Philippe Lefebvre (1985), Vincent Dubois (2016). Jean-Pierre Leguay (1985-2015) est nommé organiste titulaire émérite.
L'incendie d'avril 2019 ne semble pas l'avoir gravement endommagé, mais l'orgue nécessite un important travail de dépose et de restauration.

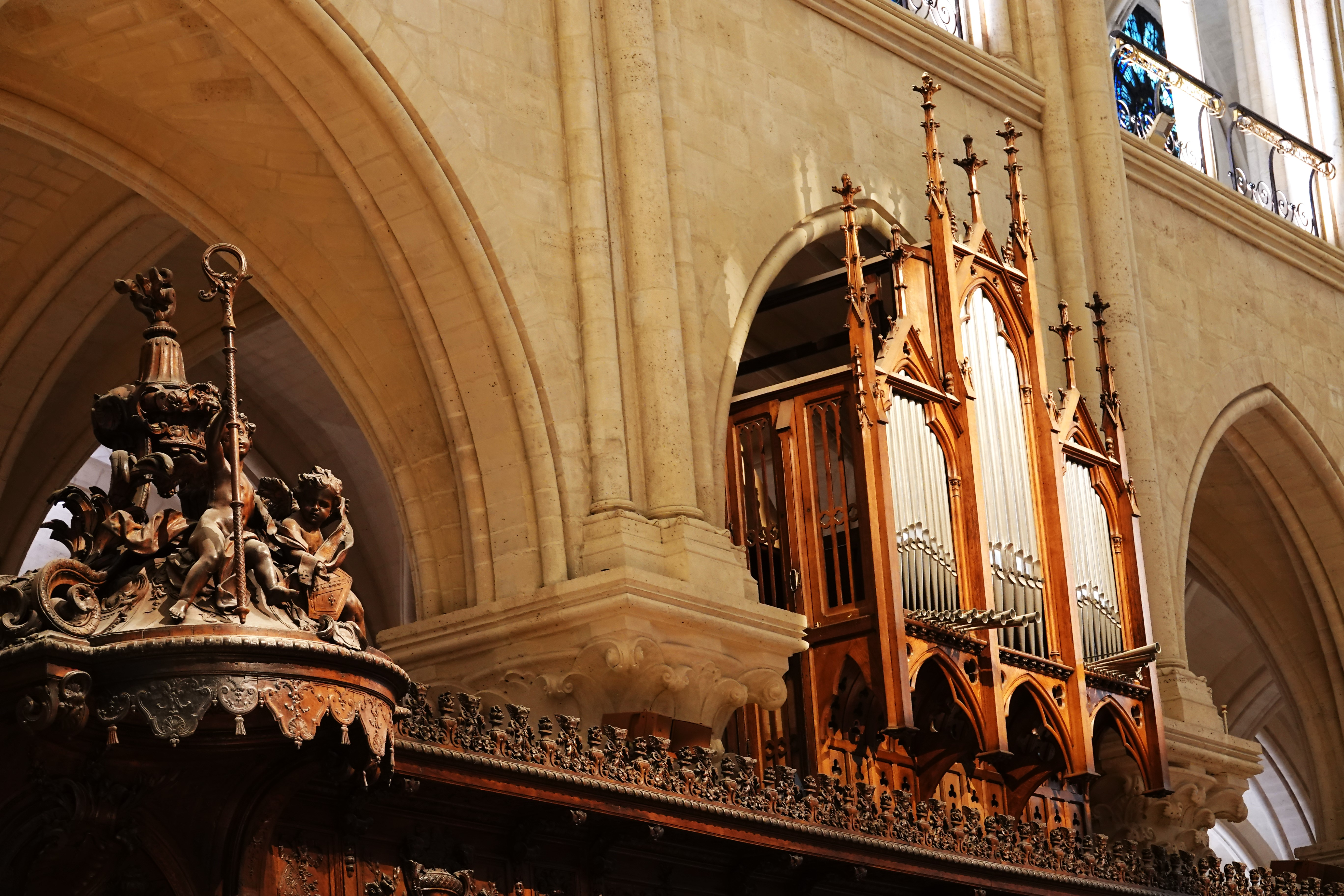
L'orgue de chœur.

#### Orgue de chœur et musique vocale

##### Actuel orgue de chœur
L'orgue de chœur comprend trente jeux répartis sur deux claviers et un pédalier. Il comporte deux mille tuyaux et est placé du côté nord du chœur, au-dessus des stalles. Son titulaire est Yves Castagnet depuis 1988.
En 1863, on installa un orgue de Joseph Merklin dans un buffet gothique dessiné par Viollet-le-Duc. Il fut plusieurs fois modifié et restauré. On l'installa au-dessus des stalles du côté nord du chœur. De restauration en restauration, il fut jugé irrécupérable en 1966, et remplacé en 1969 par l'orgue actuel créé par Robert Boisseau.
L'incendie d'avril 2019 a épargné le buffet mais pas la partie instrumentale de l'instrument. Les tuyaux n'ont pas fondu mais l'orgue a pris l'eau dans de telles proportions qu'une reconstruction a été décidée.

### Quelques maîtres de musique et organistes

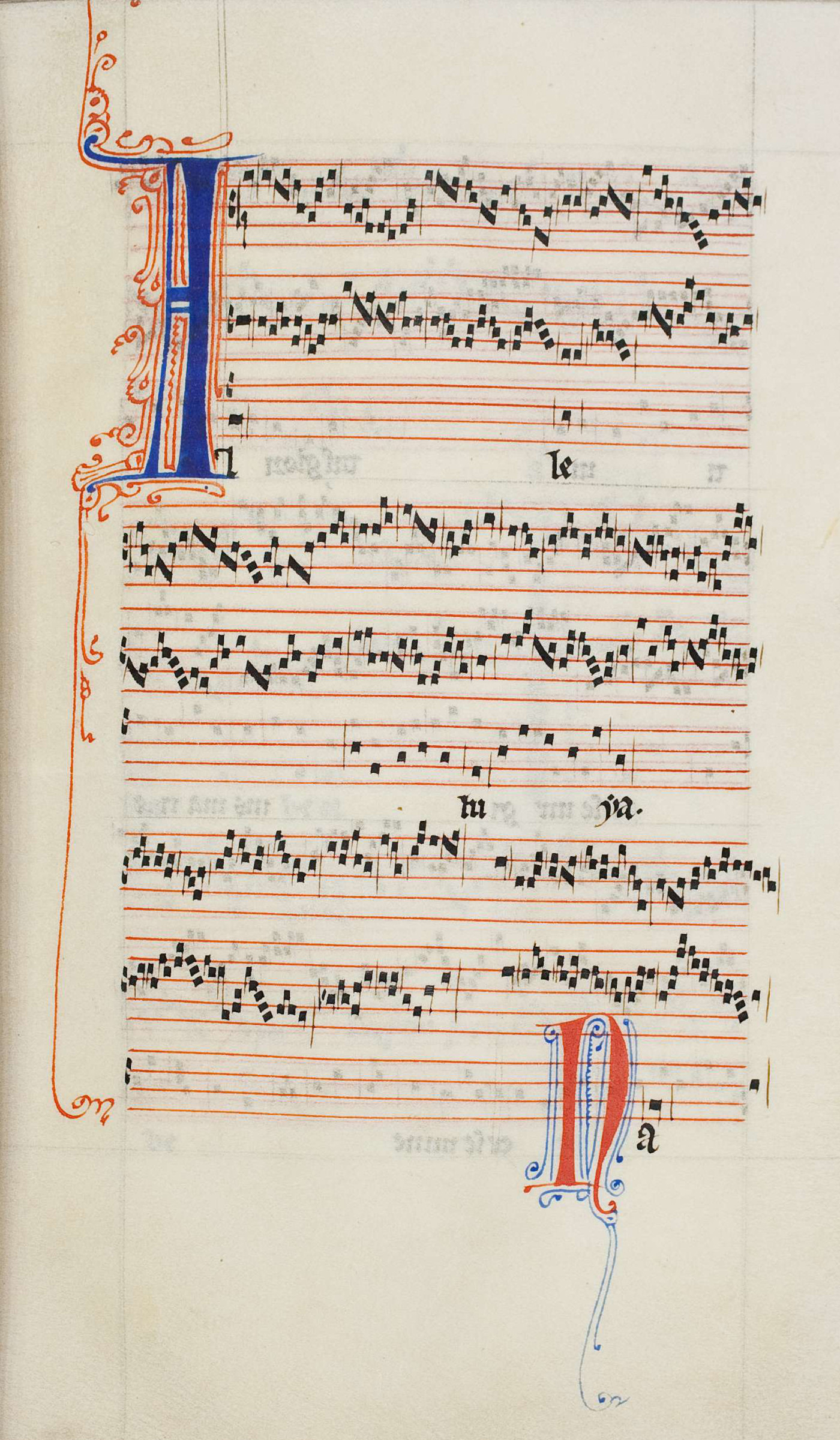
Perotin - Alleluia nativitas à 3 voix, début.

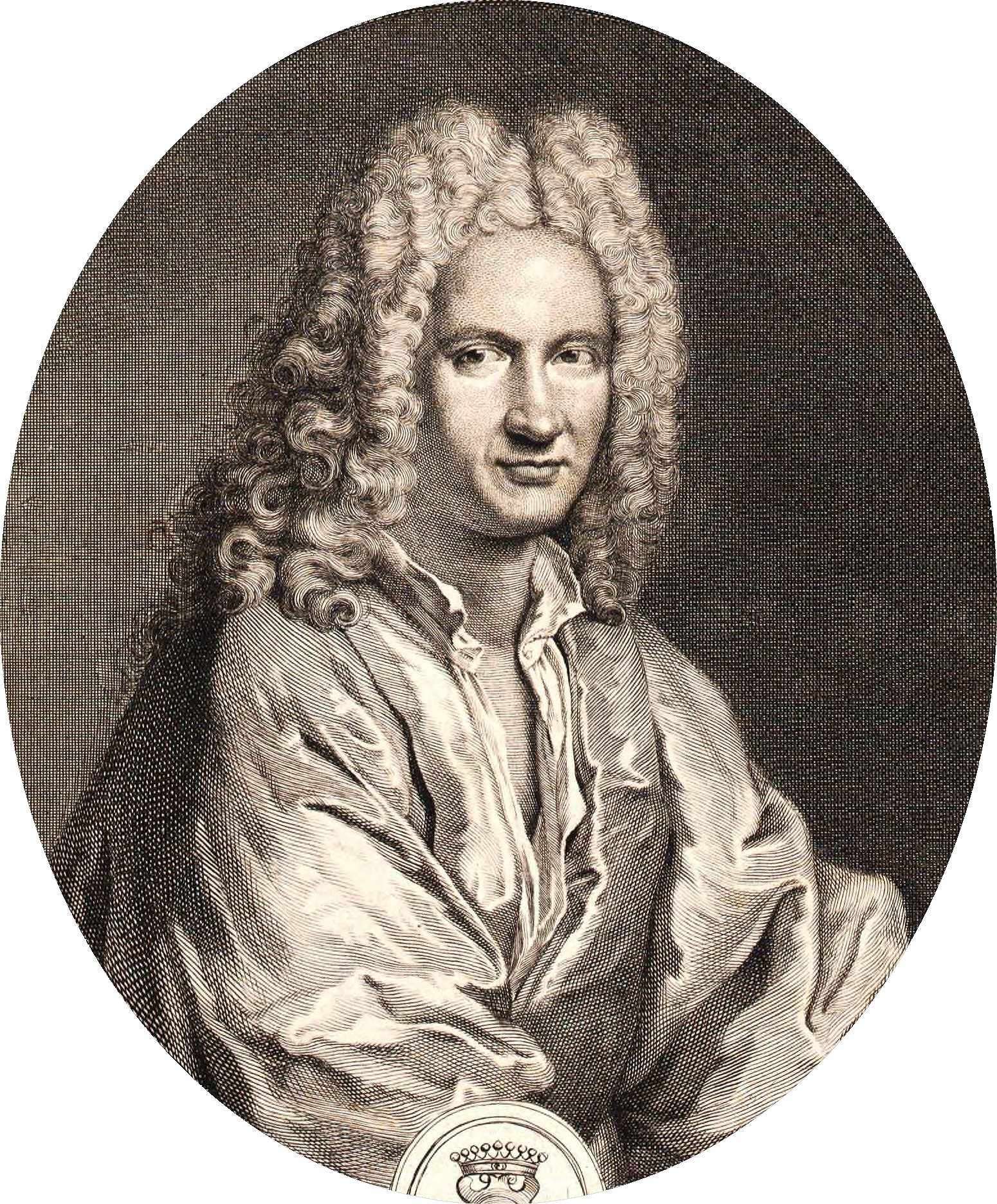
André Campra, maître de musique de Notre-Dame de Paris.

- Maître Albert de Paris, chanoine, maître de musique (on dit aujourd'hui « maître de chapelle ») de 1146 à 1177 ;
- Léonin, chanoine, maître de musique vers les années 1170 ;
- Pérotin le Grand, maître de musique au début du XIIIe siècle. À la suite de Léonin, et par sa contribution au développement de la polyphonie dans le chœur de Notre-Dame, il a orienté tout l'avenir de la musique occidentale, et peut être considéré comme un de ses fondateurs ;
- Arnoul Gréban, maître de musique de 1451 à 1456 ;
- Antoine Brumel, maître de musique en 1498 ;
- Jean-Jacques Petitjean, organiste vers 1500 ;
- Henri Frémart, chanoine, maître de musique en 1625 ;
- Valentin de Bournonville, maître de musique en 1646 ;
- Pierre Robert, maître de musique en 1653 ;
- André Campra est maître de musique de 1694 à 1700. Comme tous les autres, il compose de la musique sacrée ;
- Jean-François Lalouette est maître de chapelle en 1700, avec interruption en 1717 (Nicolas Groniard, qui avait été élève de Sébastien de Brossard à la Cathédrale Saint-Étienne de Meaux, lui succède pendant un an environ) ;
- François Pétouille est maître de musique en 1723 ;
- Louis Homet est maître de musique de 1734 à 1748 ;
- Jean-François Lesueur est maître de musique en 1786 ;
- 1790 - Révolution française : dispersion des chapitres canoniaux, sur ordre du Comité ecclésiastique révolutionnaire ;
- 1801 - Concordat entre Bonaparte et la papauté : Pierre Desvignes est maître de chapelle en 1802 ;
- Charles-Prosper Simon, organiste en 1840 ;
- Eugène Sergent, organiste de 1847 à 1900 ;
- Louis Vierne, organiste de 1900 à 1937 ;
- Maurice Duruflé, nommé assistant de Louis Vierne en 1927 ;
- Léonce de Saint-Martin, organiste de 1937 à 1954 ;
- Pierre Cochereau, organiste en 1955 ;
- Olivier Latry, Yves Devernay, Philippe Lefebvre, Jean-Pierre Leguay, organistes co-titulaires en 1985 ;
- Jehan Revert, chanoine, est maître de chapelle de 1959 à 1991.

#### Musique sacrée à Notre-Dame de Paris
Musique sacrée à Notre-Dame de Paris est le nom de la structure qui gère aujourd'hui l'enseignement musical et l'animation des offices dans la cathedrale par la Maîtrise Notre-Dame de Paris.
Pendant une quinzaine d'années (jusqu'en 2006), chœurs et maîtrise ont été dirigés par Nicole Corti, actuellement professeur au Conservatoire national supérieur de musique et de danse de Lyon (CNSMDL). Elle y avait été formée par Bernard Tétu (également directeur musical des Chœurs et solistes de Lyon). En septembre 2006, Lionel Sow a pris la direction de l'ensemble de la Maîtrise de Notre-Dame de Paris (Chœur d'enfants, Jeune Ensemble et Chœur d'adultes). Depuis 2002, il était assistant de Nicole Corti, auprès des enfants de la maîtrise. En outre, à partir de 2004, il a commencé à diriger régulièrement le Chœur de Radio France. Depuis 2014, il est le chef du Chœur de l'Orchestre de Paris. C'est le chef de chœur et organiste Henri Chalet qui le remplace à Notre-Dame (Henri Chalet y était déjà chef assistant et professeur).
Depuis 1994 jusqu’à l’incendie, Sylvain Dieudonné était également chef de chœur à Notre-Dame ; il était responsable du Département de musique médiévale. Spécialiste du chant grégorien, il enseignait et dirigait la liturgie grégorienne à Notre-Dame. Il est aussi chercheur et musicologue.
Actuellement, le chœur d'enfants est dirigé par Émilie Fleury.

#### Ensembles musicaux invités
Notre-Dame de Paris accueille régulièrement des ensembles vocaux ou instrumentaux, français ou étrangers. Le dernier à avoir donné un concert à Notre-Dame (12 avril 2019) a été le SAMOHI Choir (Santa Monica High School (en) Choir), un chœur californien de haut niveau composé d'une soixantaine de choristes, filles et garçons âgés de 16 à 18 ans pour la plupart. Cet ensemble, qui venait d'effectuer une tournée en France, s'est encore produit le lendemain 13 avril à l'église Saint-Sulpice de Paris.

### Cloches
Les cloches de Notre-Dame de Paris comprennent, depuis 2013, dix cloches. Le gros bourdon Emmanuel est installé depuis 1686 dans le beffroi sud de la cathédrale Notre-Dame de Paris. En 2013, un nouveau petit bourdon Marie est ajouté à Emmanuel et huit nouvelles cloches sont installées dans le beffroi nord en remplacement de quatre cloches datant du XIXe siècle.

### Horloge de Notre-Dame de Paris
La cathédrale comportait une horloge du fabricant Collin, installée en 1867. Cette horloge a été détruite lors de l'incendie du 15 avril 2019.

### Trésor de Notre-Dame de Paris
Les inventaires de 1343 et 1416 ne mentionnent pas les salles primitives qui abritent le premier trésor de Notre-Dame de Paris, utilisé comme réserve monétaire en cas de besoin. Les rois de France en vendent des pièces ou les envoient à la fonte en période de crise ou de guerre. Pillé en 1793, le trésor est reconstitué à partir de 1804, avec notamment la remise à l'archevêché de Paris des reliques de la Sainte-Chapelle puis il est enrichi par des dons et des commandes du Chapitre.
Le trésor actuel de Notre-Dame de Paris est exposé dans l'immeuble néogothique de la sacristie du Chapitre, construit de 1840 à 1845 sous la houlette de Jean-Baptiste Antoine Lassus et Eugène Viollet-le-Duc, et situé au sud du chœur de la cathédrale. On y accède par une des chapelles latérales droites du chœur. Le public peut actuellement le visiter tous les jours sauf le dimanche. On peut y voir notamment des pièces prestigieuses comme la Couronne d'épines et d'autres reliques de la Passion du Christ, ostensoirs et reliquaires, un grand lutrin à la baroque envolée, une collection de camées des papes.

#### Sacristie du chapitre

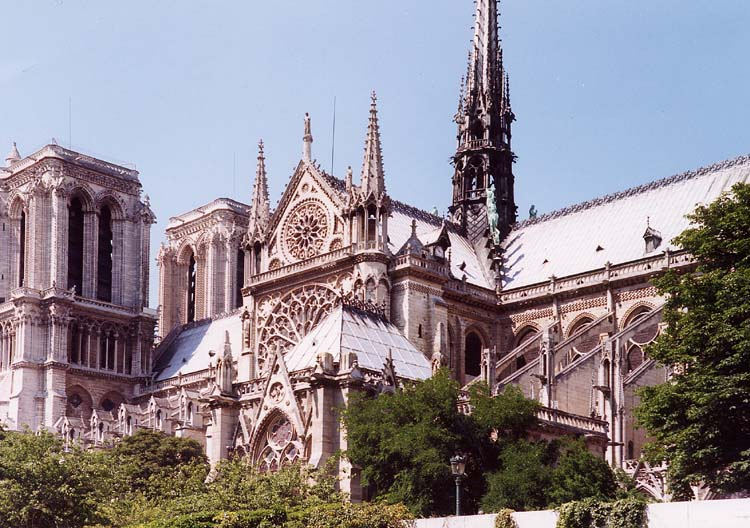
À l'avant-plan, juste devant le bras sud du transept, le bâtiment de la sacristie du chapitre, datant du XIXe siècle et situé au sud-est de l'édifice, héberge le trésor de Notre-Dame. À droite, à l'arrière-plan : le chœur de la cathédrale.

Dans les années 1830, la construction d'une nouvelle sacristie du chapitre s'imposait. En effet, le bâtiment précédent, construit par Jacques-Germain Soufflot entre 1755 et 1758, et gravement endommagé lors des émeutes du 29 juillet 1830, avait connu un triste sort le 14 février 1831. Ce jour-là en effet le palais archiépiscopal et la sacristie furent pillés et détruits. Il s'agissait d'un édifice mêlant les styles grec et gothique : un escalier doté de deux rampes donnait sur une pièce ronde voûtée où l'on entreposait les châsses et les reliques, tandis que les ornements étaient conservés à l'étage du dessus.
Le budget de 2 650 000 francs pour la restauration de la cathédrale, voté par l'Assemblée nationale en 1845, permettait non seulement la réfection du sanctuaire, mais aussi la construction de cette sacristie, et ce pour un montant de 665 000 francs pour le gros œuvre. Comme on l'a vu, l'édification de cette dernière s'avéra bien plus coûteuse, le sous-sol très instable nécessitant des fondations profondes de quelque 9 m. Quant au style, Viollet-le-Duc opta pour du néogothique inspiré du XIIIe siècle, afin de le mettre en harmonie avec le chevet de la cathédrale. Les travaux commencent en 1849. La sacristie est reliée à la cathédrale par deux bras parallèles enserrant de ce fait un espace affecté à un petit cloître carré, le cloître du Chapitre.

#### Vitraux de la sacristie du chapitre
Les vitraux avaient été prévus blancs au départ, mais Prosper Mérimée ayant souligné les inconvénients de cette absence de coloration, on en vint rapidement à mettre en place des vitraux de couleur. Ceux de la salle principale de l'édifice qui représentent une série d'évêques de Paris furent exécutés par Laurent-Charles Maréchal de Metz.
Les arcatures des galeries du cloître possèdent dix-huit verrières dont les vitraux sont de couleurs plus légères, œuvre d'Alfred Gérente d'après les dessins de Louis Steinheil. Ces verrières représentent la légende de sainte Geneviève de Paris, patronne de la ville de Paris. On peut voir au bas de chaque vitrail une inscription latine décrivant la scène[réf. souhaitée]. Seules les six dernières scènes de la vie de la sainte peuvent être admirées par les visiteurs. Ce sont ceux qui se trouvent dans le couloir donnant accès au Trésor. Au sommet de la principale verrière du cloître, se trouve un vitrail représentant le couronnement de la Vierge.

Illustrations de quatre verrières
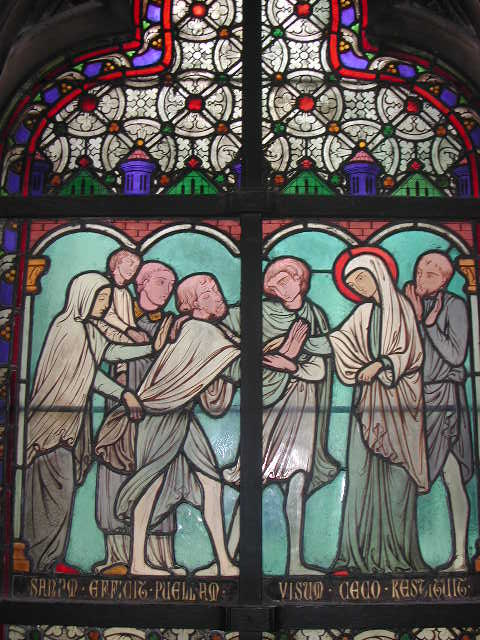
Sainte Geneviève rend la vue à deux aveugles.
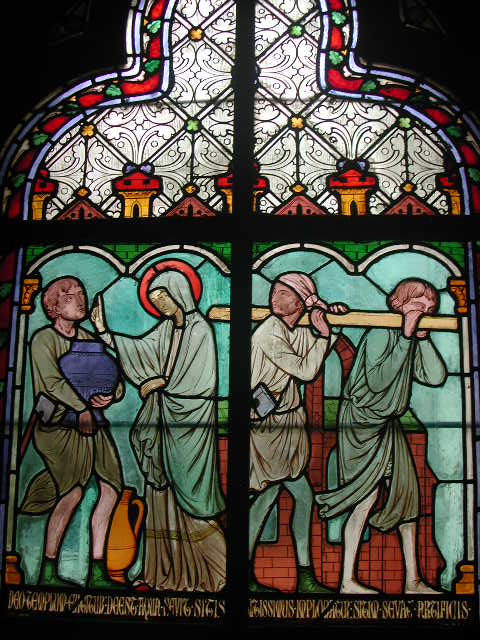
Sainte Geneviève remplit miraculeusement les vases destinés aux bâtisseurs d'une chapelle.
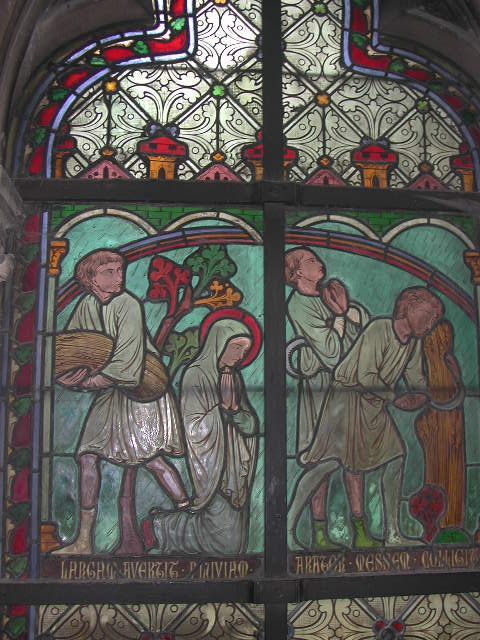
Sainte Geneviève obtient par sa prière que la pluie qui menace la récolte s'éloigne.
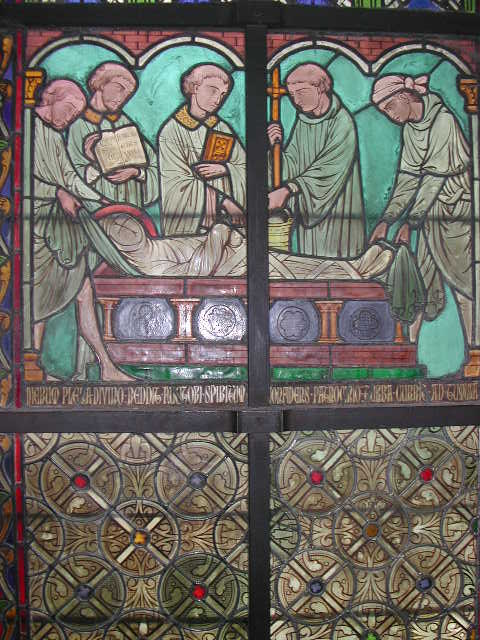
Mort de sainte Geneviève.

#### Reliquaires et reliques
Les pièces principales exposées au trésor sont les reliquaires de la Sainte Couronne d'Épines et d'un fragment de la Croix du Christ, ainsi qu'un clou de cette dernière. Ne sont présentés au public que les reliquaires que divers donateurs du XIXe siècle (dont Napoléon Ier et Napoléon III) offrirent pour les accueillir, puisque lors de la Révolution française, le trésor fut pillé, et les divers objets qu'il contenait dispersés ou détruits.
La pièce centrale du trésor est le reliquaire de la Croix Palatine qui s'y trouve depuis 1828. On la nomme ainsi parce qu'elle a appartenu à la princesse Palatine Anne de Gonzague de Clèves morte au XVIIe siècle. Ce reliquaire est destiné à contenir un morceau de la Vraie Croix ainsi qu'un clou de cette dernière. On y trouve une lame en or avec inscription en grec attestant que le fragment a appartenu à l'empereur byzantin Manuel Ier Comnène mort en 1180.
Autre pièce de grande valeur, l'ancien reliquaire de la Sainte Couronne d'Épines qui fut créé en 1804 par Charles Cahier. Selon la tradition, la Couronne d'Épines fut acquise de Baudouin II de Courtenay, dernier empereur latin de Constantinople, par Louis IX, roi de France. Elle est visible durant le carême et la Semaine sainte. Lors de la restauration de 1845 effectuée par l'équipe de Viollet-le-Duc, la création d'une nouvelle châsse-reliquaire pour la Couronne d'Épines s'imposa. Ce nouveau reliquaire, en bronze et argent dorés, diamants et pierres précieuses, date de 1862. Il a une hauteur de 88 centimètres pour une largeur de 49 centimètres. Il fut réalisé d'après le dessin de Viollet-le-Duc par l'orfèvre Placide Poussielgue-Rusand, le même qui exécuta la couronne de lumières de la cathédrale. Adolphe-Victor Geoffroy-Dechaume a collaboré à sa réalisation pour la sculpture des figures. Le trésor contient aussi des reliques de Saint Louis, roi de France : des vêtements (dont la chemise de Saint Louis), un fragment de sa mâchoire et d'une côte.
Depuis la réouverture de la cathédrale en 2024, la Sainte Couronne est abritée dans un nouveau reliquaire disposé dans la chapelle axiale.

Thésaurus
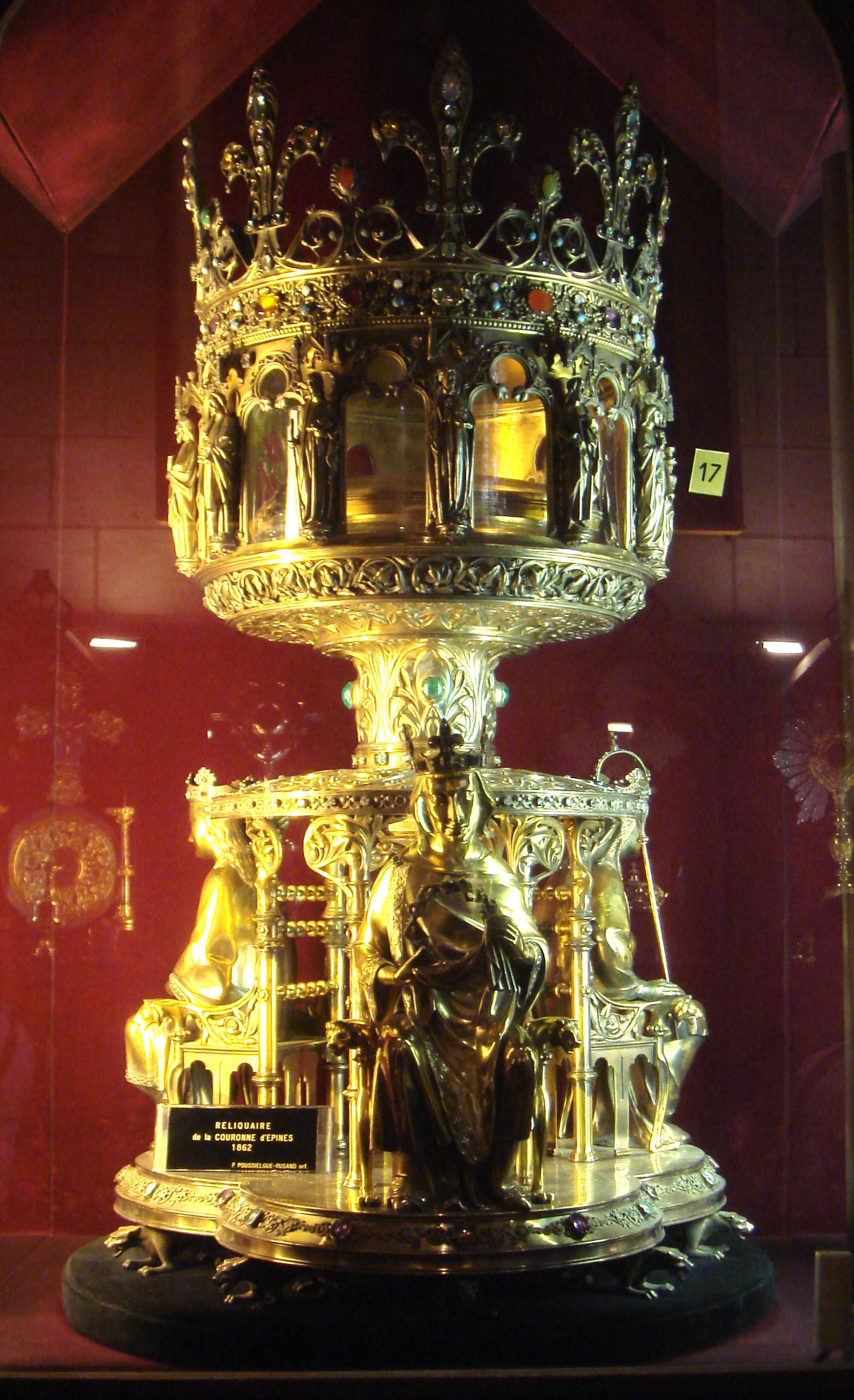
Second reliquaire de la Sainte Couronne, réalisé en 1862 par Placide Poussielgue-Rusand.
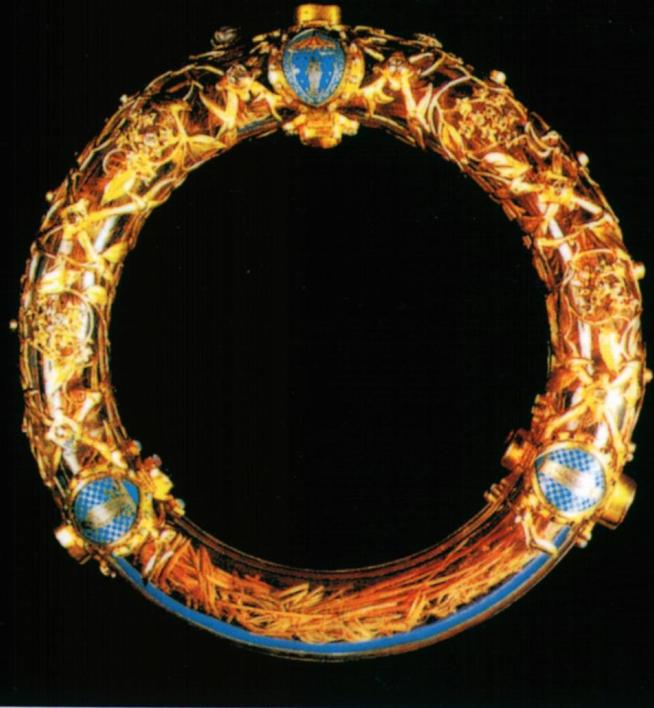
La Sainte Couronne dans le reliquaire circulaire en cristal de 1896.
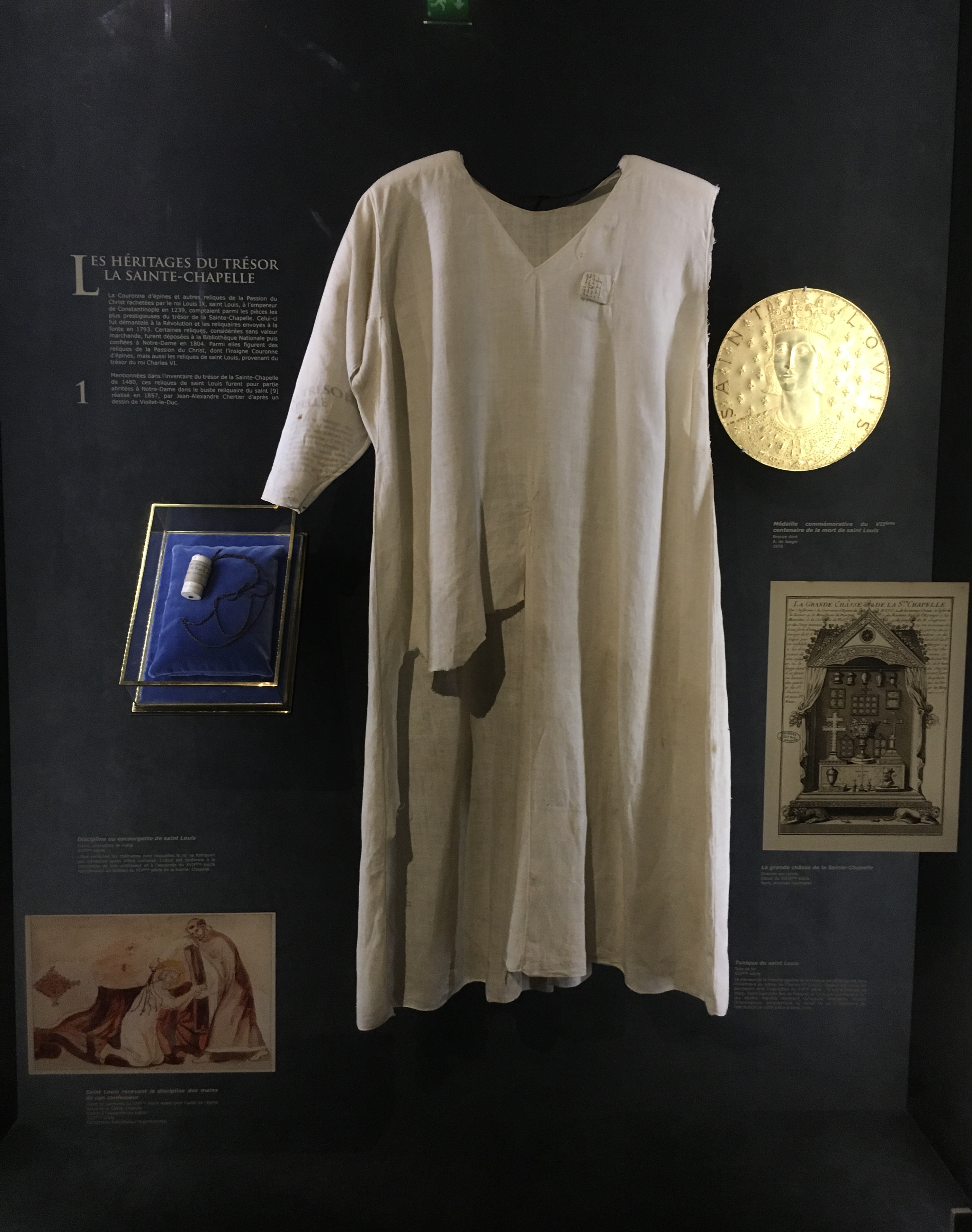
La chemise de Saint Louis.
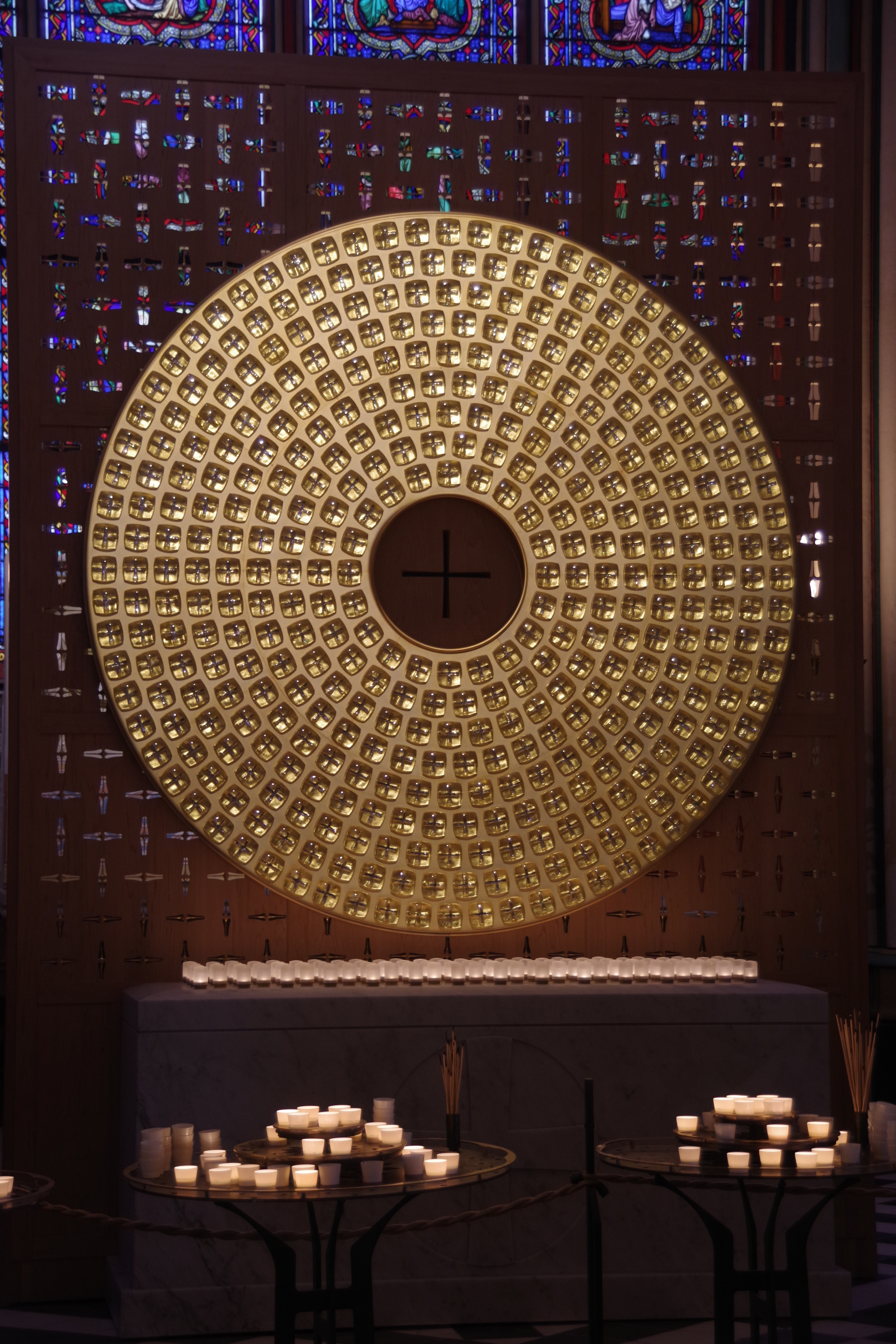
Reliquaire de 2024 de la Sainte Couronne

#### Autres objets du trésor
Ce sont surtout des objets datant des XIXe et XXe siècles qui sont exposés, les pièces possédées antérieurement ayant été en grande partie pillées, détruites, dispersées ou fondues à la Révolution française :
- Il existe de nombreux manuscrits précieux et des livres imprimés exposés dans les couloirs ;
- Une collection d'ornements sacerdotaux dont le Grand lutrin de Notre-Dame ;
- Souvenirs de Viollet-le-Duc et de son travail de restauration, souvenirs aussi des trois archevêques assassinés (Denys Affre, Marie Dominique Auguste Sibour et Georges Darboy), ainsi que de Paul Claudel et de sa conversion dans l'enceinte de Notre-Dame ;
- Dans la salle principale, se trouve une collection d'orfèvrerie, dont les reliquaires, notamment une Vierge à l'Enfant, offerte à la cathédrale par le roi Charles X en 1826, œuvre d'Jean-Baptiste Claude Odiot. Dans la même salle, on peut voir une vaste collection d'objets du culte (ciboires, burettes, aiguières, , etc.) ;
- Souvenirs des papes : ciboires de Léon XIII et de Jean XXIII ;
- Dans la salle capitulaire, une collection de 258 camées à l'effigie de tous les papes depuis saint Pierre jusqu'à Pie IX ;
- Parmi les objets antérieurs à la Révolution, rassemblés dans un meuble spécialement dessiné par Viollet-le-Duc, se trouve une croix en ébène et cuivre, avec un Christ en ivoire attribué à François Girardon ;
- Parmi les œuvres les plus récentes, on peut voir une cuve baptismale et son aiguière ainsi qu'un chandelier pascal, œuvres du sculpteur et orfèvre Goudji (1986). Lors des Journées mondiales de la jeunesse (JMJ) de 1997, Jean-Paul II utilisa cette cuve baptismale : depuis lors, l'image du baptême des catéchumènes dans la cuve baptismale de Goudji a fait le tour du monde.

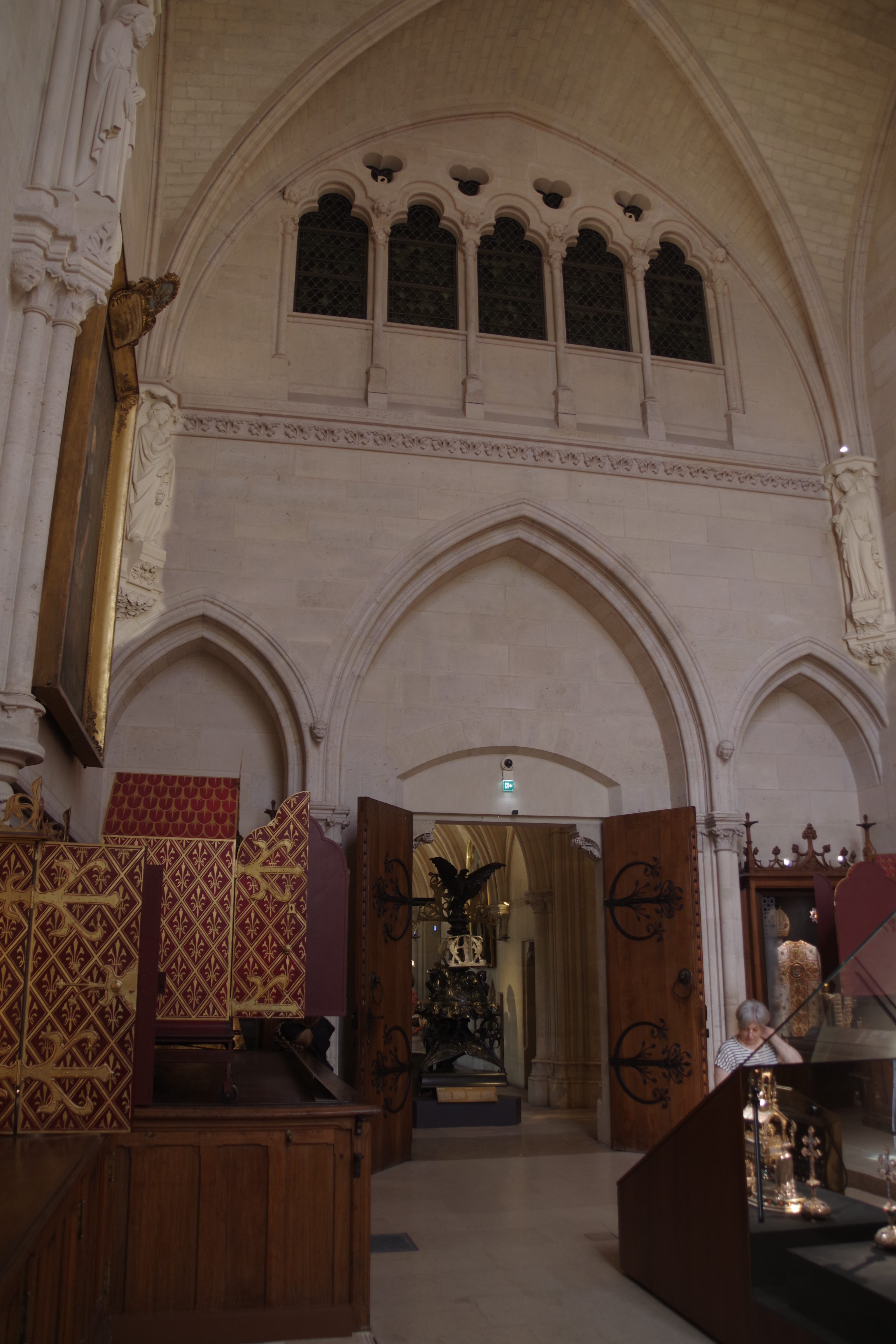
Sacristie.
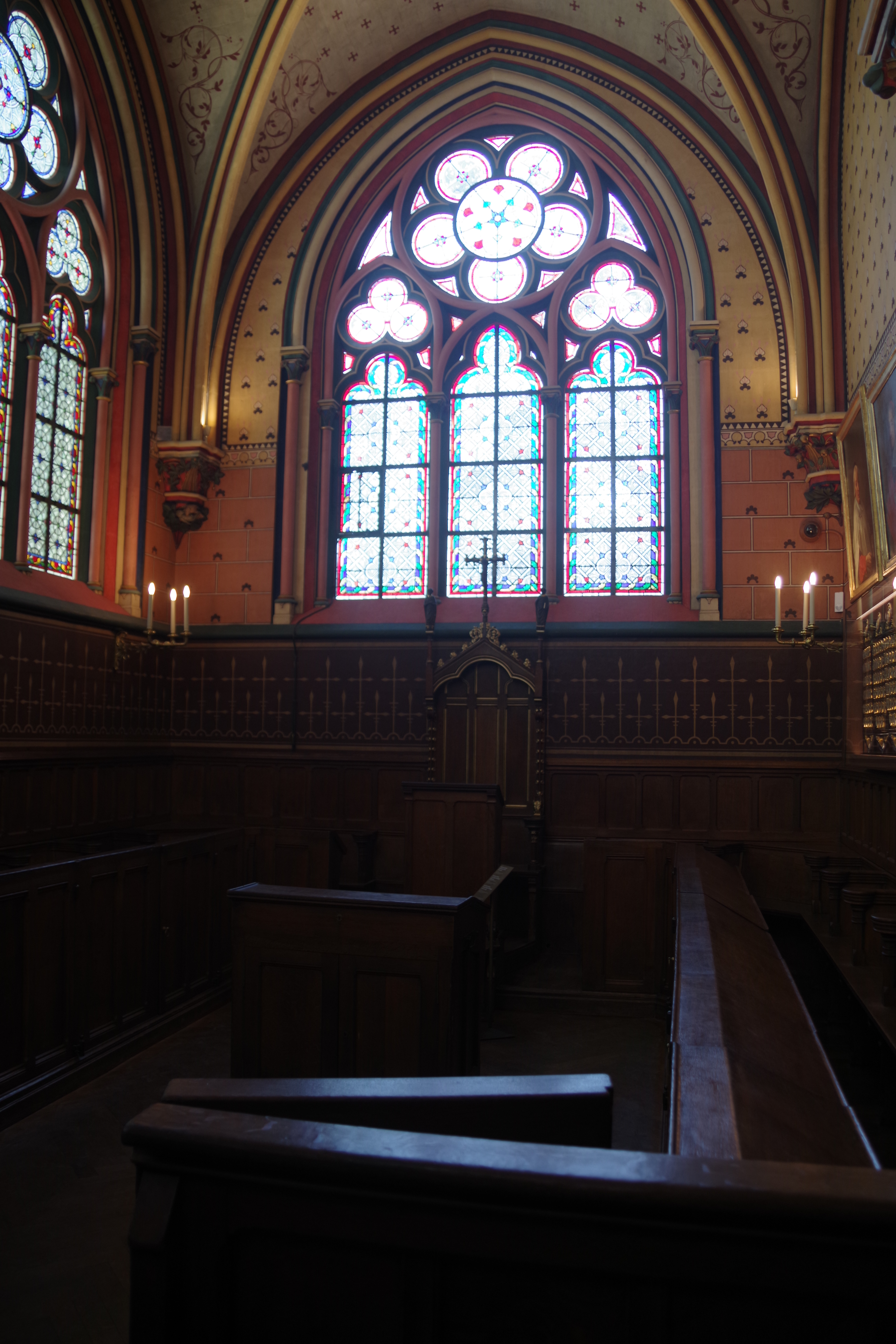
Salle capitulaire.
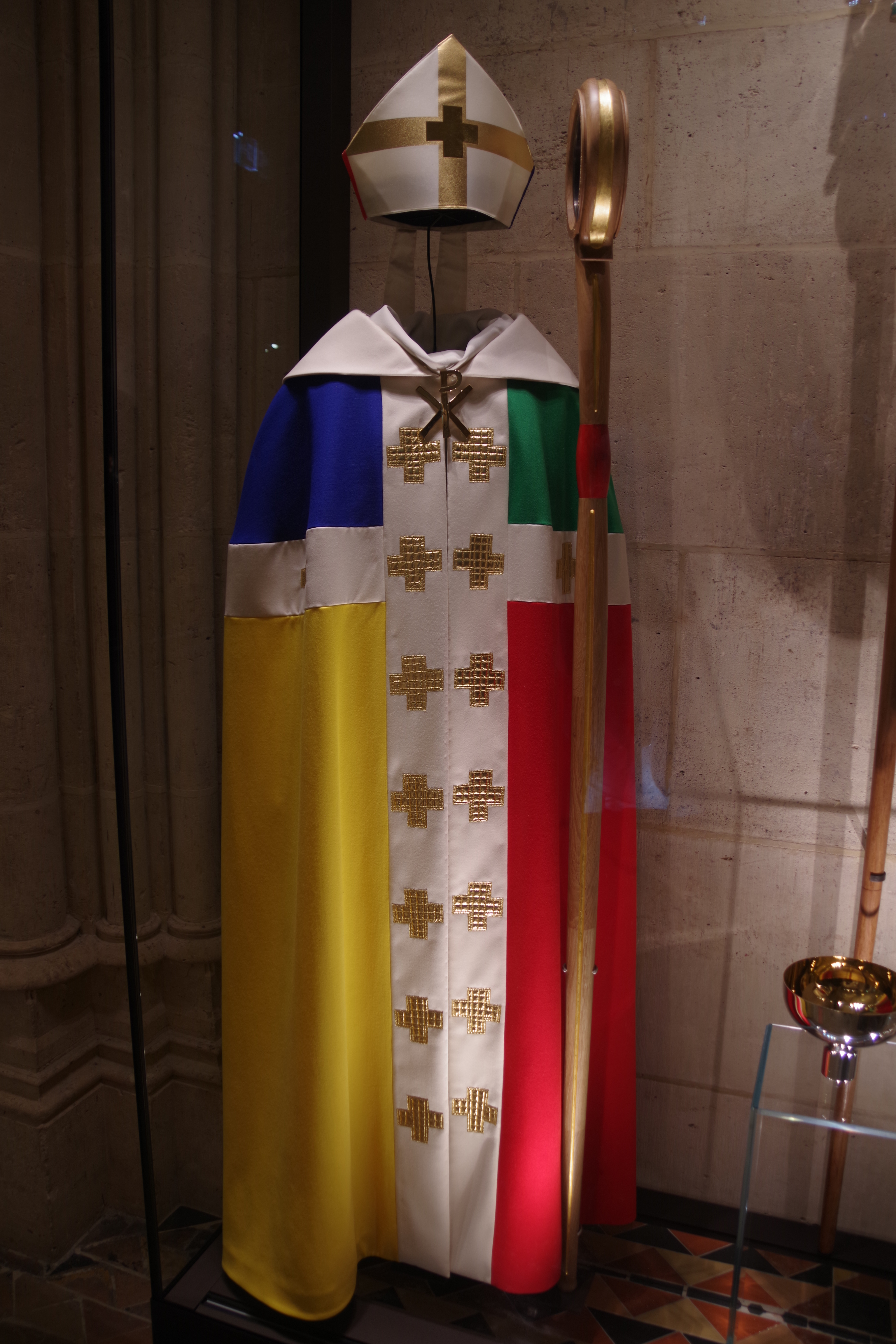
Vêtements liturgiques de 2024.
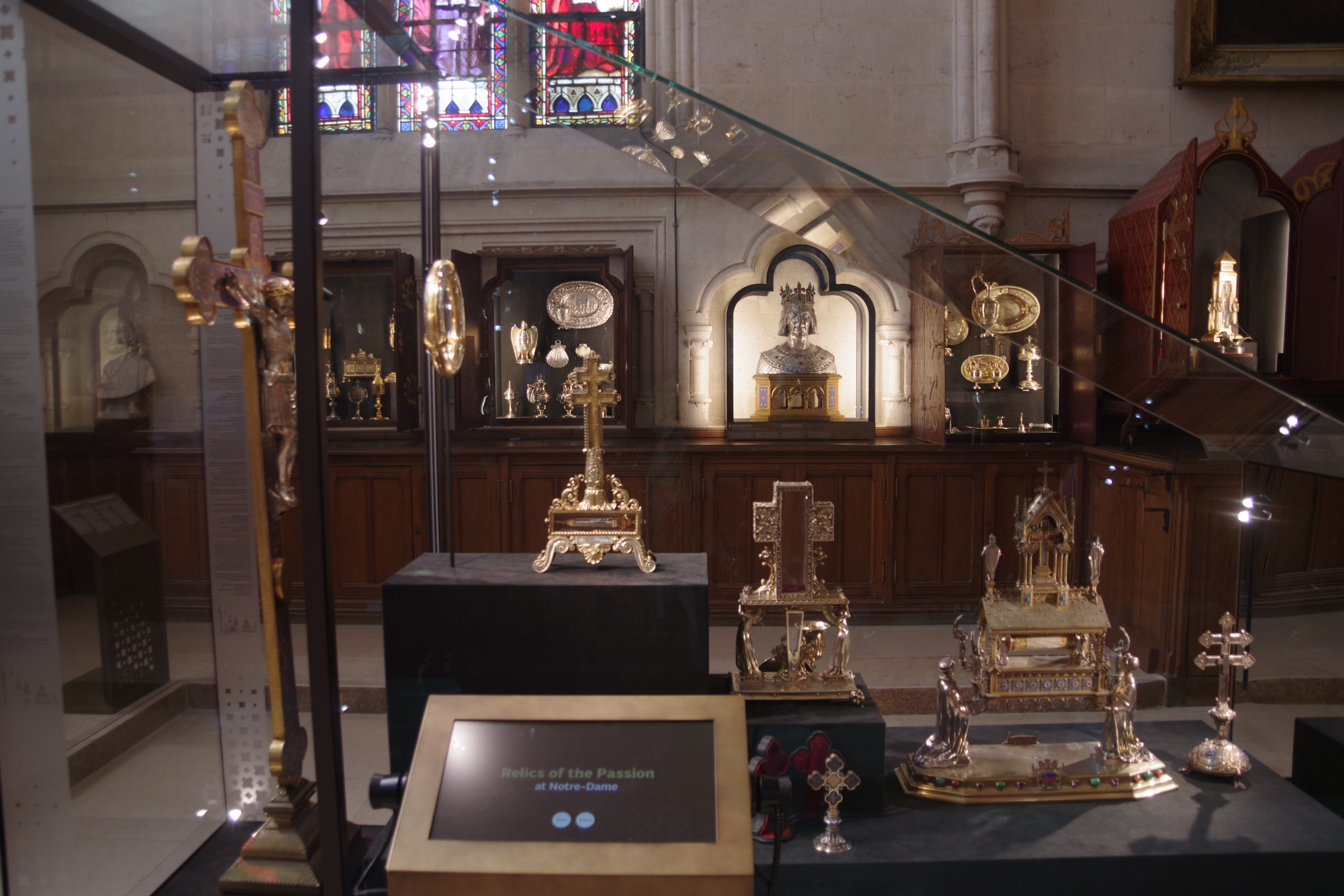
Trésor.

### Protection du patrimoine
Classée MH (1862)
Propriété de l'État (cad. 2014 AX 2) au cœur de l'île de la Cité, site protégé par arrêté du 6 août 1975, la cathédrale Notre-Dame de Paris, consacrée à une utilisation cultuelle et ouverte au public, est classée monument historique sur la liste de 1862. La médiathèque de l'architecture et du patrimoine conserve plus de 3 000 illustrations du monument. Près de 400 œuvres (éléments d'architecture, sculptures, tableaux, verrières, orgues, monuments funéraires, œuvres d'orfèvrerie, livres, etc.) conservées dans la cathédrale sont classées monument historique au titre d'objet.
 Patrimoine mondial (1991)
La cathédrale Notre-Dame est l'un des chefs-d'œuvre d'architecture du Moyen Âge réunis par le paysage fluvial des rives de la Seine à Paris, site classé en 1991 sur la liste du patrimoine mondial par l'organisation des Nations unies pour l'éducation, la science et la culture (UNESCO) au titre des critères (i) (« représenter un chef-d'œuvre du génie créateur humain »), (ii) (« témoigner d'un échange d'influences considérable pendant une période donnée ou dans une aire culturelle déterminée, sur le développement de l'architecture ou de la technologie, des arts monumentaux, de la planification des villes ou de la création de paysages ») et (iv) (« offrir un exemple éminent d'un type de construction ou d'ensemble architectural ou technologique ou de paysage illustrant une ou des périodes significative(s) de l'histoire humaine »). Elle constitue une référence dans la diffusion de l'architecture gothique, illustrant les manières de bâtir utilisées à partir du XIIe siècle.

## Lieu de culte catholique

### Basilique parisienne

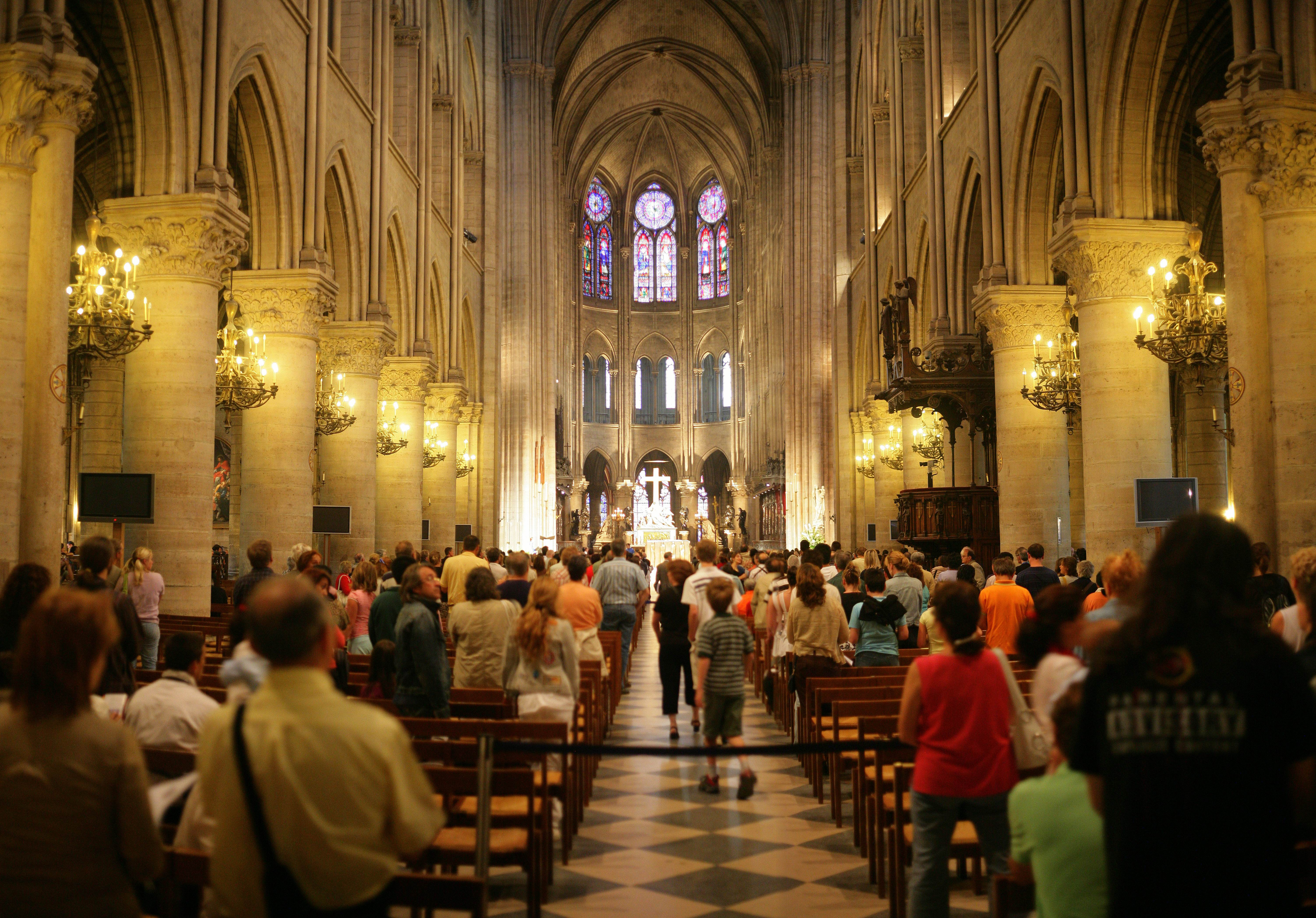
Office religieux à Notre-Dame en 2007.

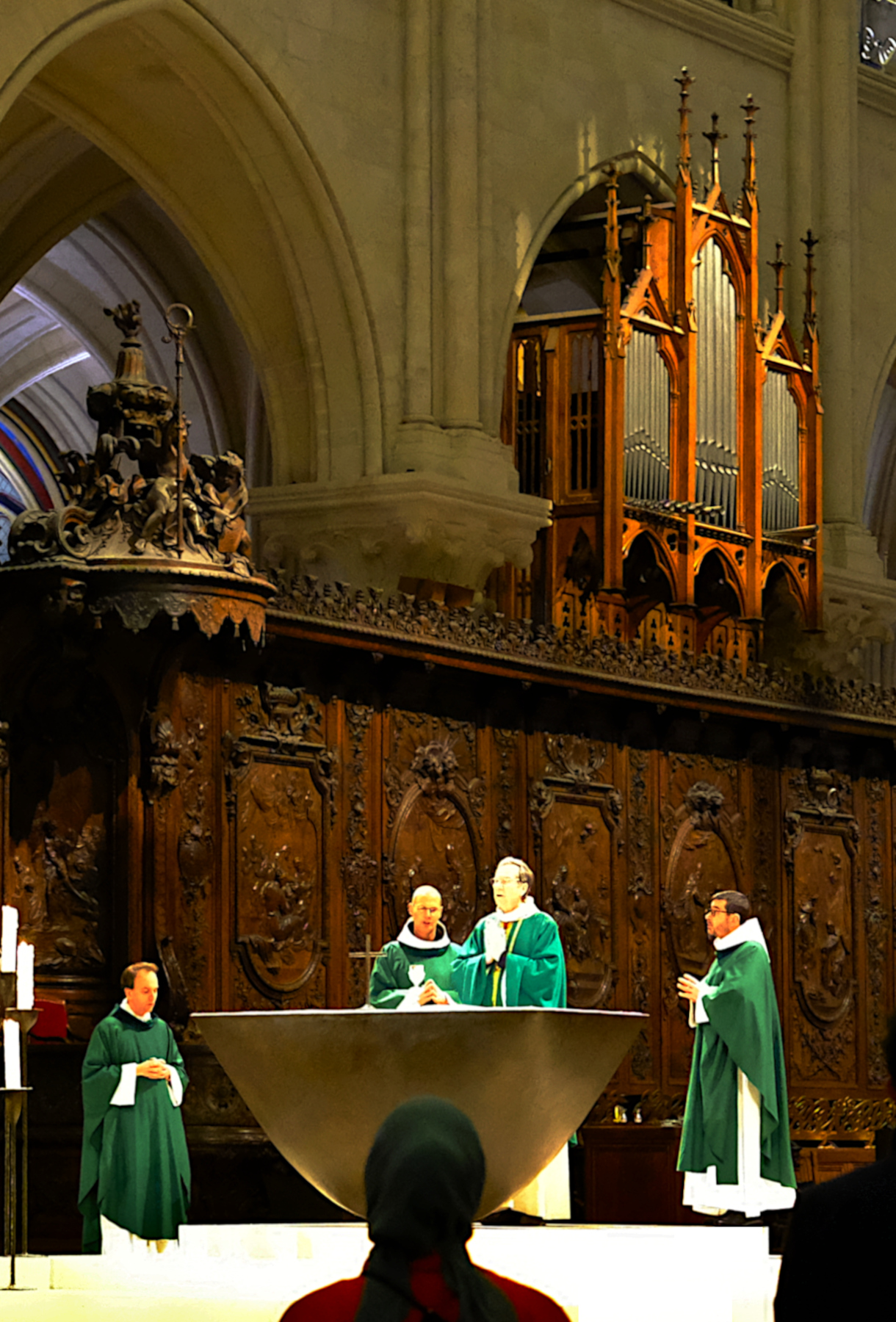
Office religieux à Notre-Dame en 2025.

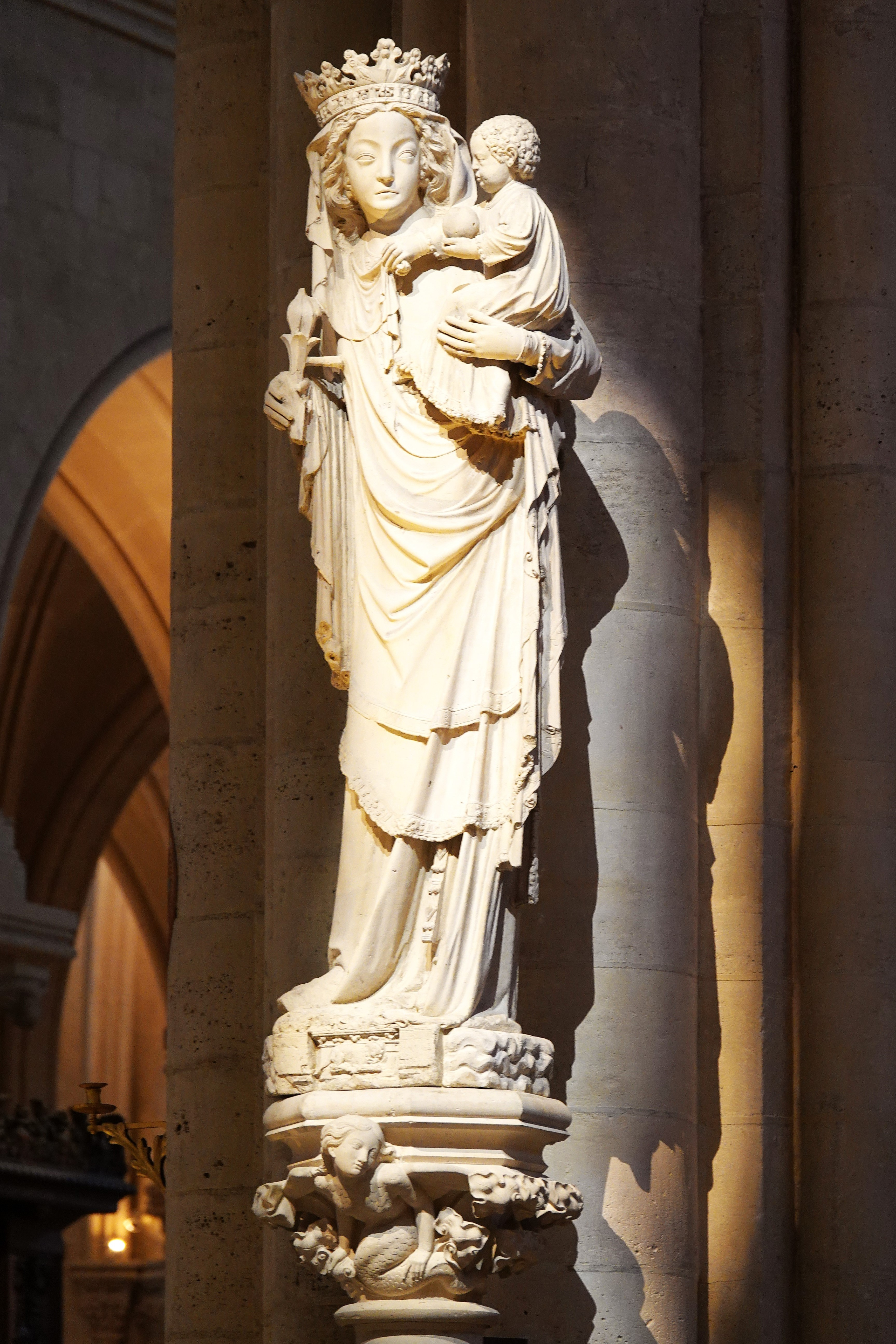
Vierge à l'Enfant, dite Notre Dame de Paris ou Vierge du pilier en 2024.

Notre-Dame de Paris est l'une des cinq basiliques mineures de Paris,.
Érigée en basilique le 27 février 1805 par une bulle du pape Pie VII, en pleine période de « recharge sacrale », elle est la deuxième basilique mineure du Nord de la France après celle de Notre-Dame du Folgoët instituée en 1427.

### Liste des responsables successifs
Notre-Dame de Paris dépend de l'archidiocèse de Paris, mais contrairement aux lieux de culte catholique qui dépendent généralement d'une paroisse, la cathédrale Notre-Dame de Paris, située sur le territoire de la paroisse Saint-Louis-en-l'Île, n'est pas un lieu de culte de cette paroisse.
Son responsable n'a donc pas le titre de « curé de la paroisse » mais de « recteur-archiprêtre de la basilique métropolitaine Notre-Dame de Paris ». Cette charge est exercée depuis le 1er septembre 2022 par Olivier Ribadeau Dumas.
Depuis 1967, huit recteurs archiprêtres se sont succédé :
- 1967 – 1983 : Émile Berrar
- 1983 – 1990 : Jacques Perrier
- 1990 – 1995 : Michel Guyard
- 1995 – 2001 : Claude Rechain
- 2001 – 2003 : Jean-Yves Riocreux
- 2003 – 2016 : Patrick Jacquin
- 2016 – 2022 : Patrick Chauvet
- Depuis 2022 : Olivier Ribadeau Dumas

### Offices liturgiques et célébrations religieuses
Depuis sa réouverture au culte, la cathédrale accueille à nouveau des offices religieux quotidiens. En semaine, la messe est célébrée trois fois par jour, à 8h (à 8h30 le samedi), 12h et 18h. Le dimanche, quatre messes sont habituellement proposées : à 8h30, 10h (en grégorien), 11h30, et à 18h, cette dernière étant souvent célébrée par l’archevêque de Paris.
Outre la célébration de l’Eucharistie, l’Office divin rythme également la vie liturgique de la cathédrale : les Vêpres sont chantées quotidiennement à 17h30 (à 17h15 le samedi et le dimanche), et les Laudes sont célébrées chaque dimanche à 9h30. 
D’autres temps de prière et de dévotion sont proposés tout au long de la semaine, notamment l’Angélus trois fois par jour, la récitation du chapelet du lundi au samedi à 15h, ainsi que l’adoration eucharistique le jeudi soir. Le sacrement de la réconciliation est également proposé à la cathédrale : du lundi au samedi, des prêtres assurent les confessions de 10h à 12h et de 14h à 18h, et le dimanche de 16h à 18h.
En incluant les célébrations dominicales, les fêtes liturgiques et les grandes cérémonies diocésaines, plus de 2 000 offices et célébrations religieuses ont lieu chaque année sous les voûtes de la cathédrale, dont environ 1 200 sont animés par la maîtrise. 

## Tourisme

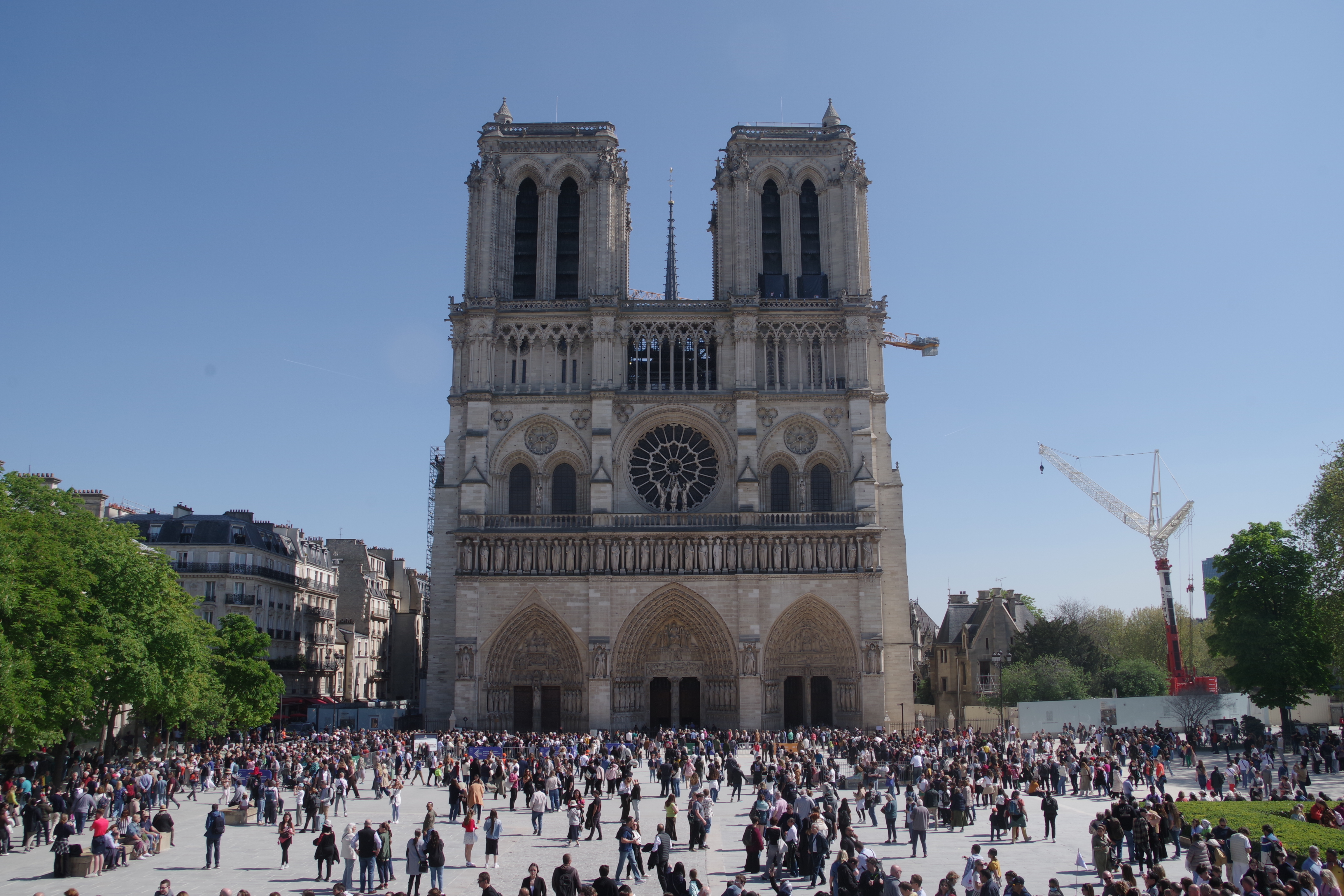
Foule sur le parvis de la Cathédrale.

Notre-Dame de Paris est, avec environ vingt millions de pèlerins et visiteurs par an, dont quatorze millions entrant dans la cathédrale, records atteints en 2012,, le monument le plus visité de France (devant la basilique du Sacré-Cœur de Montmartre, le musée du Louvre, le parc du château de Versailles et la tour Eiffel) et d'Europe ; soit une moyenne de plus de 30 000 personnes par jour. La cathédrale fait ainsi partie des sites victimes de leur succès, générant un « surtourisme ». Avant l'incendie de 2019, les jours de grande affluence, ce sont plus de 50 000 pèlerins et visiteurs qui y pénétraient, générant des « files d'attentes incroyables », selon Jean-François Rial, PDG de Voyageurs du monde et président de l'Office de tourisme de Paris, alors que la basilique de Saint-Denis, qui selon lui « vaut largement Notre-Dame », est très peu visitée.

## Illuminations
Selon Maurice Garçon, l'édifice, avec ses creux et ses saillants, est conçu pour être éclairé par la lumière solaire. L'éclairage artificiel, venant du sol, inverse l'ordre des ombres.

## Environnement
D'autre part, la cathédrale constitue pour l'Institut national de l'information géographique et forestière (IGN) un site Nouvelle triangulation de la France (NTF) d'ordre 5, le centre de la croix au sommet de sa flèche étant un point géodésique, c'est-à-dire qu'on connaît avec précision ses coordonnées géographiques (600 985,75 m, 128 058,65 m en Lambert I), et son altitude (126,7 m en NGF - IGN69).

## Notre-Dame de Paris dans les arts et la culture

### Peinture

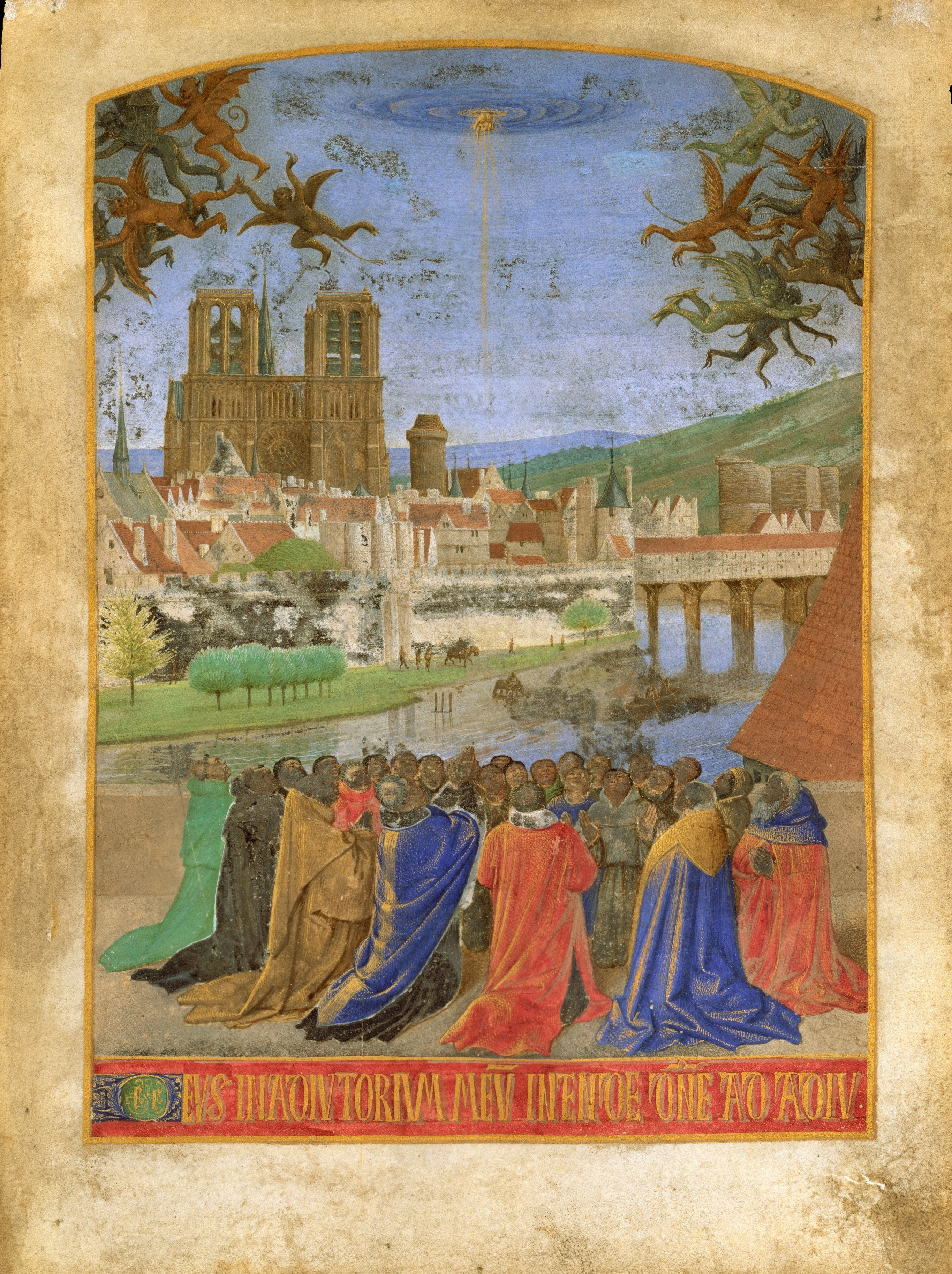
Notre-Dame de Paris dans une enluminure de Jean Fouquet (XVe siècle) : La Main de Dieu protégeant les fidèles - Heures d'Étienne Chevalier, New York, The Metropolitan Museum of Art.

- Plusieurs miniatures extraites du Livre d'heures d'Étienne Chevalier de Jean Fouquet (entre 1452 et 1460) : La Main de Dieu protégeant les fidèles (Metropolitan Museum of Art), où la flèche est bien visible, La Scène (musée Condé, Chantilly) la représente à nouveau par une porte, Le Miracle de saint Vrain (Musée Marmottan Monet) est une vue intérieure et la Pietà (musée Condé) en représente le chevet. Au début de ce même XVe siècle, la cathédrale a déjà été représentée au fond de la miniature de La Rencontre des mages (f.51) des Très Riches Heures du duc de Berry (Musée Condé).
- Le Sacre de Napoléon : tableau de Jacques-Louis David. La scène se déroule dans le chœur de la cathédrale tel qu'il se présentait à l'époque, avec la décoration des colonnes conçue par Robert de Cotte à la charnière des XVIIe et XVIIIe siècles (Musée du Louvre).
- Plus tard au XIXe siècle, la cathédrale apparaît à l'arrière-plan de La Liberté guidant le peuple d'Eugène Delacroix et de Seule au monde puis de La Bohémienne de William Bouguereau.
- Achille Laugé, André Cottavoz, Pierre Dumont, Albert Lebourg, Françoise Chamska, Frank-Will, Éliane Petit de La Villéon, Victor Jean Desmeures, Maurice Asselin, Alain Mongrenier, Franz Priking, Eugène Thiery, comme beaucoup d'autres, sont des artistes du XXe siècle ayant peint Notre-Dame de Paris. Henri Matisse est par exemple l'auteur d'une Notre-Dame vers 1900 puis d'une Vue de Notre-Dame en 1914. Henri Rousseau signe Notre-Dame vue du quai Henri IV en 1909 et Marc Chagall Le Monstre de Notre-Dame en 1953.

### Littérature

#### Roman
Notre-Dame de Paris est le titre d'un roman de Victor Hugo publié en 1831 : la cathédrale constitue un personnage à part entière, qui relie Quasimodo, le sonneur difforme, la danseuse gitane dite la Esmeralda, et le prêtre Claude Frollo. Victor Hugo y évoque un incendie de la cathédrale. Ce roman est à la fois une histoire de compassion et d'héroïsme, et, face au projet de démolition dû à l'état de délabrement de l'édifice, un appel salvateur de Victor Hugo pour sa restauration. Le roman de Victor Hugo a donné lieu à de multiples adaptations cinématographiques, scéniques et télévisuelles.
- Apparitions de la cathédrale dans d'autres romans :
  - Les Anges et les Faucons (1994) de Patrick Grainville
  - Les Chevaliers du Christ (1997) d'Henri Pigaillem
  - Les Proscrits (1831) d'Honoré de Balzac
  - L'Envers de l'histoire contemporaine (1848) d'Honoré de Balzac
  - Les Fileurs de Pierre (2020) de Benoît Abtey

### Théâtre
L'image de Joseph Staline traversant la cathédrale à cheval est utilisée dans Nekrassov, comédie parodique du maccarthysme à la française, présentée en 1955 par Jean-Paul Sartre, le héros étant un escroc qui pour échapper à la police et la prison se fait passer pour un ministre soviétique en fuite, qui dispose d'un plan d'invasion de la France par l'URSS.

#### Bande dessinée
- Didier Convard, Chats, tome 1 : Not' Dam, Glénat, 1992  (ISBN 978-2-723-46966-1).
- Jacques Martin et Yves Plateau, Les voyages de Jhen : Paris : Tome 1, Casterman, coll. « 6 ans et plus », 2006, 55 p. (ISBN 978-2-203-32221-9).
- Serge Saint-Michel, Notre-Dame de Paris, Signe, coll. « Des monuments & des hommes », 2009, 54 p. (ISBN 978-2-7468-1586-5).
- Victor Hugo, Notre-dame de Paris - Victor Hugo - Les incontournables de la littérature en BD, Grenoble, Glénat, 2010, 60 p. (ISBN 978-2-35710-085-5).
- Catherine de Lasa et Lhermey Claire, La très belle histoire de Notre-Dame de Paris, Paris, Téqui, coll. « Les petits pâtres », 2013, 31 p. (ISBN 978-2-7403-1770-9).
- Joël Alessandra et Elodie Font, Dans les coulisses Notre-Dame de Paris, Paris, éditions Jungle, coll. « Dans les coulisses », 2017, 107 p. (ISBN 978-2-8222-2157-3).
- Yvon Bertorello, Arnaud Delalande, Stéphane Bern et Cédric Fernandez, Notre-Dame de Paris - La nuit du feu, Grenoble, Glénat, 2020, 64 p. (ISBN 978-2-344-04109-3).

#### Poésie

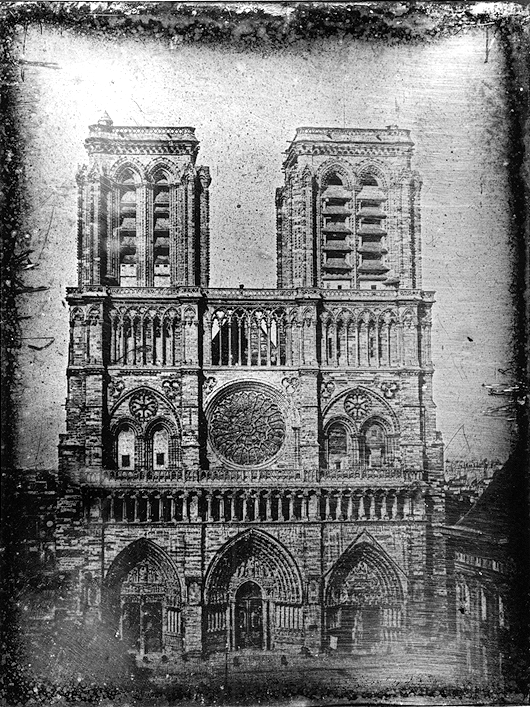
Daguerréotype de la cathédrale, vers 1840, réalisé par Noël Paymal Lerebours.

Gérard de Nerval publie en 1832 un poème intitulé « Notre-Dame de Paris » :
Notre-Dame est bien vieille : on la verra peut-être

Enterrer cependant Paris qu’elle a vu naître ;

Mais, dans quelque mille ans, le Temps fera broncher

Comme un loup fait un bœuf, cette carcasse lourde,

Tordra ses nerfs de fer, et puis d'une dent sourde

Rongera tristement ses vieux os de rocher !

Bien des hommes, de tous les pays de la terre,

Viendront, pour contempler cette ruine austère,

Rêveurs, et relisant le livre de Victor :

Alors, ils croiront voir la vieille basilique,

Toute ainsi qu'elle était, puissante et magnifique,

Se lever devant eux comme l'ombre d'un mort !
— Gérard de Nerval, Odelettes
- Escalader la nuit (2011) – Par Sophie Nauleau. Une ascension radiophonique et poétique de la flèche de Notre-Dame de Paris. France Culture - Atelier de la création[232] [audio]

Prix de l'œuvre de l'année 2012 décerné par la SCAM.

#### Jeunesse
- Aton et Sophie à la découverte de Notre-Dame (Viviane Allard) ;
- Énigme à Notre-Dame (Hélène Laserre) ;
- La Marmotte de Notre-Dame (Philippe Legendre-Kvater) ;
- Les Brigands de la Saint-Michel (Jean-Marc Soyez) ;
- Notre-Dame de Paris (Marguerite Grassioulet) ;
- Simon, bâtisseur de cathédrales (Jacqueline Mirande) ;
- La nuit des Zéfirottes (Claude Ponti) ;
- Vango (Timothée de Fombelle).

#### Ouvrages documentaires
- Autour de Notre-Dame, 1970, (ASIN B00KZNE20G).
- Collectif, André Vingt-Trois et Joseph Dore (Séries Editor), Notre-Dame de Paris, Strasbourg/Paris, Place Victoires/Nuée Bleue, coll. « La grâce d'une cathédrale », 2012, 501 p. (ISBN 978-2-8099-0798-8).
- Bénédicte de Metz, Je visite Notre-Dame de Paris, Le Sénevé, coll. « Jeunesse », 2012 (ISBN 978-2-35770-005-5).
- Thierry Crépin-Leblond et Bernard Galland (Photographies), Paris Notre-Dame : Nouvelle édition, Éditions du Patrimoine, coll. « Cathédrales de France », 2014, 96 p. (ISBN 978-2-7577-0403-5).
- František Zvardon, Notre Dame de Paris : Au carrefour des cultures, Strasbourg, Éditions du Signe, coll. « Beau Livre », 2018, 158 p. (ISBN 978-2-7468-3667-9).
- Francis Lecompte et Jacques Guillard (Photographies), Notre-Dame de Paris, île de la Cité et île Saint-Louis, Issy-les-Moulineaux, Charles Massin, coll. « Guide découverte du patrimoine », 2019, 191 p. (ISBN 978-2-7072-1030-2).
- Jannic Durand, Anne Dion-Tenenbaum, Michèle Bimbenet-Privat, Florian Meunier, Le trésor de Notre-Dame de Paris - Des origines à Viollet-le-Duc, catalogue de l'exposition éponyme au musée du Louvre présentée du 19 octobre 2023 au 29 janvier 2024, éditions Hazan, 2023, 336 p.  (ISBN 9782754113526).

### Chanson
- Notre-Dame de Paris (Paul Burani et Alfred Isch-Wall – m : Francis Chassaigne) ; c. 1870[233].
- Notre-Dame de Paris, chanson (Édith Piaf)[233].
- Au Pied Des Tours De Notre-Dame (Francis Carco, différents interprètes)[233].
- Les cloches de Notre-Dame (Léo Ferré)[233].
- Les nuits de Notre-Dame (Suzy Solidor)[233].
- Oct. 61 (La Tordue)[233].
- Sous les voûtes de Notre-Dame, tiré du spectacle La Dame de Pierre.
- Notre-Dame de Paris, Comédie musicale (Hélène Ségara, Daniel Lavoie, Garou, Bruno Pelletier, Patrick Fiori, Luck Mervil, Julie Zenatti - Luc Plamondon et Richard Cocciante[233]).
- Stolen Car : Mylène Farmer et Sting 2015 : le clip du titre laisse découvrir Notre-Dame de Paris et les quais de la Seine.
- Notre-Dame Mélancolie (Damien Saez).
- La Dame en feu (Damien Saez).
- La Première Cathédrale : « […] C'est de l'Île-de-France que viennent les chênes et les peupliers [...] Les gens lèvent la tête où les architectes lancent les clochers. » Gilbert Bécaud interprète cette chanson depuis le parvis de la cathédrale Notre-Dame de Paris le soir de Noël 1976[234].

### Opéra
- Notre Dame, opéra romantique en deux actes, d'après un texte de Victor Hugo, par Franz Schmidt et Leopold Wilk (1902–1904, éd. Drei-Masken-Verlag, Munich). Création à Vienne, 1914.

### Télévision
- Notre-Dame de Paris, les secrets des bâtisseurs, docufiction en capture de mouvements de Emmanuel Blanchard, produit par Program 33, AT-Prod, Circus, SolidAnim et France Télévisions, diffusé en 2020.
- Des racines et des ailes, Les 850 ans de Notre-Dame, France 3, diffusé le 13 février 2013.
- Notre Dame de Paris : huit siècles de gloire, Radiodiffusion-télévision française, réalisé par Guy Labourasse, diffusé le 30 septembre 1963[235].

### Jeu vidéo
La cathédrale est évoquée et modélisée dans certains jeux vidéo, notamment ceux se déroulant à Paris. Elle est parfois le théâtre d'une mission ou d'une quête :
- dans TimeSplitters 2 (2002), le joueur incarne un soldat temporel et se retrouve dans la cathédrale en 1895, pour arrêter une armée de morts-vivants ;
- dans Civilization IV (2005) et Civilization V (2010), la cathédrale est considérée comme une « merveille », qui offre des avantages au premier joueur qui la construit dans la partie ;
- dans The Saboteur (2009), la cathédrale est le point central de la zone de jeu qui représente un Paris occupé par les nazis pendant la Seconde Guerre mondiale ;
- dans Remember Me (2013), la cathédrale est visible à certains points du jeu (sans pouvoir être explorée) au milieu d'un Paris néo-futuriste en 2084 ;
- dans Assassin's Creed Unity (2014), qui se déroule pendant la Révolution française, le joueur peut escalader et visiter virtuellement Notre-Dame de Paris[236]. Il a fallu deux ans pour modéliser la cathédrale. Cependant, il ne s'agit pas d'une reconstitution exacte et certains vitraux ou divers éléments, protégés contre la reproduction[réf. nécessaire], ont été repensés ;
- dans Eagle Flight (2016), le joueur incarne en réalité virtuelle un aigle en vue subjective dans un Paris que la nature a reconquis, sans présence humaine. Il est possible de voler à l'intérieur de la cathédrale ;
- dans Forge of Empires[237] ;
- dans Overwatch (2016), ajoutée dans le cadre de la mise à jour de février 2019, la carte de Paris permet au joueur d'observer la cathédrale en fond[238] ;
- dans Minecraft (2008), la cathédrale est construite (dernière mise à jour en 2020) de l'extérieur, l'intérieur restant vide ;
- dans Age of Empires IV (2021), la cathédrale est considérée comme une « merveille » avec la civilisation française.

## Accès
Le site est desservi par la ligne B et la ligne C du RER à la gare de Saint-Michel - Notre-Dame, par la ligne 4 du métro aux stations Saint-Michel et Cité, par la ligne 10 du métro à la station Cluny - La Sorbonne ainsi que par onze lignes de bus (21, 27, 38, 47, 63, 67, 86, 87, 96).

### Infographies et dossiers
- Gildas Des Roseaux, « Comment la cathédrale est partie en flammes », sur Le Figaro, 16 avril 2019 (consulté le 24 mai 2019).
- Gildas Des Roseaux et AFP, Reuters Agences, « Comment les pompiers ont sauvé Notre-Dame », sur Le Figaro, 18 avril 2019 (consulté le 24 mai 2019).
- Charles Jaigu, « Notre-Dame : nos photos exclusives du chantier du siècle », sur Le Figaro, 19 juillet 2019.
- « Notre-Dame de Paris : après le désastre, la reconstruction », sur Le Figaro, 19 juillet 2019.
- (Dossier) Juliette Chaignon, « Dernière couche pour les statues de Notre-Dame », sur Le Figaro, 4 mai 2021 (consulté le 5 mai 2021) : fin de la restauration des seize colosses de cuivre qui ornaient la flèche de la cathédrale.
- (Dossier) Christian Hartmann / Reuters, « Notre-Dame de Paris à l'heure de la grande réouverture », sur Le Figaro, 7 décembre 2024 (consulté le 11 décembre 2024) ; Réouverture des portes, ovation aux pompiers, éveil de l'orgue : les grands moments de la cérémonie de réouverture de Notre-Dame de Paris.

#### Articles dans leBulletin monumental
- Victor Mortet, « L'âge des tours et la sonnerie de Notre-Dame de Paris au XIIIe siècle et dans la première partie du XIVe », Bulletin Monumental, t. 67,‎ 1903, p. 34-63 (lire en ligne).
- Robert de Lasteyrie, « La date de la porte Sainte-Anne à Notre-Dame de Paris », Bulletin Monumental, t. 67,‎ 1903, p. 179-204 (lire en ligne).
- Victor Mortet, « L'ancien niveau de Notre-Dame de Paris et les portes secondaires de la façade méridionale (XIIe – XIVe siècles) », Bulletin Monumental, t. 68,‎ 1904, p. 149-159 (lire en ligne).
- Victor Mortet, « La loge aux maçons et la forge de Notre-Dame de Paris (XIIIe siècle) », Bulletin Monumental, t. 68,‎ 1904, p. 373-376 (lire en ligne).
- Marcel Aubert, « Les architectes de Notre-Dame de Paris, du XIIIe au XIXe siècle », Bulletin Monumental, t. 72,‎ 1908, p. 427-441 (lire en ligne).
- Marcel Aubert, « Quatre bas-reliefs du grand portail de Notre-Dame de Paris », Bulletin Monumental, t. 77,‎ 1913, p. 251-257 (lire en ligne).
- Alain Erlande-Brandenburg, « Le groupe épiscopal de Paris [compte-rendu] », Bulletin Monumental, t. 124, no 2,‎ 1966, p. 189-191 (lire en ligne).
- Michèle Beaulieu, « Les ornements liturgiques à Notre-Dame de Paris aux XIVe et XVe siècles », Bulletin Monumental, t. 125, no 3,‎ 1967, p. 261-274 (lire en ligne).
- Françoise Baron, « Le cavalier royal de Notre-Dame de Paris et le problème de la statue équestre au Moyen Âge », Bulletin Monumental, t. 126, no 2,‎ 1968, p. 141-154 (lire en ligne).
- Alain Erlande-Brandenburg, « Les remaniements du portail central à Notre-Dame de Paris », Bulletin Monumental, t. 129, no 4,‎ 1971, p. 241-248 (lire en ligne).
- Jacques Thiébaut, « Viollet-le-Duc et la restauration des portails occidentaux de Notre-Dame de Paris [compte-rendu] », Bulletin Monumental, t. 129, no 4,‎ 1971, p. 282-283 (lire en ligne).
- Alain Erlande-Brandenburg, « Nouvelles remarques sur le portail central de Notre-Dame de Paris », Bulletin Monumental, t. 132, no 4,‎ 1974, p. 287-296 (lire en ligne).
- Alain Erlande-Brandenburg et Dieter Kimpel, « La statuaire de Notre-Dame de Paris avant les destructions révolutionnaires », Bulletin Monumental, t. 136, no 3,‎ 1978, p. 213-266 (lire en ligne).
- Maryse Bideault, « Les croix triomphales de Notre-Dame de Paris et de la cathédrale de Chartres », Bulletin Monumental, t. 142, no 1,‎ 1984, p. 7-17 (lire en ligne).
- Anne Prache, « Les premiers arcs-boutants de Notre-Dame de Paris [compte-rendu] », Bulletin Monumental, t. 142, no 2,‎ 1984, p. 196-198 (lire en ligne).
- Bernard Fonquernie, « Cathédrale Notre-Dame de Paris, existence d'un décor polychrome sur les murs des bras nord et sud du transept », Bulletin Monumental, t. 143, no 1,‎ 1985, p. 65-66 (lire en ligne).
- Marcel Durliat, « La dérestauration du saint Marcel de Notre-Dame de Paris », Bulletin Monumental, t. 143, no 4,‎ 1985, p. 352-354 (lire en ligne).
- Chantal Hardy, « Les roses dans l'élévation de Notre-Dame de Paris », Bulletin monumental, t. 149, no 2,‎ 1991, p. 153-199 (lire en ligne).
- Jean Taralon, Annie Blanc, J. Devillard et L. Lenormand, « Observations sur le portail central et sur la façade occidentale de Notre-Dame de Paris », Bulletin Monumental, t. 149, no 4,‎ 1991, p. 341-432 (lire en ligne).
- Dany Sandron, « Les arcs-boutants du XIIe siècle à Notre-Dame de Paris [compte-rendu] », Bulletin Monumental, t. 156, no 3,‎ 1998, p. 305 (lire en ligne).
- Isabelle Isnard, « Les travaux à Notre-Dame de Paris à la fin du XIIIe siècle et au XIVe siècle [compte-rendu] », Bulletin Monumental, t. 156, no 3,‎ 1998, p. 305-307 (lire en ligne).
- Bernard Fonquernie, « Notre-Dame de Paris : Observations faites sur la galerie des Rois au cours de la campagne de travaux 1998-1999 », Bulletin Monumental, t. 157, no 4,‎ 1999, p. 347-354 (lire en ligne).
- Jannie Mayer, « Les premiers travaux de Lassus et Viollet-le-Duc à Notre-Dame de Paris : la galerie des Rois et les niches des contreforts de la façade ouest, 1844–1846 », Bulletin Monumental, t. 157, no 4,‎ 1999, p. 355-365 (lire en ligne).
- Illiana Kasarska, « Les sculptures du XIIe siècle au portail Sainte-Anne à Notre-Dame de Paris », Bulletin Monumental, t. 159, no 2,‎ 2001, p. 183-184 (lire en ligne).
- Illiana Kasarska, « Les portails de la façade de Notre-Dame de Paris », Bulletin Monumental, t. 159, no 2,‎ 2001, p. 184-185 (lire en ligne).
- Markus Schlicht, « La clôture du chœur de Notre-Dame de Paris », Bulletin Monumental, t. 159, no 3,‎ 2001, p. 26-265 (lire en ligne).
- Christian Freigang, « Notre-Dame de Paris : chapelles latérales et messes privées [compte-rendu] », Bulletin Monumental, t. 172, no 4,‎ 2014, p. 337 (lire en ligne).
- Yves Gallet, « Pratiques architecturales et science mathématique au XIIe siècle à Notre-Dame de Paris », Bulletin Monumental, t. 169, no 3,‎ 2011, p. 256-257 (lire en ligne).
- Yves Gallet, « Après l'incendie - Notre-Dame de Paris : Bilan, réflexions, perspectives », Bulletin Monumental, t. 177, no 3,‎ 2019, p. 211-218 (lire en ligne [PDF]).
- Andreas Hartmann-Vinich et Yves Gallet, « Découvertes à Notre-Dame - Réflexions sur la clef de voûte du bras sud du transept », Bulletin monumental, t. 179, no 3,‎ 2021, p. 301-304 (lire en ligne [PDF]).
- Yves Gallet, Christian Camerlynck et Hugues de Lambilly, « L'épaisseur des voûtes dans les cathédrales gothiques : Notre-Dame de Paris et Saint-Étienne de Sens », Bulletin Monumental, t. 180, no 4,‎ 2022, p. 344-349 (lire en ligne).
- Yves Gallet, « Notre-Dame de Paris : une nouvelle analyse de sa conception géométrique », Bulletin monumental, t. 181, no 3,‎ 2023, p. 255-257 (ISBN 978-2-36919-202-2).

#### Articles dansComptes rendus des séances de l'Académie des Inscriptions et Belles-Lettres
- Jean de Launay, « Pierre de Montreuil, architecte de Notre-Dame de Paris », Comptes rendus des séances de l'Académie des Inscriptions et Belles-Lettres, t. 57, no 2,‎ 1913, p. 101-103 (lire en ligne).
- Marcel Aubert, « Les anciennes églises épiscopales de Paris, Saint-Étienne et Notre-Dame, au XIe siècle et au début du XIIe », Comptes rendus des séances de l'Académie des Inscriptions et Belles-Lettres, t. 83, no 3,‎ 1939, p. 319-327 (lire en ligne).
- Jacques Thirion, « Les plus anciennes sculptures de Notre-Dame de Paris », Comptes rendus des séances de l'Académie des Inscriptions et Belles-Lettres, t. 114, no 1,‎ 1970, p. 85-112 (lire en ligne).

#### Articles dans laGazette des beaux-arts
- Eugène Viollet-le-Duc, « La flèche de Notre-Dame de Paris », Gazette des beaux-arts, t. VI,‎ 1860, p. 35-39 (lire en ligne).
- Émile Bellier de la Chavignerie, « Les Mays de Notre-Dame », Gazette des beaux-arts,‎ 1864, p. 457-469 (lire en ligne).
- Denis Jalabert, « La première flore gothique aux chapiteaux de Notre-Dame de Paris », Gazette des beaux-arts, 6e série, t. V,‎ 1er semestre 1931, p. 283-304 (lire en ligne).

#### Articles dans laRevue d'histoire de l'Église de France
- Jean Vallery-Radot, « Notre-Dame de Paris - Sa place dans l'histoire de l'architecture médiévale », Revue d'histoire de l'Église de France, t. 7, no 36,‎ 1921, p. 267-273 (lire en ligne).
- Jean Hubert, « Les origines de Notre-Dame de Paris », Revue d'histoire de l'Église de France, t. 50, no 147,‎ 1964, p. 5-26 (lire en ligne).
- Adrien Friedmann, « Notre-Dame et les paroisses de Paris au XIIIe siècle », Revue d'histoire de l'Église de France, t. 50, no 147,‎ 1964, p. 27-33 (lire en ligne).
- Gabriel Le Bras, « Synodes et conciles parisiens », Revue d'histoire de l'Église de France, t. 50, no 147,‎ 1964, p. 35-46 (lire en ligne).
- Pierre-Clément Timbal et Josette Metman, « Évêque de Paris et chapitre de Notre-Dame : la juridiction dans la cathédrale au Moyen Âge », Revue d'histoire de l'Église de France, t. 50, no 147,‎ 1964, p. 47-72 (lire en ligne).
- Astrik Ladislas Gabriel, « Les écoles de la cathédrale de Notre-Dame et le commencement de l'université de Paris », Revue d'histoire de l'Église de France, t. 50, no 147,‎ 1964, p. 73-98 (lire en ligne).
- Charles Samaran, « Les archives et la bibliothèque du chapitre de Notre-Dame », Revue d'histoire de l'Église de France, t. 50, no 147,‎ 1964, p. 99-107 (lire en ligne).
- Jean Leflon, « Notre-Dame de Paris pendant la Révolution », Revue d'histoire de l'Église de France, t. 50, no 147,‎ 1964, p. 109-124 (lire en ligne).
- Roger Limouzin-Lamothe, « La dévastation de Notre-Dame et de l'archevêché de Paris en février 1831 », Revue d'histoire de l'Église de France, t. 50, no 147,‎ 1964, p. 125-134 (lire en ligne).

#### Bases de données et dictionnaires
- Site officiel
- Ressources relatives à l'architecture :   - Mérimée
  - PSS
  - The Skyscraper Center
  - Structurae
- Ressources relatives à la religion :   - Clochers de France
  - GCatholic.org
  - Observatoire du patrimoine religieux
- Ressources relatives aux beaux-arts :   - Panorama de l'art
  - Smarthistory
  - Union List of Artist Names
- Ressource relative à la bande dessinée :   - Comic Vine
- Ressource relative à l'audiovisuel :   - France 24
- Ressource relative à la musique :   - MusicBrainz
- Notices dans des dictionnaires ou encyclopédies généralistes :   - Britannica
  - Brockhaus
  - Den Store Danske Encyklopædi
  - Gran Enciclopèdia Catalana
  - Internetowa encyklopedia PWN
  - Store norske leksikon
  - Universalis
- Notices d'autorité :   - VIAF
  - ISNI
  - BnF (données)
  - IdRef
  - LCCN
  - GND
  - Espagne
  - Israël
  - Suède
  - Vatican
  - Norvège
  - Tchéquie
  - Lettonie
  - Brésil

#### Autres liens externes
- Tours de la cathédrale
- Crypte archéologique du Parvis Notre-Dame
- Notre-Dame de Paris - The Gothic Cathedral, une galerie Flickr
- Notre-Dame de Paris : un grand Orgue célèbre, historique
- BnF - Passerelle(s) : La cathédrale Notre-Dame de Paris
- Les inhumations à la cathédrale Notre-Dame de Paris
- « Journal quotidien des travaux effectués à la cathédrale Notre-Dame de Paris, de 1844 à 1865, sous la direction d'Eugène Viollet-le-Duc et Jean-Baptiste Lassus » sur Médiathèque du patrimoine et de la photographie

### Remarques
1. ↑  Remarque 1 : Aucun texte ne permet de préciser la date de construction de la flèche. Dans leur livre, Description de Notre-Dame, cathédrale de Paris, p. 8, Ferdinand de Guilhermy et Eugène Viollet-le-Duc indiquent qu'un incendie a eu lieu entre 1235 et 1240 détruisant les charpentes supérieures des galeries ainsi que la seconde volée des arcs-boutants. Dany Sandron écrit que la cathédrale a été profondément remaniée en 1220–1230 avec l'agrandissement des fenêtres hautes de la nef centrale qui a nécessité le surhaussement des murs gouttereaux afin de mettre en place des chéneaux pour recueillir les eaux de pluie du toit et évacuer les eaux par les volées des arcs-boutants, qui ont été reconstruits après un incendie d'après Viollet-le-Duc, creusées en gouttières vers les gargouilles. Cette transformation peut expliquer l'achèvement tardif des tours de la cathédrale, vers 1240. En même temps ont été ajoutées des chapelles entre les culées des contreforts de la nef centrale, qui ont entraîné l'ajout de nouvelles façades des croisillons nord et sud du transept pour les aligner sur les chapelles, par Jean de Chelles, puis Pierre de Montreuil, à partir de 1258 avec les grandes roses. Il propose d'associer la construction de la flèche de la croisée du transept avec une charpente couverte de plomb à la construction des nouvelles façades du transept, avant la continuation des travaux dans le chœur et le chevet. Viollet-le-Duc date la construction de la flèche du début du XIIIe siècle, d'après le décor de crochets d'un chapiteau de poinçon. L'analyse dendrochronologique de bois pouvant provenir de la souche de la flèche médiévale donne une date plus tardive pour la mise en œuvre : les années 1290. Dany Sandron émet l'hypothèse que la construction de la flèche avait pour but de réaffirmer la prééminence de la cathédrale par rapport à toutes les églises de Paris, et en particulier de la Sainte-Chapelle consacrée en 1248, dont la flèche avait une hauteur supérieure aux tours de Notre-Dame. Avec ses 83 mètres de hauteur, la flèche de la croisée de Notre-Dame n'était dépassée que par les 86 mètres de la flèche en pierre de la basilique Saint-Denis.
2. ↑  Remarque 2 : Dans son article de 1860 sur la reconstruction de la flèche de la cathédrale, Eugène Viollet-le-Duc fait remarquer que la flèche médiévale existe encore en 1789 et n'est plus représentée à partir de 1797. Il attribue le démontage de la flèche pour des raisons de sécurité à l'architecte Étienne-Hippolyte Godde, inspecteur des travaux publics du département de la Seine à partir de 1801, responsable de Notre-Dame de Paris jusqu'en 1842. La souche de la flèche, en mauvais état, existait encore sous la toiture de la cathédrale en 1858.